# Olympische Geschichte Japans
| Gelbes Symbol für Goldmedaillen mit stilisierten Olympischen Ringen | Graues Symbol für Silbermedaillen mit stilisierten Olympischen Ringen | Braundes Symbol für Bronzemedaillen mit stilisierten Olympischen Ringen |
| ------------------------------------------------------------------- | --------------------------------------------------------------------- | ----------------------------------------------------------------------- |
| 159                                                                 | 163                                                                   | 193                                                                     |

Japan, dessen NOK, das Japanische Olympische Komitee (jap. 日本オリンピック委員会, Nippon orimpikku iinkai), 1911 gegründet wurde, nimmt seit 1912 an Olympischen Sommerspielen teil. 1948 wurde Japan nicht eingeladen, 1980 unterstützte Japan den Boykott der Spiele von Moskau.
Seit 1928 nehmen japanische Athleten an Olympischen Winterspielen teil. Wie auch bei den Sommerspielen wurde Japan 1948 nicht eingeladen. Jugendliche Athleten wurden zu allen bislang ausgetragenen Jugend-Sommer- und Jugend-Winterspielen entsandt.

## Allgemeines

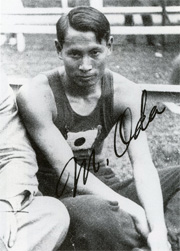
Oda Mikio, Japans erster Olympiasieger

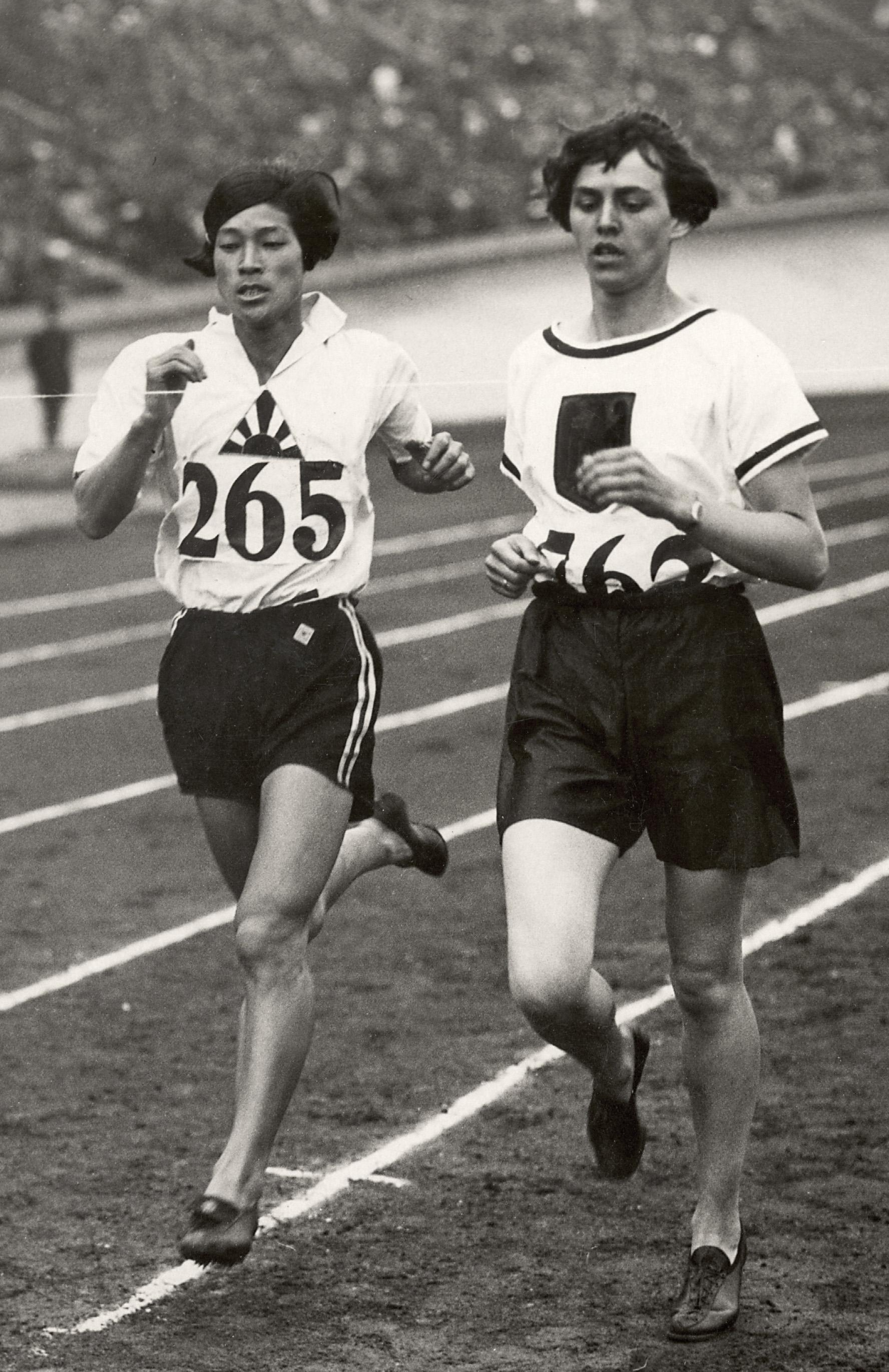
Zieleinlauf über 800 Meter 1928: Links Hitomi Kinue mit Silber, rechts die Siegerin Lina Radke (GER)

Mit zwei Leichtathleten als Mitglieder der Olympiamannschaft beginnt 1912 in Stockholm Japans olympische Geschichte. Der erste japanische Olympionike war am 6. Juli 1912 der Sprinter Yahiko Mishima. Die erste Frau aus Japan bei Olympischen Spielen war am 30. Juli 1928 die Leichtathletin Hitomi Kinue.
Die ersten Winterolympioniken Japans waren am 14. Februar 1928 die Skilangläufer Minoru Nagata, Subaru Takahashi, Sakuta Takefushi und Asō Takeharu. Als erste japanische Frau bei Winterspielen ging am 11. Februar 1936 die Eiskunstläuferin Etsuko Inada an den Start.
Japan gehört zu den erfolgreichen Teilnehmernationen bei Olympischen Spielen. Im Judo ist Japan die führende Nation. Hier wurden bislang 39 Olympiasieger gestellt. In der Anzahl der Medaillen ist Japan im Turnen noch erfolgreicher. 98 Medaillen stehen bis 2018 zu Buche, im Judo wurden bislang 84 Medaillen gewonnen. Auch im Schwimmen (80 Medaillen, 22 Olympiasiege) und im Ringen (69 Medaillen, 32 Olympiasiege) zählt Japan zu den stärksten Nationen. Die meisten Olympiasiege bei Winterspielen gelangen mit vier Goldmedaillen im Eisschnelllauf. 21 Medaillen wurden hier gewonnen, auch in dieser Hinsicht die meisten bei Wintersportarten.
Japans erfolgreichste Teilnahme an Sommerspielen waren die heimischen Sommerspiele von Tokio 1964 und die Spiele von Athen 2004 mit jeweils 16 Olympiasiegen. Erfolgreicher in der Anzahl der gewonnenen Medaillen insgesamt waren die Spiele von Rio de Janeiro 2016. Hier gewannen japanische Athleten insgesamt 41 Medaillen. Die erfolgreichsten Winterspiele waren die Spiele von Nagano 1998. Hier gelangen die meisten Olympiasiege (5) und wurden die meisten Medaillen gewonnen (10).
Die erste Medaille für Japan gewann am 23. August 1924 der Tennisspieler Ichiya Kumagase mit Silber im Herren Einzel. Den ersten Olympiasieg schaffte am 2. August 1928 der Leichtathlet Oda Mikio, der den Dreisprung gewann. Die erste Japanerin mit einer olympischen Medaille war Hitome Kinue, die am gleichen Tag Silber über 800 Meter gewann. Die erste japanische Olympiasiegerin war am 11. August 1936 die Schwimmerin Hideko Maehata, die den Wettbewerb über 200 Meter Brust gewinnen konnte.
Bei Winterspielen gewann Chiharu Igaya die erste olympische Medaille. Am 31. Januar 1956 gewann er Silber im Slalom. Erster Olympiasieger im Wintersport war am 6. Februar 1972 der Skispringer Yukio Kasaya, der das Springen von der Normalschanze gewann. Die Eisschnellläuferin Seiko Hashimoto war am 12. Februar 1992 die erste Frau Japans mit einer olympischen Medaille bei Winterspielen. Freestyle-Skifahrerin Tae Satoya wurde am 11. Februar 1998 auf der Buckelpiste Japans erste Winterolympiasiegerin.
Die erste Olympiamannschaft von 1912 bestand nur aus zwei Athleten. 1932 in Los Angeles nahmen erstmals über 100 Japaner teil, 1936 erstmals über 200. Die größte Delegation, 336 Athleten, gingen 2016 in Rio de Janeiro an den Start. Die meisten Winterathleten nahmen 1998 bei den heimischen Winterspielen in Nagano teil. Es traten 156 Athleten an.
Tsunekazu Takeda, ein ehemaliger Springreiter, der 1972 in München und 1976 in Montreal teilnahm, wurde 2012 zum IOC-Mitglied gewählt. Er ist Mitglied der Kommissionen für die Koordinierung der Olympischen Winterspiele 2018, der Koordination der Olympischen Sommerspiele 2024 und Vorsitzender der Kommission für Marketing. Mit dem ehemaligen Skirennfahrer Chiharu Igaya und dem ehemaligen Fußballspieler Shun’ichirō Okano sind seit 2012 zwei ehemalige japanische IOC-Mitglieder jetzt Ehrenmitglieder.

## Bewerbungen und Ausrichtungen der Olympischen Spiele

### Bewerbungen

#### Sommerspiele
Neben Tokio haben sich auch die japanischen Großstädte Osaka und Nagoya um die Ausrichtung von Olympischen Sommerspielen beworben.
Die erste Bewerbung Tokios war erfolgreich. Schon im ersten Wahlgang auf der 35. IOC-Session in Berlin bekam Tokio den Zuschlag zur Ausrichtung der 12. Olympischen Spiele 1940. Tokio musste die Spiele wegen des Ausbruchs des Zweiten Japanisch-Chinesischen Krieges 1937 zurückgeben. Schließlich konnten die Spiele, die nun in Helsinki stattfinden sollten, auf Grund des Zweiten Weltkrieges nicht durchgeführt werden.
Die nächste Bewerbung erfolgte für die 17. Olympischen Spiele 1960. Tokio schied mit nur vier Stimmen schon im ersten Wahlgang aus. Die Bewerbung für die darauf folgenden 18. Olympischen Spiele 1964 verlief erfolgreich. Tokio konnte sich im ersten Wahlgang gegenüber Detroit durchsetzen.
Für die Ausrichtung der 24. Olympischen Spiele 1988 reichte Nagoya seine Bewerbung ein. Man unterlag schon im ersten Wahlgang der südkoreanischen Hauptstadt Seoul. Osaka wollte die 29. Olympischen Spiele 2008 ausrichten, scheiterte mit seiner Bewerbung jedoch schon im ersten Wahlgang.
Im zweiten Wahlgang scheiterte Tokio bei der Bewerbung um die Ausrichtung der 31. Olympischen Spiele 2016. Die Bewerbung für die folgenden 32. Olympischen Spiele 2020 verlief erfolgreich. Im zweiten Wahlgang setzte sich Tokio gegen Istanbul durch.

#### Winterspiele
Mit Sapporo und Nagano bewarben sich zwei japanische Städte um die Ausrichtung Olympischer Winterspiele.
In den früheren Jahren war es üblich, dass das Land, das die Sommerspiele ausrichtete, auch nach Möglichkeit die Winterspiele im gleichen Jahr ausrichtete. Die Sommerspiele 1940 waren an Tokio vergeben worden, Sapporo wurde als Austragungsort der Winterspiele ausgewählt. Wie auch Tokio musste Sapporo die Spiele zurückgeben, die neu an St. Moritz vergeben wurden. nach Streitigkeiten mit dem IOC wurde Garmisch-Partenkirchen, Ausrichter der Winterspiele von 1936, ausgewählt. Auch die Winterspiele von 1940 fielen dem Zweiten Weltkrieg zum Opfer.
Sapporo bewarb sich dann wieder für die Ausrichtung der 10. Olympischen Winterspiele 1968. Man scheiterte schon im ersten Wahlgang. Die Bewerbung 1972 war dann erfolgreich. Man erreichte die erforderliche Mehrheit schon im ersten Wahlgang. Im zweiten Wahlgang scheiterte Sapporo bei der Bewerbung um die Ausrichtung der 14. Olympischen Winterspiele 1984.
Mit Nagano bewarb sich eine weitere Stadt um die Ausrichtung von Winterspielen. Die Bewerbung für die Ausrichtung der 18. Olympischen Winterspiele 1998 war erst im vierten Wahlgang erfolgreich.

### Ausrichtung
Die ersten Olympischen Spiele auf asiatischem Boden waren die Sommerspiele von 1964 in Tokio. 5151 Athleten aus 93 Ländern nahmen teil. Die Wettkämpfe fanden vom 10. bis zum 24. Oktober 1964 statt. Die Segelwettbewerbe wurden vor Enoshima ausgerichtet, in Hachiōji die Bahnradwettbewerbe. Eröffnet wurden die Spiele durch den Kaiser Hirohito. Das olympische Feuer wurde durch Yoshinori Kasai entzündet, den olympischen Eid sprach der Kunstturner Takashi Ono.
Die Winterspiele von 1972 waren die ersten Olympischen Winterspiele auf asiatischem Boden. 1006 Athleten aus 35 Ländern gingen an den Start. Die Wettkämpfe fanden vom 3. bis zum 13. Februar 1972 in Sportstätten in und um Sapporo statt. Eröffnet wurden auch die Spiele von Sapporo durch Kaiser Hirohito. Das olympische Feuer entzündete der Hikeki Takada. Den olympischen Eid für die Sportler sprach der Eisschnellläufer Keiichi Suzuki, den für die Kampfrichter Fumio Asaki, ein Wertungsrichter im Skispringen.
Die Winterspiele von 1998 fanden vom 7. bis zum 22. Februar 1998 in Nagano statt. 2302 aus 68 Ländern nahmen teil. Eröffnet wurden die Spiele durch Kaiser Akihito. Das olympische Feuer wurde durch die Eiskunstläuferin Midori Itō entzündet. Den olympischen Eid für die Sportler sprach der nordische Kombinierer Kenji Ogiwara, den für die Kampfrichter, Wertungsrichterin im Eiskunstlauf.
Die Olympischen Spiele 2020, die in Tokio stattfanden, sollten bereits vom 24. Juli 2020 bis 9. August 2020 stattfinden. Aufgrund der weltweiten COVID-19-Pandemie wurden sie auf das Jahr 2021 verschoben, so dass sie vom 23. Juli 2021 bis zum 8. August 2021 stattfanden. Man behielt trotzdem den Titel Olympische Spiele 2020 bei. Aufgrund der anhaltenden Pandemie fanden die Spiele ohne Zuschauer und ohne Angehörige der Athleten statt.

## Übersicht der Teilnahmen

### Sommerspiele
| Jahr      | Athleten           | Athleten           | Athleten           | Flaggenträger                | Medaillen          | Medaillen          | Medaillen          | Medaillen          | Medaillen          |
| Jahr      | Gesamt             | m                  | w                  | Flaggenträger                |                    |                    |                    | Gesamt             | Rang               |
| --------- | ------------------ | ------------------ | ------------------ | ---------------------------- | ------------------ | ------------------ | ------------------ | ------------------ | ------------------ |
| 1896–1908 | nicht teilgenommen | nicht teilgenommen | nicht teilgenommen | nicht teilgenommen           | nicht teilgenommen | nicht teilgenommen | nicht teilgenommen | nicht teilgenommen | nicht teilgenommen |
| 1912      | 2                  | 2                  | 0                  | Yahiko Mishima               |                    |                    |                    |                    |                    |
| 1920      | 15                 | 15                 | 0                  |                              |                    | 2                  |                    | 2                  | 17                 |
| 1924      | 19                 | 19                 | 0                  |                              |                    |                    | 1                  | 1                  | 23                 |
| 1928      | 40                 | 39                 | 1                  | Yonetaro Nakazawa            | 2                  | 2                  | 1                  | 5                  | 15                 |
| 1932      | 117                | 101                | 16                 | Oda Mikio                    | 7                  | 7                  | 4                  | 18                 | 5                  |
| 1936      | 152                | 136                | 16                 | Ōshima Kenkichi              | 6                  | 4                  | 8                  | 18                 | 8                  |
| 1948      | nicht teilgenommen | nicht teilgenommen | nicht teilgenommen | nicht teilgenommen           | nicht teilgenommen | nicht teilgenommen | nicht teilgenommen | nicht teilgenommen | nicht teilgenommen |
| 1952      | 69                 | 58                 | 11                 | Bunkichi Sawada              | 1                  | 6                  | 2                  | 9                  | 17                 |
| 1956      | 112                | 96                 | 16                 | Shōzō Sasahara Kunihiro Ohta | 4                  | 10                 | 5                  | 19                 | 10                 |
| 1960      | 162                | 142                | 20                 | Takashi Ono                  | 4                  | 7                  | 7                  | 18                 | 8                  |
| 1964      | 328                | 270                | 58                 | Makoto Fukui                 | 16                 | 5                  | 8                  | 29                 | 3                  |
| 1968      | 171                | 146                | 25                 | Yukio Endō                   | 11                 | 7                  | 7                  | 25                 | 3                  |
| 1972      | 184                | 148                | 36                 | Masatoshi Shinomaki          | 13                 | 8                  | 8                  | 29                 | 5                  |
| 1976      | 213                | 153                | 60                 | Katsutoshi Mekota            | 9                  | 6                  | 10                 | 25                 | 5                  |
| 1980      | nicht teilgenommen | nicht teilgenommen | nicht teilgenommen | nicht teilgenommen           | nicht teilgenommen | nicht teilgenommen | nicht teilgenommen | nicht teilgenommen | nicht teilgenommen |
| 1984      | 226                | 174                | 52                 | Shigenobu Murofushi          | 10                 | 8                  | 14                 | 32                 | 7                  |
| 1988      | 255                | 186                | 69                 | Mikako Kotani                | 4                  | 3                  | 7                  | 14                 | 14                 |
| 1992      | 256                | 175                | 81                 | Kumi Nakada                  | 3                  | 8                  | 11                 | 22                 | 17                 |
| 1996      | 307                | 157                | 150                | Ryōko Tani                   | 3                  | 6                  | 5                  | 14                 | 23                 |
| 2000      | 266                | 156                | 110                | Kōsei Inoue                  | 5                  | 8                  | 5                  | 18                 | 15                 |
| 2004      | 306                | 139                | 167                | Kyōko Hamaguchi              | 16                 | 9                  | 12                 | 37                 | 5                  |
| 2008      | 332                | 167                | 165                | Ai Fukuhara                  | 9                  | 7                  | 9                  | 25                 | 8                  |
| 2012      | 291                | 136                | 155                | Saori Yoshida                | 7                  | 14                 | 17                 | 38                 | 11                 |
| 2016      | 336                | 171                | 164                | Keisuke Ushiro               | 12                 | 8                  | 21                 | 41                 | 6                  |

### Winterspiele
| Jahr | Athleten           | Athleten           | Athleten           | Flaggenträger         | Medaillen          | Medaillen          | Medaillen          | Medaillen          | Medaillen          |
| Jahr | Gesamt             | m                  | w                  | Flaggenträger         |                    |                    |                    | Gesamt             | Rang               |
| ---- | ------------------ | ------------------ | ------------------ | --------------------- | ------------------ | ------------------ | ------------------ | ------------------ | ------------------ |
| 1924 | nicht teilgenommen | nicht teilgenommen | nicht teilgenommen | nicht teilgenommen    | nicht teilgenommen | nicht teilgenommen | nicht teilgenommen | nicht teilgenommen | nicht teilgenommen |
| 1928 | 6                  | 6                  | 0                  | Takahashi Subaru      |                    |                    |                    |                    |                    |
| 1932 | 16                 | 16                 | 0                  |                       |                    |                    |                    |                    |                    |
| 1936 | 31                 | 30                 | 1                  | Oimatsu Kazuyoshi     |                    |                    |                    |                    |                    |
| 1948 | nicht teilgenommen | nicht teilgenommen | nicht teilgenommen | nicht teilgenommen    | nicht teilgenommen | nicht teilgenommen | nicht teilgenommen | nicht teilgenommen | nicht teilgenommen |
| 1952 | 13                 | 13                 | 0                  |                       |                    |                    |                    |                    |                    |
| 1956 | 10                 | 10                 | 0                  | Hiroshi Yoshizawa     |                    | 1                  |                    | 1                  | 11                 |
| 1960 | 41                 | 36                 | 5                  | Junko Ueno            |                    |                    |                    |                    |                    |
| 1964 | 47                 | 41                 | 6                  | Sadao Kikuchi         |                    |                    |                    |                    |                    |
| 1968 | 61                 | 52                 | 9                  | Takaaki Kaneiri       |                    |                    |                    |                    |                    |
| 1972 | 85                 | 65                 | 20                 | Mineyuki Mashiko      | 1                  | 1                  | 1                  | 3                  | 11                 |
| 1976 | 58                 | 50                 | 8                  | Masaki Suzuki         |                    |                    |                    |                    |                    |
| 1980 | 50                 | 46                 | 4                  | Osamu Wakabayashi     |                    | 1                  |                    | 1                  | 15                 |
| 1984 | 39                 | 32                 | 7                  | Tadayuki Takahashi    |                    | 1                  |                    | 1                  | 15                 |
| 1988 | 48                 | 37                 | 11                 | Seiko Hashimoto       |                    |                    |                    |                    |                    |
| 1992 | 60                 | 40                 | 20                 | Tsutomu Kawasaki      |                    | 3                  |                    | 3                  | 15                 |
| 1994 | 59                 | 43                 | 16                 | Reiichi Mikata        |                    | 1                  | 2                  | 3                  | 19                 |
| 1998 | 156                | 92                 | 64                 | Hiroyasu Shimizu      |                    | 6                  | 2                  | 8                  | 16                 |
| 2002 | 103                | 59                 | 44                 | Eriko Sanmiya         | 2                  | 2                  | 4                  | 8                  | 13                 |
| 2006 | 110                | 58                 | 52                 | Jōji Katō             | 2                  | 4                  | 5                  | 11                 | 14                 |
| 2010 | 91                 | 48                 | 43                 | Tomomi Okazaki        | 5                  | 2                  | 4                  | 11                 | 7                  |
| 2014 | 111                | 48                 | 62                 | Ayumi Onodera         | 3                  | 4                  | 2                  | 9                  | 12                 |
| 2018 | 124                | 52                 | 72                 | Noriaki Kasai         | 4                  | 5                  | 4                  | 13                 | 11                 |
| 2022 | 124                | 49                 | 75                 | Arisa Gō Akito Watabe | 3                  | 6                  | 9                  | 18                 | 12                 |

## Übersicht der Sportarten

### Sommerspiele

#### Badminton
| Gelbes Symbol für Goldmedaillen mit stilisierten Olympischen Ringen | Graues Symbol für Silbermedaillen mit stilisierten Olympischen Ringen | Braundes Symbol für Bronzemedaillen mit stilisierten Olympischen Ringen |
| ------------------------------------------------------------------- | --------------------------------------------------------------------- | ----------------------------------------------------------------------- |
| 1                                                                   | 1                                                                     | 1                                                                       |

Seit der Einführung von Badminton als olympische Sportart 1992 nehmen japanische Badmintonspieler an olympischen Turnieren teil. 2008 konnte das Damendoppel Miyuki Maeda und Satoko Suetsuna das Halbfinale erreichen. Sie verloren das Halbfinale und auch das folgende Spiel um die Bronzemedaille. 2012 in London gab es dann durch das Damendoppel Mizuki Fujii und Reika Kakiiwa den ersten Medaillengewinn Japans im Badminton. In der Vorrunde verloren sie eines ihrer Spiele, gewannen dann ihre Viertel- und Halbfinalmatches. Das Finale gegen die Chinesinnen Tian Qing und Zhao Yunlei verloren sie in zwei Sätzen und erhielten somit die Silbermedaille.
2016 in Rio de Janeiro schaffte das Damendoppel Misaki Matsutomo und Ayaka Takahashi den ersten Olympiasieg Japans im Badminton. Nach drei Siegen in der Gruppenphase sowie Siegen im Viertel- und im Halbfinale ging es im Finale gegen das dänische Doppel Christinna Pedersen und Kamilla Rytter Juhl. Matsutomo und Takahashi gewannen das Duell in drei Sätzen. Im Einzel konnte Nozomi Okuhara ihre Gruppenspiele sowie Achtel- und Viertelfinale gewinnen. Im Halbfinale scheiterte sie an der Inderin P. V. Sindhu. Das Spiel um die Bronzemedaille ging kampflos an die Japanerin, da ihre Gegnerin, die Chinesin Li Xuerui, wegen einer im Halbfinale zugezogenen Knieverletzung nicht antreten konnte.
| Name                             | Spiele              | Disziplin   | Anmerkung          |
| -------------------------------- | ------------------- | ----------- | ------------------ |
| Misaki Matsutomo Ayaka Takahashi | 2016 Rio de Janeiro | Damendoppel | erster Olympiasieg |

| Name                       | Spiele      | Disziplin   | Anmerkung              |
| -------------------------- | ----------- | ----------- | ---------------------- |
| Mizuki Fujii Reika Kakiiwa | 2012 London | Damendoppel | erster Medaillengewinn |

| Name           | Spiele              | Disziplin   | Anmerkung |
| -------------- | ------------------- | ----------- | --------- |
| Nozomi Okuhara | 2016 Rio de Janeiro | Dameneinzel |           |

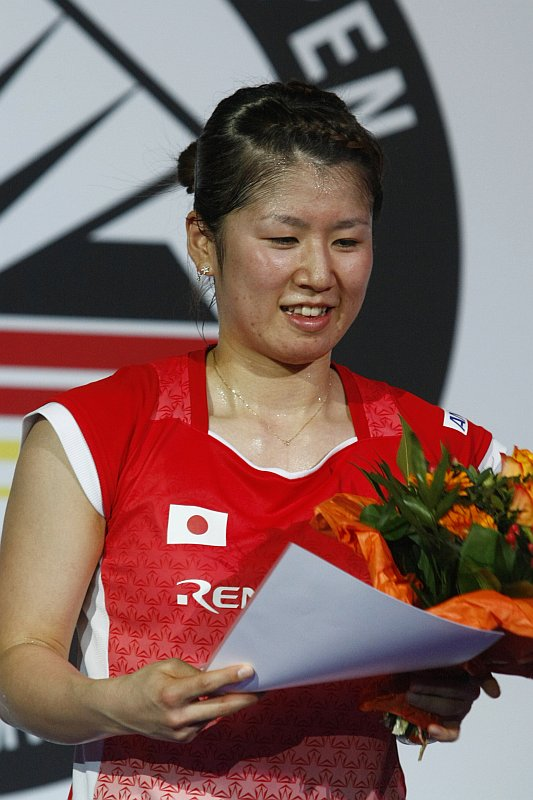
Mizuki Fujii, Silber 2012
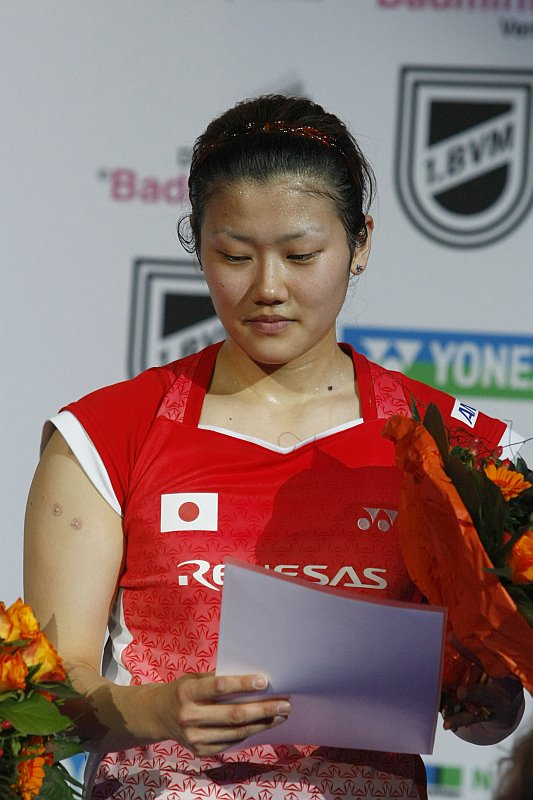
Reika Kakiiwa, Silber 2012
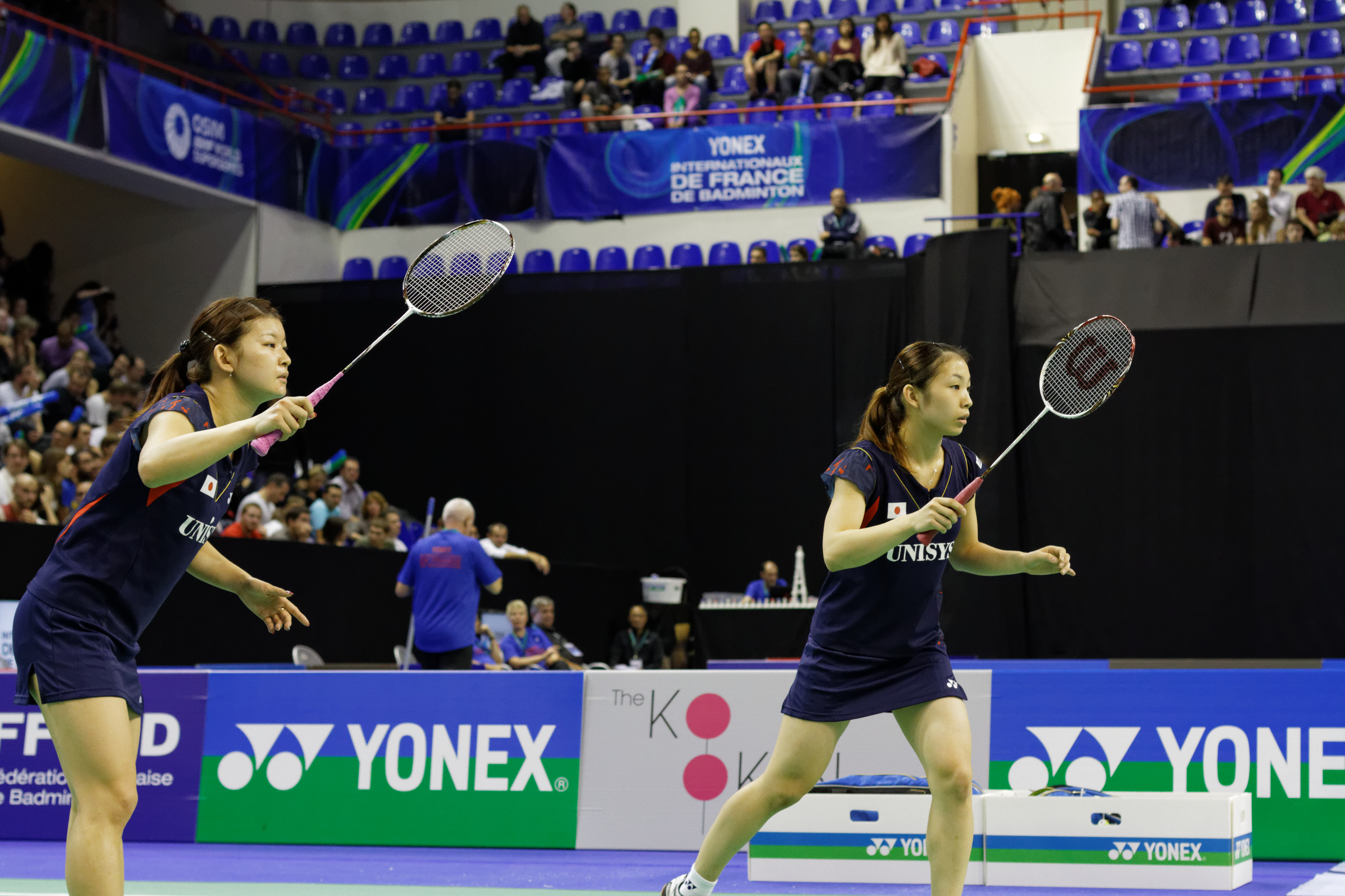
Misaki Matsutomo (r.) und Ayaka Takahashi (l.), Olympiasieg 2016

#### Baseball
| Gelbes Symbol für Goldmedaillen mit stilisierten Olympischen Ringen | Graues Symbol für Silbermedaillen mit stilisierten Olympischen Ringen | Braundes Symbol für Bronzemedaillen mit stilisierten Olympischen Ringen |
| ------------------------------------------------------------------- | --------------------------------------------------------------------- | ----------------------------------------------------------------------- |
| —                                                                   | 1                                                                     | 2                                                                       |

Baseball war seit 1992 olympische Sportart. Im ersten olympischen Turnier konnte die japanische Mannschaft die Gruppenphase auf Platz 2 beenden. Das Halbfinale gegen Chinese Taipei ging mit 2:5 verloren. Im Spiel um Bronze konnte Japan die USA mit 8:3 schlagen. 1996 schloss Japan die Gruppenphase auf Platz 3 ab. Im Halbfinale ging es wieder gegen die USA, diesmal gewannen die Japaner mit 11:2. Im Finale gegen Kuba gab es eine 9:13-Niederlage.
2000 war Japan Vierter der Gruppenphase. Im Halbfinale unterlag man Kuba mit 0:3 und im Spiel um Bronze Südkorea mit 1:3. 2004 ging Japan als Gruppenerster ins Halbfinale. Gegen Australien verlor man 0:1. Das Spiel um Bronze gegen Kanada gewann Japan dann mit 11:2. In Peking 2008 belegte man wieder Gruppenplatz 4. Das Halbfinale gegen Südkorea wurde mit 2:6 verloren, das Spiel um Bronze gegen die USA mit 4:8.
| Name                        | Spiele       | Disziplin | Anmerkung |
| --------------------------- | ------------ | --------- | --------- |
| Baseball-Nationalmannschaft | 1996 Atlanta |           |           |

| Name                        | Spiele         | Disziplin | Anmerkung              |
| --------------------------- | -------------- | --------- | ---------------------- |
| Baseball-Nationalmannschaft | 1992 Barcelona |           | erster Medaillengewinn |
| Baseball-Nationalmannschaft | 2004 Athen     |           |                        |

#### Basketball
| Gelbes Symbol für Goldmedaillen mit stilisierten Olympischen Ringen | Graues Symbol für Silbermedaillen mit stilisierten Olympischen Ringen | Braundes Symbol für Bronzemedaillen mit stilisierten Olympischen Ringen |
| ------------------------------------------------------------------- | --------------------------------------------------------------------- | ----------------------------------------------------------------------- |
| —                                                                   | —                                                                     | —                                                                       |

Eine japanische Basketballmannschaft nahm erstmals 1936 an einem olympischen Turnier teil. Die Männermannschaften blieben in der Folgezeit erfolglos. 1976 nahmen erstmals die Frauen teil. 1996 erreichten die Frauen das Viertelfinale und scheiterten dort an den USA. In der Platzierungsrunde erreichten sie Platz 7.

#### Beach-Volleyball
| Gelbes Symbol für Goldmedaillen mit stilisierten Olympischen Ringen | Graues Symbol für Silbermedaillen mit stilisierten Olympischen Ringen | Braundes Symbol für Bronzemedaillen mit stilisierten Olympischen Ringen |
| ------------------------------------------------------------------- | --------------------------------------------------------------------- | ----------------------------------------------------------------------- |
| —                                                                   | —                                                                     | —                                                                       |

Beach-Volleyball wurde 1996 in Atlanta erstmals ausgetragen. Bei der ersten Austragung dieser Sportart waren auch japanische Athleten dabei. Am erfolgreichsten war dabei 2000 das Damendoppel Yukiko Takahashi und Mika Saiki. Sie erreichten das Halbfinale gegen die Brasilianerinnen Adriana Behar und Shelda Bede. Sie verloren das Spiel und trafen im Spiel um Bronze wieder auf Spielerinnen aus Brasilien, diesmal Sandra Pires und Adriana Samuel. Die Japanerinnen verloren das Spiel in zwei Sätzen.

#### Bogenschießen
| Gelbes Symbol für Goldmedaillen mit stilisierten Olympischen Ringen | Graues Symbol für Silbermedaillen mit stilisierten Olympischen Ringen | Braundes Symbol für Bronzemedaillen mit stilisierten Olympischen Ringen |
| ------------------------------------------------------------------- | --------------------------------------------------------------------- | ----------------------------------------------------------------------- |
| —                                                                   | 3                                                                     | 2                                                                       |

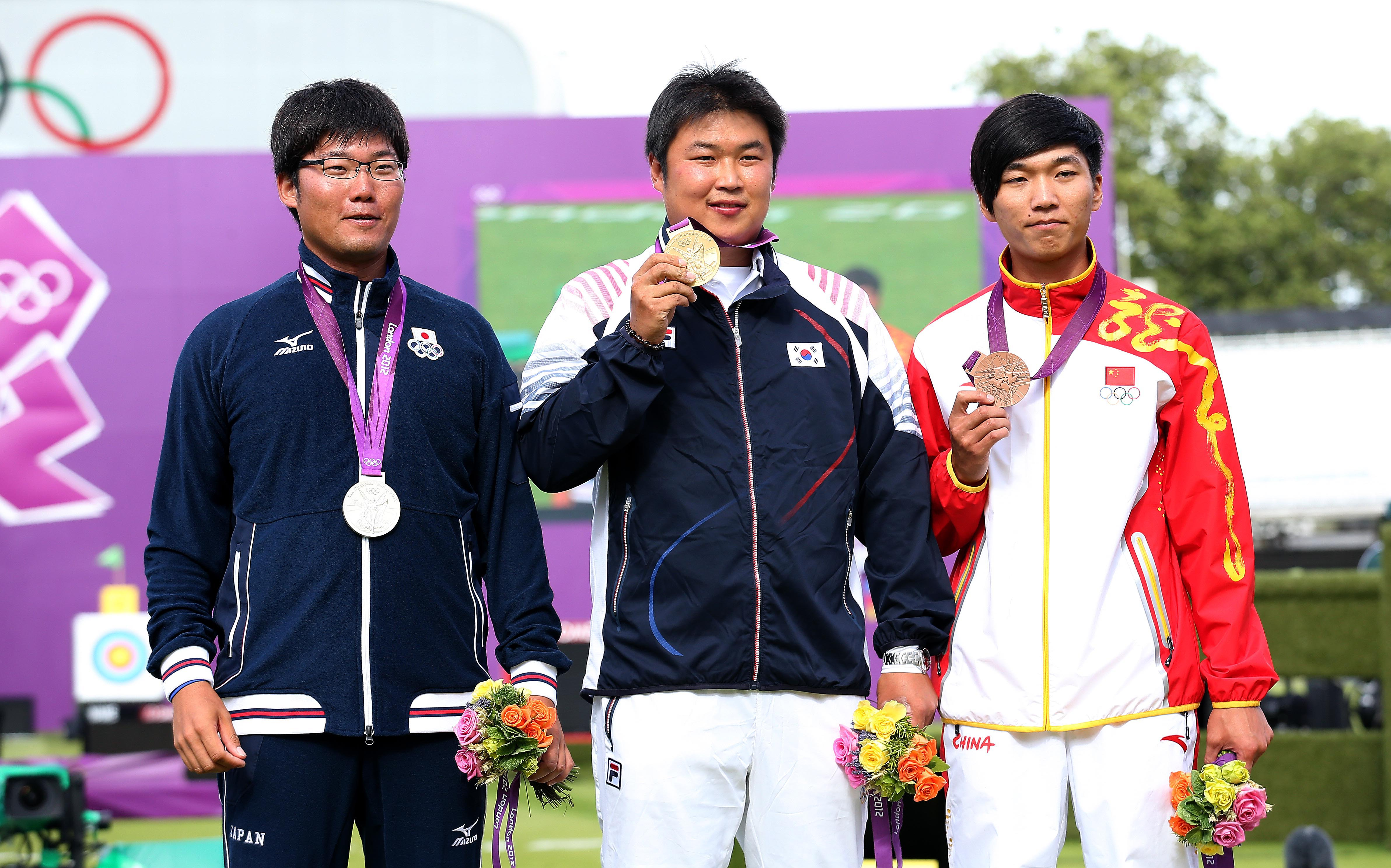
Siegerehrung 2012: links Takaharu Furukawa mit Silber

Seit Wiederaufnahme des Bogenschießens ins olympische Programm 1972 nehmen japanische Schützen tei. Bei den Männern gewann Hiroshi Michinaga 1976 in der Einzelwertung die Silbermedaille und damit Japans erste Medaille im Bogenschießen. Takanobu Nishi wurde Achter. 1984 gewann Hiroshi Yamamoto Bronze, auf Platz 4 kam sein Teamkamerad Takayoshi Matsushita. Bei den Frauen erreichte Hiroko Ishizu ebenfalls Platz 4. Yamamoto und Matsushita wurden 1988 mit der Mannschaft Sechste, im Einzel erreichte Yamamoto Platz 8.
Erst 2000 in Sydney gab es wieder eine vordere Platzierung. Sayoko Kawauchi belegte bei den Frauen Platz 5. Hiroshi Yamamoto konnte 2004 in Athen, 20 Jahre nach seinem ersten Medaillengewinn, im Einzel eine Silbermedaille gewinnen. 2008 in Peking erreichten Ryuichi Moriya bei den Männern und Nami Hayakawa bei den Frauen jeweils Platz 6.
2012 in London gewann Takaharu Furukawa Silber in der Einzelwerten. Die Frauenmannschaft gewann Bronze, die Männermannschaft wurde Sechste.
| Name              | Spiele        | Disziplin | Anmerkung              |
| ----------------- | ------------- | --------- | ---------------------- |
| Hiroshi Michinaga | 1976 Montreal | Einzel    | erster Medaillengewinn |
| Hiroshi Yamamoto  | 2004 Athen    | Einzel    |                        |
| Takaharu Furukawa | 2012 London   | Einzel    |                        |

| Name                                   | Spiele           | Disziplin  | Anmerkung |
| -------------------------------------- | ---------------- | ---------- | --------- |
| Hiroshi Yamamoto                       | 1984 Los Angeles | Einzel     |           |
| Kaori Kawanaka Miki Kanie Ren Hayakawa | 2012 London      | Mannschaft |           |

#### Boxen
| Gelbes Symbol für Goldmedaillen mit stilisierten Olympischen Ringen | Graues Symbol für Silbermedaillen mit stilisierten Olympischen Ringen | Braundes Symbol für Bronzemedaillen mit stilisierten Olympischen Ringen |
| ------------------------------------------------------------------- | --------------------------------------------------------------------- | ----------------------------------------------------------------------- |
| 2                                                                   | —                                                                     | 3                                                                       |

Die ersten japanischen Boxer traten 1928 in Amsterdam an. Bis 1956 konnten sich keine Teilnehmer weiter als bis zum Viertelfinale vorkämpfen. 1960 in Rom gewann Kiyoshi Tanabe mit Bronze im Fliegengewicht die erste olympische Medaille für Japan im Boxen. 1964 in Tokio schaffte Takao Sakurai den ersten japanischen Boxolympiasieg mit einem Sieg im Bantamgewicht. Ebenfalls im Bantamgewicht gewann Eiji Morioka 1968 Bronze.
Es sollten 44 Jahre vergehen, bis wieder Erfolge erzielt werden konnten. 2012 in London wurde Ryōta Murata Olympiasieger im Mittelgewicht. Teamkamerad Satoshi Shimizu gewann Bronze im Bantamgewicht.
| Name          | Spiele      | Disziplin     | Anmerkung          |
| ------------- | ----------- | ------------- | ------------------ |
| Takao Sakurai | 1964 Tokio  | Bantamgewicht | erster Olympiasieg |
| Ryōta Murata  | 2012 London | Mittelgewicht |                    |

| Name            | Spiele            | Disziplin      | Anmerkung              |
| --------------- | ----------------- | -------------- | ---------------------- |
| Kiyoshi Tanabe  | 1960 Rom          | Fliegengewicht | erster Medaillengewinn |
| Eiji Morioka    | 1968 Mexiko-Stadt | Bantamgewicht  |                        |
| Satoshi Shimizu | 2012 London       | Bantamgewicht  |                        |

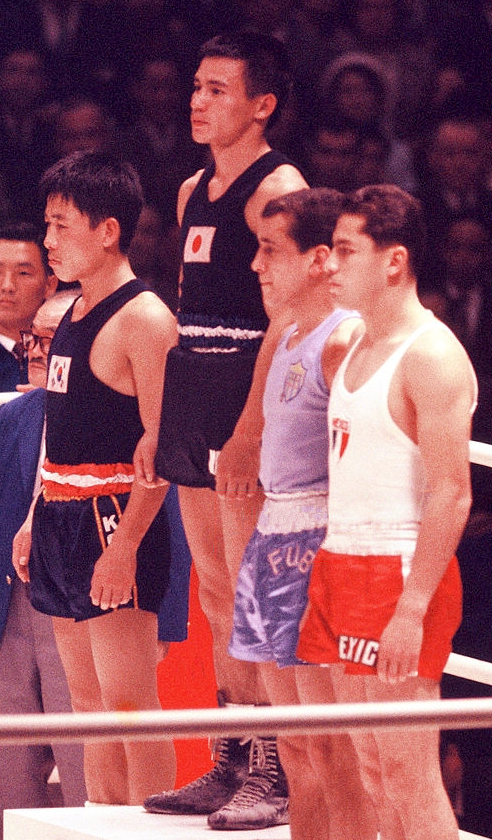
Siegerehrung 1964 mit Takaru Sakurai als Olympiasieger

#### Fechten
| Gelbes Symbol für Goldmedaillen mit stilisierten Olympischen Ringen | Graues Symbol für Silbermedaillen mit stilisierten Olympischen Ringen | Braundes Symbol für Bronzemedaillen mit stilisierten Olympischen Ringen |
| ------------------------------------------------------------------- | --------------------------------------------------------------------- | ----------------------------------------------------------------------- |
| —                                                                   | 2                                                                     | —                                                                       |

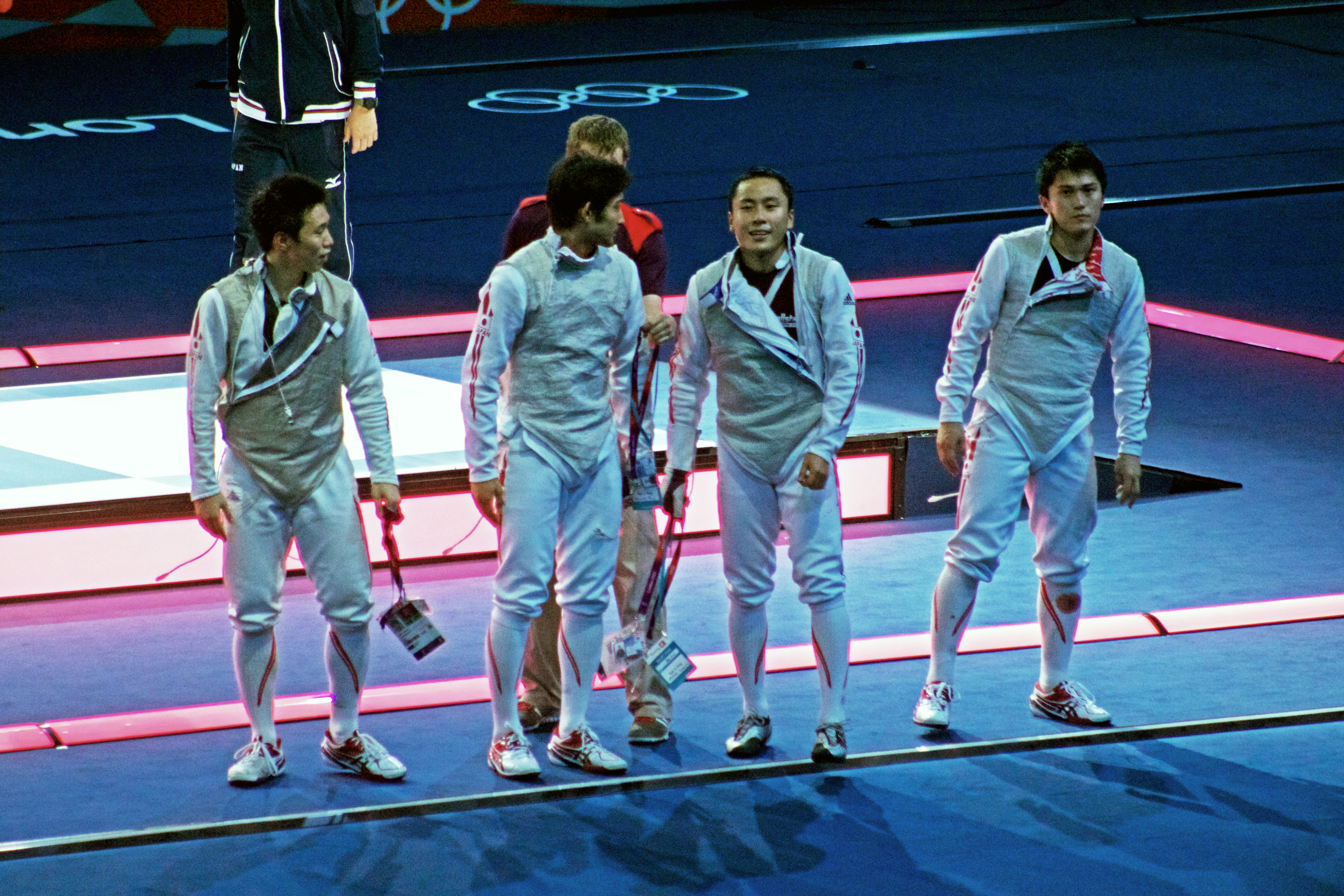
Die japanische Florettmannschaft, die 2012 Silber gewann (v. l. n. r.): Awaji, Miyake, Ota und Chida

Im Fechten nahm Japan erstmals 1952 teil. 1964 konnte ein erster Erfolg gefeiert werden. Das Florett-Team der Männer erreichte Platz 4 nach einer Niederlage gegen Frankreich im Kampf um Bronze. Erst 44 Jahre später gab es einen Erfolg. Yūki Ōta gewann 2008 in Peking die Silbermedaille in der Einzelwertung des Florettfechtens. 2012 in London erkämpfte sich die Florett-Mannschaft eine weitere Silbermedaille. 2016 in Rio de Janeiro belegte Kazuyasu Minobe mit dem Degen Platz 6 der Einzelwertung.
| Name                                         | Spiele      | Disziplin          | Anmerkung              |
| -------------------------------------------- | ----------- | ------------------ | ---------------------- |
| Yūki Ōta                                     | 2008 Peking | Florett Einzel     | erster Medaillengewinn |
| Yūki Ōta Kenta Chida Suguru Awaji Ryō Miyake | 2008 Peking | Florett Mannschaft |                        |

#### Fußball
| Gelbes Symbol für Goldmedaillen mit stilisierten Olympischen Ringen | Graues Symbol für Silbermedaillen mit stilisierten Olympischen Ringen | Braundes Symbol für Bronzemedaillen mit stilisierten Olympischen Ringen |
| ------------------------------------------------------------------- | --------------------------------------------------------------------- | ----------------------------------------------------------------------- |
| —                                                                   | 1                                                                     | 1                                                                       |

Das erste olympische Fußballturnier mit japanischer Beteiligung war das Turnier von 1936. Nach einem 3:2-Sieg über Schweden schied die Mannschaft im Viertelfinale mit 0:8 gegen Italien, dem späteren Olympiasieger, aus. Bei den heimischen Sommerspielen 1964 erreichte Japan mit einem Sieg gegen Argentinien in der Gruppenphase das Viertelfinale. Gegen die Tschechoslowakei verlor Japan mit 0:4.
1968 schaffte das Team in der Gruppenphase zwei Unentschieden gegen Spanien und Brasilien und einen Sieg über Nigeria. Im Viertelfinale konnte Frankreich mit 3:1 besiegt werden. Das Halbfinale gegen Ungarn wurde mit 0:5 verloren. Im Spiel um Bronze siegte Japan mit 2:0 über Gastgeber Mexiko und gewann damit die erste olympische Fußballmedaille.
1996 nahm auch erstmals eine Frauenmannschaft teil. Beide Teams scheiterten in der Gruppenphase, die Frauen verloren gegen Deutschland mit 2:3. 2000 erreichten die Männer das Viertelfinale, in dem sie erst nach Elfmeterschießen (4:5) gegen die USA ausschieden. In der regulären Spielzeit hatte es nach Verlängerung 2:2 gestanden. 2004 schieden die Männer nach der Vorrunde aus. Die Frauen erreichten das Viertelfinale und schieden nach einer 0:2-Niederlage gegen die USA aus. Auch 2008 scheiterten die Männer in der Vorrunde. Die Frauen qualifizierten sich für das Viertelfinale und schlugen dort Gastgeber China mit 2:0. Das Halbfinale verlor man mit 2:4 gegen die USA, das Spiel um Bronze mit 0:2 gegen Deutschland.
2012 schafften die Männer zwei Siege und ein Unentschieden in der Vorrunde. Das Viertelfinale gegen Ägypten wurde mit 3:0 gewonnen. Im Halbfinale scheiterte man mit 1:3 am späteren Olympiasieger Mexiko. Auch das Spiel um Bronze ging mit 0:2 gegen Südkorea verloren. Die Frauen erreichten in der Vorrunde zwei Unentschieden und einen Sieg. Im Viertelfinale besiegten die Japanerinnen Brasilien mit 2:0, im Halbfinale Frankreich mit 2:1. Das Finale gegen die USA ging mit 1:2 verloren. 2016 konnten sich nur die Männer qualifizieren, die in der Vorrunde scheiterten.
| Name                          | Spiele      | Disziplin     | Anmerkung |
| ----------------------------- | ----------- | ------------- | --------- |
| Nationalmannschaft der Frauen | 2012 London | Frauenturnier |           |

| Name                          | Spiele            | Disziplin     | Anmerkung              |
| ----------------------------- | ----------------- | ------------- | ---------------------- |
| Nationalmannschaft der Männer | 1968 Mexiko-Stadt | Männerturnier | erster Medaillengewinn |

#### Gewichtheben
| Gelbes Symbol für Goldmedaillen mit stilisierten Olympischen Ringen | Graues Symbol für Silbermedaillen mit stilisierten Olympischen Ringen | Braundes Symbol für Bronzemedaillen mit stilisierten Olympischen Ringen |
| ------------------------------------------------------------------- | --------------------------------------------------------------------- | ----------------------------------------------------------------------- |
| 2                                                                   | 3                                                                     | 9                                                                       |

Der erste japanische Gewichtheber ging 1952 an den Start. 1956 in Melbourne erreichte Hiroyoshi Shiratori Platz 5 im Federgewicht, Kenji Ōnuma belegte im Leichtgewicht Platz 4. Im Bantamgewicht konnte Yoshinobu Miyake 1960 mit Silber die erste olympische Gewichthebermedaille Japans gewinnen. Shigeo Kogure wurde Vierter. Yukio Furuyama belegte im Federgewicht Rang 5.
Miyake wurde bei den heimischen Spielen 1964 in Tokio erster japanischer Olympiasieger im Gewichtheben. Diesmal trat er im Federgewicht an. Hiroshi Fukuda wurde Vierter. Im Bantamgewicht gewann Shirō Ichinoseki Bronze. Auch im Mittelgewicht gab es Bronze für Masushi Ōuchi. 1968 in Mexiko-Stadt konnte Miyake seinen Olympiasieg von 1964 erfolgreich verteidigen. Sein Bruder Yoshiyuki Miyake holte Bronze in der gleichen Gewichtsklasse. Im Mittelgewicht gewann Masushi Ōuchi Silber. Im Leichtgewicht erreichte Nobuyuki Hatta Platz 4, Shirō Ichinoseki im Bantamgewicht Platz 5.
1972 wurde Yoshinobu Miyake noch einmal Vierter im Federgewicht. Ebenfalls Vierter wurde Tetsuhide Sasaki im Fliegengewicht. 1976 wurden zwei Bronzemedaillen durch Kenkichi Andō im Bantamgewicht und Kazumasa Hirai im Federgewicht gewonnen. Masatomo Takeuchi erreichte Platz 4 im Fliegengewicht, Yatsuo Shimaya Platz 5 im Leichtgewicht. 1984 wurden drei Bronzemedaillen gewonnen. Kazushito Manabe im Fliegengewicht, Masahiro Kotaka im Bantamgewicht und Ryōji Isaoka im Leichtgewicht waren die Medaillengewinner. Hinzu kamen vierte Plätze durch Hidemi Miyashita im Fliegengewicht, Takashi Ichiba im Bantamgewicht und Kaoru Wabiko im Federgewicht.
Erst 12 Jahre später, 1996 in Atlanta, gelang wieder eine vordere Platzierung. Hiroshi Ikehata erreichte im Bantamgewicht Platz 4. Weitere 16 Jahre später, 2012 in London, gewann Hiromi Miyake Silber im Fliegengewicht. Sie ist die Tochter des Bronzemedaillengewinners Yoshiyuki Miyake und die Nichte des zweifachen Olympiasiegers Yoshinobu Miyake. 2016 in Rio de Janeiro gewann sie Bronze. Yoichi Itokazu wurde im Federgewicht Vierter.
| Name             | Spiele            | Disziplin    | Anmerkung          |
| ---------------- | ----------------- | ------------ | ------------------ |
| Yoshinobu Miyake | 1964 Tokio        | Federgewicht | erster Olympiasieg |
| Yoshinobu Miyake | 1968 Mexiko-Stadt | Federgewicht |                    |

| Name             | Spiele            | Disziplin      | Anmerkung              |
| ---------------- | ----------------- | -------------- | ---------------------- |
| Yoshinobu Miyake | 1960 Rom          | Bantamgewicht  | erster Medaillengewinn |
| Masushi Ōuchi    | 1968 Mexiko-Stadt | Mittelgewicht  |                        |
| Hiromi Miyake    | 2012 London       | Fliegengewicht |                        |

| Name             | Spiele              | Disziplin      | Anmerkung |
| ---------------- | ------------------- | -------------- | --------- |
| Shirō Ichinoseki | 1964 Tokio          | Bantamgewicht  |           |
| Masushi Ōuchi    | 1964 Tokio          | Mittelgewicht  |           |
| Yoshiyuki Miyake | 1968 Mexiko-Stadt   | Federgewicht   |           |
| Kenkichi Andō    | 1976 Montreal       | Bantamgewicht  |           |
| Kazumasa Hirai   | 1976 Montreal       | Federgewicht   |           |
| Kazushito Manabe | 1984 Los Angeles    | Fliegengewicht |           |
| Masahiro Kotaka  | 1984 Los Angeles    | Bantamgewicht  |           |
| Ryōji Isaoka     | 1984 Los Angeles    | Leichtgewicht  |           |
| Hiromi Miyake    | 2016 Rio de Janeiro | Fliegengewicht |           |

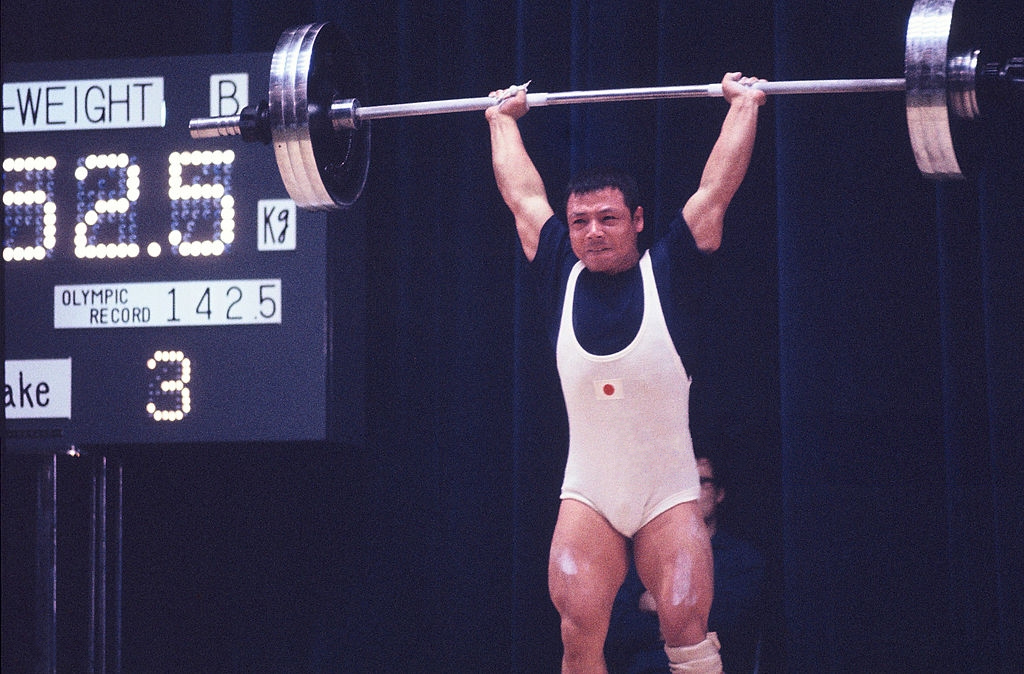
Yoshinobu Miyake bei seinem Olympiasieg 1964
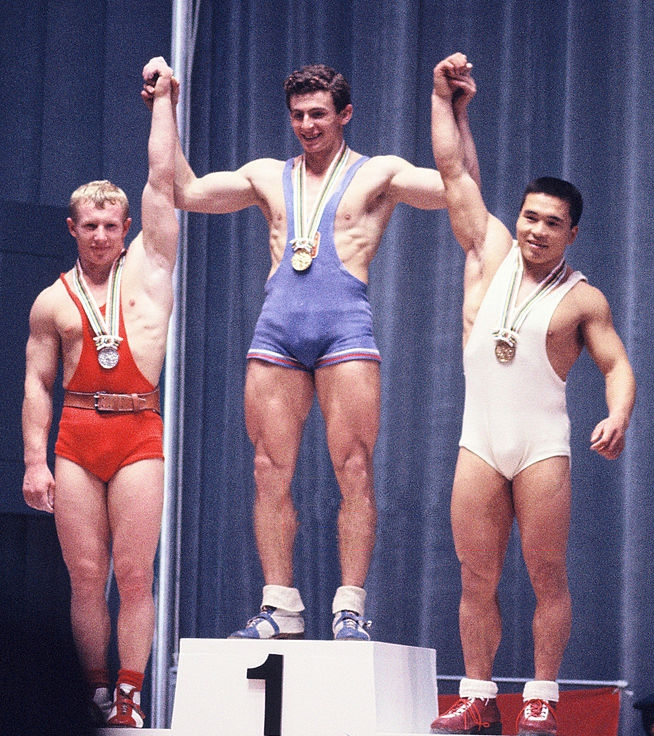
Siegerehrung 1964: links Masushi Ōuchi mit Bronze
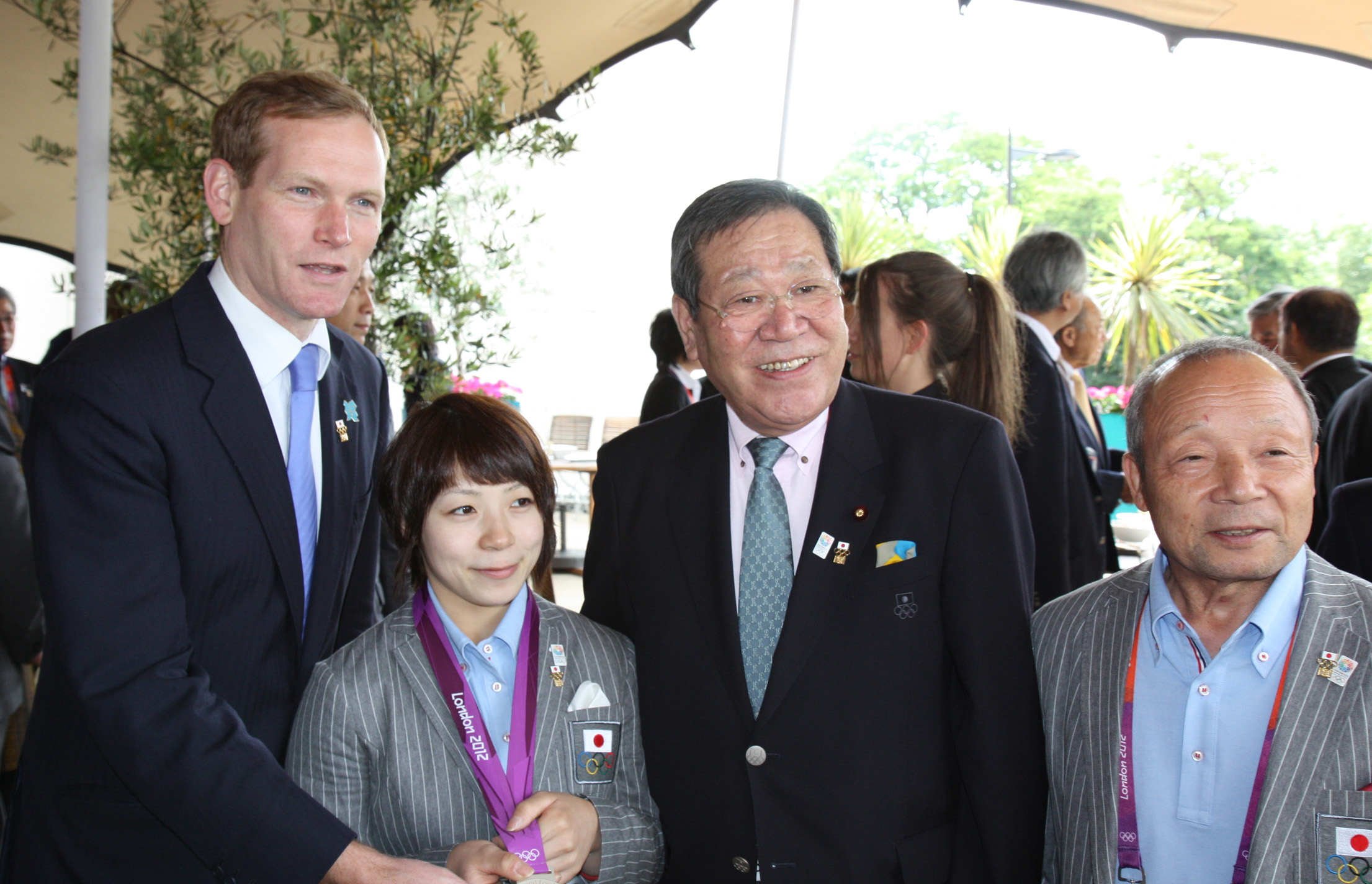
Hiromi Miyake nach dem Gewinn der Silbermedaille 2012. Rechts vorne ihr Vater Yoshiyuki Miyake

#### Golf
| Gelbes Symbol für Goldmedaillen mit stilisierten Olympischen Ringen | Graues Symbol für Silbermedaillen mit stilisierten Olympischen Ringen | Braundes Symbol für Bronzemedaillen mit stilisierten Olympischen Ringen |
| ------------------------------------------------------------------- | --------------------------------------------------------------------- | ----------------------------------------------------------------------- |
| —                                                                   | —                                                                     | —                                                                       |

2016 wurde Golf wieder in das olympische Programm aufgenommen. Vier japanische Spieler und Spielerinnen nahmen teil.

#### Handball
| Gelbes Symbol für Goldmedaillen mit stilisierten Olympischen Ringen | Graues Symbol für Silbermedaillen mit stilisierten Olympischen Ringen | Braundes Symbol für Bronzemedaillen mit stilisierten Olympischen Ringen |
| ------------------------------------------------------------------- | --------------------------------------------------------------------- | ----------------------------------------------------------------------- |
| —                                                                   | —                                                                     | —                                                                       |

1972 nahm die erste Volleyballmannschaft Japans an einem olympischen Turnier teil. Die Männermannschaft scheiterte in der Vorrunde und belegte nach der Platzierungsrunde Platz 9. Die Frauen waren nicht qualifiziert. 1976 nahmen beide Mannschaften teil. Wieder scheiterte die Männermannschaft in der Vorrunde, gegen die Bundesrepublik Deutschland hatte man 16:19 verloren. In der Platzierungsrunde belegte man Platz 9. Die Frauen belegten Platz 5 von sechs teilnehmenden Teams. Gegen die Mannschaft der DDR verlor man 10:24.
1984 waren wieder nur die Männer am Start. Wieder reichte es nach der Vorrunde nur für die Platzierungsrunde. Gegen die Schweiz verlor man mit 13:20. Die Mannschaft belegte Platz 10. Ein ähnliches Bild bot sich 1988. In der Vorrunde verlor man mit 18:25 gegen die DDR. Im Platzierungsspiel erreichte man Platz 10. Danach konnte sich keine japanische Mannschaft mehr für ein olympisches Turnier qualifizieren.

#### Hockey
| Gelbes Symbol für Goldmedaillen mit stilisierten Olympischen Ringen | Graues Symbol für Silbermedaillen mit stilisierten Olympischen Ringen | Braundes Symbol für Bronzemedaillen mit stilisierten Olympischen Ringen |
| ------------------------------------------------------------------- | --------------------------------------------------------------------- | ----------------------------------------------------------------------- |
| —                                                                   | 1                                                                     | —                                                                       |

Japan nimmt seit 1932 am olympischen Hockeyturnier teil. Das Turnier von Los Angeles wurde nur mit drei Mannschaften durchgeführt. Japan verlor mit 1:11 gegen Indien, dem späteren Olympiasieger und konnte den Gastgeber USA mit 9:2 schlagen. Damit war die Silbermedaille gewonnen. 1936 konnte sich Japan als Gruppenzweiter nicht für das Halbfinale qualifizieren. In der Trostrunde gab es einen 4:1-Sieg über Dänemark.
Erst 1960 konnte sich wieder eine Mannschaft für die Olympischen Spiele qualifizieren. Nach drei Niederlagen schied man jedoch in der Vorrunde aus. Bei den heimischen Sommerspielen 1964 erreichte die Mannschaft als Gruppenvierter die Platzierungsrunde, die man mit 1:5 gegen Deutschland verlor. In der Vorrunde von 1968 schaffte Japan nur einen Sieg gegen Mexiko (2:1) und ein 0:0 gegen Spanien. Gegen die Bundesrepublik Deutschland verlor man mit 0:2, gegen die DDR mit 0:1. Das Spiel um Platz 13 wurde mit 2:0 gegen Argentinien gewonnen.
Die nächste Qualifikation einer japanischen Mannschaft fand erst wieder für die Spiele von Athen 2004 statt. Diesmal war es erstmals die Frauenmannschaft, die sich qualifizieren konnte. Japan schaffte zwei Siege in der Vorrunde und belegte den dritten Platz in seiner Gruppe. In der Platzierungsrunde verlor man gegen Australien mit 1:3 und verlor mit dem gleichen Ergebnis auch das Spiel um Platz 7 gegen Südkorea.
2008 waren wieder die Frauen dabei. Ein Sieg und ein Unentschieden bedeuteten Platz 5 der Vorrunde. Gegen Deutschland hatte man mit 0:1 verloren. Damit spielte Japan gegen Südkorea um Platz 9. Das Spiel wurde mit 1:2 verloren. Das Turnier von 2012 verlief ähnlich. Wieder erreichte Japan in der Vorrunde einen Sieg und ein Unentschieden und belegte Gruppenplatz 5. Das Spiel um Platz 9 gegen Südafrika konnte diesmal mit 2:1 nach Verlängerung gewonnen werden. 2016 gelang nur ein Unentschieden gegen Indien, wieder belegte das Team Gruppenplatz 5. Da es diesmal keine Platzierungsspiele gab, schied die Mannschaft damit aus, wurde aber auf Platz 10 gewertet.
| Name                          | Spiele           | Disziplin     | Anmerkung              |
| ----------------------------- | ---------------- | ------------- | ---------------------- |
| Nationalmannschaft der Männer | 1932 Los Angeles | Männerturnier | erster Medaillengewinn |

#### Judo
| Gelbes Symbol für Goldmedaillen mit stilisierten Olympischen Ringen | Graues Symbol für Silbermedaillen mit stilisierten Olympischen Ringen | Braundes Symbol für Bronzemedaillen mit stilisierten Olympischen Ringen |
| ------------------------------------------------------------------- | --------------------------------------------------------------------- | ----------------------------------------------------------------------- |
| 39                                                                  | 19                                                                    | 26                                                                      |

Seit den heimischen Sommerspielen von 1964 ist Judo olympische Sportart. Im Judo ist Japan die führende Nation bei Olympischen Spielen. Vier japanische Judoka traten in drei Gewichtsklassen und im offenen Turnier an. In den Gewichtsklassen stellte Japan alle Olympiasieger. Erster Medaillengewinner und Olympiasieger wurde Takehide Nakatani, der im Leichtgewicht gewann. Goldmedaillen holten zudem Isao Okano im Mittelgewicht und Isao Inokuma im Schwergewicht. Zur Enttäuschung der einheimischen Zuschauer verlor Akio Kaminaga seinen Finalkampf im offenen Turnier und gewann damit nur Silber.
1968 gab es kein Judoturnier, daher gingen die nächsten Japaner erst 1972 in München an den Start. Wieder gab es drei Olympiasiege, diesmal durch Takao Kawaguchi im Leichtgewicht, Toyokazu Nomura im Halbmittelgewicht und Shinobu Sekine im Mittelgewicht. Im Schwergewicht gewann Motoki Nishimura Bronze. Auch 1976 in Montreal konnten drei Goldmedaillen gewonnen werden. Olympiasieger wurden Isamu Sonoda im Mittelgewicht, Kazuhiro Ninomiya im Halbschwergewicht und Haruki Uemura in der offenen Klasse. Hinzu kamen eine Silbermedaille durch Koji Kuramoto im Halbmittelgewicht und eine Bronzemedaille durch Sumio Endō im Schwergewicht.
Vier Olympiasieger konnte Japan 1984 in Los Angeles stellen. Gold gewannen Shinji Hosokawa im Extraleichtgewicht, Yoshiyuki Matsuoka im Halbleichtgewicht, Hitoshi Saitō im Schwergewicht und Yasuhiro Yamashita in der offenen Klasse. Im Mittelgewicht gewann Seiki Nose Bronze. 1988 konnte nur eine Goldmedaille gewonnen werden. Hitoshi Saitō verteidigte seinen Olympiasieg im Schwergewicht. Shinji Hosokawa gewann Bronze im Extraleichtgewicht, Yosuke Yamamoto im Halbleichtgewicht und Akinobu Osako im Mittelgewicht.
1992 nahmen auch erstmals Frauen im Judo teil. Bei den Männern wurde Toshihiko Koga Olympiasieger im Leichtgewicht und Hidehiko Yoshida im Halbmittelgewicht. Naoya Ogawa gewann Silber im Schwergewicht, Tadanori Koshino im Extraleichtgewicht und Hirotaka Okada im Mittelgewicht. Bei den Frauen gewannen Ryōko Tani im Extraleichtgewicht, Noriko Mizoguchi im Halbleichtgewicht und Yoko Tanabe im Halbschwergewicht Silber. Bronze ging an Chiyori Tateno im Leichtgewicht und Yōko Sakaue im Schwergewicht.
Auch 1996 in Atlanta sammelten die Judoka Medaillen. Bei den Männern traten mit Kenzo, Yukimasa und Yoshio Nakamura drei Brüder an. Kenzo wurde Olympiasieger im Leichtgewicht, Yukimasa gewann Silber im Halbleichtgewicht. Yoshio schied im Halbschwergewicht früh aus. Tadahiro Nomura wurde im Extraleichtgewicht Olympiasieger, Toshihiko Koga gewann im Halbmittelgewicht Silber. Bei den Frauen Yuko Emoto Olympiasiegerin im Halbmittelgewicht. Silber gewannen Ryōko Tani im Extraleichtgewicht und Yōko Tanabe im Halbschwergewicht. Bronze ging an Noriko Sugawara im Halbleichtgewicht.
Die Männer konnten 2000 mit Tadahiro Nomura im Extraleichtgewicht, Makoto Takimoto im Halbmittelgewicht und Kōsei Inoue im Halbschwergewicht drei Olympiasieger stellen. Hinzu kam eine Silbermedaille durch Shinichi Shinohara im Schwergewicht. Bei den Frauen wurde Ryōko Tani Olympiasiegerin im Extraleichtgewicht. Im Halbleichtgewicht gewann Noriko Sugawara diesmal die Silbermedaille, Bronze gewannen Kie Kusakabe im Leichtgewicht und Mayumi Yamashita im Schwergewicht.
In Athen 2004 wurde Tadahiro Nomura zum dritten Mal in Folge Olympiasieger im Extraleichtgewicht. Ebenfalls Olympiasieger wurden Masato Uchishiba im Halbleichtgewicht und Keiji Suzuki im Schwergewicht. Im Mittelgewicht gewann Hiroshi Izumi Silber. Bei den Frauen konnte Ryōko Tani ihren Olympiasieg im Extraleichtgewicht verteidigen. Vier weitere weibliche Judoka wurden Olympiasieger: Ayumi Tanimoto im Halbmittelgewicht, Masae Ueno im Mittelgewicht, Noriko Anno im Halbschwergewicht und Maki Tsukada im Schwergewicht. Yuki Yokosawa gewann im Halbleichtgewicht Silber. Mit acht Olympiasiegen war die Teilnahme an den Judoturnieren von Athen für Japan die erfolgreichste Teilnahme der olympischen Geschichte.
Nicht ganz so erfolgreich gestaltete sich die Teilnahme 2008 in Peking. Masato Uchishiba konnte seinen Olympiasieg im Halbleichtgewicht verteidigen. Satoshi Ishii wurde Olympiasieger im Schwergewicht. Bei den Frauen konnten Ayumi Tanimoto im Halbmittelgewicht und Masae Ueno im Mittelgewicht ihre Olympiasiege verteidigen. Titelverteidigerin Maki Tsukada holte im Schwergewicht Silber, Ryōko Tani im Extraleichtgewicht und Misato Nakamura im Halbleichtgewicht jeweils Bronze.
Nur ein Olympiasieg gelang 2012 in London. Kaori Matsumoto siegte im Leichtgewicht der Frauen.
| Name               | Spiele           | Disziplin          | Anmerkung                              |
| ------------------ | ---------------- | ------------------ | -------------------------------------- |
| Takehide Nakatani  | 1964 Tokio       | Leichtgewicht      | erster Medaillengewinn und Olympiasieg |
| Isao Okano         | 1964 Tokio       | Mittelgewicht      |                                        |
| Isao Inokuma       | 1964 Tokio       | Schwergewicht      |                                        |
| Takao Kawaguchi    | 1972 München     | Leichtgewicht      |                                        |
| Toyokazu Nomura    | 1972 München     | Halbmittelgewicht  |                                        |
| Shinobu Sekine     | 1972 München     | Mittelgewicht      |                                        |
| Isamu Sonoda       | 1976 Montreal    | Mittelgewicht      |                                        |
| Kazuhiro Ninomiya  | 1976 Montreal    | Halbschwergewicht  |                                        |
| Haruki Uemura      | 1976 Montreal    | offene Klasse      |                                        |
| Shinji Hosokawa    | 1984 Los Angeles | Extraleichtgewicht |                                        |
| Yoshiyuki Matsuoka | 1984 Los Angeles | Halbleichtgewicht  |                                        |
| Hitoshi Saitō      | 1984 Los Angeles | Schwergewicht      |                                        |
| Yasuhiro Yamashita | 1984 Los Angeles | offene Klasse      |                                        |
| Hitoshi Saitō      | 1988 Seoul       | Schwergewicht      |                                        |
| Toshihiko Koga     | 1992 Barcelona   | Leichtgewicht      |                                        |
| Hidehiko Yoshida   | 1992 Barcelona   | Halbmittelgewicht  |                                        |
| Tadahiro Nomura    | 1996 Atlanta     | Extraleichtgewicht |                                        |
| Kenzo Nakamura     | 1996 Atlanta     | Leichtgewicht      |                                        |
| Yuko Emoto         | 1996 Atlanta     | Halbmittelgewicht  |                                        |
| Tadahiro Nomura    | 2000 Sydney      | Extraleichtgewicht |                                        |
| Makoto Takimoto    | 2000 Sydney      | Halbmittelgewicht  |                                        |
| Kōsei Inoue        | 2000 Sydney      | Halbschwergewicht  |                                        |
| Ryōko Tani         | 2000 Sydney      | Extraleichtgewicht |                                        |
| Tadahiro Nomura    | 2004 Athen       | Extraleichtgewicht |                                        |
| Masato Uchishiba   | 2004 Athen       | Halbleichtgewicht  |                                        |
| Keiji Suzuki       | 2004 Athen       | Schwergewicht      |                                        |
| Ryōko Tani         | 2004 Athen       | Extraleichtgewicht |                                        |
| Ayumi Tanimoto     | 2004 Athen       | Halbmittelgewicht  |                                        |
| Masae Ueno         | 2004 Athen       | Mittelgewicht      |                                        |
| Noriko Anno        | 2004 Athen       | Halbschwergewicht  |                                        |
| Maki Tsukada       | 2004 Athen       | Schwergewicht      |                                        |
| Masato Uchishiba   | 2008 Peking      | Halbleichtgewicht  |                                        |
| Satoshi Ishii      | 2008 Peking      | Schwergewicht      |                                        |
| Ayumi Tanimoto     | 2008 Peking      | Halbmittelgewicht  |                                        |
| Masae Ueno         | 2008 Peking      | Mittelgewicht      |                                        |

| Name               | Spiele         | Disziplin          | Anmerkung |
| ------------------ | -------------- | ------------------ | --------- |
| Akio Kaminaga      | 1964 Tokio     | offene Klasse      |           |
| Kōji Kuramoto      | 1976 Montreal  | Halbmittelgewicht  |           |
| Naoya Ogawa        | 1992 Barcelona | Schwergewicht      |           |
| Ryōko Tani         | 1992 Barcelona | Extraleichtgewicht |           |
| Noriko Mizoguchi   | 1992 Barcelona | Halbleichtgewicht  |           |
| Yōko Tanabe        | 1992 Barcelona | Halbschwergewicht  |           |
| Yukimasa Nakamura  | 1996 Atlanta   | Halbleichtgewicht  |           |
| Toshihiko Koga     | 1996 Atlanta   | Halbmittelgewicht  |           |
| Ryōko Tani         | 1996 Atlanta   | Extraleichtgewicht |           |
| Yōko Tanabe        | 1996 Atlanta   | Halbschwergewicht  |           |
| Shinichi Shinohara | 2000 Sydney    | Schwergewicht      |           |
| Noriko Sugawara    | 2000 Sydney    | Halbleichtgewicht  |           |
| Hiroshi Izumi      | 2004 Athen     | Mittelgewicht      |           |
| Yuki Yokosawa      | 2004 Athen     | Halbleichtgewicht  |           |
| Maki Tsukada       | 2008 Peking    | Schwergewicht      |           |

| Name             | Spiele           | Disziplin          | Anmerkung |
| ---------------- | ---------------- | ------------------ | --------- |
| Motoki Nishimura | 1972 München     | Schwergewicht      |           |
| Sumio Endō       | 1976 Montreal    | Schwergewicht      |           |
| Seiki Nose       | 1984 Los Angeles | Mittelgewicht      |           |
| Shinji Hosokawa  | 1988 Seoul       | Extraleichtgewicht |           |
| Yōsuke Yamamoto  | 1988 Seoul       | Halbleichtgewicht  |           |
| Akinobu Ōsako    | 1988 Seoul       | Mittelgewicht      |           |
| Tadanori Koshino | 1992 Barcelona   | Extraleichtgewicht |           |
| Hirotaka Okada   | 1992 Barcelona   | Mittelgewicht      |           |
| Chiyori Tateno   | 1992 Barcelona   | Leichtgewicht      |           |
| Yōko Sakaue      | 1992 Barcelona   | Schwergewicht      |           |
| Noriko Sugawara  | 1996 Atlanta     | Halbleichtgewicht  |           |
| Kie Kusakabe     | 2000 Sydney      | Leichtgewicht      |           |
| Mayumi Yamashita | 2000 Sydney      | Schwergewicht      |           |
| Ryōko Tani       | 2008 Peking      | Extraleichtgewicht |           |
| Misato Nakamura  | 2008 Peking      | Halbleichtgewicht  |           |

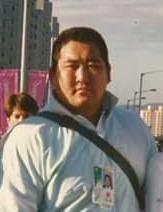
Hitoshi Saitō, Olympiasieger 1984 und 1988
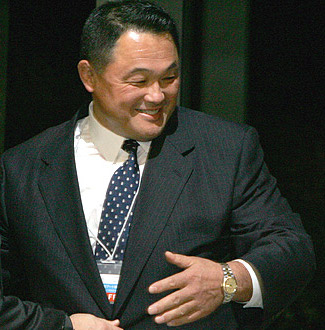
Olympiasieger Yasuhiro Yamashita auf einem Foto von 2005
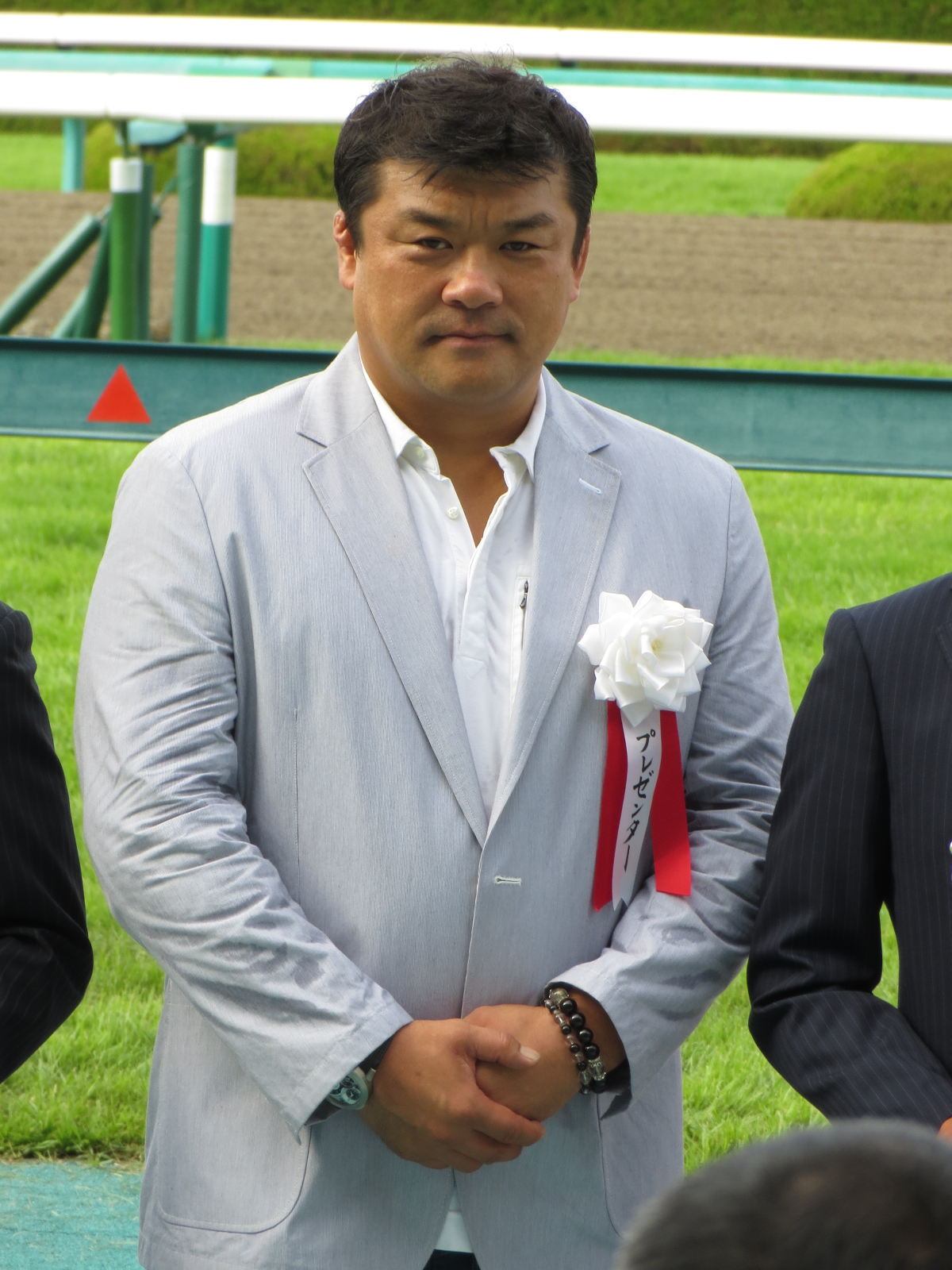
Hidehiko Yoshida, Olympiasieger 1992, im Jahr 2013
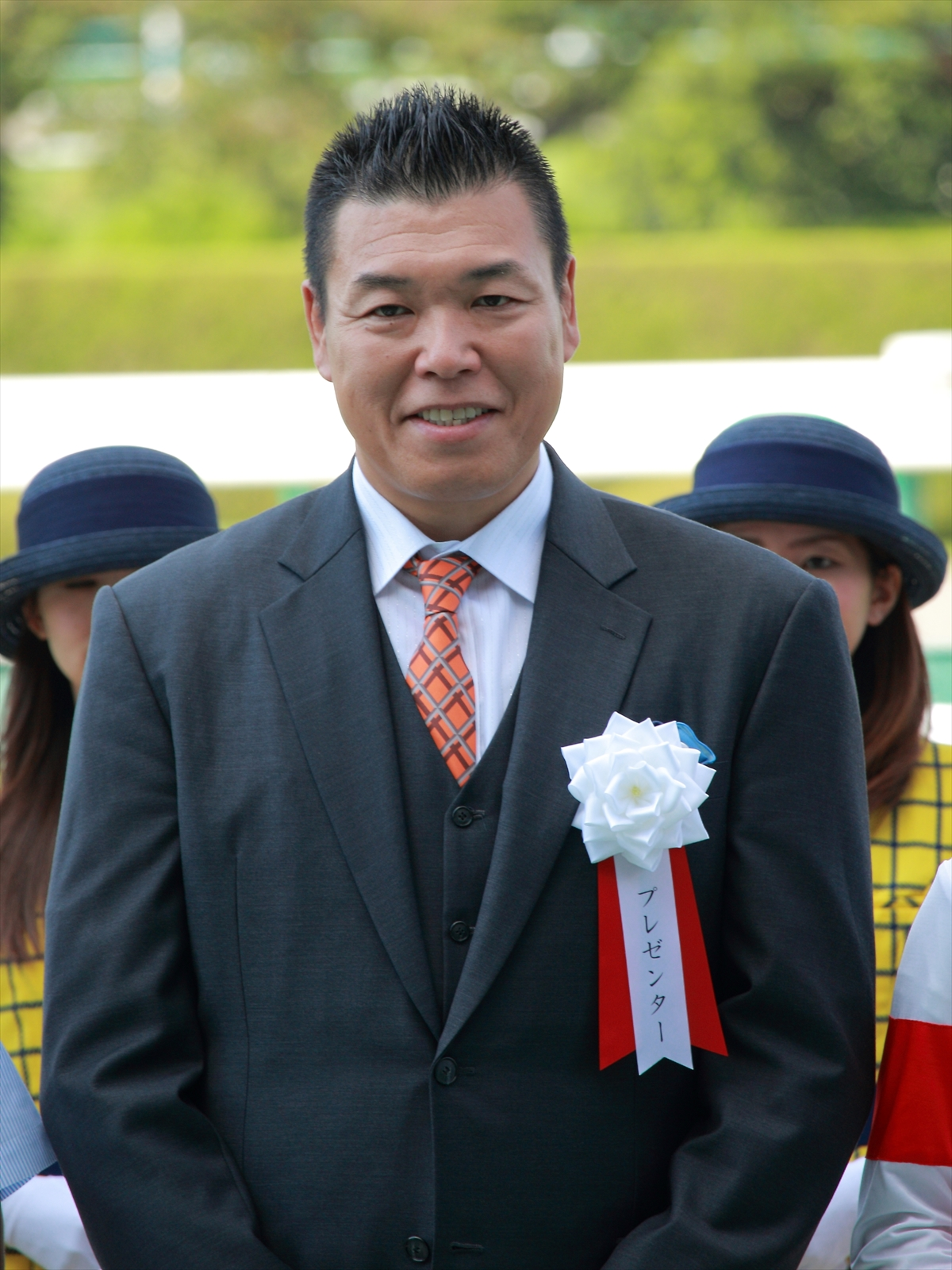
Naoya Ogawa, Silber 1992, im Jahr 2015
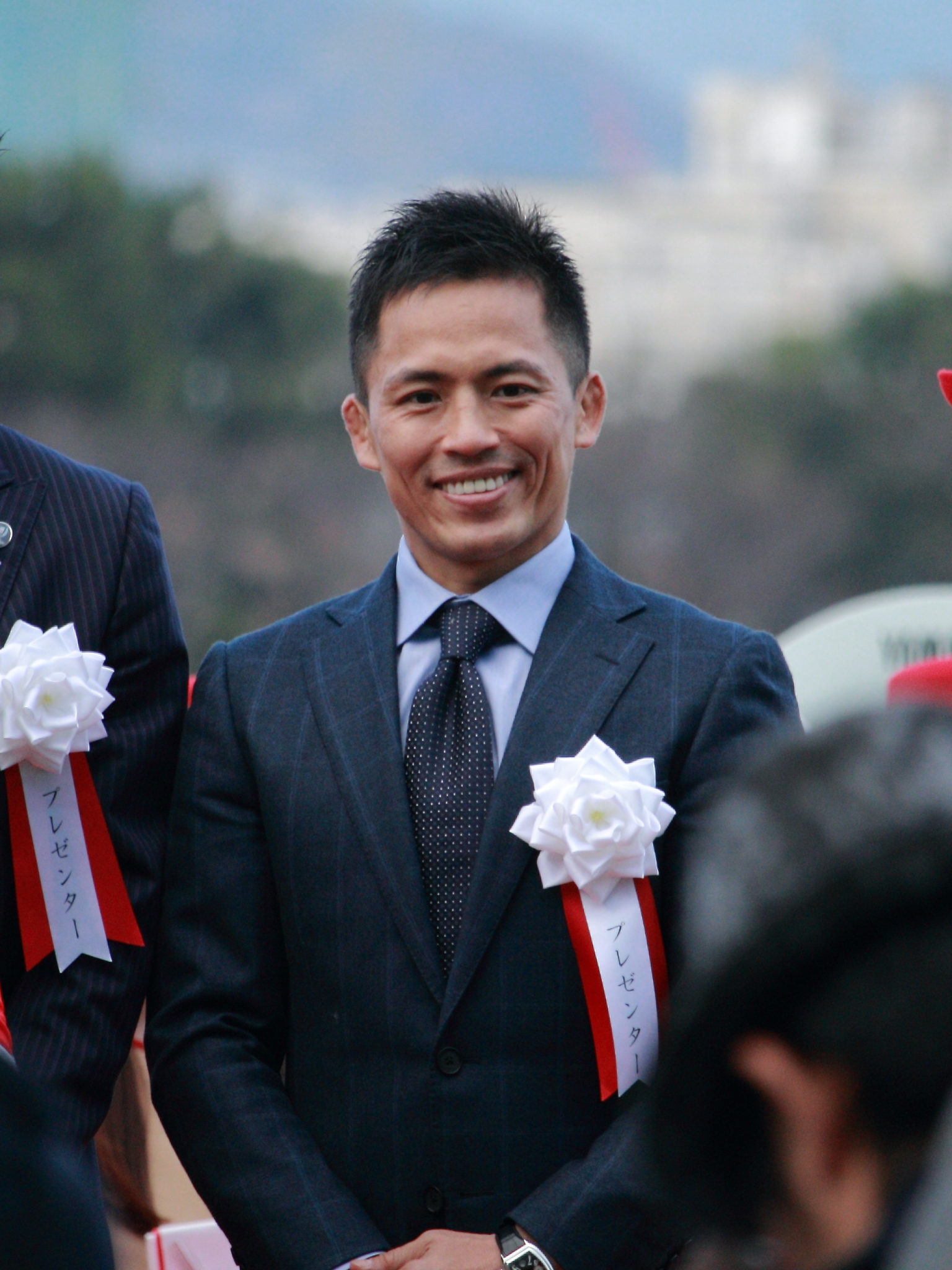
Tadahiro Nomura, Olympiasieger 1996, 2000 und 2004, im Jahr 2015
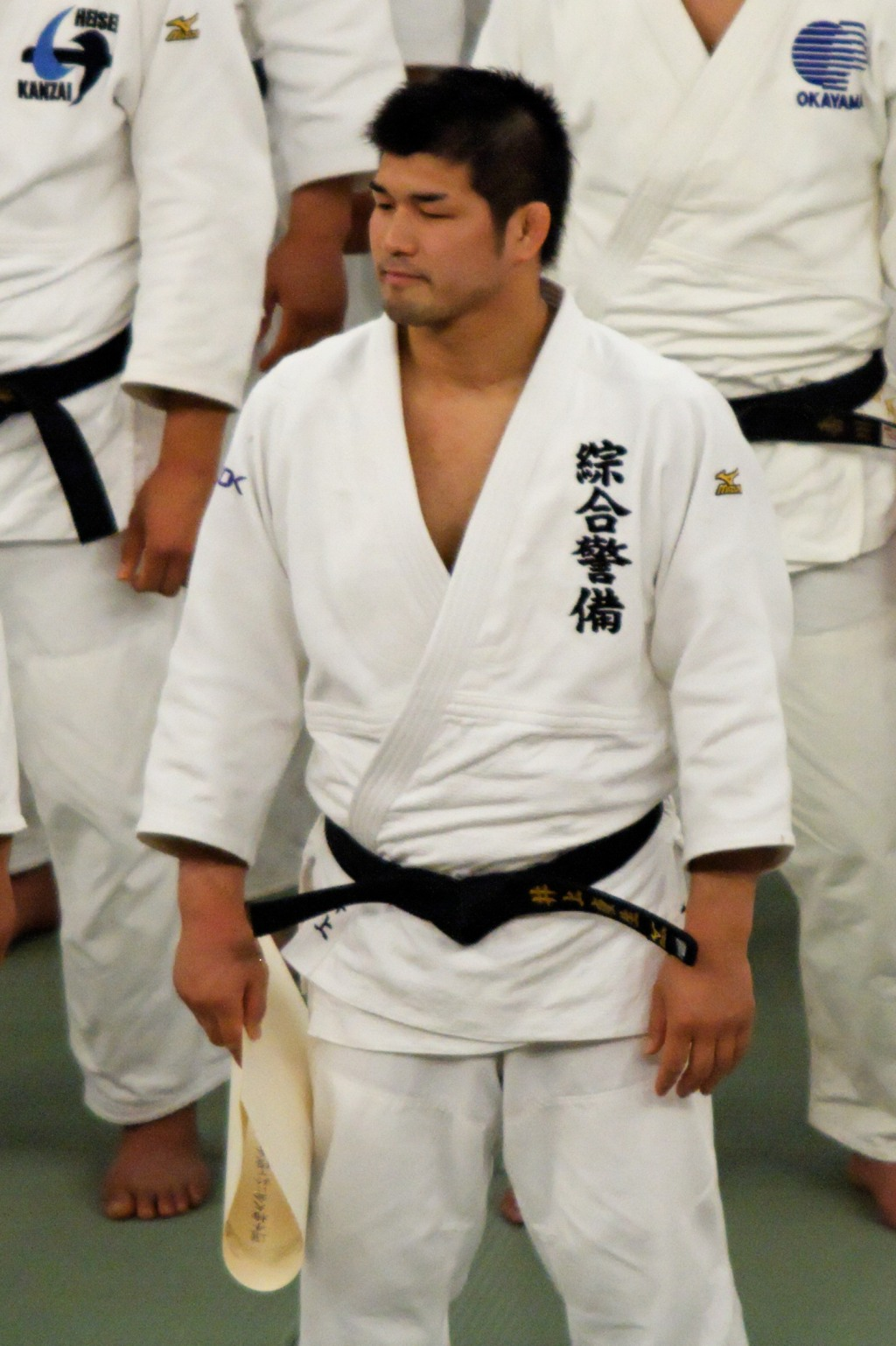
Kōsei Inoue, Olympiasieger 2000
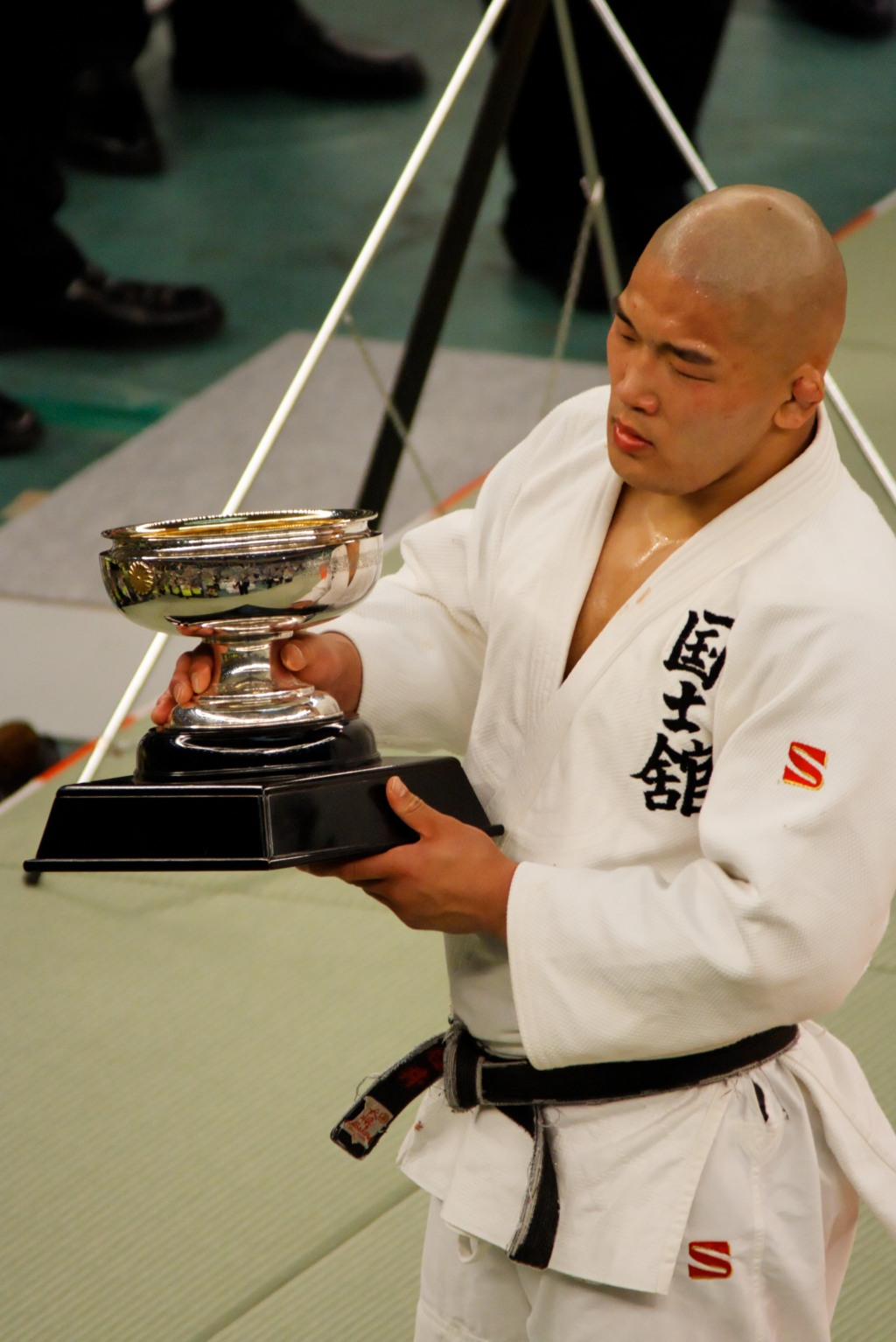
Satoshi Ishii, Olympiasieger 2008

#### Kanusport
| Gelbes Symbol für Goldmedaillen mit stilisierten Olympischen Ringen | Graues Symbol für Silbermedaillen mit stilisierten Olympischen Ringen | Braundes Symbol für Bronzemedaillen mit stilisierten Olympischen Ringen |
| ------------------------------------------------------------------- | --------------------------------------------------------------------- | ----------------------------------------------------------------------- |
| —                                                                   | —                                                                     | 1                                                                       |

Erst 1964 in Tokio nahmen japanische Kanuten an olympischen Kanuregatten teil. 20 Jahre später, 1984 in Los Angeles, konnten erste Erfolge in Form von Finalteilnahmen erreicht werden. Im Einer-Canadier über 500 Meter wurde Kiyoto Inoue Sechster, über 1000 Meter Achter. Der Zweier-Canadier fuhr über 500 Meter auf Platz 8.
2004 in Athen erreichte der Vierer-Kajak der Frauen das Finale und wurde Neunter. 2008 in Peking erreichte Yurika Takeshita im Slalom der Frauen Platz 4. Ins Finale kamen zudem der Vierer-Kajak der Frauen (Platz 6), das Zweier-Kajak der Frauen über 500 Meter (Platz 5) und der Zweier-Canadier der Männer im Slalom (Platz 9).
Drei Finalteilnahmen konnten 2012 erreicht werden. Kazuki Yazawa wurde Neunter im Slalom des Einer-Kajaks der Männer. Im Einer-Canadier über 200 Meter erreichte Naoya Sakamoto Platz 8, im Slalom des Einer-Canadiers wurde Takuya Haneda Siebter. Takuya Hanede gewann 2016 in Rio de Janeiro die erste und bislang einzige Medaille Japans im Kanusport. Im Slalom des Einer-Canadiers gewann er Bronze.
| Name          | Spiele              | Disziplin  | Anmerkung              |
| ------------- | ------------------- | ---------- | ---------------------- |
| Takuya Haneda | 2016 Rio de Janeiro | C 1 Slalom | erster Medaillengewinn |

#### Leichtathletik
| Gelbes Symbol für Goldmedaillen mit stilisierten Olympischen Ringen | Graues Symbol für Silbermedaillen mit stilisierten Olympischen Ringen | Braundes Symbol für Bronzemedaillen mit stilisierten Olympischen Ringen |
| ------------------------------------------------------------------- | --------------------------------------------------------------------- | ----------------------------------------------------------------------- |
| 7                                                                   | 9                                                                     | 9                                                                       |

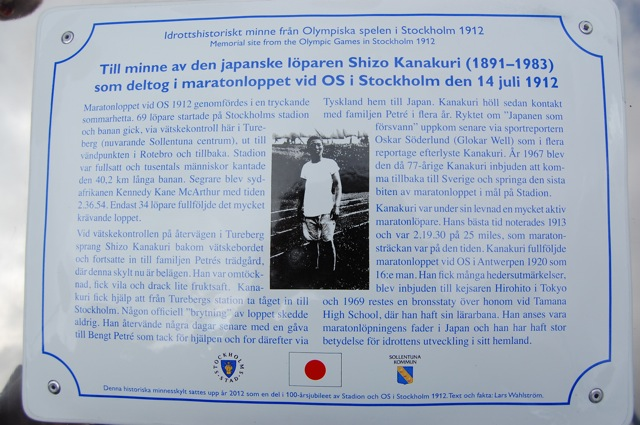
Gedenkplakette für Kanaguri Shisō, an der Stelle, an der das Haus stand

Die erste Olympiamannschaft Japans bestand 1912 in Stockholm aus zwei Leichtathleten. Zu einem kuriosen Vorfall kam es im Marathonlauf. Der Japaner Kanaguri Shisō, der für die Anreise nach Stockholm 18 Tage benötigt hatte, litt unter der großen Hitze am Tag des Rennens, wie auch alle anderen Starter. Bei Kilometer 30, im Stockholmer Vorort Sollentuna, wurde er von einer Familie eingeladen, etwas zu trinken und sich auszuruhen, was Kanaguri dankend annahm. Er stillte seinen Durst, legte sich hin und schlief ein. Er wurde erst am nächsten Morgen wieder wach. Die schwedische Polizei suchte mittlerweile schon nach dem vermissten Läufer. Im Alter von 75 Jahren reiste Kanaguri im März 1967 nach Stockholm und nahm das Rennen genau an der Stelle, an der das Haus stand, wieder auf. Er beendete seinen Lauf in einer Zeit von 54 Jahren, 8 Monaten, 6 Tagen, 3 Stunden, 32 Minuten und 20,3 Sekunden. Kanaguri lief damit den langsamsten Marathon der olympischen Geschichte. 2012 wurde eine Gedenkplakette zu Ehren von Kanaguri eingeweiht.
1924 in Paris konnte ein erster Erfolg verzeichnet werden. Im Dreisprung erreichte Oda Mikio Platz 6. Oda schaffte vier Jahre später in Amsterdam den ersten Olympiasieg eines Japaners bei Olympischen Spielen. Sein Landsmann Nambu Chūhei wurde Vierter. Odas Sieg war zugleich der erste Olympiasieg eines Asiaten in einer Einzeldisziplin. Kazuo Kimura wurde im Hochsprung Sechster, Oda Siebter. Im Stabhochsprung erreichte Yonetaro Nakazawa Platz 6. Im Marathon wurde Kanematsu Yamada Vierter, Seiichiro Tsuda Sechster. Bei den Frauen gewann Hitomi Kinue Silber im 800-Meter-Lauf und gewann damit die erste olympische Medaille einer japanischen Frau. Nambu wurde 1932 in Los Angeles Olympiasieger im Dreisprung, Ōshima Kenkichi gewann Bronze, Titelverteidiger Oda erreichte Platz 12. Wie schon in Amsterdam wurde Oda im Hochsprung Siebter direkt hinter Kazuo auf Platz 6. Im Stabhochsprung gewann Nishida Shūhei Silber, Shizuo Mochizuki wurde Fünfter. Nambu gewann auch im Weitsprung eine Medaille, diesmal eine bronzene, Tajima Naoto wurde Sechster. Yoshioka Takayoshi erreichte über 100 Meter Platz 6. Im Marathon wurde Seiichiro Tsuda Fünfter, Onbai Kin Sechster und Taika Gon Neunter. Beide Männerstaffeln, sowohl die 100- als auch die 400-Meter-Staffel, erreichten Platz 5, ebenso die 100-Meter-Staffel der Frauen. Im Speerwurf belegten Masako Shinpo Platz 4 und Mitsue Ishizu Platz 8. Im Diskuswurf wurde Mitsue zudem Siebte.
In Berlin 1936 gewannen die Männer jeweils zwei Medaillen im Marathon, im Stabhochsprung und im Dreisprung, eine weitere kam im Weitsprung dazu. Im Dreisprung schaffte die Japaner einen Doppelsieg. Tajima Naoto siegte vor Harada Masao. Im Weitsprung gewann Tajima zudem Bronze, Ōshima Kenkichi wurde Sechster. Einen Olympiasieg schaffte im Marathon Son Kitei, Nan Shōryū gewann Bronze. Beide Athleten waren Koreaner. Korea war zu der Zeit Teil des Japanischen Kaiserreiches, beide Läufer musste also für Japan starten. Bei der Siegerehrung wurde die japanische Flagge aufgezogen, sowohl Son (geboren als Sohn Kee-chung) und Nan (geboren als Nam Sung-yong) schauten demonstrativ zu Boden. Im Stabhochsprung sprang Nishida Shūhei zur zweiten Silbermedaille in Folge. Ōe Sueo gewann Bronze. Zwischen Nishida und Ōe sowie dem US-Springer Bill Sefton kam es dabei zu einem Stichkampf um Silber und Bronze. Sefton konnte keinen gültigen Versuche zu Stande bringen, die beiden Japaner verzichtete, u. a. auch wegen der eingesetzten Dunkelheit, auf eine Fortsetzung. Da zu dem Zeitpunkt die Fehlversuchsregel noch nicht eingeführt wurde, nach der Sefton an Stelle von Ōe auf Platz 3 gelegen hätte, legte die japanische Mannschaftsführung von sich aus die Platzierung fest. Nishida wurde auf Platz 2, Ōe auf Platz 3 gewertet. Die beiden Athleten waren mit dieser Regelung nicht einverstanden, bei ihrer Rückkehr wurden beide Medaillen in jeweils zwei Hälften geschnitten und wieder mit der jeweils anderen Hälfte zusammengesetzt, so dass beide Athleten eine Medaille aus Silber und Bronze hatten. Der Langstreckenläufer Murakoso Kōhei erreichte sowohl im 5000- als auch im 10.000-Meter-Lauf jeweils Platz 4. Im Hochsprung wurde Kimio Yada Fünfter, Hiroshi Tanaka und Yoshiro Asakuma belegten einen gemeinsamen sechsten Platz. Bei den Frauen belegten die Diskuswerferinnen Ko Nakamura Platz 4 und Hide Mineshima Platz 5. Im Speerwurf wurde Sadako Yamamoto Fünfte.

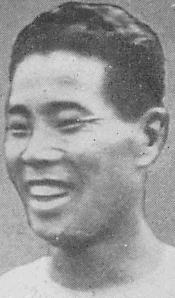
Kanaguri Shisō, Marathonläufer von 1912
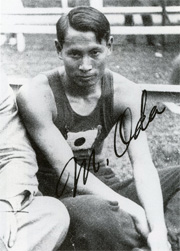
Oda Mikio, Olympiasieg 1928
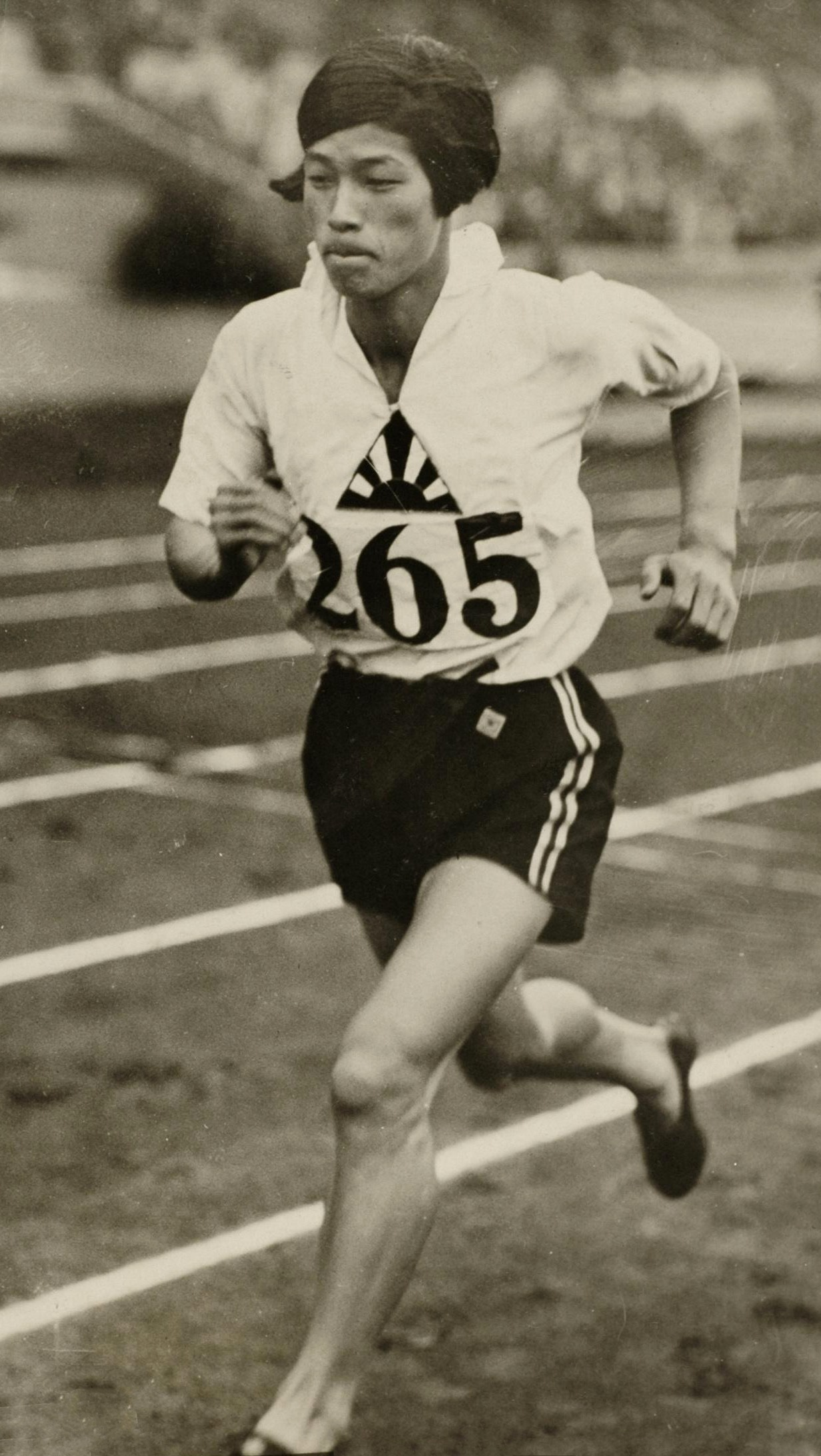
Kinue Hitomi, Silber 1928
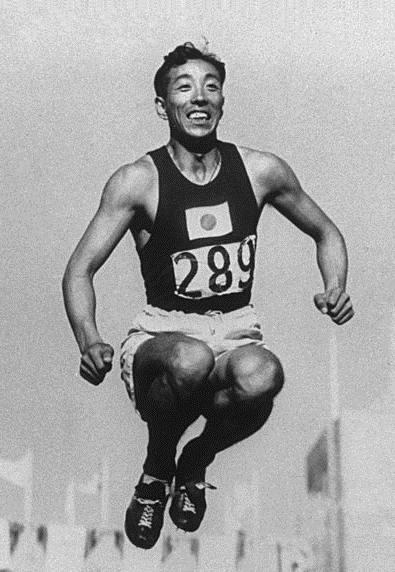
Nambu Chūhei, Olympiasieg und Bronze 1932
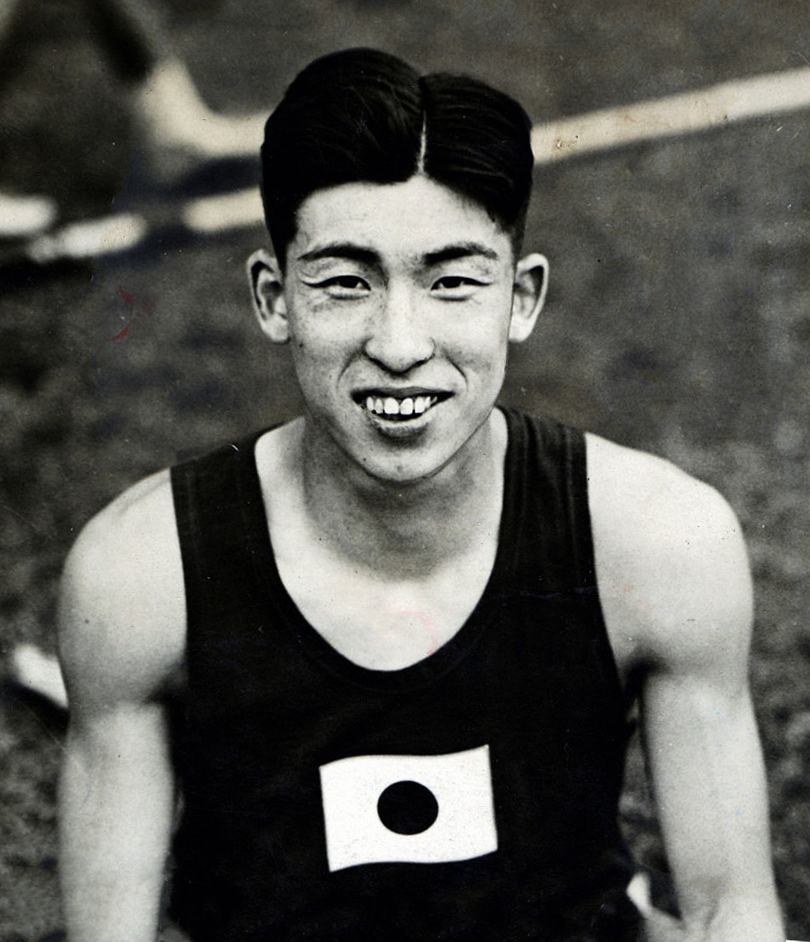
Nishida Shūhei, Silber 1932 und 1936
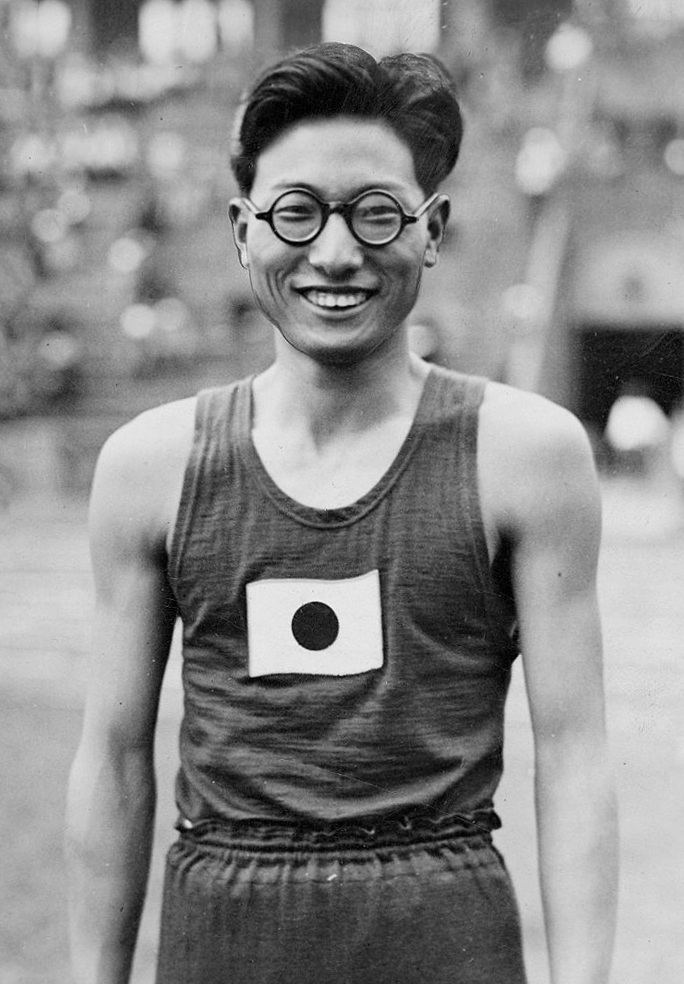
Ōshima Kenkichi, Bronze 1932
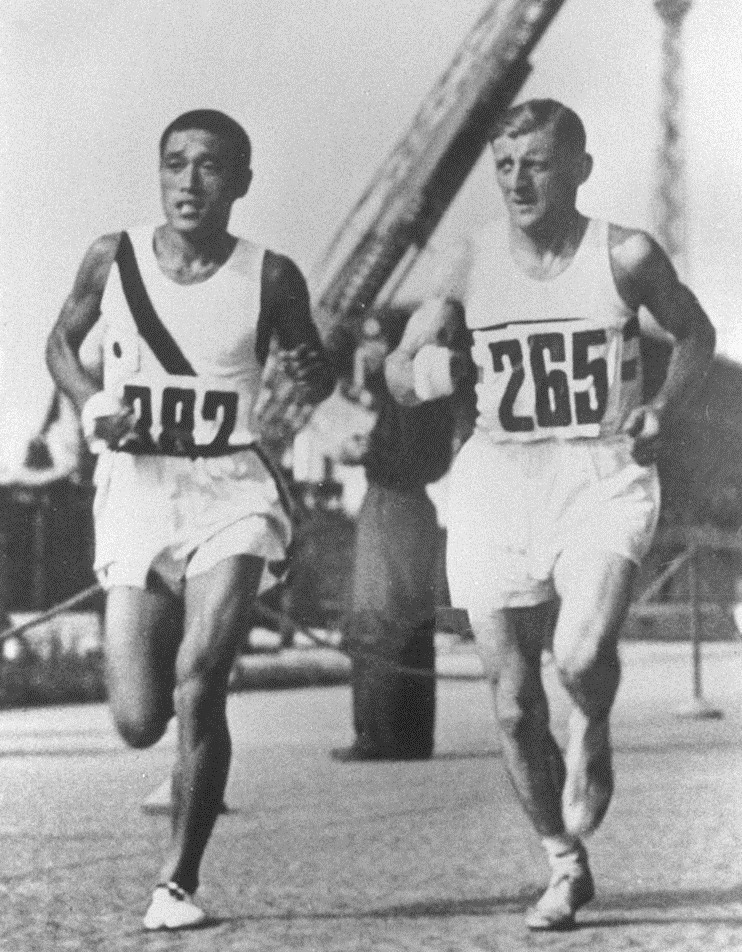
Szene aus dem Marathon von 1936: links der spätere Sieger Son Kitei, rechts der spätere Silbermedaillist, der Brite Ernie Harper
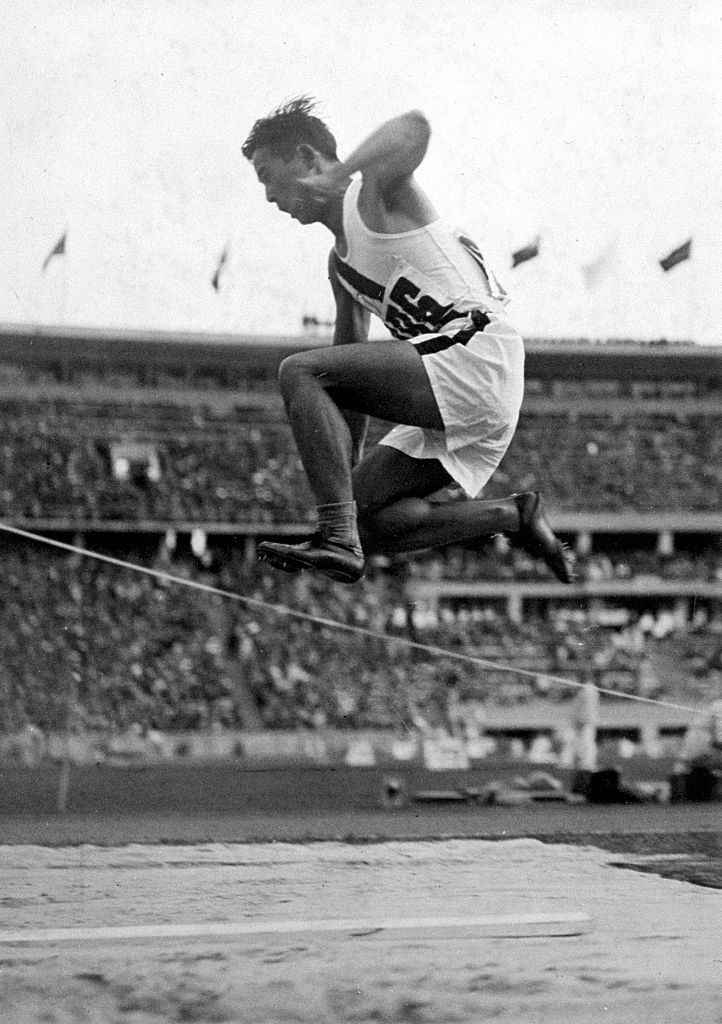
Tajima Naoto, Bronze 1936
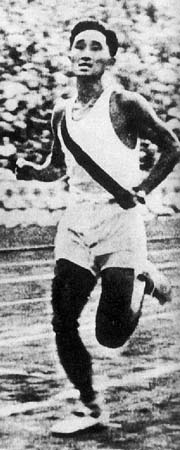
Nambu Chūhei, Bronze 1936
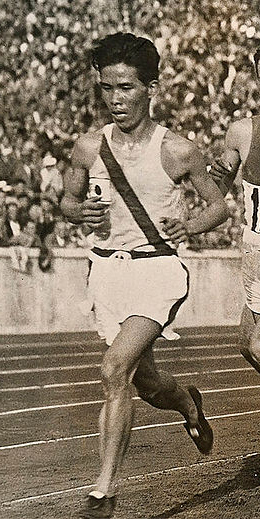
Zwei vierte Plätze 1936 für Murakoso Kōhei

1952 in Helsinki gingen 19 japanische Leichtathleten an den Start. Wie schon vor dem Zweiten Weltkrieg taten sich die japanischen Männer besonders in den Sprungdisziplinen hervor. Bunkichi Sawada im Stabhochsprung und Yoshio Iimuro im Dreisprung erreichten jeweils Platz 6. Bei den Frauen wurde Ko Nakamura Vierte im Diskuswurf. Yoshiaki Kawashima wurde 1956 in Melbourne Fünfter im Marathon. Im Dreisprung belegte Koji Sakurai Platz 7 und Teruji Kogake Platz 8. Bei der Teilnahme 1960 in Rom gelang kein einziger Finaleinzug.
Bei den heimischen Sommerspielen 1964 in Tokio gelang der Gewinn einer Bronzemedaille. Diese gewann Kōkichi Tsuburaya im Marathon. Sein Teamkamerad Kenji Kimihara wurde Achter. Tsuburaya hatte das Stadion als Zweiter erreicht, wurde jedoch noch auf der letzten Runde vom Briten Basil Heatley abgefangen und überholt. Über 10.000 Meter wurde Tsuburaya Sechster. Bei den Frauen wurde Ikuko Yoda Fünfte über 80 Meter Hürden. Im Speerwurf erreichte Hiroko Satō Platz 7.
Die einzige Leichtathletikmedaille Japans 1968 gewann wieder ein Marathonläufer. Kenji Kimihara gewann Silber, Akio Usami wurde Neunter. Takeo Sugawara erreichte im Hammerwurf Platz 4. In München 1972 wurde Kimihara im Marathon Fünfter. Über 3000 Meter Hindernis erreichte Takaharu Koyama Platz 9. Shigenobu Murofushi wurde Achter im Hammerwurf. Auch 1976 blieb die japanische Leichtathletikmannschaft ohne Medaillen. Die einzige vordere Platzierung schaffte Stabhochspringer Itsuo Takanezawa mit Platz 8.
Die Medaillenlosigkeit setzte sich 1984 in Los Angeles fort. Takeshi Sō wurde Vierter im Marathon, Yutaka Kanai Siebter über 10.000 Meter. Ebenfalls Platz 7 erreichte der Weitspringer Jun’ichi Usui. Im Speerwurf wurde Masami Yoshida Fünfter. 1988 in Seoul wurde wieder ein Marathonläufer Vierter, diesmal war es Takeyuki Nakayama. Toshihiko Seko wurde Neunter.
Nach 24 Jahren konnten 1992 in Barcelona wieder Medaillengewinner gefeiert werden. Wieder waren die Medaillengewinner Marathonläufer. Kōichi Morishita gewann die Silbermedaille bei den Männern, Takeyuki Nakayama wurde erneut Vierter, Hiromi Taniguchi Achter. Ebenfalls Achter wurde Susumu Takano über 400 Meter. Die 100-Meter-Staffel der Männer erreichte Platz 6. Bei den Frauen gewann Yūko Arimori ebenfalls Silber, Sachiko Yamashita belegte Platz 4. Im Hochsprung wurde Megumi Sato Siebte.
1996 in Atlanta gewann Yuko Arimori mit Bronze eine weitere Medaille im Marathon. Michiko Shimizu wurde über 5000 Meter Vierte. Im 10.000-Meter-Lauf belegten Masako Chiba Platz 5 und Yūko Kawakami Platz 7. Die 400-Meter-Staffel der Männer wurde Fünfte. Die 100-Meter-Staffel der Männer wurde 2000 in Sydney Sechste, Toshinari Takaoka im 10.000-Meter-Lauf Siebter. Bei den Frauen gelang der Marathonläuferin Naoko Takahashi der erste Leichtathletikolympiasieg nach dem Zweiten Weltkrieg. Eri Yamaguchi wurde Siebte.
Noch erfolgreiche waren die Leichtathleten Japans 2004 in Athen. Während beide Männerstaffeln Platz 4 belegten, wurde im Hammerwurf Kōji Murofushi Olympiasieger. Im Marathon der Männer belegten Shigeru Aburaya Platz 5 und Toshinari Suwa Platz 6. Im Marathon der Frauen gelang der zweite Leichtathletikolympiasieg von Athen. Mizuki Noguchi siegte, Reiko Tosa wurde Fünfte, Naoko Sakamoto Siebte.
In Peking 2008 gewann die 100-Meter-Staffel der Männer die Silbermedaille. Im Gehen über 50 Kilometer erreichte Yuki Yamazaki das Ziel auf Platz 7. Titelverteidiger Kōji Murofushi wurde in Peking Fünfter im Hammerwurf. In London 2012 wurde die 100-Meter-Staffel der Männer Vierte. Im Marathon belegte Kentarō Nakamoto Platz 6. Kōji Murofushi gewann mit Bronze seine zweite Medaille im Hammerwurf.
2016 gelang der 100-Meter-Staffel der Männer wieder der Gewinn der Silbermedaille. Im Gehen über 50 Kilometer gewann Hirooki Arai Bronze, über 20 Kilometer wurde Daisuke Matsunaga Siebter. Ebenfalls Platz 7 erreichte Stabhochspringer Daichi Sawano.

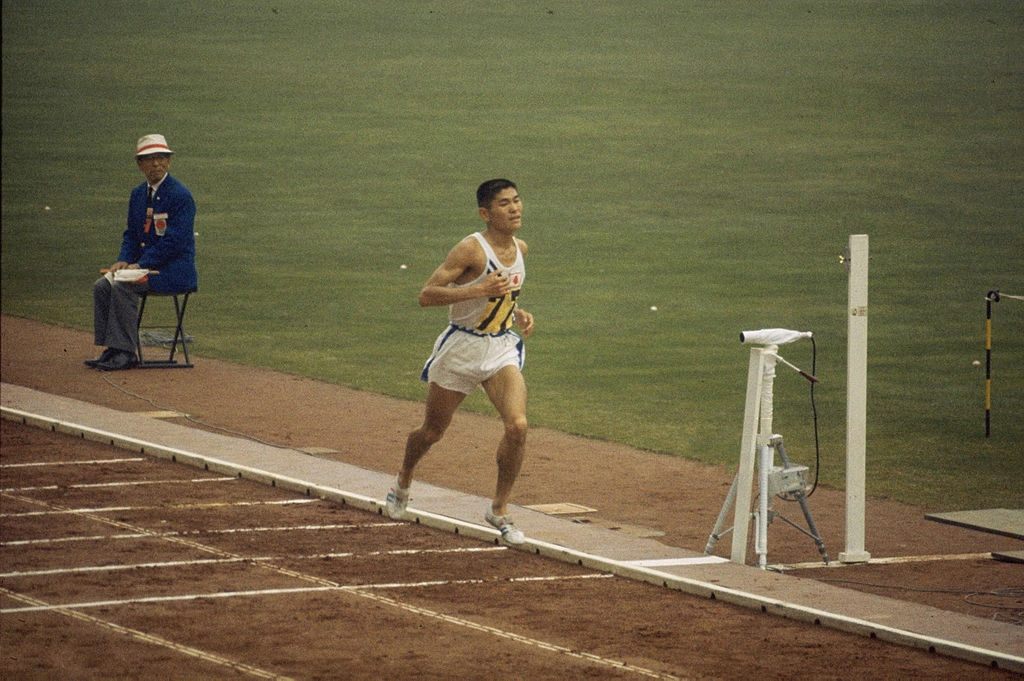
Zieleinlauf von Kōkichi Tsuburaya beim Marathon von Tokio 1964
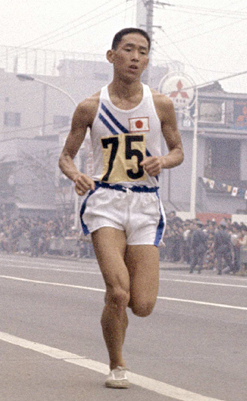
Kenji Kimihara, Silber 1968
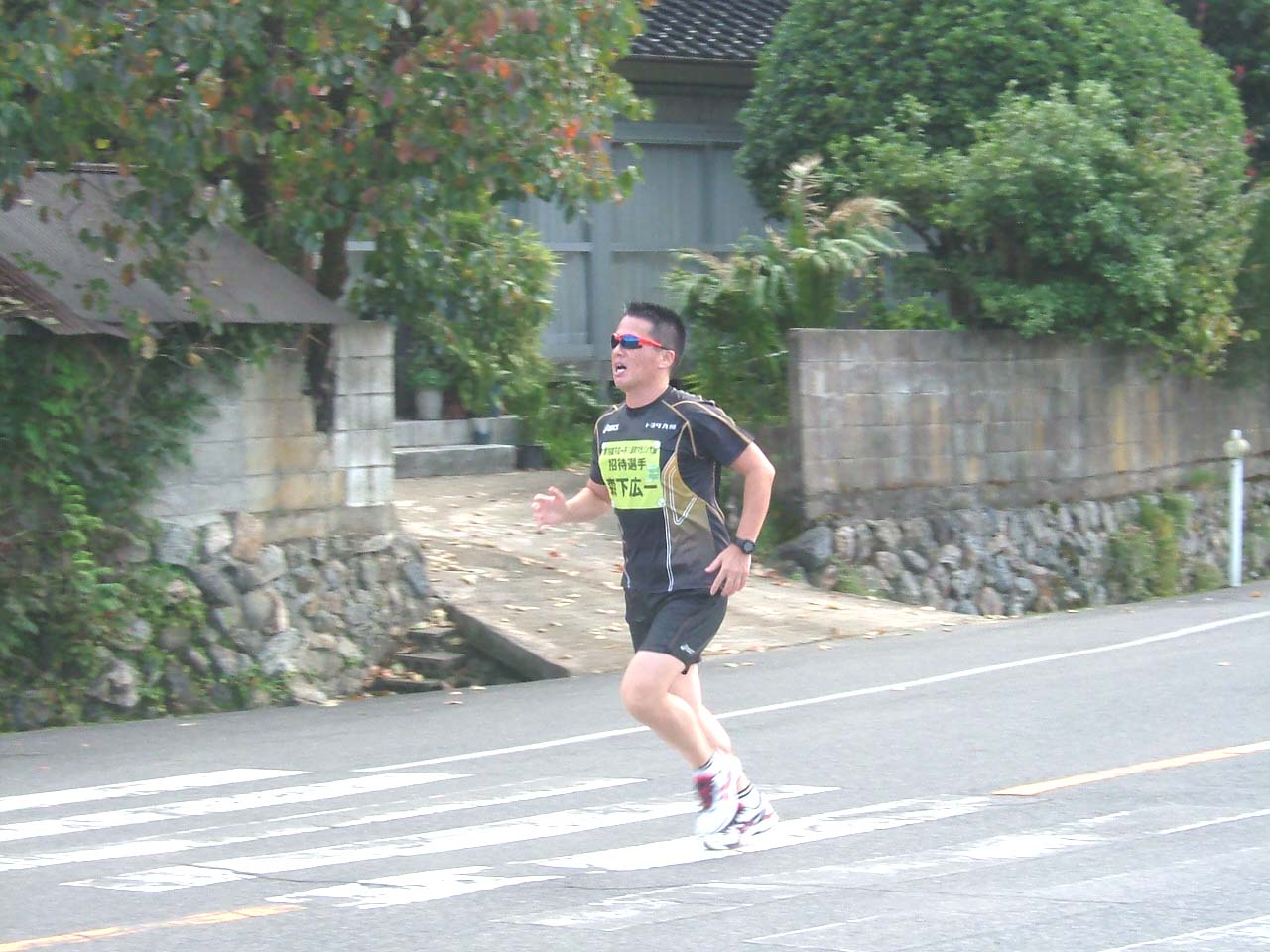
Kōichi Morishita, Silber 1992 (Foto von 2012)
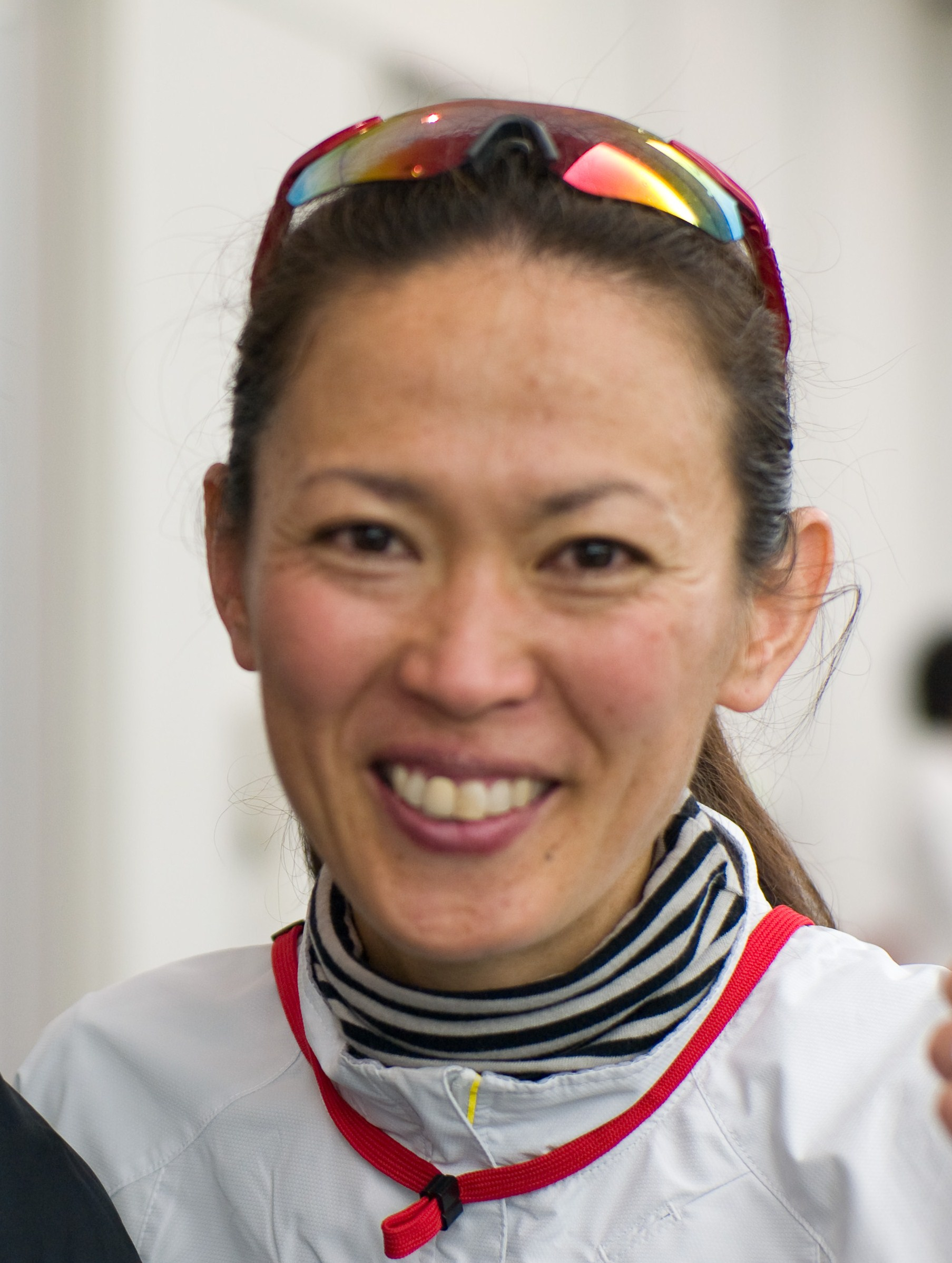
Yuko Arimori, Silber 1992, Bronze 1996
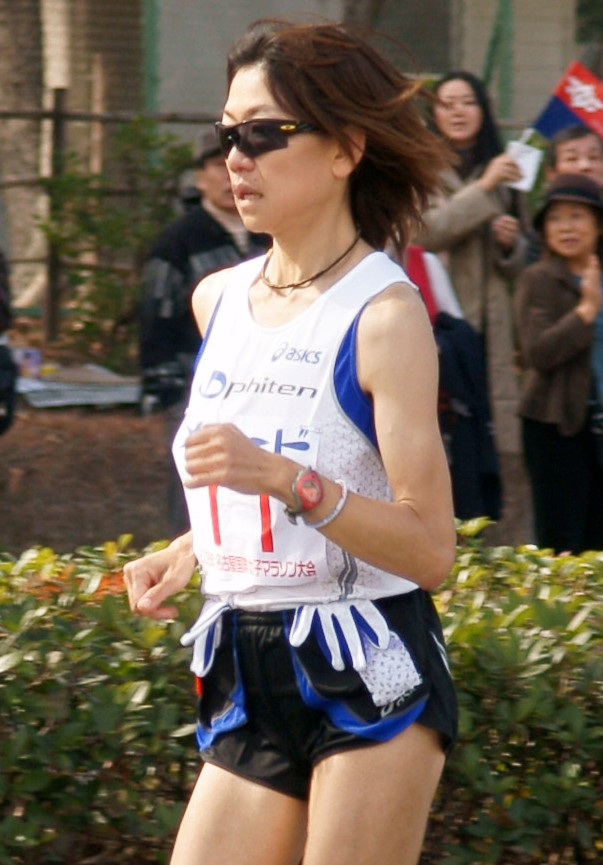
Naoko Takahashi, Olympiasieg 2000 (Foto von 2008)
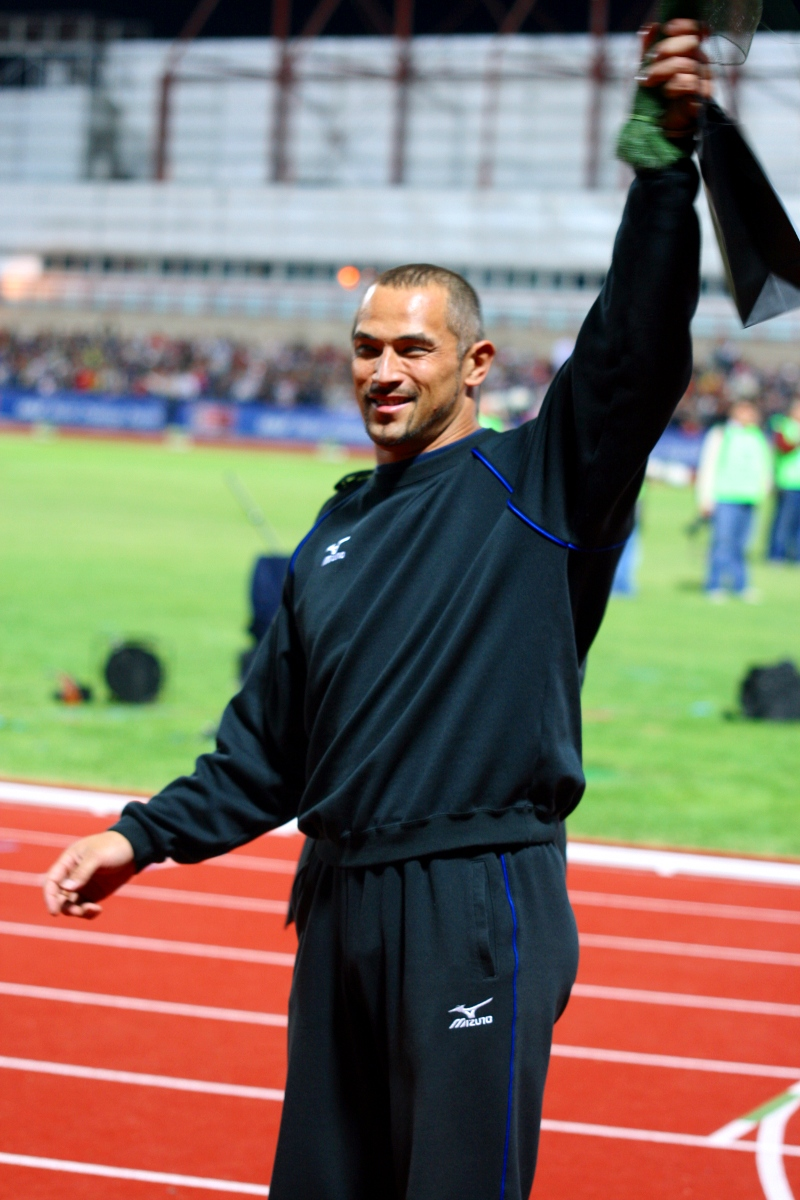
Kōji Murofushi, Olympiasieg 2004
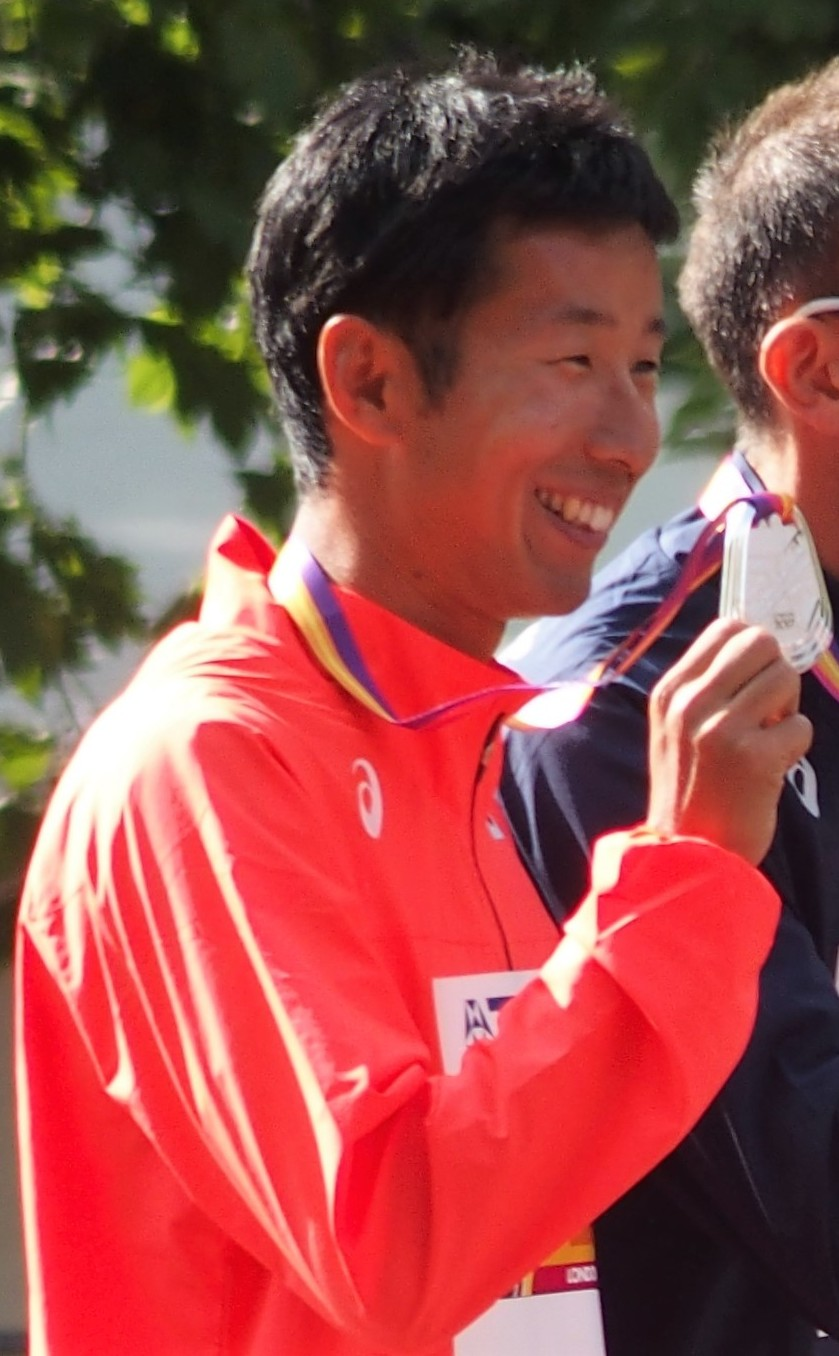
Hirooki Arai, Bronze 2016
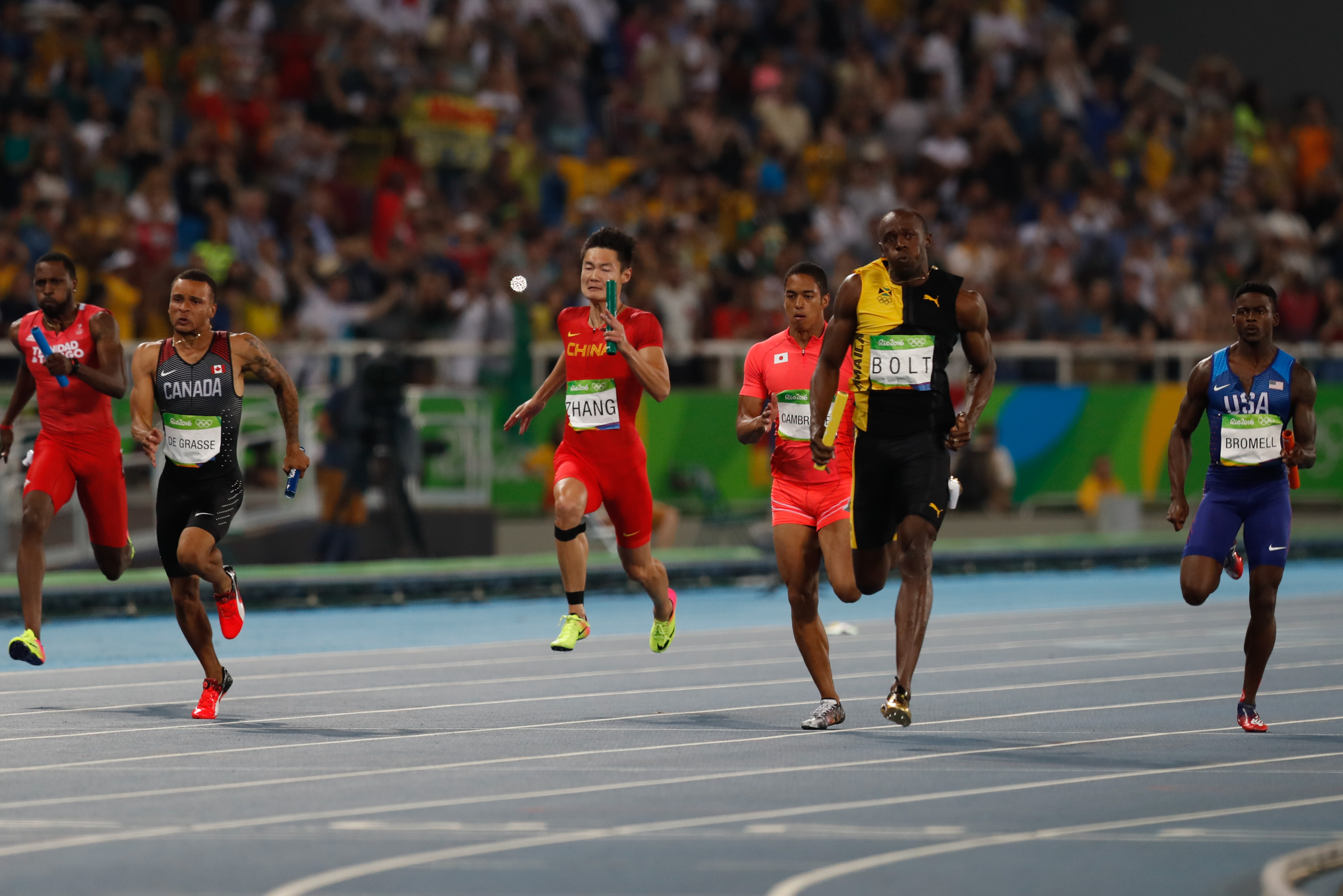
Zieleinlauf der 100-Meter-Staffeln 2016 (v. l. n. r.): Trinidad und Tobago (DSQ), Kanada (3), China (4), Japan (2), Jamaika (1), USA (DSQ)

| Name            | Spiele           | Disziplin  | Anmerkung                           |
| --------------- | ---------------- | ---------- | ----------------------------------- |
| Oda Mikio       | 1928 Amsterdam   | Dreisprung | erster Olympiasieg Japans überhaupt |
| Nambu Chūhei    | 1932 Los Angeles | Dreisprung |                                     |
| Son Kitei       | 1936 Berlin      | Marathon   |                                     |
| Tajima Naoto    | 1936 Berlin      | Dreisprung |                                     |
| Naoko Takahashi | 2000 Sydney      | Marathon   |                                     |
| Kōji Murofushi  | 2004 Athen       | Hammerwurf |                                     |
| Mizuki Noguchi  | 2004 Athen       | Marathon   |                                     |

| Name                                                             | Spiele              | Disziplin               | Anmerkung |
| ---------------------------------------------------------------- | ------------------- | ----------------------- | --------- |
| Kinue Hitomi                                                     | 1928 Amsterdam      | 800 Meter               |           |
| Nishida Shūhei                                                   | 1932 Los Angeles    | Stabhochsprung          |           |
| Nishida Shūhei                                                   | 1936 Berlin         | Stabhochsprung          |           |
| Harada Masao                                                     | 1936 Berlin         | Dreisprung              |           |
| Kenji Kimihara                                                   | 1968 Mexiko-Stadt   | Marathon                |           |
| Kōichi Morishita                                                 | 1992 Barcelona      | Marathon                |           |
| Yuko Arimori                                                     | 1992 Barcelona      | Marathon                |           |
| Naoki Tsukahara Shingo Suetsugu Shinji Takahira Nobuharu Asahara | 2012 London         | 4-mal-100-Meter-Staffel |           |
| Ryōta Yamagata Shōta Iizuka Yoshihide Kiryū Asuka Cambridge      | 2016 Rio de Janeiro | 4-mal-100-Meter-Staffel |           |

| Name              | Spiele              | Disziplin          | Anmerkung |
| ----------------- | ------------------- | ------------------ | --------- |
| Nambu Chūhei      | 1932 Los Angeles    | Weitsprung         |           |
| Ōshima Kenkichi   | 1932 Los Angeles    | Dreisprung         |           |
| Nan Shōryū        | 1936 Berlin         | Marathon           |           |
| Ōe Sueo           | 1936 Berlin         | Stabhochsprung     |           |
| Tajima Naoto      | 1936 Berlin         | Weitsprung         |           |
| Kōkichi Tsuburaya | 1964 Tokio          | Marathon           |           |
| Yuko Arimori      | 1996 Atlanta        | Marathon           |           |
| Kōji Murofushi    | 2012 London         | Hammerwurf         |           |
| Harooki Arai      | 2016 Rio de Janeiro | 50 Kilometer Gehen |           |

#### Moderner Fünfkampf
| Gelbes Symbol für Goldmedaillen mit stilisierten Olympischen Ringen | Graues Symbol für Silbermedaillen mit stilisierten Olympischen Ringen | Braundes Symbol für Bronzemedaillen mit stilisierten Olympischen Ringen |
| ------------------------------------------------------------------- | --------------------------------------------------------------------- | ----------------------------------------------------------------------- |
| —                                                                   | —                                                                     | —                                                                       |

Japanische Fünfkämpfer nahmen erstmals 1960 in Rom teil. Erfolge blieben in dieser Sportart aus. Die beste Platzierung gelang 1968 in Mexiko-Stadt mit Platz 14 durch Yuso Makihira in der Einzelwertung und Platz 7 in der Teamwertung.

#### Radsport
| Gelbes Symbol für Goldmedaillen mit stilisierten Olympischen Ringen | Graues Symbol für Silbermedaillen mit stilisierten Olympischen Ringen | Braundes Symbol für Bronzemedaillen mit stilisierten Olympischen Ringen |
| ------------------------------------------------------------------- | --------------------------------------------------------------------- | ----------------------------------------------------------------------- |
| —                                                                   | 1                                                                     | 3                                                                       |

Die ersten olympischen Radrennfahrer Japans traten 1952 in Helsinki an. Ein erster Erfolg konnte erst 1976 in Montreal verzeichnet werden. Yoshikazu Cho wurde im Spring Sechster. 1984 gelang der erste Medaillengewinn. Tsutomu Sakamoto gewann Bronze im Sprint. 1996 gewann Takanobu Jumonji Bronze im 1000-Meter-Zeitfahren. Im Teamsprint erreichten die japanischen Männer 2000 Platz 5. 2004 gewannen sie die Silbermedaille. 2008 fuhr das Team auf Platz 6. Im Keirin gewann Kiyofumi Nagai Bronze.
| Name                                             | Spiele     | Disziplin  | Anmerkung |
| ------------------------------------------------ | ---------- | ---------- | --------- |
| Toshiaki Fushimi Masaki Inoue Tomohiro Nagatsuka | 2004 Athen | Teamsprint |           |

| Name             | Spiele           | Disziplin             | Anmerkung              |
| ---------------- | ---------------- | --------------------- | ---------------------- |
| Tsutomo Sakamoto | 1984 Los Angeles | Sprint                | erster Medaillengewinn |
| Takanobu Jumonji | 1996 Atlanta     | 1000-Meter-Zeitfahren |                        |
| Kiyofumi Nagai   | 2008 Peking      | Keirin                |                        |

#### Reiten
| Gelbes Symbol für Goldmedaillen mit stilisierten Olympischen Ringen | Graues Symbol für Silbermedaillen mit stilisierten Olympischen Ringen | Braundes Symbol für Bronzemedaillen mit stilisierten Olympischen Ringen |
| ------------------------------------------------------------------- | --------------------------------------------------------------------- | ----------------------------------------------------------------------- |
| 1                                                                   | —                                                                     | —                                                                       |

Die erste japanische Reiter-Equipe trat 1928 an. 1932 gelang dem Springreiter Takeichi Nishi der erste Medaillengewinn und Olympiasieg eines japanischen Reiters. Mit seinem Pferd Uranus gewann er die Einzelwertung. In der Vielseitigkeit belegte Morishige Yamamoto auf Kingo Platz 7. Weitere Erfolge blieben in der Folgezeit, trotz ständiger Teilnahme, aus.
| Name                      | Spiele           | Disziplin              | Anmerkung                              |
| ------------------------- | ---------------- | ---------------------- | -------------------------------------- |
| Takeichi Nishi auf Uranus | 1932 Los Angeles | Springen Einzelwertung | erster Medaillengewinn und Olympiasieg |
| Takanobu Jumonji          | 1996 Atlanta     | 1000-Meter-Zeitfahren  |                                        |
| Kiyofumi Nagai            | 2008 Peking      | Keirin                 |                                        |

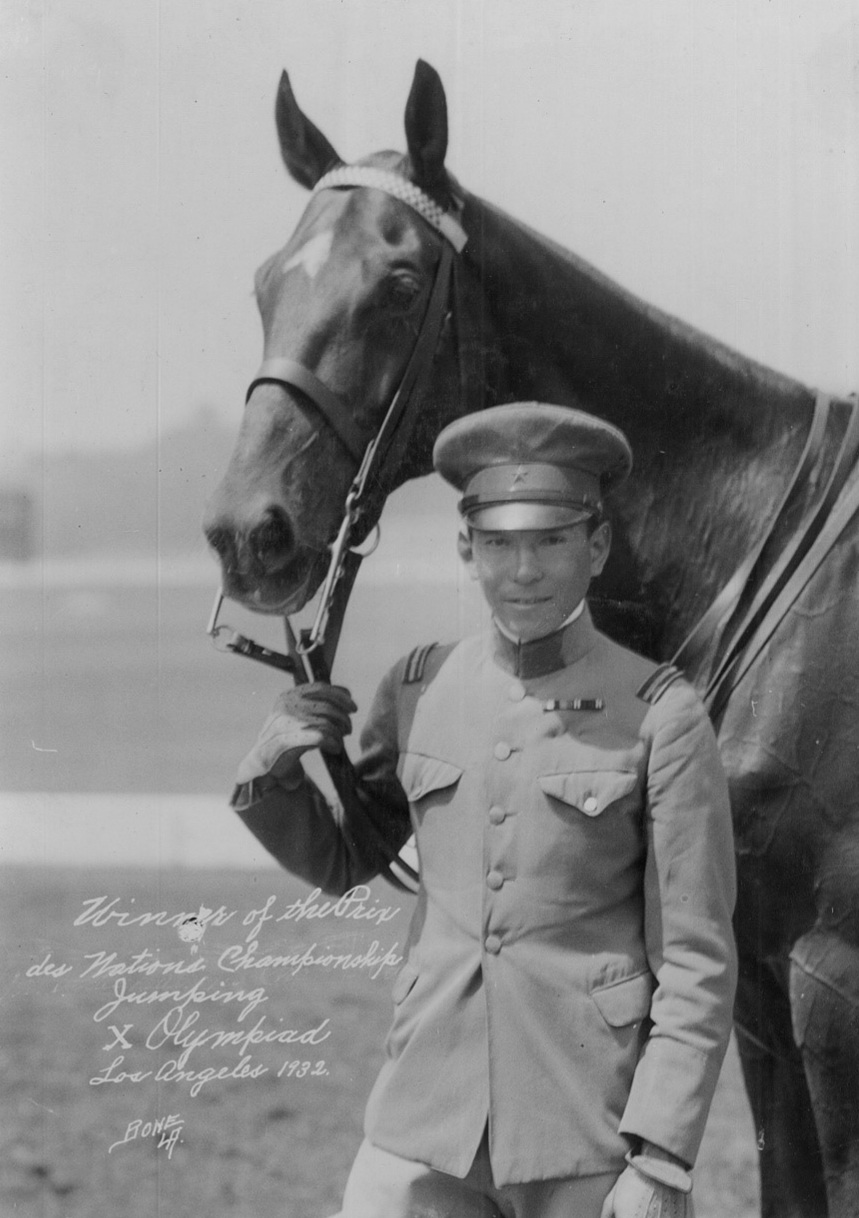
Takeichi Nishi, Olympiasieger 1932, mit seinem Pferd Uranus

#### Ringen
| Gelbes Symbol für Goldmedaillen mit stilisierten Olympischen Ringen | Graues Symbol für Silbermedaillen mit stilisierten Olympischen Ringen | Braundes Symbol für Bronzemedaillen mit stilisierten Olympischen Ringen |
| ------------------------------------------------------------------- | --------------------------------------------------------------------- | ----------------------------------------------------------------------- |
| 32                                                                  | 20                                                                    | 17                                                                      |

Seit 1924 sind japanische Ringer beider Stilarten bei Olympischen Spielen vertreten. Gleich bei der ersten Teilnahme gab es den ersten Medaillengewinn. Im Federgewicht des Freistils gewann. 28 Jahre später, 1952 in Helsinki, gelang der erste Olympiasieg. Shōhachi Ishii gewann das Freistilturnier im Bantamgewicht. Im Fliegengewicht gewann Yūshū Kitano Silber. 1956 wurden die Freistilringer Shōzō Sasahara im Federgewicht und Mitsuo Ikeda im Weltergewicht Olympiasieger. Im Leichtgewicht gewann Shigeru Kasahara Silber.
1960 in Rom war der Freistilringer Masayuki Matsubara der einzige japanische Medaillengewinner. Im Fliegengewicht gewann er Silber. Fünf Olympiasiege sowie eine Bronzemedaille standen bei den heimischen Sommerspielen 1964 zu Buche. Zwei Olympiasieger kämpften im griechisch-römischen Stil: Tsutomu Hanahara im Fliegengewicht und Masamitsu Ichiguchi im Bantamgewicht. Im Freistil wurden Yoshikatsu Yoshida im Fliegengewicht, Yōjirō Uetake im Bantamgewicht und Osamu Watanabe im Federgewicht Olympiasieger. im Leichtgewicht gewann Iwao Horiuchi Bronze.
Mit vier Olympiasiegen und einer Silbermedaille setzte sich die japanische Erfolgsserie 1968 fort. Im griechisch-römischen Stil gewann Muneji Munemura das Leichtgewicht. Im Federgewicht gewann Hideo Fujimoto Silber. Im Freistil wurden Shigeo Nakata im Fliegengewicht, Titelverteidiger Yōjirō Uetake im Bantamgewicht und Masaaki Kaneko im Federgewicht Olympiasieger.
Das Turnier von München 1972 brachte zwei Gold- und zwei Silbermedaillen. Die Olympiasieger kamen aus dem Freistil. Kiyomi Katō gewann das Turnier im Fliegengewicht, Hideaki Yanagida das Turnier im Bantamgewicht. Im Leichtgewicht gewann Kikuo Wada Silber. Ebenfalls Silber gewann Kōichirō Hirayama im Fliegengewicht des griechisch-römischen Stils.
Auch 1976 erkämpften sich die japanischen Ringer zwei Olympiasiege im Freistil. Yūji Takada gewann das Turnier im Fliegengewicht, Jiichirō Date das Turnier im Weltergewicht. Hinzu kamen Bronzemedaillen durch Akira Kudo im Halbfliegengewicht, Masao Arai im Bantamgewicht und Sugawara Yasaburo im Leichtgewicht. Im griechisch-römischen Stil konnte Kōichirō Hirayama noch einmal Bronze im Fliegengewicht gewinnen.
1984 kamen die zwei Olympiasieger aus beiden Stilarten. Im griechisch-römischen Stil wurde Atsuji Miyahara Olympiasieger im Fliegengewicht. Silber gewann Masaki Eto im Bantamgewicht, Bronze ging an Ikuzo Saito im Halbfliegengewicht. Im Freistil wurde Hideaki Tomiyama Olympiasieger im Bantamgewicht. Silber erkämpften sich Takashi Irie im Halbfliegengewicht, Kōsei Akaishi im Federgewicht, Hideyuki Nagashima im Mittelgewicht und Akira Ōta im Halbschwergewicht. Yūji Takada gewann Bronze im Fliegengewicht.
1988 in Seoul wurden die Freistilringer Takashi Kobayashi im Halbfliegengewicht und Mitsuru Satō im Fliegengewicht Olympiasieger. Im Halbschwergewicht gewann Akira Ōta zum zweiten Mal Silber. Im griechisch-römischen Stil gewann Titelverteidiger Atsuji Miyahara im Fliegengewicht Silber. Die Turniere von 1992 wurden für die erfolgsverwöhnten Japaner zur Enttäuschung. Lediglich Kōsei Akaishi konnte im Leichtgewicht des Freistils eine Bronzemedaille gewinnen. Auch 1996 war die Ausbeute nicht besser. Takuya Ōta war mit Bronze im Weltergewicht des Freistils einziger Medaillengewinner. 2000 in Sydney reichte es zu einer Silbermedaille im griechisch-römischen Stil durch Katsuhiko Nagata im Weltergewicht.
Ab 2004 nahmen auch Frauen an den Ringerturnieren im Freistil teil. Sie sorgten für die ersten Olympiasiege nach 16 Jahren. Olympiasiegerinnen wurden Saori Yoshida im Leichtgewicht und Kaori Ichō im Mittelgewicht. Kaoris Schwester Chiharu gewann Silber im Fliegengewicht, Kyōko Hamaguchi holte Bronze im Schwergewicht. Bei den Männern gewannen die Freistilringer Chikara Tanabe Bronze im Federgewicht und Kenji Inoue Bronze im Leichtgewicht.
Zu einem Kuriosum im Frauenturnier kam es 2008 in Peking. Alle vier Medaillengewinnerinnen von 2004 gewannen die exakt gleichen Medaillen auch 2008. Bei den Männern gewannen die Freistilringer Tomohiro Matsunaga Silber im Federgewicht und Ken’ichi Yumoto Bronze im Leichtgewicht. Saori Yoshida und Kaori Ichō wurden 2012 zum dritten Mal in Folge Olympiasiegerinnen in ihren Gewichtsklassen. Hitomi Obara siegte im Fliegengewicht. Auch bei den Männern gab es einen Olympiasieger: Tatsuhiro Yonemitsu im Leichtgewicht des Freistils. Im Federgewicht des Freistils gewann Shin’ichi Yumoto, Zwillingsbruder von Ken’ichi Yumoto, Bronze. Ebenfalls Bronze gewann Ryūtarō Matsumoto im Leichtgewicht des griechisch-römischen Stils.
2016 in Rio de Janeiro erzielten die Frauen vier Olympiasiege. Im Fliegengewicht gewann Eri Tosaka, im Leichtgewicht Kaori Ichō zum vierten Mal in Folge. Damit ist sie die erfolgreichste Ringerin Japans bei Olympischen Spielen. Im Mittelgewicht wurde Risako Kawai und im Halbschwergewicht Sara Doshō Olympiasiegerinnen. Saori Yoshida verlor ihren Finalkampf im Federgewicht und wurde mit der Silbermedaille zur zweiterfolgreichsten Ringerin Japans. Zwei Silbermedaillen gewannen die Männer durch Shinobu Ōta im Federgewicht des griechisch-römischen Stils und Rei Higuchi im Federgewicht des Freistils.
| Name                | Spiele              | Disziplin                          | Anmerkung          |
| ------------------- | ------------------- | ---------------------------------- | ------------------ |
| Shōhachi Ishii      | 1952 Helsinki       | Bantamgewicht, Freistil            | erster Olympiasieg |
| Shōzō Sasahara      | 1956 Melbourne      | Federgewicht, Freistil             |                    |
| Mitsuo Ikeda        | 1956 Melbourne      | Weltergewicht, Freistil            |                    |
| Tsutomu Hanahara    | 1964 Tokio          | Fliegengewicht, griechisch-römisch |                    |
| Masamitsu Ichiguchi | 1964 Tokio          | Bantamgewicht, griechisch-römisch  |                    |
| Yoshikatsu Yoshida  | 1964 Tokio          | Fliegengewicht, Freistil           |                    |
| Yōjirō Uetake       | 1964 Tokio          | Bantamgewicht, Freistil            |                    |
| Osamu Watanabe      | 1964 Tokio          | Federgewicht, Freistil             |                    |
| Muneji Munemura     | 1968 Mexiko-Stadt   | Leichtgewicht, griechisch-römisch  |                    |
| Shigeo Nakata       | 1968 Mexiko-Stadt   | Fliegengewicht, Freistil           |                    |
| Yōjirō Uetake       | 1968 Mexiko-Stadt   | Bantamgewicht, Freistil            |                    |
| Masaaki Kaneko      | 1968 Mexiko-Stadt   | Federgewicht, Freistil             |                    |
| Kiyomi Katō         | 1972 München        | Fliegengewicht, Freistil           |                    |
| Hideaki Yanagida    | 1972 München        | Bantamgewicht, Freistil            |                    |
| Yūji Takada         | 1976 Montreal       | Fliegengewicht, Freistil           |                    |
| Jiichirō Date       | 1976 Montreal       | Weltergewicht, Freistil            |                    |
| Atsuji Miyahara     | 1984 Los Angeles    | Fliegengewicht, griechisch-römisch |                    |
| Hideaki Tomiyama    | 1984 Los Angeles    | Bantamgewicht, Freistil            |                    |
| Takashi Kobayashi   | 1988 Seoul          | Halbfliegengewicht, Freistil       |                    |
| Mitsuru Satō        | 1988 Seoul          | Fliegengewicht, Freistil           |                    |
| Saori Yoshida       | 2004 Athen          | Leichtgewicht, Freistil            |                    |
| Kaori Ichō          | 2004 Athen          | Mittelgewicht, Freistil            |                    |
| Saori Yoshida       | 2008 Peking         | Leichtgewicht, Freistil            |                    |
| Kaori Ichō          | 2008 Peking         | Mittelgewicht, Freistil            |                    |
| Tatsuhiro Yonemitsu | 2012 London         | Weltergewicht, Freistil            |                    |
| Hitomi Obara        | 2012 London         | Fliegengewicht, Freistil           |                    |
| Saori Yoshida       | 2012 London         | Leichtgewicht, Freistil            |                    |
| Kaori Ichō          | 2012 London         | Mittelgewicht, Freistil            |                    |
| Eri Tosaka          | 2016 Rio de Janeiro | Fliegengewicht, Freistil           |                    |
| Kaori Ichō          | 2016 Rio de Janeiro | Leichtgewicht, Freistil            |                    |
| Risako Kawai        | 2016 Rio de Janeiro | Mittelgewicht, Freistil            |                    |
| Sara Doshō          | 2016 Rio de Janeiro | Mittelgewicht, Freistil            |                    |

| Name               | Spiele              | Disziplin                          | Anmerkung |
| ------------------ | ------------------- | ---------------------------------- | --------- |
| Yūshū Kitano       | 1952 Helsinki       | Fliegengewicht, Freistil           |           |
| Shigeru Kasahara   | 1956 Melbourne      | Leichtgewicht, Freistil            |           |
| Masayuki Matsubara | 1960 Rom            | Fliegengewicht, Freistil           |           |
| Hideo Fujimoto     | 1968 Mexiko-Stadt   | Federgewicht, griechisch-römisch   |           |
| Kōichirō Hirayama  | 1972 München        | Fliegengewicht, griechisch-römisch |           |
| Kikuo Wada         | 1972 München        | Leichtgewicht, Freistil            |           |
| Masaki Eto         | 1984 Los Angeles    | Bantamgewicht, griechisch-römisch  |           |
| Takashi Irie       | 1984 Los Angeles    | Halbfliegengewicht, Freistil       |           |
| Kōsei Akaishi      | 1984 Los Angeles    | Federgewicht, Freistil             |           |
| Hideyuki Nagashima | 1984 Los Angeles    | Mittelgewicht, Freistil            |           |
| Akira Ōta          | 1984 Los Angeles    | Halbschwergewicht, Freistil        |           |
| Atsuji Miyahara    | 1988 Seoul          | Fliegengewicht, griechisch-römisch |           |
| Akira Ōta          | 1988 Seoul          | Halbschwergewicht, Freistil        |           |
| Katsuhiko Nagata   | 2000 Sydney         | Weltergewicht, griechisch-römisch  |           |
| Chiharu Ichō       | 2004 Athen          | Fliegengewicht, Freistil           |           |
| Tomohiro Matsunaga | 2008 Peking         | Federgewicht, Freistil             |           |
| Chiharu Ichō       | 2008 Peking         | Fliegengewicht, Freistil           |           |
| Shinobu Ōta        | 2016 Rio de Janeiro | Federgewicht, griechisch-römisch   |           |
| Rei Higuchi        | 2016 Rio de Janeiro | Federgewicht, Freistil             |           |
| Saori Yoshida      | 2016 Rio de Janeiro | Federgewicht, Freistil             |           |

 1 fehlt
| Name              | Spiele           | Disziplin                              | Anmerkung              |
| ----------------- | ---------------- | -------------------------------------- | ---------------------- |
| Naitō Katsutoshi  | 1924 Paris       | Federgewicht, Freistil                 | erster Medaillengewinn |
| Iwao Horiuchi     | 1964 Tokio       | Leichtgewicht, Freistil                |                        |
| Kōichirō Hirayama | 1976 Montreal    | Fliegengewicht, griechisch-römisch     |                        |
| Akira Kudo        | 1976 Montreal    | Halbfliegengewicht, Freistil           |                        |
| Masao Arai        | 1976 Montreal    | Bantamgewicht, Freistil                |                        |
| Sugawara Yasaburo | 1976 Montreal    | Leichtgewicht, Freistil                |                        |
| Ikuzo Saito       | 1984 Los Angeles | Halbfliegengewicht, griechisch-römisch |                        |
| Yūji Takada       | 1984 Los Angeles | Fliegengewicht, Freistil               |                        |
| Kōsei Akaishi     | 1992 Barcelona   | Leichtgewicht, Freistil                |                        |
| Takuya Ōta        | 1996 Atlanta     | Weltergewicht, Freistil                |                        |
| Chikara Tanabe    | 2004 Athen       | Federgewicht, Freistil                 |                        |
| Kenji Inoue       | 2004 Athen       | Leichtgewicht, Freistil                |                        |
| Kyōko Hamaguchi   | 2004 Athen       | Schwergewicht, Freistil                |                        |
| Ken’ichi Yumoto   | 2008 Peking      | Leichtgewicht, Freistil                |                        |
| Kyōko Hamaguchi   | 2008 Peking      | Schwergewicht, Freistil                |                        |
| Ryūtarō Matsumoto | 2012 London      | Leichtgewicht, griechisch-römisch      |                        |
| Shin’ichi Yumoto  | 2012 London      | Federgewicht, Freistil                 |                        |

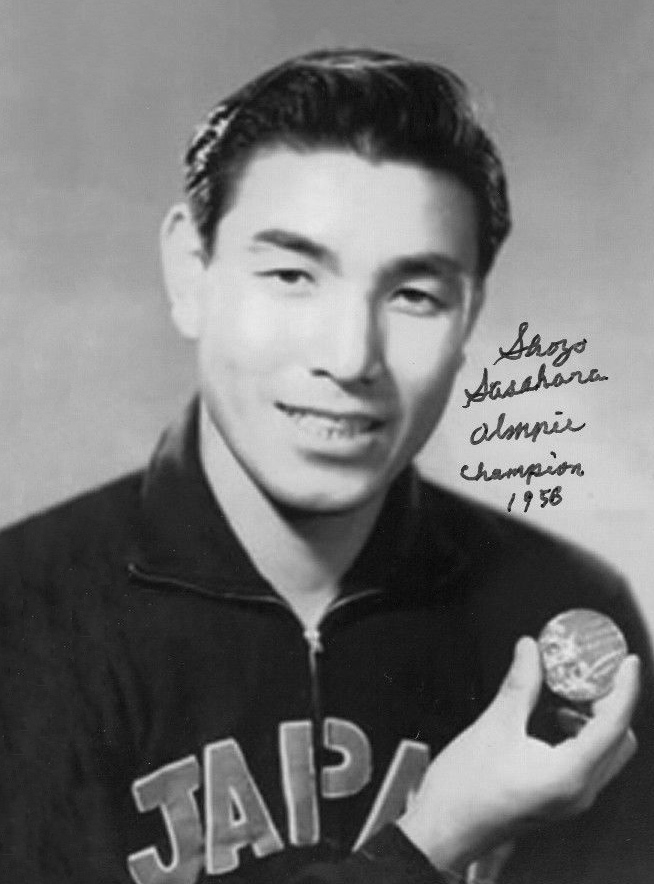
Shōzō Sasahara, Olympiasieger 1956
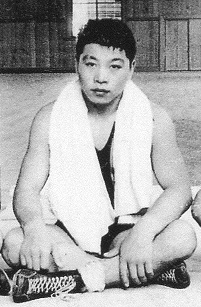
Mitsuo Ikeda, Olympiasieger 1956
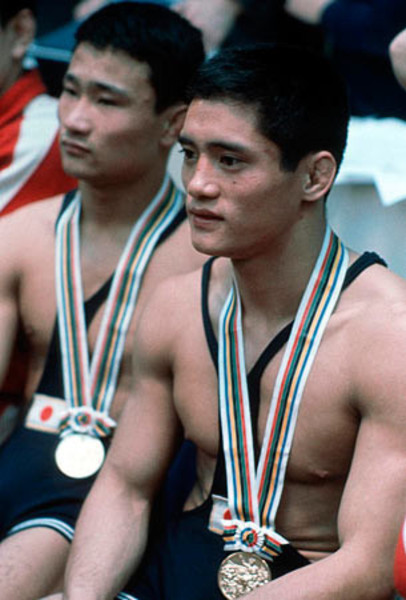
Zwei Olympiasieger von 1964: links Tsutomu Hanahara, rechts Masamitsu Ichiguchi
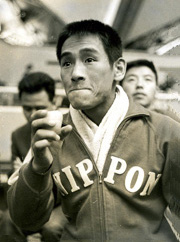
Yoshikatsu Yoshida, Olympiasieg 1964
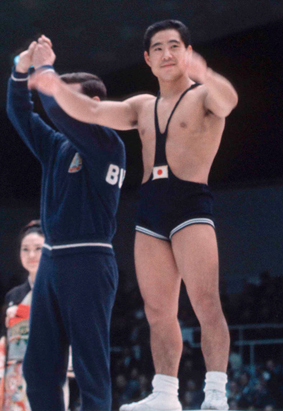
Osamu Watanabe, Olympiasieg 1964
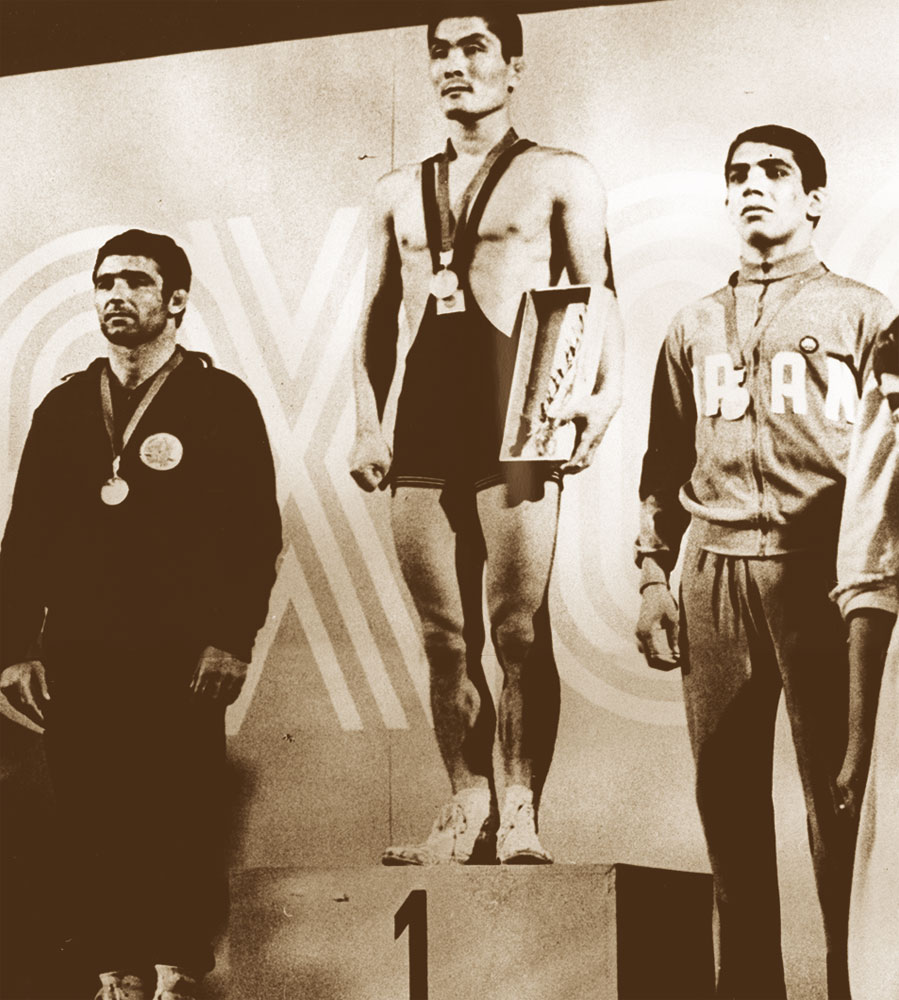
Siegerehrung 1968: in der Mitte Olympiasieger Masaaki Kaneko
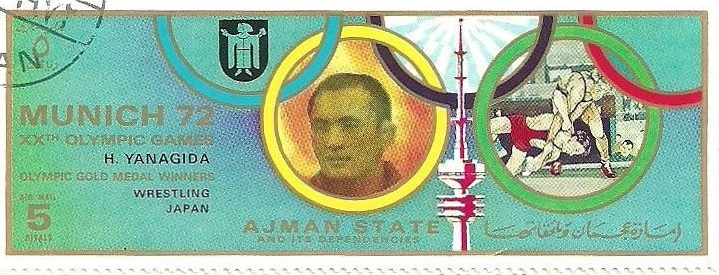
Hideaki Yanagida, Olympiasieger 1972, auf einer Briefmarke des Emirats Adschman
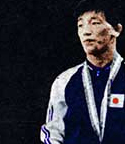
Yūji Takada, Olympiasieg 1976
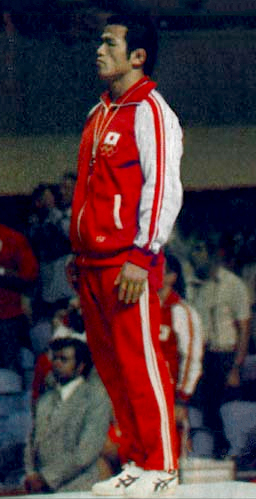
Jiichirō Date, Olympiasieg 1976
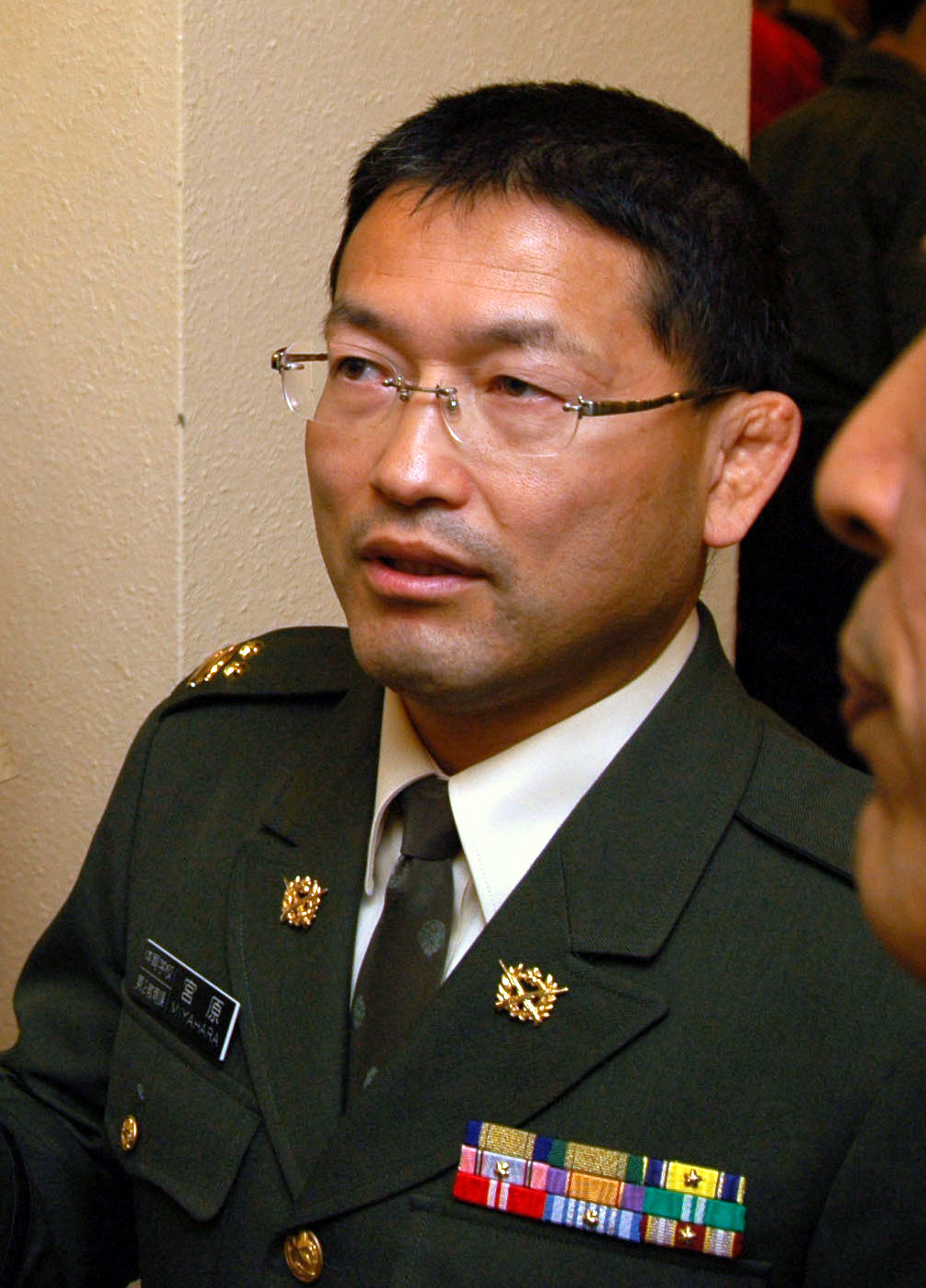
Atsuji Miyahara, Olympiasieg 1984, Bronze 1988 (Foto von 2007)
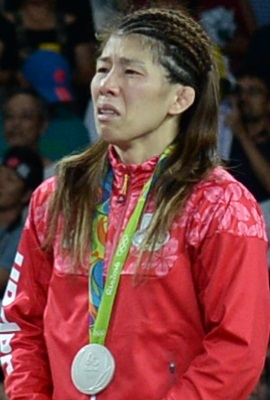
Saori Yoshida, Olympiasieg 2004, 2008 und 2012, Silber 2016
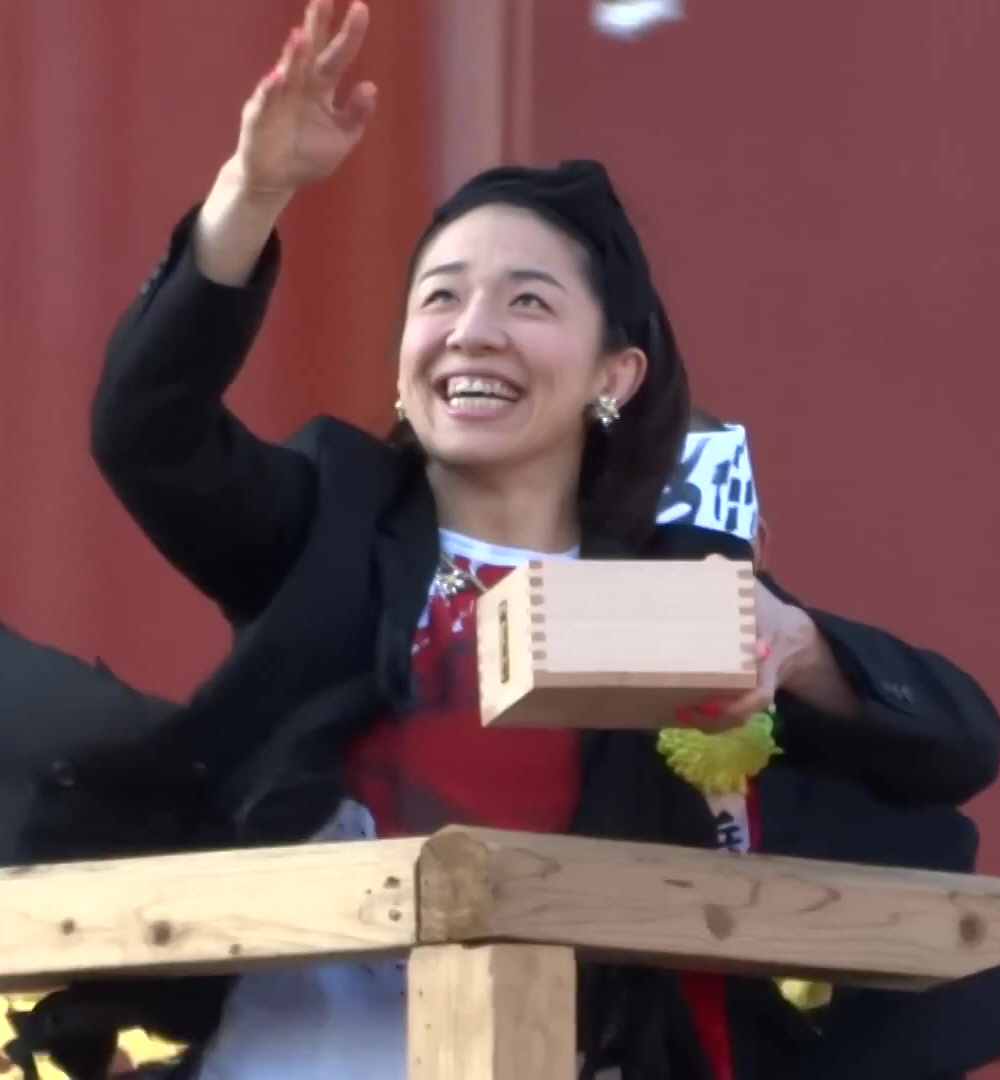
Kyōko Hamaguchi, Bronze 2004 und 2008
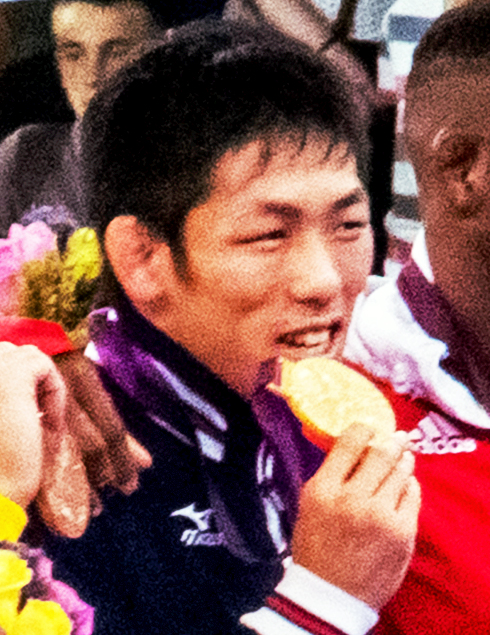
Tatsuhiro Yonemitsu, Olympiasieg 2012
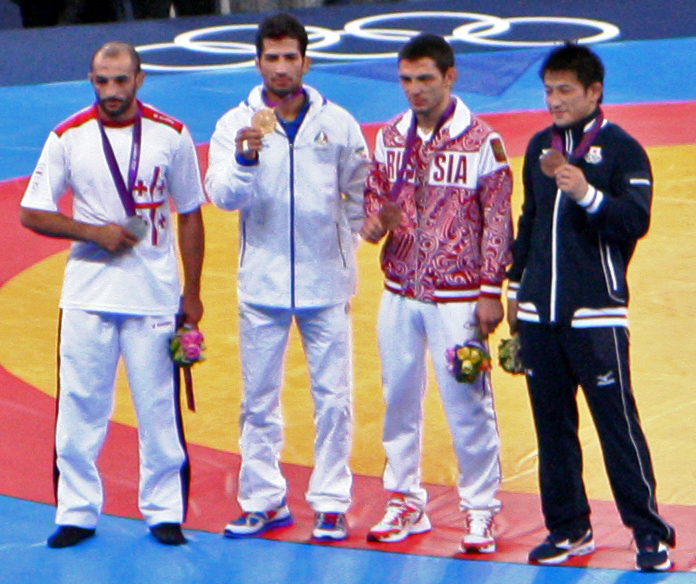
Siegerehrung 2012, ganz rechts mit Bronze Ryūtarō Matsumoto
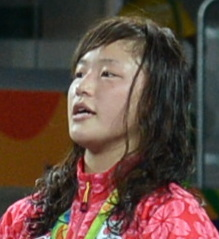
Eri Tosaka, Olympiasieg 2016
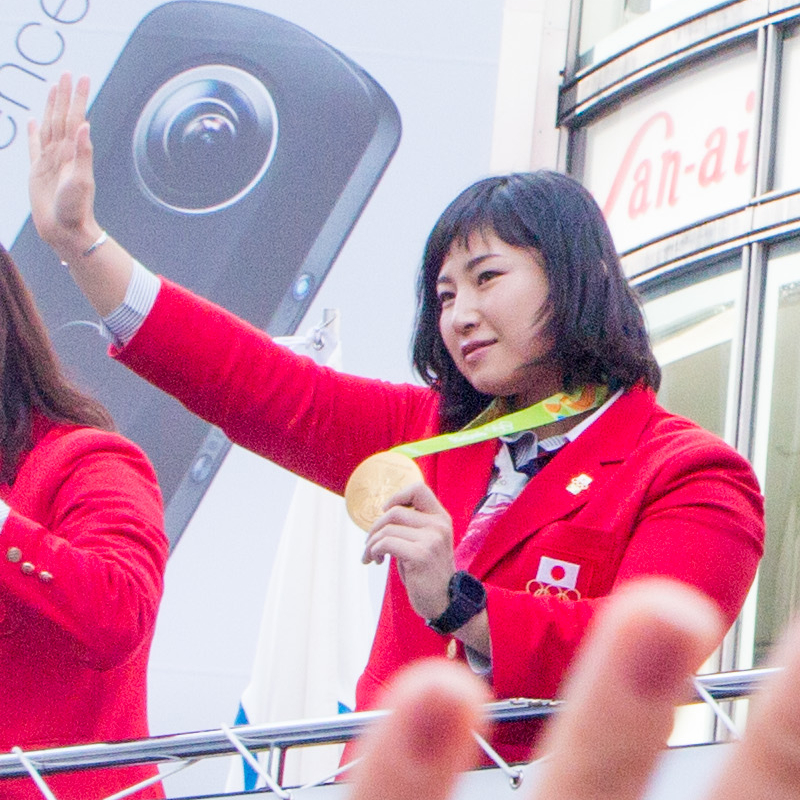
Sara Doshō, Olympiasieg 2016
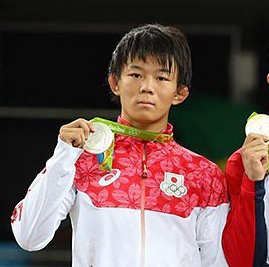
Rei Higuchi, Silber 2016

#### Rudern
| Gelbes Symbol für Goldmedaillen mit stilisierten Olympischen Ringen | Graues Symbol für Silbermedaillen mit stilisierten Olympischen Ringen | Braundes Symbol für Bronzemedaillen mit stilisierten Olympischen Ringen |
| ------------------------------------------------------------------- | --------------------------------------------------------------------- | ----------------------------------------------------------------------- |
| —                                                                   | —                                                                     | —                                                                       |

Japanische Ruderer nehmen seit 1928 an olympischen Regatten teil. Rudern gehört zu den wenigen Sportarten, in denen Japan erfolglos und damit ohne Medaillengewinn blieb. Die beste Platzierung mit Platz 6 erreichte der Leichtgewichts-Doppelzweier der Männer 2000 in Sydney und 2004 in Athen.

#### Rugby Sevens
| Gelbes Symbol für Goldmedaillen mit stilisierten Olympischen Ringen | Graues Symbol für Silbermedaillen mit stilisierten Olympischen Ringen | Braundes Symbol für Bronzemedaillen mit stilisierten Olympischen Ringen |
| ------------------------------------------------------------------- | --------------------------------------------------------------------- | ----------------------------------------------------------------------- |
| —                                                                   | —                                                                     | —                                                                       |

2016 wurde Rugby Sevens olympische Sportart. Japan hatte sich sowohl mit einer Frauen- als auch einer Männermannschaft qualifiziert. Mit zwei Siegen und einer Niederlage beendeten die Männer die Vorrunde auf Platz 2. Im Viertelfinale wurde Frankreich mit 12:7 besiegt. Das Halbfinale gegen die späteren Olympiasieger aus Fidschi ging mit 5:20 verloren, auch das Spiel um die Bronzemedaille wurde mit 14:54 gegen Südafrika verloren. Dies war die höchste Niederlage einer Mannschaft im Männerturnier. Die Frauen konnten keines ihrer Vorrundenspiele gewinnen und wurden Gruppenletzte. In der Platzierungsrunde wurde Kenia mit 24:0 geschlagen. Das Spiel um Platz 9 wurde mit 5:33 gegen Gastgeber Brasilien verloren.

#### Schießen
| Gelbes Symbol für Goldmedaillen mit stilisierten Olympischen Ringen | Graues Symbol für Silbermedaillen mit stilisierten Olympischen Ringen | Braundes Symbol für Bronzemedaillen mit stilisierten Olympischen Ringen |
| ------------------------------------------------------------------- | --------------------------------------------------------------------- | ----------------------------------------------------------------------- |
| 1                                                                   | 2                                                                     | 3                                                                       |

1952 in Helsinki nahm erstmals ein japanischer Sportschütze teil. 1956 wurde Choji Hosaka Vierter mit der freien Pistole. Yoshihisa Yoshikawa gewann 1960 mit der freien Pistole mit Bronze die erste olympische Medaille Japans im Schießen. Yukio Inokuma erreichte Platz 6 mit dem Kleinkalibergewehr im Liegendanschlag. 1964 wiederholte Yoshihisa seine Bronzemedaille mit der freien Pistole. Mit dem Kleinkalibergewehr im Liegendanschlag erreichte Akihiro Rinzaki Platz 6.
20 Jahre später, 1984 in Los Angeles, wurde Takeo Kamachi mit der Schnellfeuerpistole der erste japanische Olympiasieger im Schießen. Michiko Hasegawa gewann 1988 Silber mit der Sportpistole. Im Trapschießen wurde Kazumi Watanabe Sechster. 1992 konnte Watanabe Silber gewinnen. Eine Bronzemedaille gewann Ryōhei Koba im Dreistellungskampf mit dem Kleinkalibergewehr. 1996 belegte Yoshiko Kira Platz 6 im Doppeltrap der Frauen.
2000 erreichte Michiko Hasagawa zwei fünfte Plätze mit der Sport- und mit der Luftpistole. Yōko Inada belegte Platz 7 mit der Sportpistole und Platz 8 mit der Luftpistole. Megumi Inoue wurde 2004 Fünfte im Doppeltrap der Frauen, Taeko Takeba Achte im Trap der Frauen. 2008 belegte Yukie Nakayama Platz 4 im Trap der Frauen.
| Name          | Spiele           | Disziplin           | Anmerkung          |
| ------------- | ---------------- | ------------------- | ------------------ |
| Takeo Kamachi | 1984 Los Angeles | Schnellfeuerpistole | erster Olympiasieg |

| Name             | Spiele         | Disziplin    | Anmerkung |
| ---------------- | -------------- | ------------ | --------- |
| Michiko Hasegawa | 1988 Seoul     | Sportpistole |           |
| Kazumi Watanabe  | 1992 Barcelona | Trap         |           |

| Name                | Spiele         | Disziplin                             | Anmerkung              |
| ------------------- | -------------- | ------------------------------------- | ---------------------- |
| Yoshihisa Yoshikawa | 1960 Rom       | freie Pistole                         | erster Medaillengewinn |
| Yoshihisa Yoshikawa | 1964 Tokio     | freie Pistole                         |                        |
| Ryōhei Koba         | 1992 Barcelona | Kleinkalibergewehr Dreistellungskampf |                        |

#### Schwimmen
| Gelbes Symbol für Goldmedaillen mit stilisierten Olympischen Ringen | Graues Symbol für Silbermedaillen mit stilisierten Olympischen Ringen | Braundes Symbol für Bronzemedaillen mit stilisierten Olympischen Ringen |
| ------------------------------------------------------------------- | --------------------------------------------------------------------- | ----------------------------------------------------------------------- |
| 22                                                                  | 30                                                                    | 42                                                                      |

Im Schwimmen gehört Japan zu den führenden Nationen. Seit 1920 sind japanische Schwimmer bei Olympischen Spielen dabei. Katsuo Takaishi sorgte 1924 in Paris für die ersten Finalplatzierungen. Über 100 und 1500 Meter Freistil wurde er jeweils Fünfter. Die 200-Meter-Freistilstaffel belegte Platz 4.
1928 gewann Tsuruta Yoshiyuki die erste Schwimmmedaille Japans, gleichzeitig wurde er der erste japanische Schwimmolympiasieger, als er über 200 Meter Brust gewann. Katsuo Takaishi gewann über 100 Meter Freistil Bronze, die 200-Meter-Freistilstaffel gewann Silber. Über 100 Meter Rücken wurde Toshio Irie Vierter.
In Los Angeles 1932 stellten die Japaner fünf Olympiasieger, alles Männer. Über 100 und über 1500 Meter Freistil sowie über 200 Meter Brust gab es dabei Doppelsiege, über 100 Meter Rücken sogar einen totalen japanischen Triumph. Über 100 Meter Freistil gewann Miyazaki Yasuji Gold. Silber ging an Tatsugo Kawaishi, Zenjiro Takahashi wurde Fünfter. Über die 1500 Meter Freistil gewann Kusuo Kitamura im Alter von 14 Jahren Gold vor Shōzō Makino. Kusuo Kitamura ist damit der bis heute jüngste Schwimmolympiasieger. Tsuruta Yoshiyuki konnte seinen Olympiasieg über 200 Meter Brust verteidigen, er gewann vor Reizō Koike. Über 100 Meter Rücken gewann Masaji Kiyokawa vor Toshio Irie und Kentaro Kawatsu. Den fünften Olympiasieg schaffte die 200-Meter-Freistilstaffel der Männer. Über 400 Meter Freistil gewann Tsutomu Ōyokota Bronze, Yokoyama Takashi wurde Vierter und Noboru Sugimoto Fünfter. Bei den Frauen gewann Hedeko Maehata Silber über 200 Meter Brust. Die 100-Meter-Freistilstaffel belegte Platz 5.
Auch 1936 waren die Japaner mit vier Olympiasiegen erfolgreich. Die 200-Meter-Freistilstaffel der Männer konnte ihren Titel verteidigen. Über 1500 Meter Freistil siegte Noboru Terada, Shunpei Utō gewann Bronze, Sunao Ishiharada wurde Vierter. Hamuro Tetsuo siegte über 200 Meter Brust, Reizō Koike gewann Bronze, Saburo Ito wurde Fünfter. Den vierten Olympiasieg schaffte bei den Frauen Hideko Maehata über 200 Meter Brust, die damit die erste japanische Frau war, die Olympiasiegerin wurde. Im Rennen über 100 Meter Freistil holten Yusa Masanori Silber und Arai Shigeo Bronze, Taguchi Masaharu wurde Vierter. Über 400 Meter Freistil gewannen Shunpei Utō Silber und Shōzō Makino Bronze, Hiroshi Negami wurde Fünfter. Über 100 Meter Rücken holte der Olympiasieger von Los Angeles, Masaji Kiyokawa, Bronze. Kiichi Yoshida belegte Platz 5, Yasuhiko Kojima Platz 6. Bei den Frauen wurde Kazue Kojima Sechste über 400 Meter Freistil.

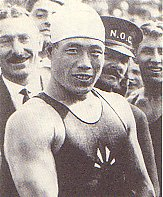
Tsuruta Yoshiyuki, Olympiasieger 1928
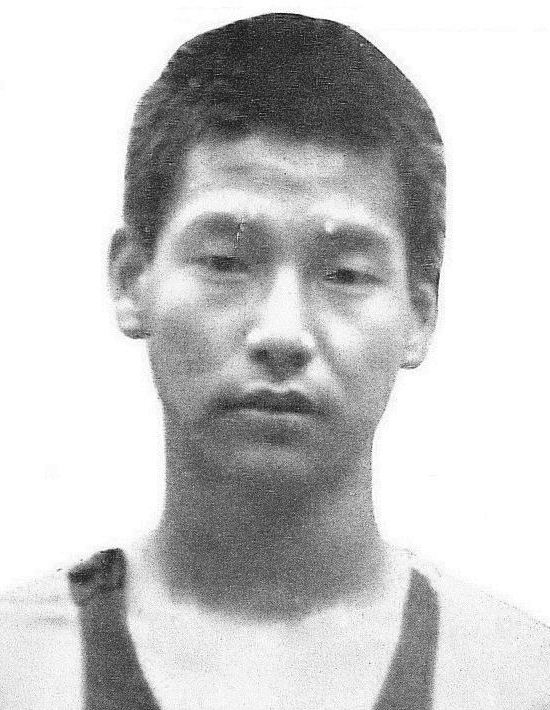
Doppelolympiasieger 1932
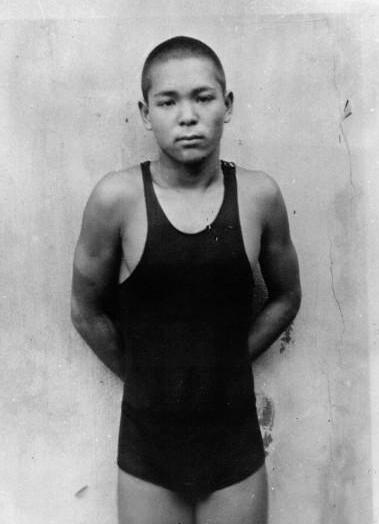
Kusuo Kitamura, Olympiasieger 1932
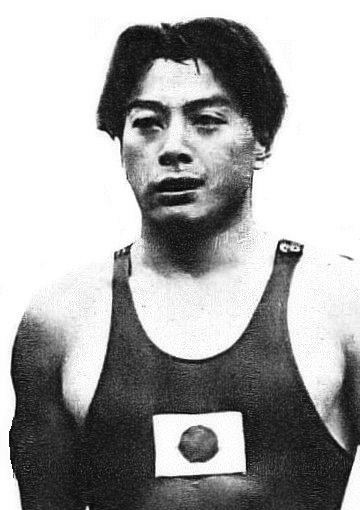
Yusa Masanori, Olympiasieger 1932 und 1936
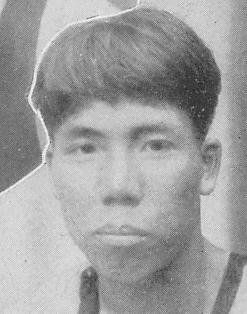
Masaji Kiyokawa, Olympiasieger 1932, Bronze 1936
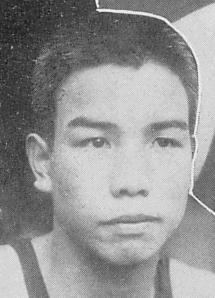
Reizō Koike, Silber 1932, Bronze 1936
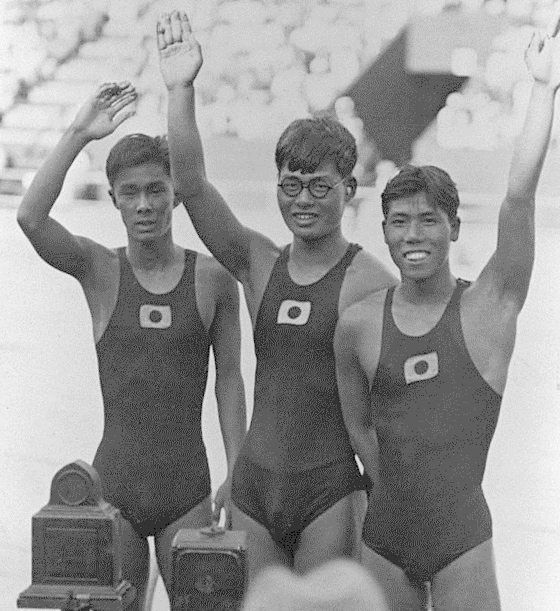
Drei Medaillen für Japan 1932 (v. l. n. r.): Kentaro Kawatsu (Bronze), Toshio Irie (Silber) und Masaji Kiyokawa (Gold)
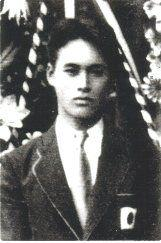
Tatsugo Kawaishi, Silber 1932
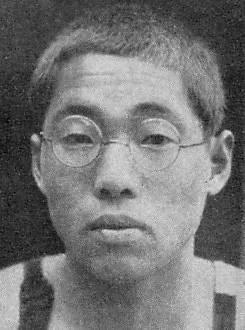
Shōzō Makino, Silber 1932, Bronze 1936
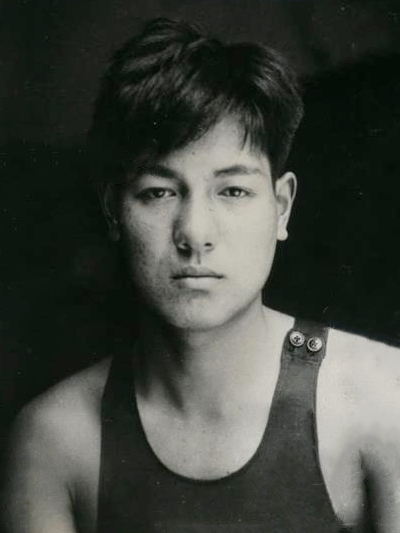
Tsutomu Ōyokota, Bronze 1932
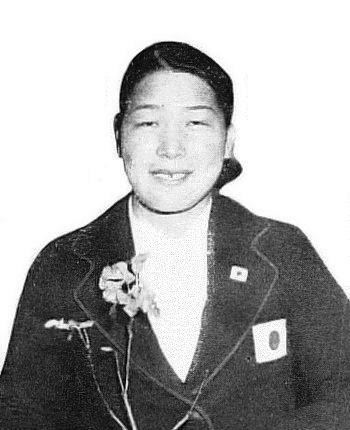
Hideko Maehata, Silber 1932, Olympiasiegerin 1936
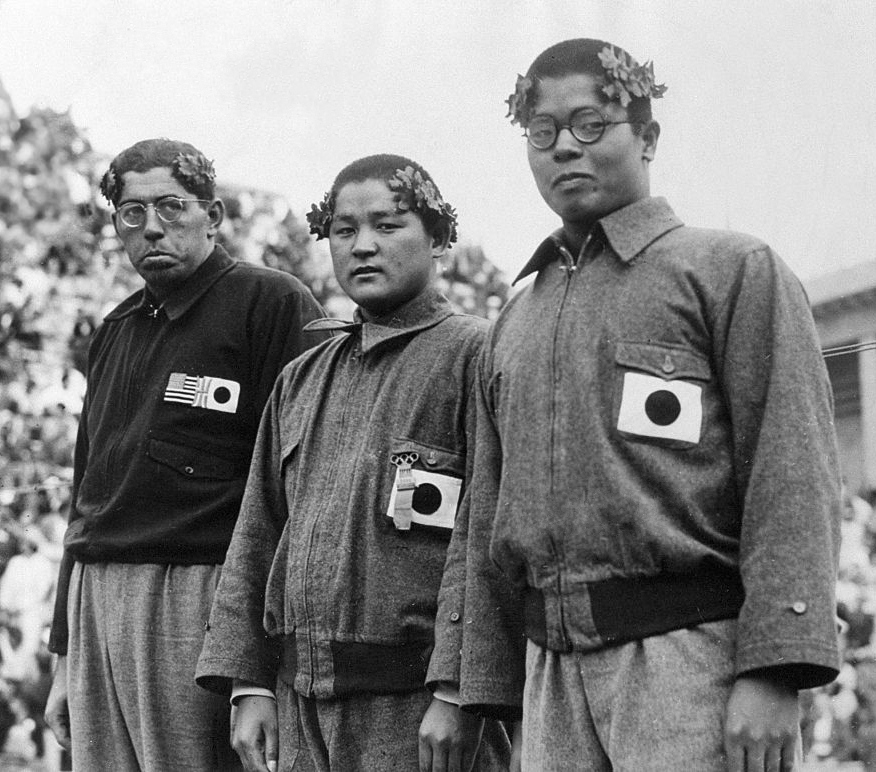
Siegerehrung 1500 m Freistil 1936: Mitte Noboru Terada mit Gold, rechts Shunpei Utō mit Bronze
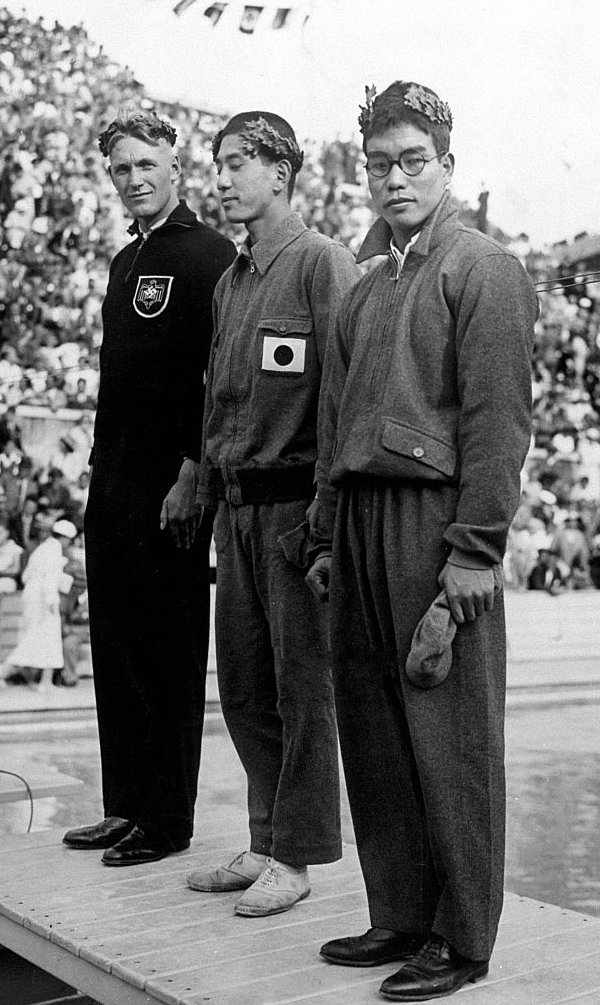
Siegerehrung 200 m Brust 1936: Mitte Hamuro Tetsuo mit Gold, rechts Reizō Koike mit Bronze
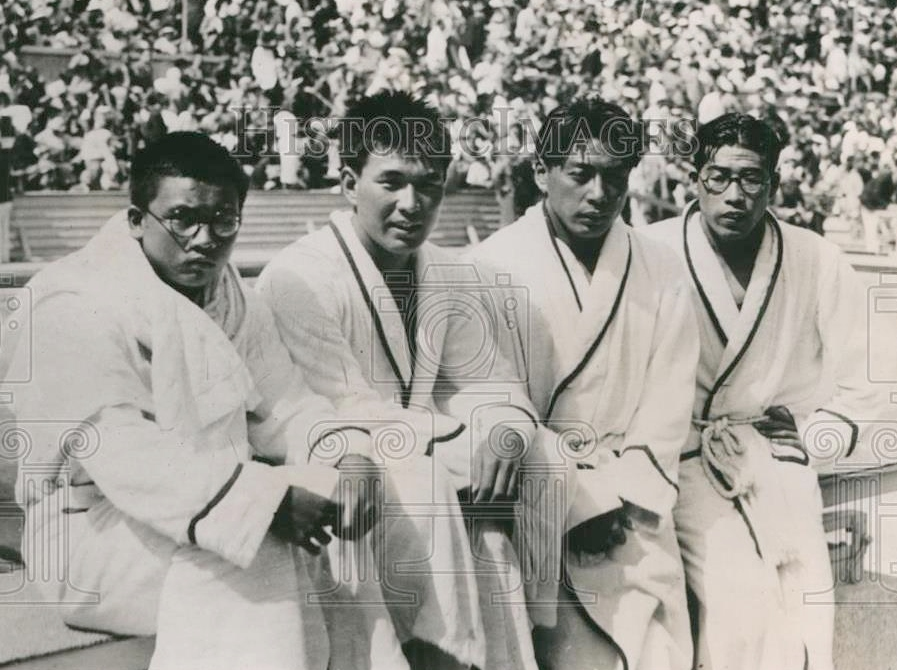
Die japanische Goldstaffel von 1936 (v. l. n. r.): Shigeo Sugiura, Masanori Yusa, Arai Shigeo, Taguchi Masaharu

Olympiasiege blieben 1952 in Helsinki aus. Die japanische Schwimmmannschaft konnte drei Silbermedaillen gewinnen. Die Medaillengewinner waren Hiroshi Suzuki über 100 Meter Freistil mit Tōru Gotō auf Platz 4, Shiro Hashizume über 1500 Meter Freistil mit Yasuo Kitamura auf Platz 6 sowie die 200-Meter-Freistilstaffel der Männer. Über 200 Meter Brust erreichten Nobuyasu Hirayama Platz 4, Takayoshi Kajikawa Platz 5 und Jiro Nagasawa Platz 6.
Den ersten Olympiasieg im Schwimmen nach dem Zweiten Weltkrieg erzielte 1956 Masaru Furukawa über 200 Meter Brust. Mit Silber sorgte Masahiro Yoshimura für einen japanischen Doppelsieg. Tsuyoshi Yamanaka gewann zwei Silbermedaillen, eine über 400 Meter Freistil, eine weitere über 1500 Meter Freistil. Über 200 Meter Delphin schwamm Takashi Ishimoto zu Silber. Die 200-Meter-Freistilstaffel erreichte Platz 4.
Drei Silber- und zwei Bronzemedaillen wurden 1960 gewonnen. Silber ging erneut an Tsuyoshi Yamanaka über 400 Meter Freistil, über 1500 Meter wurde er Vierter. Yoshihiko Ōsaki gewann Silber über 200 Meter Brust, auch die 200-Meter-Freistilstaffel holte Silber. Die Lagenstaffel der Männer gewann Bronze, ebenso wie bei den Frauen Satoko Tanaka über 100 Meter Rücken.
Für das Gastgeberland Japan verliefen die Schwimmwettbewerbe 1964 sehr enttäuschend. Einzig die 200-Meter-Freistilstaffel der Männer konnte eine Bronzemedaille gewinnen. Die 100-Meter-Freistilstaffel wurde Vierte, die Lagenstaffel Fünfte. Der Lagenstaffel der Frauen belegte Platz 4. In den Einzelrennen belegte bei den Männern Shigeo Fukushima Platz 4 über 200 Meter Rücken. Die gleiche Platzierung schaffte bei den Frauen Satoko Tanaka über 100 Meter Rücken.
Ohne Medaillengewinn kehrten die japanischen Schwimmer von den Schwimmwettbewerben 1968 zurück. Die 100-Meter-Freistilstaffel wurde Fünfte. Auch Satoshi Maruya erreichte Platz 5 über 100 Meter Delphin. Bei den Frauen wurde die 100-Meter-Freistilstaffel Sechste. Yoshimi Nishigawa wurde Fünfte über 200 Meter Lagen, Kiyou Nakagawa Sechste über 100 Meter Brust.
1972 in München gelangen nach 16 Jahren Pause wieder zwei Olympiasiege. Nobutaka Taguchi siegte über 100 Meter Brust bei den Männern. Über 200 Meter gewann er zudem die Bronzemedaille. Bei den Frauen wurde Mayumi Aoki Olympiasiegerin über 100 Meter Delphin. Über 200 Meter wurde Aoki Achte, ihre Teamkameradin Noriko Asano Fünfte. Beide Lagenstaffel beendeten ihre Rennen auf Platz 6. Die Teilnahme 1976 verlief wiederum enttäuschend. Als beste Platzierung sprangen zwei siebte Plätze heraus durch die Lagenstaffel der Frauen und durch Hideaki Hara über 100 Meter Delphin der Männer.
1984 konnten die Synchronschwimmerinnen Medaillen gewinnen. Miwako Motoyoshi gewann Bronze im Solo und zusammen mit Saeko Kimura Bronze im Duett. Bei den Bahnenschwimmern gab es vordere Platzierungen nur bei den Frauenwettbewerben. So wurde Hiroko Nagasaki Vierte über 200 Meter Brust und Sechste über 100 Meter. Ebenfalls Sechste wurde Naoko Kume über 200 Meter Delphin. Die Lagenstaffel der Frauen wurde Siebte. 1988 konnte ein Olympiasieg gefeiert werden. Daichi Suzuki siegte über 100 Meter Rücken. Die Lagenstaffel der Männer wurde Fünfte. Bei den Frauen wurde Kiyomi Takahashi Sechste über 200 Meter Delphin. Im Synchronschwimmen gab es, wie schon 1984, in beiden Disziplinen Bronze durch Mikako Kotani im Einzel und Kotani mit Partnerin Miyako Tanaka im Duett.
1992 in Barcelona wurde Kyōko Iwasaki Olympiasiegerin über 200 Meter Brust. Suzu Chiba erreichte über 200 Meter Freistil Platz 6. Über 200 Meter Delphin wurde Mika Haruna Vierte und Rie Shito Fünfte. Hideko Hiranaka erreichte über 400 Meter Lagen Platz 5, Eri Kimura Platz 7. Bei den Männern belegte Hajime Itoi Platz 4 über 200 Meter Rücken und Akira Hayashi Platz 4 über 100 Meter Brust. Über 200 Meter Delphin belegte Keiichi Kawanaka Platz 5. Zum dritten Mal in Folge gewannen die Synchronschwimmerinnen zwei Bronzemedaillen, diesmal durch Fumiko Okuno im Einzel und mit ihrer Partnerin Aki Takayama im Duett.
1996 in Atlanta konnten die Bahnenschwimmer keine Medaille gewinnen. Bei den Männern wurde Masato Hirano Sechster über 1500 Meter Freistil und Hajime Itoi Fünfter über 200 Meter Rücken. Die Lagenstaffel der Männer erreichte ebenfalls Platz 5. Bei den Frauen wurde die 100-Meter-Freistilstaffel Vierte. Ebenfalls Vierte wurde Mai Nakamura über 100 Meter Rücken. Platz 5 erreichten Miki Nakao über 200 Meter Rücken und Masami Tanaka über 200 Meter Brust. Über 100 Meter Delphin wurde Hitomi Kashima Vierte und Ayari Aoyama Sechste. Im Synchronschwimmen wurde der Gruppenwettkampf eingeführt. Das japanische Team gewann Bronze.
Bei den Schwimmwettbewerben von Sydney 2000 konnten die Bahnschwimmerinnen vier Medaillen gewinnen. Mai Nakamura gewann Silber über 100 Meter Rücken mit Noriko Inada auf Platz 5, Miki Nakao Bronze über die 200-Meter-Distanz mit Tomoko Hagiwara auf Platz 4. Silber gewann auch Yasuko Tashima über 400 Meter Lagen. Die Lagenstaffel der Frauen gewann Bronze. Masami Tanaka belegte Platz 6 über 100 Meter Brust und Platz 7 über 200 Meter. Einen sechsten Platz erreichte auch Junko Onichi über 100 Meter Delphin. Bei den Männern kam es nur zu zwei Topplatzierungen. Kōsuke Kitajima wurde Vierter über 100 Meter Brust, Takashi Yamamoto erreichte Platz 5 über 100 Meter Delphin. Im Synchronschwimmen gewann das japanische Team Silber. Auch im Duett mit Miya Tachibana und Miho Takeda gab es Silber.
Der Brustschwimmer Kōsuke Kitajima wurde 2004 in Athen Doppelolympiasieger. Er siegte über 100 und 200 Meter Brust und holte mit der Lagenstaffel Bronze. Takashi Yamamoto gewann über 200 Meter Delphin Silber, Tomomi Morita über 100 Meter Rücken Bronze. Über die 200-Meter-Distanz wurde er Fünfter. Auch Morita und Yamamoto waren Mitglieder der Bronzestaffel. Bei den Frauen siegte Ai Shibata über 800 Meter Freistil, über 400 Meter belegte sie Rang 5 und Sachiko Yamada Rang 6. Reiko Nakamura gewann Bronze über 200 Meter Rücken, über 100 Meter wurde sie Vierte wie auch Masaki Tanaka über 200 Meter Brust. Eine weitere Bronzemedaille gewann Yūko Nakanishi über 200 Meter Delphin. Die Lagenstaffe der Frauen wurde Fünfte. Wie schon 2000 gewannen die Synchronschwimmerinnen mit dem Team Silber ebenso wie Miya Tachibana und Miho Takeda im Duett.
Kitajima konnte 2008 in Peking seine Olympiasiege verteidigen. Auch mit der Lagenstaffel gewann er wieder Bronze. Eine Bronzemedaille gewann auch Takeshi Matsuda über 200 Meter Delphin. Über 100 Meter wurde Takuro Fujii Sechster. Fünfte Plätze erreichten Ryōsuke Irie über 200 Meter Rücken und Ken Takakuwa über 200 Meter Lagen. Bei den Frauen wiederholte Reiko Nakamura ihre Bronzemedaille über 200 Meter Rücken, über 100 Meter belegte sie Platz 6. Yūko Nakanishi wurde Fünfte über 200 Meter Delphin, Asami Kitagawa Sechste über 200 Meter Lagen. Die Lagenstaffel der Frauen wurde ebenfalls Sechste, die 100-Meter-Freistilstaffel Siebte. Die Synchronschwimmerinnen konnten diesmal nur eine Bronzemedaille durch Saho Harada und Emiko Suzuki beisteuern. Das Team erreichte Rang 6.
2012 in London blieb die japanische Schwimmmannschaft ohne Olympiasieg. Es konnten jedoch drei Silber- und acht Bronzemedaillen gewonnen werden. Bei den Männern gewannen Ryōsuke Irie über 200 Meter Rücken mit Kazuki Watanabe auf Rang 6 sowie die Lagenstaffel Silber. Bronze gewannen Ryōsuke Irie über 100 Meter Rücken, Takeshi Matsuda über 200 Meter Delphin und Kōsuke Hagino über 400 Meter Lagen mit Yuya Horihata auf Platz 6. Über 200 Meter Lagen wurde Hagino Fünfter, Ken Takakuwa Sechster. Ryō Tateishi gewann über 200 Meter Brust ebenfalls Bronze. Hier wurde Titelverteidiger Kitajima Vierter, über 100 Meter belegte er Rang 5. Bei den Frauen gewann Satomi Suzuki Silber über 200 Meter Brust und Bronze über die 100-Meter-Distanz. Weitere Bronzemedaillen holten Aya Terakawa über 100 Meter Rücken, Natsumi Hoshi über 200 Meter Delphin und die Lagenstaffel. Die Synchronschwimmerinnen gingen in London leer aus. Sowohl das Team als auch das Duett Yukiko Inui und Chisa Kobayashi wurden Fünfte.
Zwei Olympiasiege standen 2016 in Rio de Janeiro zu Buche. Kosuke Hagino gewann nach Silber über 200 Meter Lagen Gold über die 400-Meter-Strecke. Daiya Seto holte Bronze. Über 200 Meter belegte zudem Hiromasa Fujimasa Platz 4. Masato Sakai gewann Silber über 200 Meter Delphin, Daiya Seto wurde Fünfter. Im Brustschwimmen belegte Yasuhiro Koseki Platz 5 über 200 Meter, Ippei Watanabe wurde Sechster. Koseki erreichte über 100 Meter Platz 6. Die Lagenstaffel der Männer wurde Fünfte, die 200-Meter-Freistilstaffel gewann Bronze. Bei den Frauen wurde Rie Kanetō Olympiasiegerin über 200 Meter Brust. Natsumi Hoshi gewann wie schon 2012 Bronze über 200 Meter Delphin. Über 100 Meter belegte Rikako Ikee Platz 5. Im Synchronschwimmen gewann das Team Bronze, ebenso das Duett Yukiko Inui und Risako Mitsui.

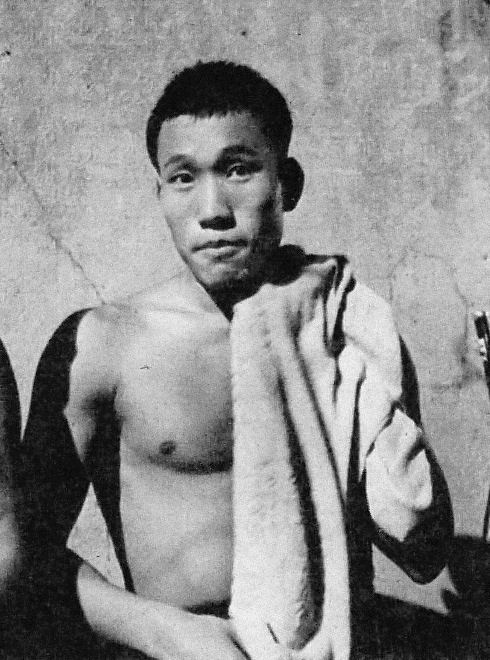
Masaru Furukawa, Olympiasieger 1956
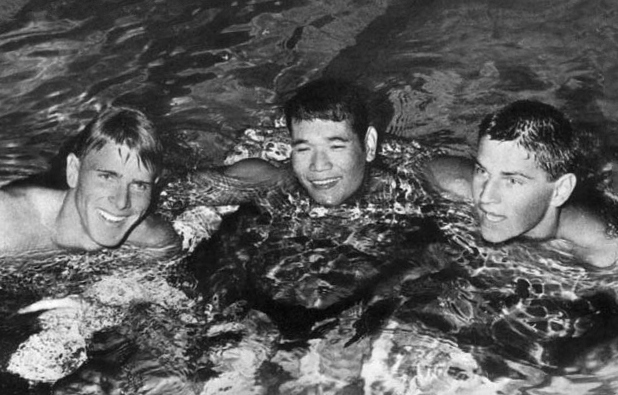
Tsuyoshi Yamanaka direkt nach dem 400-Meter-Freistilrennen 1960 eingerahmt von den beiden Australiern Murray Rose (Gold) und rechts John Konrads (Bronze)
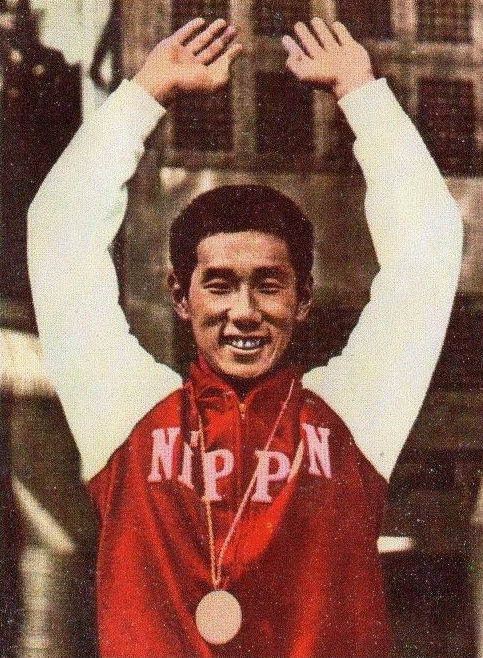
Nobutaka Taguchi, Olympiasieg und Bronze 1972
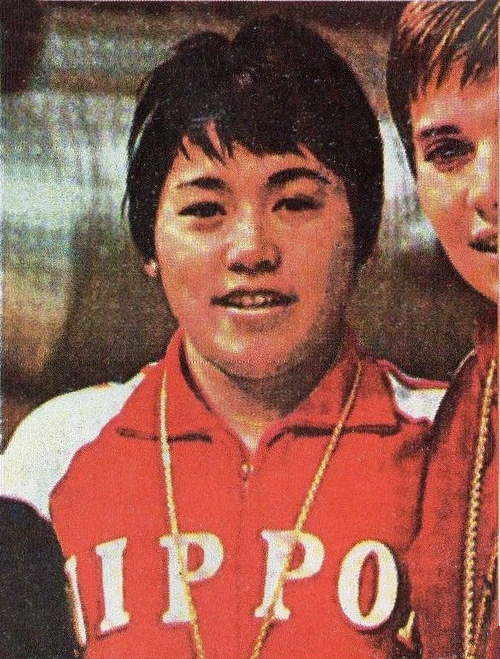
Mayumi Aoki, Olympiasiegerin 1972
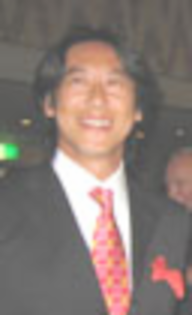
Daichi Suzuki, Olympiasieger 1988
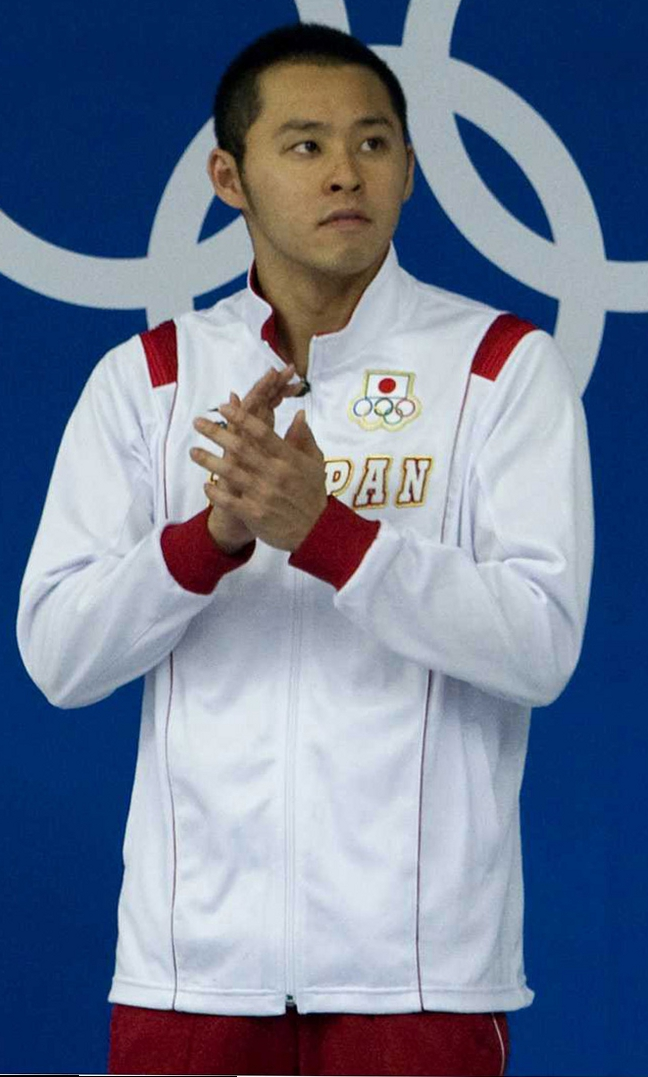
Kōsuke Kitajima, Doppelolympiasieger 2004 und 2008
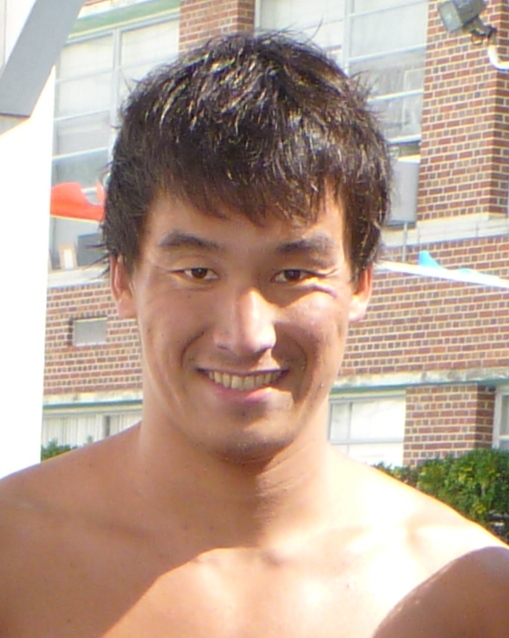
Takeshi Matsuda, Bronze 2008, 2012 und 2016
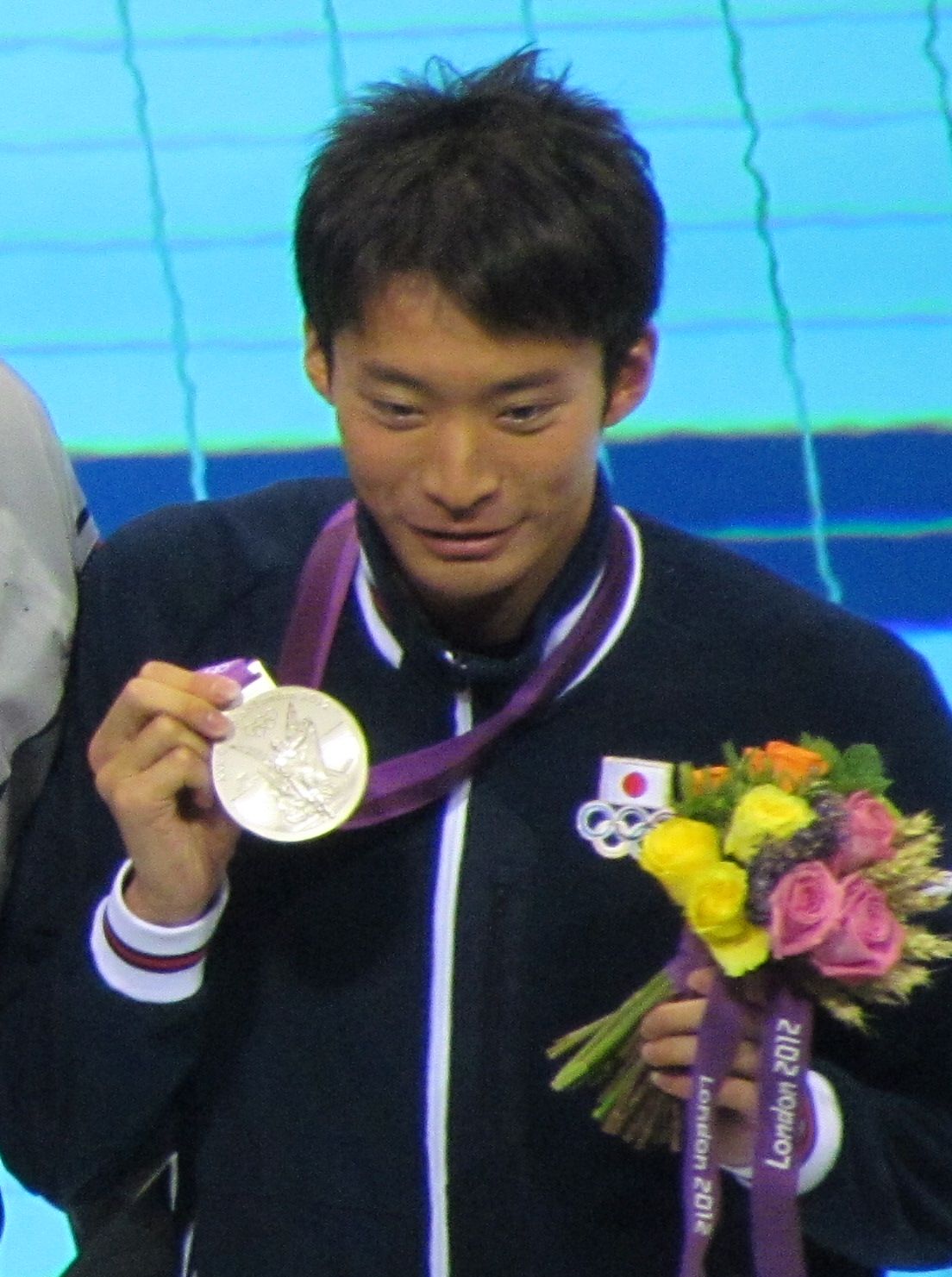
Ryōsuke Irie, Silber und Bronze 2012

| Name                                                            | Spiele              | Disziplin                 | Anmerkung                              |
| --------------------------------------------------------------- | ------------------- | ------------------------- | -------------------------------------- |
| Tsuruta Yoshiyuki                                               | 1928 Amsterdam      | 200 Meter Brust           | erster Medaillengewinn und Olympiasieg |
| Miyazaki Yasuji                                                 | 1932 Los Angeles    | 100 Meter Freistil        |                                        |
| Kusuo Kitamura                                                  | 1932 Los Angeles    | 1500 Meter Freistil       |                                        |
| Masaji Kiyokawa                                                 | 1932 Los Angeles    | 100 Meter Rücken          |                                        |
| Tsuruta Yoshiyuki                                               | 1932 Los Angeles    | 200 Meter Brust           |                                        |
| Miyazaki Yasuji Yusa Masanori Yokoyama Takashi Toyoda Hisakichi | 1932 Los Angeles    | 200-Meter-Freistilstaffel |                                        |
| Noboru Terada                                                   | 1936 Berlin         | 1500 Meter Freistil       |                                        |
| Hamuro Tetsuo                                                   | 1936 Berlin         | 200 Meter Brust           |                                        |
| Yusa Masanori Shigeo Sugiura Taguchi Masaharu Arai Shigeo       | 1936 Berlin         | 200-Meter-Freistilstaffel |                                        |
| Hideko Maehata                                                  | 1936 Berlin         | 200 Meter Brust           |                                        |
| Masaru Furukawa                                                 | 1956 Melbourne      | 200 Meter Brust           |                                        |
| Nobutaka Taguchi                                                | 1972 München        | 100 Meter Brust           |                                        |
| Mayumi Aoki                                                     | 1972 München        | 100 Meter Delphin         |                                        |
| Daichi Suzuki                                                   | 1988 Seoul          | 100 Meter Rücken          |                                        |
| Kyōko Iwasaki                                                   | 1992 Barcelona      | 200 Meter Brust           |                                        |
| Kōsuke Kitajima                                                 | 2004 Athen          | 100 Meter Brust           |                                        |
| Kōsuke Kitajima                                                 | 2004 Athen          | 200 Meter Brust           |                                        |
| Ai Shibata                                                      | 2004 Athen          | 800 Meter Freistil        |                                        |
| Kōsuke Kitajima                                                 | 2008 Peking         | 100 Meter Brust           |                                        |
| Kōsuke Kitajima                                                 | 2008 Peking         | 200 Meter Brust           |                                        |
| Kosuke Hagino                                                   | 2016 Rio de Janeiro | 400 Meter Lagen           |                                        |
| Rie Kanetō                                                      | 2016 Rio de Janeiro | 200 Meter Brust           |                                        |

| Name                                                                | Spiele              | Disziplin                 | Anmerkung |
| ------------------------------------------------------------------- | ------------------- | ------------------------- | --------- |
| Hiroshi Yoneyama Nobuo Arai Tokuhei Sata Katsuo Takaishi Kazuo Noda | 1928 Amsterdam      | 200-Meter-Freistilstaffel |           |
| Tatsugo Kawaishi                                                    | 1932 Los Angeles    | 100 Meter Freistil        |           |
| Shōzō Makino                                                        | 1932 Los Angeles    | 1500 Meter Freistil       |           |
| Toshio Irie                                                         | 1932 Los Angeles    | 100 Meter Rücken          |           |
| Reizō Koike                                                         | 1932 Los Angeles    | 200 Meter Brust           |           |
| Hideko Meahata                                                      | 1932 Los Angeles    | 200 Meter Brust           |           |
| Yusa Masanori                                                       | 1936 Berlin         | 100 Meter Freistil        |           |
| Shunpei Utō                                                         | 1936 Berlin         | 400 Meter Freistil        |           |
| Hiroshi Suzuki                                                      | 1952 Helsinki       | 100 Meter Freistil        |           |
| Shirō Hashizume                                                     | 1952 Helsinki       | 1500 Meter Freistil       |           |
| Hiroshi Suzuki Yoshihiro Hamaguchi Tōru Gotō Teijirō Tanikawa       | 1952 Helsinki       | 200-Meter-Freistilstaffel |           |
| Tsuyoshi Yamanaka                                                   | 1956 Melbourne      | 400 Meter Freistil        |           |
| Tsuyoshi Yamanaka                                                   | 1956 Melbourne      | 1500 Meter Freistil       |           |
| Masahiro Yoshimura                                                  | 1956 Melbourne      | 200 Meter Brust           |           |
| Takashi Ishimoto                                                    | 1956 Melbourne      | 200 Meter Delphin         |           |
| Tsuyoshi Yamanaka                                                   | 1960 Rom            | 400 Meter Freistil        |           |
| Yoshihiko Ōsaki                                                     | 1960 Rom            | 200 Meter Brust           |           |
| Makoto Fukui Hiroshi Ishii Tsuyoshi Yamanaka Tatsuo Fujimoto        | 1960 Rom            | 200-Meter-Freistilstaffel |           |
| Mai Nakamura                                                        | 2000 Sydney         | 100 Meter Rücken          |           |
| Yasuko Tajima                                                       | 2000 Sydney         | 400 Meter Lagen           |           |
| Miya Tachibana Miho Takeda                                          | 2000 Sydney         | Synchron Duett            |           |
| Synchronschwimm-Nationalmannschaft                                  | 2000 Sydney         | Synchron Gruppe           |           |
| Takashi Yamamoto                                                    | 2004 Athen          | 800 Meter Freistil        |           |
| Miya Tachibana Miho Takeda                                          | 2004 Athen          | Synchron Duett            |           |
| Synchronschwimm-Nationalmannschaft                                  | 2004 Athen          | Synchron Gruppe           |           |
| Sun Yang                                                            | 2012 London         | 200 Meter Freistil        |           |
| Ryōsuke Irie                                                        | 2012 London         | 200 Meter Rücken          |           |
| Ryōsuke Irie Kōsuke Kitajima Takeshi Matsuda Takurō Fujii           | 2012 London         | 100-Meter-Lagenstaffel    |           |
| Satomi Suzuki                                                       | 2012 London         | 200 Meter Brust           |           |
| Xu Jiayu                                                            | 2016 Rio de Janeiro | 100 Meter Rücken          |           |
| Masato Sakai                                                        | 2016 Rio de Janeiro | 200 Meter Delphin         |           |
| Kosuke Hagino                                                       | 2016 Rio de Janeiro | 200 Meter Lagen           |           |

| Name                                                                                       | Spiele              | Disziplin                 | Anmerkung |
| ------------------------------------------------------------------------------------------ | ------------------- | ------------------------- | --------- |
| Katsuo Takaishi                                                                            | 1928 Amsterdam      | 100 Meter Freistil        |           |
| Tsutomu Ōyokota                                                                            | 1932 Los Angeles    | 400 Meter Freistil        |           |
| Kentaro Kawatsu                                                                            | 1932 Los Angeles    | 100 Meter Rücken          |           |
| Arai Shigeo                                                                                | 1936 Berlin         | 100 Meter Freistil        |           |
| Shōzō Makino                                                                               | 1936 Berlin         | 400 Meter Freistil        |           |
| Shunpei Utō                                                                                | 1936 Berlin         | 1500 Meter Freistil       |           |
| Masaji Kiyokawa                                                                            | 1936 Berlin         | 100 Meter Rücken          |           |
| Reizō Koike                                                                                | 1936 Berlin         | 200 Meter Brust           |           |
| Kazuo Tomita Kōichi Hirakida Yoshihiko Ōsaki Keigo Shimizu Kazuo Watanabe Katsuki Ishihara | 1960 Rom            | 100-Meter-Lagenstaffel    |           |
| Satoko Tanaka                                                                              | 1960 Rom            | 100 Meter Rücken          |           |
| Tsuyoshi Yamanaka Makoto Fukui Kunihiro Iwasaki Toshio Shōji Yukiaki Okabe                 | 1964 Tokio          | 200-Meter-Freistilstaffel |           |
| Nobutaka Taguchi                                                                           | 1972 München        | 200 Meter Brust           |           |
| Miwako Motoyoshi                                                                           | 1984 Los Angeles    | Synchron Solo             |           |
| Miwako Motoyoshi Saeko Kimura                                                              | 1984 Los Angeles    | Synchron Duett            |           |
| Mikako Kotani                                                                              | 1988 Seoul          | Synchron Solo             |           |
| Mikako Kotani Miyako Tanaka                                                                | 1988 Seoul          | Synchron Duett            |           |
| Fumiko Okuno                                                                               | 1992 Barcelona      | Synchron Solo             |           |
| Fumiko Okuno Aki Takayama                                                                  | 1992 Barcelona      | Synchron Duett            |           |
| Synchronschwimm-Nationalmannschaft                                                         | 1996 Atlanta        | Teamwertung               |           |
| Miki Nakao                                                                                 | 2000 Sydney         | 200 Meter Brust           |           |
| Mai Nakamura Masami Tanaka Junko Onichi Sumika Minamoto                                    | 2000 Sydney         | 100-Meter-Lagenstaffel    |           |
| Tomomi Morita                                                                              | 2004 Athen          | 100 Meter Rücken          |           |
| Kōsuke Kitajima Tomomi Morita Yoshihiro Okumura Takashi Yamamoto                           | 2004 Athen          | 100-Meter-Lagenstaffel    |           |
| Reiko Nakamura                                                                             | 2004 Athen          | 200 Meter Rücken          |           |
| Yūko Nakanishi                                                                             | 2004 Athen          | 200 Meter Delphin         |           |
| Takeshi Matsuda                                                                            | 2008 Peking         | 200 Meter Delphin         |           |
| Junichi Miyashita Kōsuke Kitajima Takurō Fujii Hisayoshi Satō                              | 2008 Peking         | 100-Meter-Lagenstaffel    |           |
| Reiko Nakamura                                                                             | 2008 Peking         | 200 Meter Rücken          |           |
| Saho Harada Emiko Suzuki                                                                   | 2008 Peking         | Synchron Duett            |           |
| Ryōsuke Irie                                                                               | 2012 London         | 100 Meter Rücken          |           |
| Ryō Tateishi                                                                               | 2012 London         | 200 Meter Brust           |           |
| Takeshi Matsuda                                                                            | 2012 London         | 200 Meter Delphin         |           |
| Kosuke Hagino                                                                              | 2012 London         | 400 Meter Lagen           |           |
| Aya Terakawa                                                                               | 2012 London         | 100 Meter Rücken          |           |
| Satomi Suzuki                                                                              | 2012 London         | 100 Meter Brust           |           |
| Natsumi Hoshi                                                                              | 2012 London         | 200 Meter Delphin         |           |
| Aya Terakawa Satomi Suzuki Yuka Katō Haruka Ueda                                           | 2012 London         | 100-Meter-Lagenstaffel    |           |
| Daiya Sato                                                                                 | 2016 Rio de Janeiro | 400 Meter Lagen           |           |
| Kosuke Hagino Naito Ehara Yuko Kobori Takeshi Matsuda                                      | 2016 Rio de Janeiro | 200-Meter-Freistilstaffel |           |
| Natsumi Hoshi                                                                              | 2016 Rio de Janeiro | 200 Meter Delphin         |           |
| Yukiko Inui Risako Mitsui                                                                  | 2016 Rio de Janeiro | Synchron Duett            |           |
| Synchronschwimm-Nationalmannschaft                                                         | 2016 Rio de Janeiro | Teamwertung               |           |

#### Segeln
| Gelbes Symbol für Goldmedaillen mit stilisierten Olympischen Ringen | Graues Symbol für Silbermedaillen mit stilisierten Olympischen Ringen | Braundes Symbol für Bronzemedaillen mit stilisierten Olympischen Ringen |
| ------------------------------------------------------------------- | --------------------------------------------------------------------- | ----------------------------------------------------------------------- |
| —                                                                   | 1                                                                     | 1                                                                       |

1936 nahmen erstmals japanische Segler an olympischen Segelregatten teil. Erste Erfolge stellten sich jedoch erst 1992 ein. Hier belegte das 470er der Frauen Platz 5. 1996 segelte das Boot zur ersten japanischen Medaille im Segeln, als die Regatta auf Platz 2 mit der Silbermedaille beendet wurde. 2000 erreichte das Boot Platz 8. 2004 gewann das 470er der Männer Bronze. 2008 belegte das Boot Platz 7. 2016 erreichte das 470er der Frauen Platz 5.
| Name                          | Spiele       | Disziplin | Anmerkung              |
| ----------------------------- | ------------ | --------- | ---------------------- |
| Yumiko Shige Alicia Kinoshita | 1996 Atlanta | 470er     | erster Medaillengewinn |

| Name                         | Spiele     | Disziplin | Anmerkung |
| ---------------------------- | ---------- | --------- | --------- |
| Kazuto Seki Kenjirō Todoroki | 2004 Athen | 470er     |           |

#### Softball
| Gelbes Symbol für Goldmedaillen mit stilisierten Olympischen Ringen | Graues Symbol für Silbermedaillen mit stilisierten Olympischen Ringen | Braundes Symbol für Bronzemedaillen mit stilisierten Olympischen Ringen |
| ------------------------------------------------------------------- | --------------------------------------------------------------------- | ----------------------------------------------------------------------- |
| 1                                                                   | 1                                                                     | 1                                                                       |

1996 in Atlanta gehörte Softball erstmals zu den olympischen Sportarten. Die japanische Mannschaft gewann fünf ihrer Vorrundenspiele und belegte Platz 4. Beim Turnier 2000 gewann die Mannschaft alle ihre Vorrundenspiele. Im Halbfinale wurde Australien wie schon in der Vorrunde mit 1:0 besiegt. Das Finale gegen die USA ging, nach einem 2:1-Sieg in der Vorrunde, mit 1:2 verloren.
Vier Siege und drei Niederlagen bedeuteten 2004 Platz 3 der Vorrunde. Im Halbfinale wurde China mit 1:0 besiegt. Das Spiel um Bronze gegen Australien ging mit 0:3 verloren. 2008 erreichte die Mannschaft in der Vorrunde sechs Siege in sieben Spielen. Die Finalspiele wurden im Page-Playoff-System ausgetragen. Als Gruppenzweite spielte Japan das zweite Halbfinale gegen die USA und unterlag mit 1:4. In der Vorschlussrunde wurde Australien mit 4:3 besiegt, womit Japan sich für das Finale gegen die USA qualifiziert hatte. Nach zwei Niederlagen (in der Vorrunde unterlag man mit 0:7) konnte Japan die USA überraschend mit 3:1 besiegen und im vorerst letzten olympischen Softballturnier Olympiasieger werden.
| Name                        | Spiele      | Disziplin     | Anmerkung              |
| --------------------------- | ----------- | ------------- | ---------------------- |
| Softball-Nationalmannschaft | 2008 Peking | Frauenturnier | erster Medaillengewinn |

| Name                        | Spiele      | Disziplin     | Anmerkung              |
| --------------------------- | ----------- | ------------- | ---------------------- |
| Softball-Nationalmannschaft | 2000 Sydney | Frauenturnier | erster Medaillengewinn |

| Name                        | Spiele     | Disziplin     | Anmerkung |
| --------------------------- | ---------- | ------------- | --------- |
| Softball-Nationalmannschaft | 2004 Athen | Frauenturnier |           |

#### Taekwondo
| Gelbes Symbol für Goldmedaillen mit stilisierten Olympischen Ringen | Graues Symbol für Silbermedaillen mit stilisierten Olympischen Ringen | Braundes Symbol für Bronzemedaillen mit stilisierten Olympischen Ringen |
| ------------------------------------------------------------------- | --------------------------------------------------------------------- | ----------------------------------------------------------------------- |
| —                                                                   | —                                                                     | 1                                                                       |

Taekwondo wurde 2000 in Sydney erstmals bei Olympischen Spielen durchgeführt. Yoriko Okamoto gewann Bronze im Weltergewicht der Frauen und sorgte damit für den ersten und bislang einzigen japanischen Medaillengewinn im Taekwondo.
| Name           | Spiele      | Disziplin     | Anmerkung              |
| -------------- | ----------- | ------------- | ---------------------- |
| Yoriko Okamoto | 2000 Sydney | Weltergewicht | erster Medaillengewinn |

#### Tennis
| Gelbes Symbol für Goldmedaillen mit stilisierten Olympischen Ringen | Graues Symbol für Silbermedaillen mit stilisierten Olympischen Ringen | Braundes Symbol für Bronzemedaillen mit stilisierten Olympischen Ringen |
| ------------------------------------------------------------------- | --------------------------------------------------------------------- | ----------------------------------------------------------------------- |
| —                                                                   | 2                                                                     | 1                                                                       |

Schon 1920 in Antwerpen gingen japanische Tennisspieler bei Olympischen Spielen an den Start. Ein Tennisspieler war auch der erste Japaner, der eine olympische Medaille gewinnen konnte. Kumagai Ichiya gewann im Einzel Silber. Auch im Doppel mit Kashio Seiichirō gewann er Silber.
Beim Turnier von 1992 scheiterte im Dameneinzel Naoko Sawamatsu in der ersten Runde in drei Sätzen an der Deutschen Anke Huber. 1996 konnte Ai Sugiyama in der zweiten Runde die Schweizerin Martina Hingis in zwei Sätzen schlagen, scheiterte dann aber im Achtelfinale. 2004 drang das Damendoppel Ai Sugiyama und Shinobu Asagoe bis ins Halbfinale vor. In zwei Sätzen verlor man gegen die Spanierinnen Conchita Martínez und Virginia Ruano Pascual. Auch das Spiel um Bronze gegen Paola Suárez und Patricia Tarabini aus Argentinien ging in zwei Sätzen verloren.
2008 schied Kei Nishikori in der ersten Runde des Herreneinzels gegen Rainer Schüttler in drei Sätzen aus. 2012 scheiterte das Herrendoppel Kei Nishikori und Gō Soeda in der ersten Runden in drei Sätzen am Schweizer Duo Roger Federer und Stan Wawrinka.
Nach 96 Jahren konnte Kei Nishikori 2016 in Rio de Janeiro mit Bronze im Herreneinzel wieder eine Tennismedaille für Japan gewinnen. Nishikori war bis ins Halbfinale gekommen, in dem er in zwei Sätzen dem späteren Olympiasieger Andy Murray unterlag. Im Spiel um Bronze schlug er dann den Spanier Rafael Nadal in drei Sätzen.
| Name                            | Spiele         | Disziplin    | Anmerkung                               |
| ------------------------------- | -------------- | ------------ | --------------------------------------- |
| Kumagai Ichiya                  | 1920 Antwerpen | Herreneinzel | erster Medaillengewinn Japans überhaupt |
| Kumagai Ichiya Kashio Seiichirō | 1920 Antwerpen | Herrendoppel |                                         |

| Name          | Spiele              | Disziplin    | Anmerkung |
| ------------- | ------------------- | ------------ | --------- |
| Kei Nishikori | 2016 Rio de Janeiro | Herreneinzel |           |

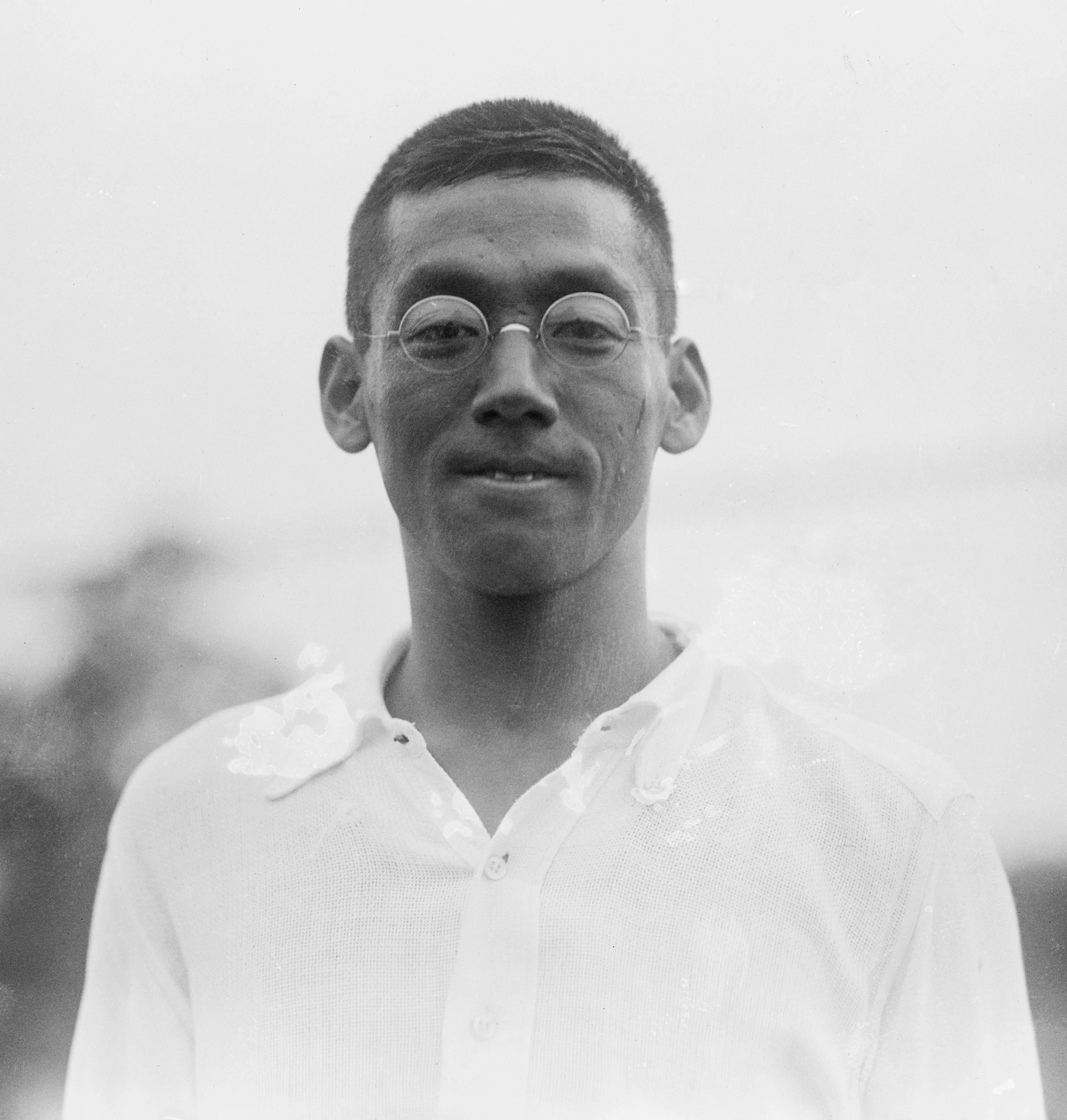
Kumagai Ichiya gewann 1920 zwei Mal Silber und war der erste Japaner überhaupt mit einer olympischen Medaille
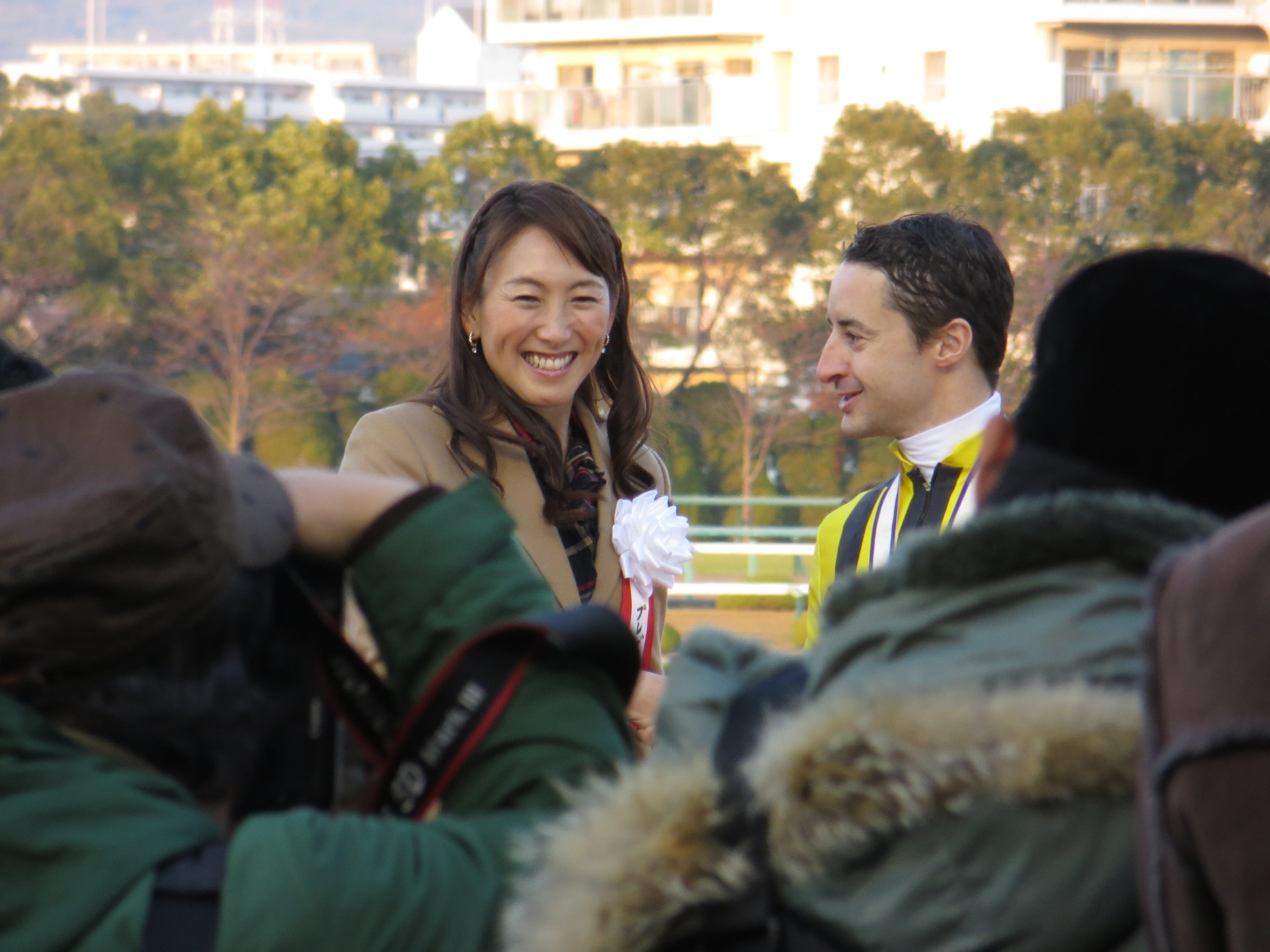
Ai Sugiyama
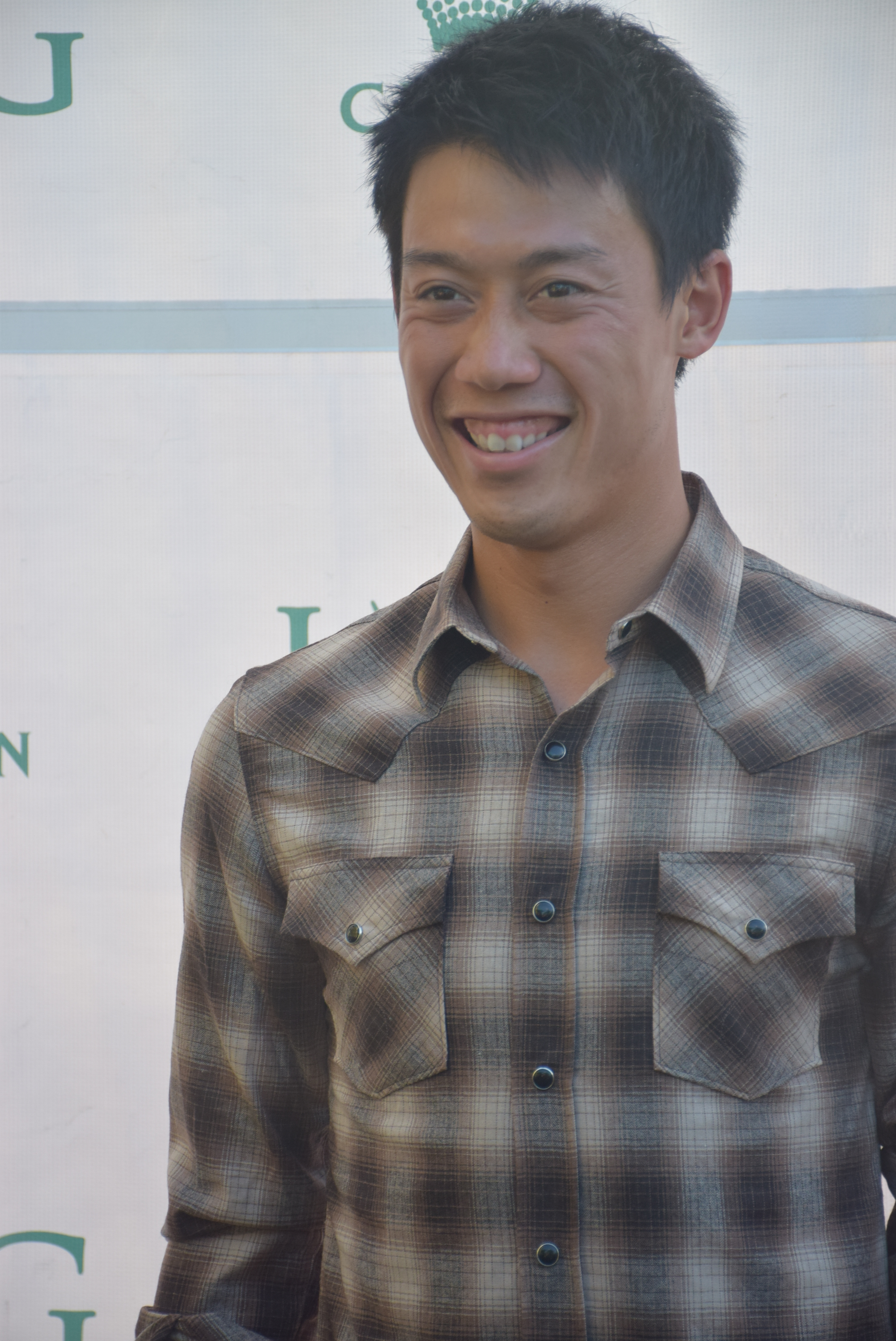
Kei Nishikori, Bronze 2016

#### Tischtennis
| Gelbes Symbol für Goldmedaillen mit stilisierten Olympischen Ringen | Graues Symbol für Silbermedaillen mit stilisierten Olympischen Ringen | Braundes Symbol für Bronzemedaillen mit stilisierten Olympischen Ringen |
| ------------------------------------------------------------------- | --------------------------------------------------------------------- | ----------------------------------------------------------------------- |
| —                                                                   | 2                                                                     | 2                                                                       |

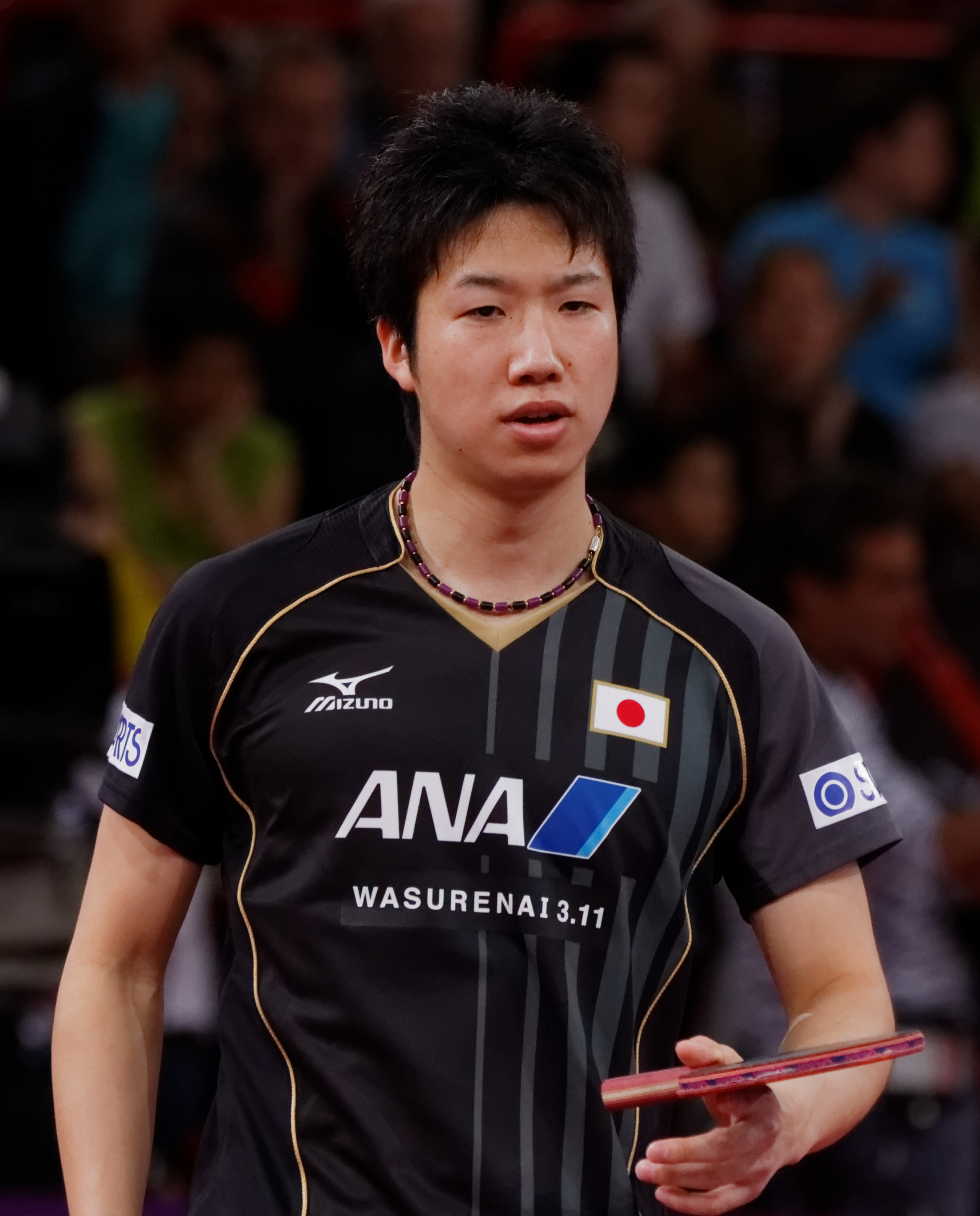
Jun Mizutani, Bronze 2016

Im Tischtennis, seit 1988 olympische Sportart, nimmt Japan seit der ersten Austragung teil. Im Herreneinzel von 1988 traf Yoshihito Miyazaki in der Vorrunde auf den Deutschen Jörg Roßkopf und unterlag in fünf Sätzen. Im Herrendoppel unterlag das Duo Kiyoshi Saitō und Takehiro Watanabe dem deutschen Doppel Jörg Roßkopf und Steffen Fetzner in zwei Sätzen. Mika Hoshino konnte im Dameneinzel in der Vorrunde die Deutsche Katja Nolten in fünf Sätzen besiegen. Im Doppel trafen Mika Hoshino und Kiyomi Ishida in der Vorrunde auf Katja Nolten und Olga Nemes, sie konnten die Begegnung in drei Sätzen für sich entscheiden. Hoshino und Ishida erreichten das Halbfinale und unterlagen dort den Südkoreanerinnen Yang Young-ja und Hyun Jung-hwa in zwei Sätzen. Auch das Spiel um Bronze gegen Jasna Fazlić und Gordana Perkučin ging verloren.
In der Vorrunde des Turniers von 1992 unterlag im Herreneinzel Takehiro Watanabe dem Deutschen Steffen Fetzner in drei Sätzen. In zwei Sätzen unterlag Hiroshi Shibutani dem für Österreich startenden Chinesen Ding Yi. In der Vorrunde des Doppels mussten sich Hiroshi Shibutani und Kōji Matsushita dem Duo Jörg Roßkopf und Steffen Fetzner in zwei Sätzen geschlagen geben. 1996 unterlag Shibutani in der Vorrunde des Herreneinzels dem Deutschen Jörg Roßkopf in zwei Sätzen. Taeko Todo verlor im Dameneinzel ihr Vorrundenspiel gegen die Deutsche Nicole Struse in drei Sätzen. Im Doppel mit der geborenen Chinesin Chire Koyama gewann Todo das Vorrundenspiel gegen das deutsche Doppel Nicole Struse und Elke Schall in drei Sätzen.
In Sydney 2000 wurde Toshio Tasaki im Herreneinzel im Achtelfinale von Jörg Roßkopf in fünf Sätzen besiegt. In der zweiten Runde des Dameneinzels scheiterte Rinko Sakata in drei Sätzen an der Deutschen Qianghong Gotsch. 2004 in Athen traf Ai Fujinuma in der dritten Runde des Dameneinzels auf die geborene Chinesin Liu Jia, die für Österreich startete, konnte sie in sieben Sätzen besiegen.
Die Doppelwettbewerbe wurden 2008 durch die Team-Matches ersetzt. Hier konnte die japanische Frauenmannschaft bis ins Halbfinale vordringen. Das Team war als Gruppenzweite für die Play-off-Runde der Bronzemedaille qualifiziert und besiegte Österreich und Hongkong. Im Spiel um Bronze gegen Südkorea verloren die Japanerinnen jedoch glatt mit 0:3 Spiele. Das Männerteam belegte Gruppenplatz 1, scheiterte dann jedoch mit 2:3 im Halbfinale an Deutschland. In der zweiten Runde des Bronzemedaillen-Play-offs wurde Japan dann von Österreich mit 1:3 besiegt.
2012 in London kam es durch die Frauenmannschaft zum ersten Medaillengewinn Japans im Tischtennis. Die Mannschaft, die im Viertelfinale Deutschland mit 3:0 ausschaltete kam bis ins Finale, verlor hier jedoch gegen China glatt mit 0:3. Im Dameneinzel kämpfte sich Kasumi Ishikawa bis ins Halbfinale vor, in Runde 2 konnte sie die für Österreich startende Chinesin Li Qiangbing in sechs Sätzen ausschalten. Das Halbfinale gegen die Chinesin Li Xiaoxia verlor sie in fünf Sätzen, das Spiel um Bronze gegen Feng Tianwei aus Singapur verlor sie in vier Sätzen.
Beide Mannschaften konnten 2016 Medaillen gewinnen. Die Männermannschaft traf im Halbfinale auf Deutschland und siegte mit 3:1. Das Finale gegen China ging mit 1:3 verloren. Auch die Frauen trafen im Halbfinale auf Deutschland. Sie hingegen verloren das Spiel mit 2:3. Im Spiel um Bronze besiegten sie dann Singapur mit 3:1. Auch in den Einzeln standen japanische Teilnehmer in den Halbfinals. Bei den Männern qualifizierte sich Jun Mizutani für das Halbfinale. Sein Teamkamerad Kōki Niwa, der in der dritten Runde den Österreicher Stefan Fegerl aus dem Turnier warf, scheiterte im Viertelfinale. Das Halbfinale gegen den Chinesen Ma Long verlor Mizutani in sechs Sätzen, dafür gewann er das Spiel um Bronze Uladsimir Samsonau aus Weißrussland in fünf Sätzen. Bei den Frauen verlor Ai Fukuhara ihr Halbfinale gegen die Chinesin Li Xiaoxia, auch das Spiel um Bronze gegen die Nordkoreanerin Kim Song-i ging in fünf Sätzen verloren.
| Name                                      | Spiele              | Disziplin         | Anmerkung              |
| ----------------------------------------- | ------------------- | ----------------- | ---------------------- |
| Ai Fukuhara Kasumi Ishikawa Sayaka Hirano | 2012 London         | Damen-Mannschaft  | erster Medaillengewinn |
| Maharu Yoshimura Jun Mizutani Kōki Niwa   | 2016 Rio de Janeiro | Herren-Mannschaft |                        |

| Name                                 | Spiele              | Disziplin        | Anmerkung |
| ------------------------------------ | ------------------- | ---------------- | --------- |
| Jun Mizutani                         | 2016 Rio de Janeiro | Herreneinzel     |           |
| Kasumi Ishikawa Mima Itō Ai Fukuhara | 2016 Rio de Janeiro | Damen-Mannschaft |           |

#### Triathlon
| Gelbes Symbol für Goldmedaillen mit stilisierten Olympischen Ringen | Graues Symbol für Silbermedaillen mit stilisierten Olympischen Ringen | Braundes Symbol für Bronzemedaillen mit stilisierten Olympischen Ringen |
| ------------------------------------------------------------------- | --------------------------------------------------------------------- | ----------------------------------------------------------------------- |
| —                                                                   | —                                                                     | —                                                                       |

Triathlon wurde 2000 in Sydney ins olympische Programm aufgenommen. Japanische Triathleten nehmen seit dem Debüt der Sportart teil. Die beste Platzierung bei den Männern erreichte Hirokatsu Tayama 2004 mit Platz 13. Bei den Frauen wurde 2008 Juri Ide Fünfte, Kiyomi Niwata belegte Platz 9.

#### Turnen
| Gelbes Symbol für Goldmedaillen mit stilisierten Olympischen Ringen | Graues Symbol für Silbermedaillen mit stilisierten Olympischen Ringen | Braundes Symbol für Bronzemedaillen mit stilisierten Olympischen Ringen |
| ------------------------------------------------------------------- | --------------------------------------------------------------------- | ----------------------------------------------------------------------- |
| 31                                                                  | 33                                                                    | 34                                                                      |

Turnen, inklusive der 1984 ins olympische Programm aufgenommenen Rhythmischen Sportgymnastik und dem 2000 aufgenommenen Trampolinturnen, gehört zu Japans stärksten Sportarten. Japanische Athleten gewannen 98 Medaillen, davon 31 Goldmedaillen, und liegen in der olympischen Medaillenbilanz des Turnens auf Rang 3. Es sind die meisten Medaillen, die japanische Sportler in einer Sportart gewannen. Erfolgreicher war man nur im Ringen mit 32 Olympiasiegen und im Judo mit 39 Goldmedaillen.
Die ersten japanischen Turner traten 1932 in Los Angeles an. Die Männermannschaft belegte im Mehrkampf Platz 5. Die ersten Medaillen wurden 1952 in Helsinki gewonnen. Tadao Uesako gewann Silber am Boden, Takashi Ono wurde Vierter. Beide teilten sich im Pferdsprung die Bronzemedaille, Teamkamerad Masao Takemoto gewann Silber. Takemoto wurde an den Ringen zudem Sechster. Die Mehrkampfmannschaft belegte Platz 5.
Mit Gold am Reck wurde Takashi Ono 1956 in Melbourne erster japanischer Olympiasieger im Turnen. Hinter ihm platzierte sich Maso Takemoto auf dem dritten Platz für die Bronzemedaille. Ono gewann drei weitere Silbermedaillen im Einzelmehrkampf mit Takemoto auf Platz 4 und Masami Kubota auf Platz 8, am Pauschenpferd mit Takemoto auf Platz 7, sowie mit der Mehrkampfmannschaft. Masami Kubota gewann Silber am Barren, Ono und Takemoto teilten sich Bronze, Nobuyuki Aihara wurde Sechster, Shinsaku Tsukawaki Achter. Am Boden gewann Aihara Silber, Ono belegte Platz 8. An den Ringen teilten sich Kubota und Takemoto eine Bronzemedaille, Aihara und Ono lagen gemeinsam auf Platz 5, Tsukawaki auf Platz 7. Beim Pferdsprung wurde Takemoto Sechster. Bei den Frauen wurde Keiko Tanaka am Boden Vierte.

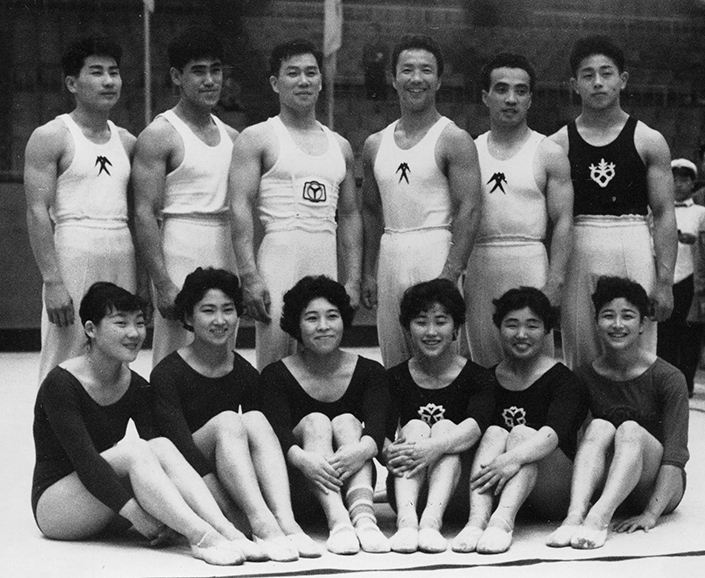
Japans Turnermannschaft 1960

Noch erfolgreicher war Takashi Ono 1960 in Rom. Er wurde nicht nur Olympiasieger mit der Mehrkampfmannschaft, er konnte weitere Goldmedaillen im Pferdsprung und am Reck gewinnen. Am Reck gab es durch die Silbermedaille Masao Tekomotos einen japanischen Doppelsieg. Yukio Endō kam hier auf Platz 4, im Pferdsprung auf Platz 5 vor Shūji Tsurumi auf Platz 6. Im Einzelmehrkampf gewann Ono eine Silbermedaille, Tsurumi wurde Vierter, Endō und Takemoto teilten sich Platz 5, Aihara belegte Platz 7. Aihara selbst wurde Olympiasieger am Boden. Takashi Mitsukuri und Ono wurden gemeinsam Vierte. Am Barren gewann Ono Bronze, Aihara kam auf Platz 4, Takemoto auf Platz 6. Auch an den Ringen gewann Ono Bronze. Aihara belegte hier Platz 5. Tsurumi gewann Bronze am Pauschenpferd, Mitsukuri wurde Vierter, Ono Sechster. Bei den Frauen wurde Keiko Tanaka Sechste im Einzelmehrkampf und jeweils Fünfte am Schwebebalken und am Stufenbarren. Die Mehrkampfmannschaft belegt Platz 4.
Bei den heimischen Sommerspielen 1964 in Tokio war der Erwartungsdruck, ähnlich wie beim Judo, besonders hoch. Die Männermannschaft wurde Olympiasieger im Mehrkampf. Zur Mannschaft gehörte auch Takashi Ono, der hier seine fünfte Goldmedaille gewinnen konnte. Doppelsiege gab es im Einzelmehrkampf und am Barren. Beide Male wurde Yukio Endō Olympiasieger, Shūji Tsurumi gewann Silber. Haruhiro Yamashita, Sechster im Mehrkampf, gewann die Konkurrenz im Pferdsprung, Tsurumi wurde Vierter, Endō Sechster. An den Ringen gewann Takuji Hayata, Tsurumi belegte hier Platz 5, Endō Platz 6. Tsurumi gewann Silber am Pauschenpferd, Yamashita wurde Vierter und Takashi Mitsukuri Sechster. Am Boden gewann Endō ebenfalls Silber, Mitsukuri belegte Platz 5. In nur einer Disziplin gab es keine Medaille für die Männer. Am Reck belegte Endō Platz 5, Ono Platz 6. Die Mehrkampfmannschaft der Frauen gewann Bronze und damit die erste Turnmedaille japanischer Frauen. Keiko Tanaka wurde nochmals Sechste im Einzelmehrkampf. Ihre Teamkollegin Toshiko Shirasu, Ehefrau von Nobuyuki Aihara, wurde Siebte, sowie jeweils Vierte am Stufenbarren und im Pferdsprung. Am Schwebebalken wurde belegte Tanaka Platz 6.
Die Dominanz der japanischen Turner setzte sich 1968 fort. Akinori Nakayama wurde vierfacher Olympiasieger. Neben der Goldmedaille im Mannschaftsmehrkampf gewann er die Gerätefinals am Barren mit Takeshi Katō auf Platz 4 und Eizō Kenmotsu auf Platz 5, am Reck mit Kenmotsu, der Bronze gewann, und Yukio Endō auf Platz 6, sowie an den Ringen mit Takeshis Bruder Sawao Katō auf dem Bronzerang, Mitsuo Tsukahara auf Platz 4 und Takeshi Katō auf Platz 5. Sawao Katō wurde dreifacher Olympiasieger. Er gewann neben dem Mannschaftsmehrkampf auch die Konkurrenz in der Mehrkampfeinzelwertung mit Nakayama auf dem Bronzerang, Kenmotsu auf Platz 4 und Takeshi Katō auf Platz 5 sowie am Boden. Hier gewannen Nakayama Silber und Takeshi Katō Bronze. Tsukahara wurde Vierter, Kenmotsu Sechster. Im Pferdsprung gewann Endō Silber, Takeshi Katō wurde Vierter, Nakayama Fünfter und Kenmotsu Sechster. Am Pauschenpferd gab es keine Medaille, Kenmotsu belegte Platz 5. Die Frauen erreichten im Mannschaftsmehrkampf Platz 4.
Drei Mal konnten die Japaner 1972 in München alle Medaillen eines Gerätefinals gewinnen. So triumphierten sie im Einzelmehrkampf (Sawao Katō mit Gold, Eizo Kenmotsu mit Silber und Akinori Nakayama mit Bronze), am Barren (Sawao Katō mit Gold, Shigeru Kasamatsu mit Silber und Kenmotsu mit Bronze) und am Reck (Mitsuo Tsukahara mit Gold, Sawao Katō mit Silber und Kasamatsu mit Bronze). Nakayama siegte an den Ringen, Tsukahara holte dort Bronze, Sawao Katō wurde Vierter, Kenmotsu Fünfter. Auch die Mehrkampfmannschaft schaffte den Olympiasieg. Weitere Medaillen gab es am Pauschenpferd mit Silber für Sawao Katō und Bronze für Kenmotsu. Kasamatsu wurde Vierter. Auch am Boden gab es zwei Medaillen. Silber gewann Nakayama, Kasamatsu bekam die Bronzemedaille. Kenmotsu wurde Vierter, Sawao Katō Sechster. Einen geteilten vierten Platz erreichten Sawao Katō und Kenmotsu im Pferdsprung. Kenmotsu wurde auch am Boden Vierter, Sawao Katō Sechster.
1976 in Montreal gewann die Mehrkampfmannschaft die fünfte Goldmedaille in Folge. Japan konnte diesmal nur zwei weitere Olympiasieger stellen. Sawao Katō gewann am Barren vor Mitsuo Tsukahara auf dem Bronzerang, Tsukahara siegte am Reck vor Eizo Kenmotsu auf dem Silberrang. Tsukahara gewann zudem Silber im Pferdsprung vor Hiroshi Kajiyama auf Platz 3. Im Einzelmehrkampf gewann Sawao Katō Silber, Bronze ging an Tsukahara, Kajiyama wurde Fünfter. Kenmotsu gewann Silber am Pauschenpferd, Sawao Katō belegte Platz 5. Am Boden erreichte Sawao Katō Platz 5 und Kenmotsu Platz 6, an den Ringen wurde Kenmotsu Fünfter und Sawao Katō Sechster.

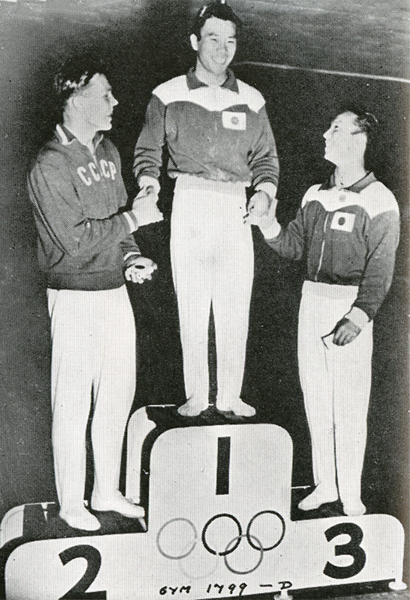
Siegerehrung 1956 für die Reckturner: Mitte Olympiasieger Takeshi Ono, rechts Masao Takemoto mit Bronze
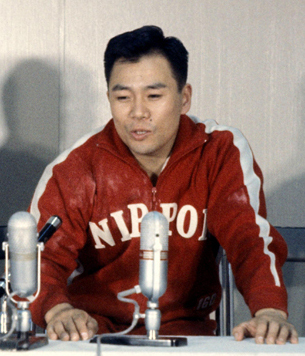
Takashi Ono, Olympiasieger 1956, 1960 und 1964, Silber und Bronze 1956 und 1960
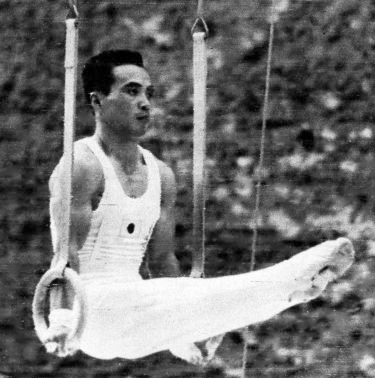
Nobuyuki Aihara, Olympiasieger 1960, Silber 1956
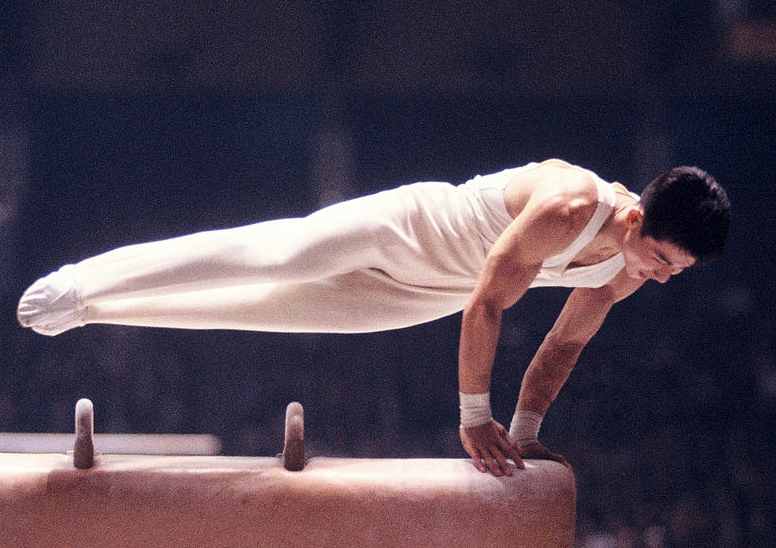
Shūji Tsurumi, Olympiasieger 1960 und 1964, Silber 1964, Bronze 1960
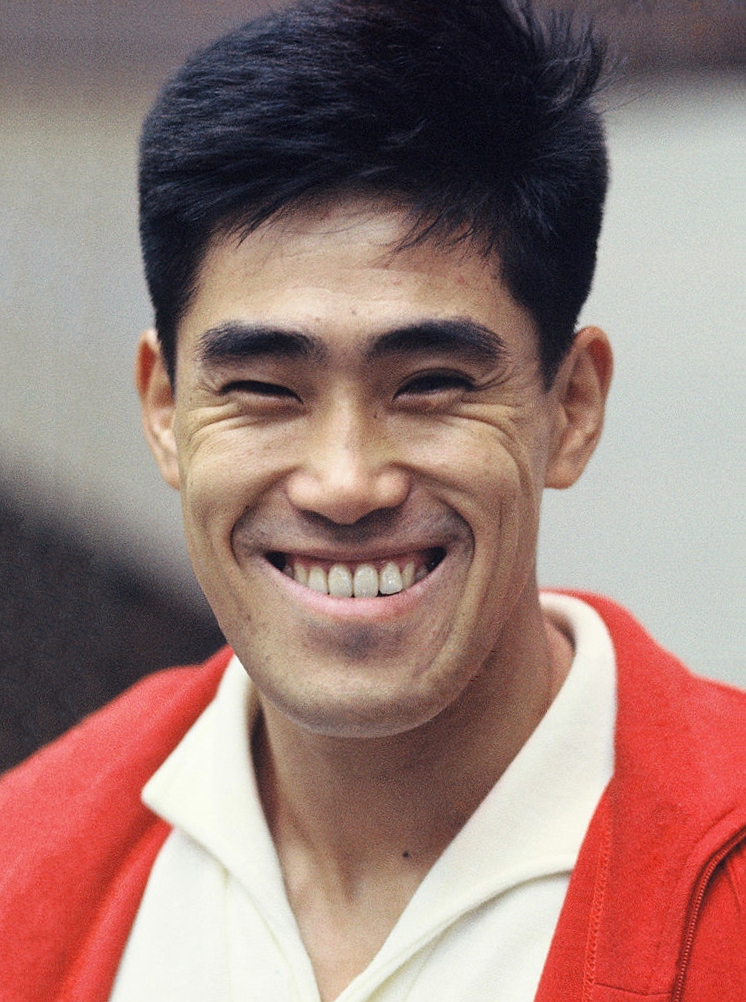
Yukio Endō, Olympiasieger 1960, 1964 und 1968, Silber 1964 und 1968
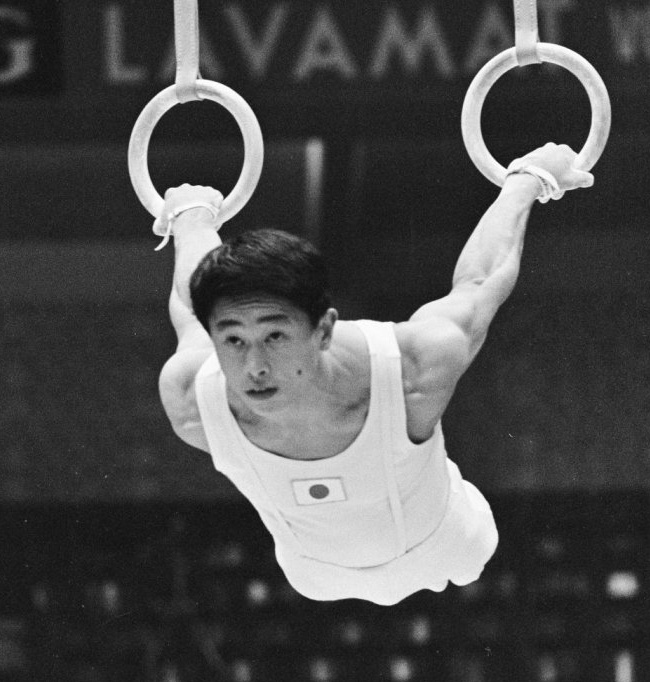
Takashi Mitsukuri, Olympiasieger 1960 und 1964
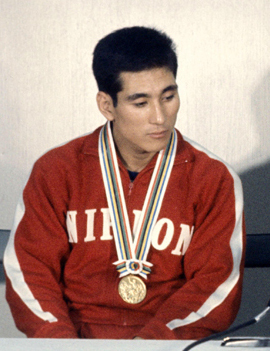
Haruhiro Yamashita, Olympiasieger 1964
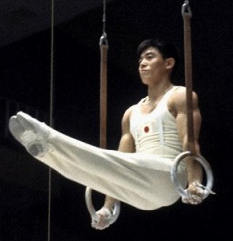
Takuji Hayata, Olympiasieger 1964
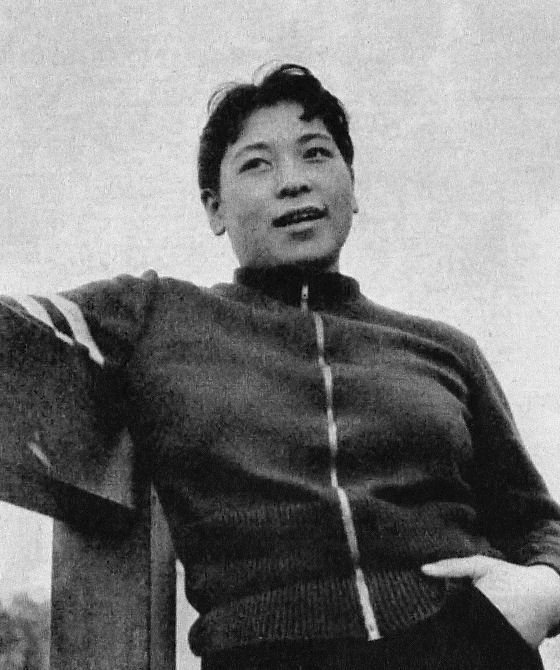
Keiko Tanaka, Bronze 1964
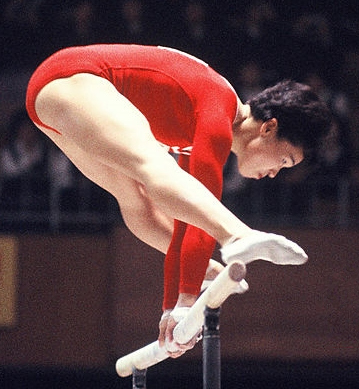
Toshiko Shirasu, Bronze 1964
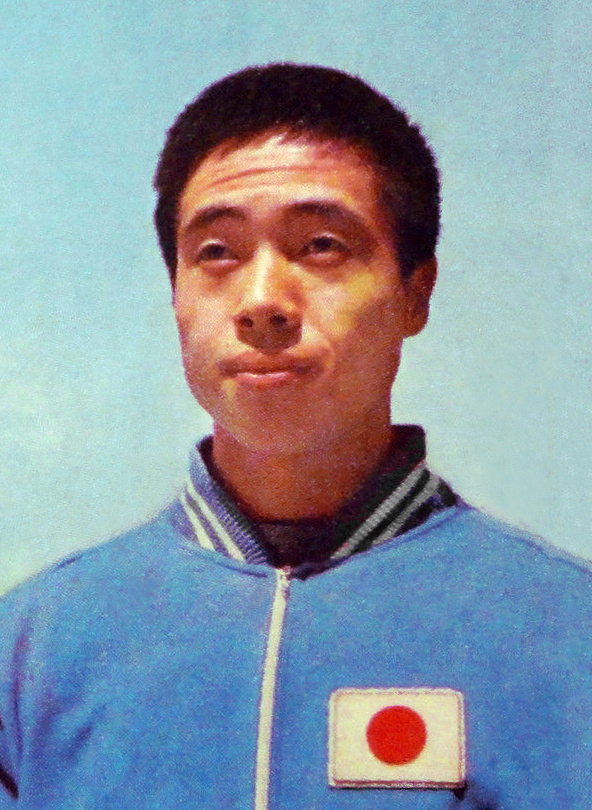
Sawao Katō, Olympiasieger 1968, 1972 und 1976, Silber 1972 und 1976, Bronze 1968
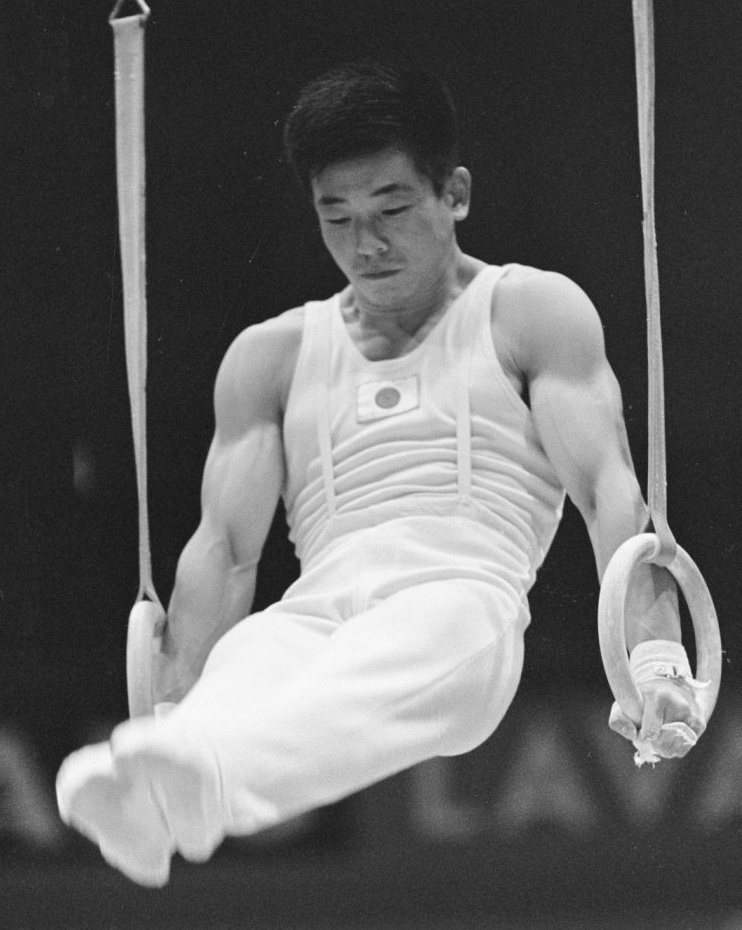
Akinori Nakayama, Olympiasieg, Silber und Bronze 1968 und 1972
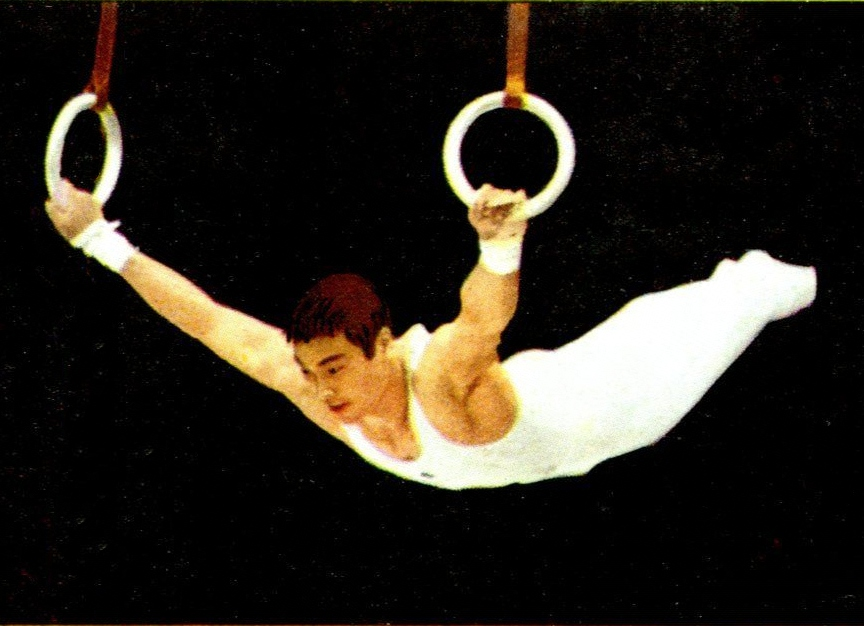
Mitsuo Tsukahara, Olympiasieger 1968, 1972 und 1976, Silber 1976, Bronze 1972 und 1976
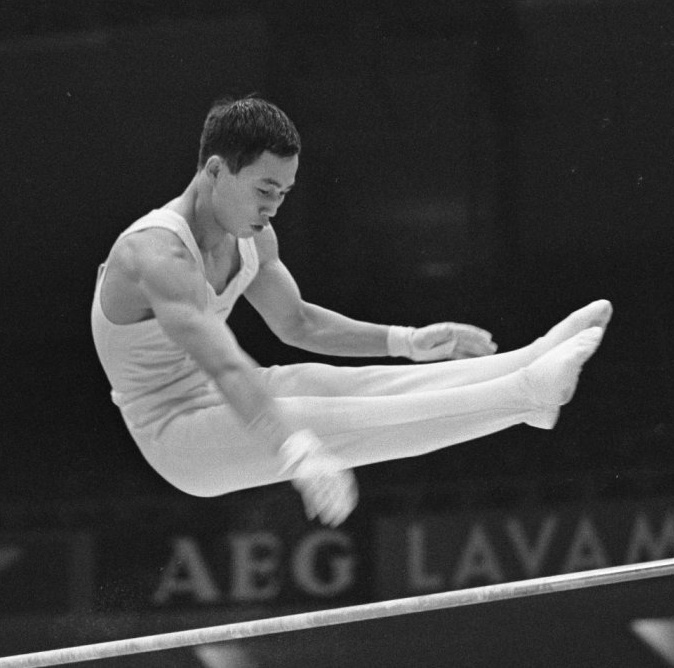
Takeshi Katō, Bruder von Sawao Katō, Olympiasieg und Bronze 1968
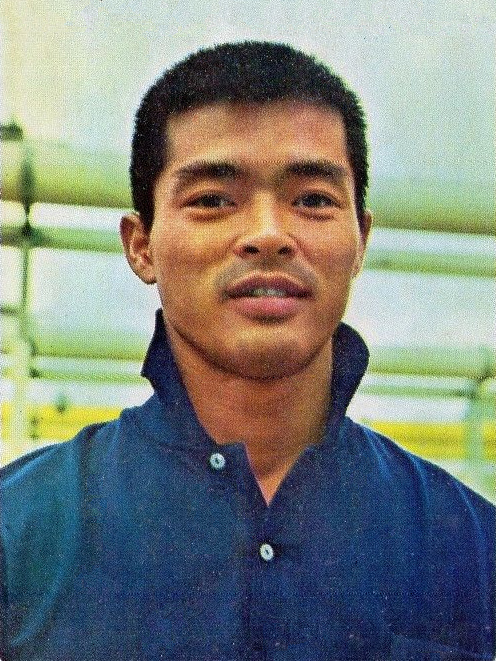
Shigeru Kasamatsu, Gold, Silber und Bronze 1972

1984 in Los Angeles gewann Kōji Gushiken Gold im Einzelmehrkampf und an den Ringen. Hinzu kam Bronze am Reck, hier wurde Shinji Morisue Olympiasieger. Zwei Silbermedaillen erturnten sich Gushiken und Morisue beim Pferdsprung. Noboyuki Kajitani gewann Silber am Barren, hier wurde Gushiken Fünfter. Kajitani erreichte zudem am Pauschenpferd Platz 6. Koji Sotomura gewann Bronze am Boden, auch die Mehrkampfmannschaft holte Bronze.
Erstmals seit 1952 blieb die japanische Mannschaft 1988 in Seoul ohne Olympiasieg. Die Athleten erreichten nur eine Bronzemedaille mit der Mehrkampfmannschaft der Männer sowie durch Yukio Iketani am Boden. Am Pauschenpferd wurde Kōichi Mizushima Vierter und Daisuke Nishikawa Sechster. Die Sieglosigkeit hielt 1992 in Barcelona an. Yukio Iketani gewann am Boden diesmal silber, Yutaka Aihara wurde Fünfter. Masayuki Matsunara gewann Bronze am Barren, auch die Mehrkampfmannschaft holte Bronze. Einen gemeinsamen fünften Platz schafften Daisuke Nishikawa und Yoshiaki Hatakeda am Reck. Hatakeda wurde zudem Sechster am Pauschenpferd, Iketani Siebter an den Ringen. Ganz ohne Medaille blieb Japan 1996 in Atlanta. Einziger Finalist war Yoshiaki Hatakeda, der am Pauschenpferd Platz 5 belegte.
Auch 2000 in Sydney konnte keine Medaille gewonnen werden. Die Mehrkampfmannschaft der Männer erreichte Platz 4. Naoya Tsukahara, Sohn des Olympiasiegers Mitsuo Tsukahara, wurde Achter am Reck, Norimasa Iwai Siebter an den Ringen. Bei den Frauen wurde Akiko Furu Sechste im Trampolinturnen. In der Rhythmischen Sportgymnastik erreichte das japanische Team Platz 5.
Nach 12 Jahren Unterbrechung konnte 2004 in Athen wieder ein Olympiasieg gefeiert werden. Die Mehrkampfmannschaft der Männer gewann die Konkurrenz zum insgesamt sechsten Mal. Hiroyuki Tomita, Sechster im Einzelmehrkampf und Vierter an den Ringen, gewann am Barren Silber, Daisuke Nakano wurde Fünfter. Bronzemedaillen gewannen Isao Yoneda am Reck und Takehiro Kashima am Pauschenpferd.
In Peking konnte die Mehrkampfmannschaft 2008 Silber gewinnen. Im Einzel gewann Kōhei Uchimura Silber, Hiroyuki Tomita wurde Vierter. Uchimura erreichte Platz 5 am Boden, Tomita am Pauschenpferd. Ebenfalls auf Platz 5 kam Takuya Nakase am Reck, Tomita wurde Sechster. Die Mehrkampfmannschaft der Frauen erreichte Platz 5. Im Trampolinturnen belegte Tetsuya Sotomura Platz 4.
2012 in London holte die japanische Mehrkampfmannschaft der Männer erneut Silber. In der Einzelwertung wurde Kōhei Uchimura Olympiasieger, Kazuhito Tanaka wurde Sechster. Uchimura erturnte sich am Boden eine weitere Silbermedaille. Kazuhito Tanaka wurde am Barren Vierter, sein Bruder Yūsuke Tanaka wurde Achter. Im Trampolinturnen wurde Masaki Ito Vierter, Yasuhiro Ueyama erreichte Platz 5.
In Rio de Janeiro 2016 wurde die Mehrkampfmannschaft der Männer zum siebten Mal Olympiasieger. In der Einzelwertung konnte Kōhei Uchimura seinen Olympiasieg von London verteidigen. Kenzō Shirai gewann Bronze im Pferdsprung. Er kam am Boden auf Platz 4, Uchimura wurde Fünfter. Die Mehrkampfmannschaft der Frauen scheiterten auf Platz 4 nur knapp an einer Medaille. Im Trampolinturnen wurde zum dritten Mal in Folge ein Japaner Vierter. Diesmal war es Ginga Munetomo. Masaki Ito belegte Platz 6.

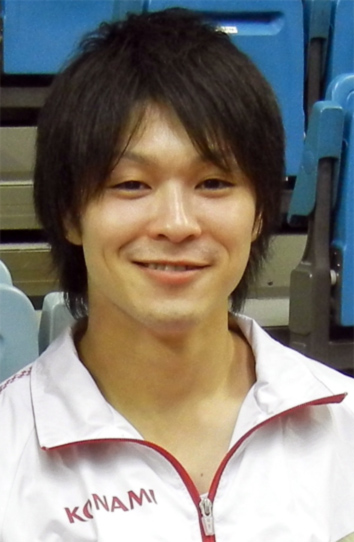
Kōhei Uchimura, Silber 2008 und 2012, Olympiasieg 2012 und 2016
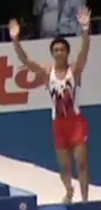
Kenzō Shirai, Gold und Bronze 2016

| Name                          | Spiele              | Disziplin            | Anmerkung          |
| ----------------------------- | ------------------- | -------------------- | ------------------ |
| Takashi Ono                   | 1956 Melbourne      | Reck                 | erster Olympiasieg |
| Takashi Ono                   | 1960 Rom            | Pferdsprung          |                    |
| Takashi Ono                   | 1960 Rom            | Reck                 |                    |
| Nobuyuki Aihara               | 1960 Rom            | Boden                |                    |
| Nationalmannschaft der Männer | 1960 Rom            | Mehrkampf Mannschaft |                    |
| Yukio Endō                    | 1964 Tokio          | Mehrkampf Einzel     |                    |
| Yukio Endō                    | 1964 Tokio          | Barren               |                    |
| Haruhiro Yamashita            | 1964 Tokio          | Pferdsprung          |                    |
| Takuji Hayata                 | 1964 Tokio          | Ringe                |                    |
| Nationalmannschaft der Männer | 1964 Tokio          | Mehrkampf Mannschaft |                    |
| Sawao Katō                    | 1968 Mexiko-Stadt   | Mehrkampf Einzel     |                    |
| Sawao Katō                    | 1968 Mexiko-Stadt   | Boden                |                    |
| Akinori Nakayama              | 1968 Mexiko-Stadt   | Barren               |                    |
| Akinori Nakayama              | 1968 Mexiko-Stadt   | Reck                 |                    |
| Akinori Nakayama              | 1968 Mexiko-Stadt   | Ringe                |                    |
| Nationalmannschaft der Männer | 1968 Mexiko-Stadt   | Mehrkampf Mannschaft |                    |
| Sawao Katō                    | 1972 München        | Mehrkampf Einzel     |                    |
| Sawao Katō                    | 1972 München        | Barren               |                    |
| Mitsuo Tsukahara              | 1972 München        | Reck                 |                    |
| Akinori Nakayama              | 1972 München        | Ringe                |                    |
| Nationalmannschaft der Männer | 1972 München        | Mehrkampf Mannschaft |                    |
| Sawao Katō                    | 1976 Montreal       | Barren               |                    |
| Mitsuo Tsukahara              | 1976 Montreal       | Reck                 |                    |
| Nationalmannschaft der Männer | 1976 Montreal       | Mehrkampf Mannschaft |                    |
| Kōji Gushiken                 | 1984 Los Angeles    | Mehrkampf Einzel     |                    |
| Kōji Gushiken                 | 1984 Los Angeles    | Ringe                |                    |
| Shinji Morisue                | 1984 Los Angeles    | Reck                 |                    |
| Li Xiaoshuang                 | 1992 Barcelona      | Boden                |                    |
| Nationalmannschaft der Männer | 2004 Athen          | Mehrkampf Mannschaft |                    |
| Kōhei Uchimura                | 2012 London         | Mehrkampf Einzel     |                    |
| Kōhei Uchimura                | 2016 Rio de Janeiro | Mehrkampf Einzel     |                    |
| Nationalmannschaft der Männer | 2016 Rio de Janeiro | Mehrkampf Mannschaft |                    |

| Name                          | Spiele            | Disziplin            | Anmerkung              |
| ----------------------------- | ----------------- | -------------------- | ---------------------- |
| Tadao Uesako                  | 1952 Helsinki     | Boden                | erster Medaillengewinn |
| Masao Tekemoto                | 1952 Helsinki     | Pferdsprung          | erster Medaillengewinn |
| Takashi Ono                   | 1956 Melbourne    | Mehrkampf Einzel     |                        |
| Nobuyuki Aihara               | 1956 Melbourne    | Boden                |                        |
| Masami Kubota                 | 1956 Melbourne    | Barren               |                        |
| Takashi Ono                   | 1956 Melbourne    | Pauschenpferd        |                        |
| Nationalmannschaft der Männer | 1956 Melbourne    | Mehrkampf Mannschaft |                        |
| Takashi Ono                   | 1960 Rom          | Mehrkampf Einzel     |                        |
| Masao Takemoto                | 1960 Rom          | Reck                 |                        |
| Shūji Tsurumi                 | 1964 Tokio        | Mehrkampf Einzel     |                        |
| Shūji Tsurumi                 | 1964 Tokio        | Barren               |                        |
| Shūji Tsurumi                 | 1964 Tokio        | Pauschenpferd        |                        |
| Yukio Endō                    | 1964 Tokio        | Boden                |                        |
| Akinori Nakayama              | 1968 Mexiko-Stadt | Boden                |                        |
| Yukio Endō                    | 1968 Mexiko-Stadt | Pferdsprung          |                        |
| Eizō Kenmotsu                 | 1972 München      | Mehrkampf Einzel     |                        |
| Akinori Nakayama              | 1972 München      | Boden                |                        |
| Shigeru Kasamatsu             | 1972 München      | Barren               |                        |
| Sawao Katō                    | 1972 München      | Reck                 |                        |
| Sawao Katō                    | 1972 München      | Pauschenpferd        |                        |
| Sawao Katō                    | 1976 Montreal     | Mehrkampf Einzel     |                        |
| Mitsuo Tsukahara              | 1976 Montreal     | Pferdsprung          |                        |
| Eizō Kenmotsu                 | 1976 Montreal     | Reck                 |                        |
| Eizō Kenmotsu                 | 1976 Montreal     | Pauschenpferd        |                        |
| Kōji Gushiken                 | 1984 Los Angeles  | Pferdsprung          |                        |
| Shinji Morisue                | 1984 Los Angeles  | Pferdsprung          |                        |
| Noboyuki Kajitani             | 1984 Los Angeles  | Barren               |                        |
| Yukio Iketani                 | 1992 Barcelona    | Boden                |                        |
| Hiroyuki Tomita               | 2004 Athen        | Barren               |                        |
| Kōhei Uchimura                | 2008 Peking       | Mehrkampf Einzel     |                        |
| Nationalmannschaft der Männer | 2008 Peking       | Mehrkampf Mannschaft |                        |
| Kōhei Uchimura                | 2012 London       | Boden                |                        |
| Nationalmannschaft der Männer | 2012 London       | Mehrkampf Mannschaft |                        |

| Name                          | Spiele              | Disziplin            | Anmerkung              |
| ----------------------------- | ------------------- | -------------------- | ---------------------- |
| Tadao Uesako                  | 1952 Helsinki       | Pferdsprung          | erster Medaillengewinn |
| Takashi Ono                   | 1952 Helsinki       | Pferdsprung          | erster Medaillengewinn |
| Takashi Ono                   | 1956 Melbourne      | Barren               |                        |
| Takashi Ono                   | 1960 Rom            | Barren               |                        |
| Takashi Ono                   | 1960 Rom            | Ringe                |                        |
| Shūji Tsurumi                 | 1960 Rom            | Pauschenpferd        |                        |
| Nationalmannschaft der Frauen | 1964 Tokio          | Mehrkampf Mannschaft |                        |
| Akinori Nakayama              | 1968 Mexiko-Stadt   | Mehrkampf Einzel     |                        |
| Takeshi Katō                  | 1968 Mexiko-Stadt   | Boden                |                        |
| Eizō Kenmotsu                 | 1968 Mexiko-Stadt   | Reck                 |                        |
| Sawao Katō                    | 1968 Mexiko-Stadt   | Ringe                |                        |
| Akinori Nakayama              | 1972 München        | Mehrkampf Einzel     |                        |
| Shigeru Kasamatsu             | 1972 München        | Boden                |                        |
| Shigeru Kasamatsu             | 1972 München        | Reck                 |                        |
| Einzo Kenmotsu                | 1972 München        | Barren               |                        |
| Einzo Kenmotsu                | 1972 München        | Pauschenpferd        |                        |
| Mitsuo Tsukahara              | 1972 München        | Ringe                |                        |
| Mitsuo Tsukahara              | 1976 Montreal       | Mehrkampf Einzel     |                        |
| Mitsuo Tsukahara              | 1976 Montreal       | Barren               |                        |
| Hiroshi Kajiyama              | 1976 Montreal       | Pferdsprung          |                        |
| Nationalmannschaft der Männer | 1984 Los Angeles    | Mehrkampf Mannschaft |                        |
| Koji Sotomura                 | 1984 Los Angeles    | Boden                |                        |
| Kōji Gushiken                 | 1984 Los Angeles    | Reck                 |                        |
| Yukio Iketani                 | 1988 Seoul          | Boden                |                        |
| Nationalmannschaft der Männer | 1988 Seoul          | Mehrkampf Mannschaft |                        |
| Masayuki Matsunaga            | 1992 Barcelona      | Barren               |                        |
| Nationalmannschaft der Männer | 1992 Barcelona      | Mehrkampf Mannschaft |                        |
| Isao Yoneda                   | 2004 Athen          | Reck                 |                        |
| Takehiro Kashima              | 2004 Athen          | Ringe                |                        |
| Kenzō Shirai                  | 2016 Rio de Janeiro | Pferdsprung          |                        |

#### Volleyball
| Gelbes Symbol für Goldmedaillen mit stilisierten Olympischen Ringen | Graues Symbol für Silbermedaillen mit stilisierten Olympischen Ringen | Braundes Symbol für Bronzemedaillen mit stilisierten Olympischen Ringen |
| ------------------------------------------------------------------- | --------------------------------------------------------------------- | ----------------------------------------------------------------------- |
| 3                                                                   | 3                                                                     | 3                                                                       |

Bei der Einführung des Volleyballs als olympische Sportart 1964 in Tokio nahmen sowohl eine japanische Männermannschaft als auch ein japanisches Frauenteam teil. Die Männer gewannen Bronze, die Frauen wurden Olympiasieger. Die Männer gewannen sieben ihrer neun Turnierspiele, die Frauen alle fünf. 1968 reichten sieben Siege in neun Spielen der Männermannschaft für die Silbermedaille. Im Verlauf des Turniers wurde die Mannschaft der DDR mit 3:0 geschlagen. Die Frauen konnten sechs ihrer sieben Spiele gewinnen und ebenfalls die Silbermedaille gewinnen.
1972 wurde das Turnier umgestaltet. Es gab eine Vorrunde, danach ein Halbfinale und die Finals um die Medaillen. Die Männer gewannen alle Vorrundenspiele, u. a. wurden die Mannschaften der DDR und der Bundesrepublik Deutschland jeweils mit 3:0 besiegt. Das Halbfinale gegen Bulgarien gewann man mit 3:2. Im Finale, erneut gegen die DDR, gab es einen 3:1-Sieg und damit den ersten Olympiasieg der Männer. Auch die Frauen gewannen alle Vorrundenspiele. Im Halbfinale besiegten sie Südkorea mit 3:0, scheiterten jedoch im Finale mit 2:3 an der Sowjetunion.
Im Turnier von 1976 reichten den Männern zwei Siege in drei Vorrundenspielen zum Erreichen des Halbfinals. Hier unterlag man Polen mit 2:3. Das Spiel um Bronze ging gegen Kuba mit 0:3 verloren. Die Frauen gewannen alle Vorrundenspiele. Im Halbfinale besiegten sie, wie vier Jahre zuvor, Südkorea mit 3:0. Das Finale, erneut gegen die Sowjetunion, wurde ebenfalls mit 3:0 gewonnen. Insgesamt wurden die Japanerinnen ohne Satzverlust Olympiasiegerinnen.
1984 konnten sich die Männer nicht für das Halbfinale qualifizieren. Als Gruppendritter reichte es nur für die Platzierungsrunde. Hier unterlag man Argentinien mit 1:3. Das Spiel um Platz 7 gegen China wurde 3:0 gewonnen. Die Frauen gewannen alle Vorrundenspiele und trafen im Halbfinale auf China. Das Spiel ging 0:3 verloren. Das Spiel um Bronze gegen Peru wurde dann mit 3:1 gewonnen.
In Seoul 1988 konnte erstmals seit der Einführung der Sportart keine Medaille gewonnen werden. Die Männer konnten nur eines ihrer fünf Vorrundenspiele gewinnen. In der Platzierungsrunde besiegte man Südkorea mit 3:2, unterlag dann im Spiel um Platz 9 Italien mit 2:3. Die Frauen gewannen zwei ihrer drei Vorrundenspiele. Nur gegen die DDR verlor man mit 2:3. Trotzdem erreichte man das Halbfinale. Gegen Peru verloren die Japanerinnen mit 2:3. Auch das Spiel um Bronze gegen China ging mit 0:3 verloren.
Auch 1992 konnte kein Medaillenplatz erreicht werden. Die Männer konnten sich mit zwei Siegen in fünf Vorrundenspielen für das Viertelfinale qualifizieren, scheiterten hier jedoch mit 0:3 an Brasilien. In der Platzierungsrunde konnten sich die Japaner dann auf Platz 6 einreihen. Ähnlich ging es beim Frauenturnier zu. Mit zwei Siegen qualifizierte sich die japanische Mannschaft für das Viertelfinale, auch hier war der Gegner Brasilien. Japan verlor mit 1:3 und gewann dann das Spiel um Platz 5 mit einem 3:1 gegen die Niederlande.
1996 konnten sich nur die Frauen für das olympische Turnier qualifizieren. Mit nur einem Sieg in fünf Vorrundenspielen schied das Team aus. Für das Turnier von 2000 konnte sich keine Mannschaft qualifizieren. 2004 in Athen waren wieder die Frauen dabei. Die Mannschaft erreichte das Viertelfinale, schied dort jedoch mit 0:3 gegen China aus.
2008 in Peking waren auch wieder die Männer qualifiziert. Als Letzte ihrer Vorrundengruppe schieden sie jedoch früh aus. Die Frauen konnten wiederum das Viertelfinale erreichen, scheiterten jedoch wie schon vor vier Jahren. Diesmal unterlag man Brasilien mit 0:3. 2012 in London qualifizierte sich nur die Frauenmannschaft für das olympische Turnier. Als Gruppendritte kamen sie ins Viertelfinale und besiegten dort China mit 3:2. Das Halbfinale gegen Brasilien ging mit 0:3 verloren, das Spiel um Bronze gegen Südkorea wurde mit 3:0 gewonnen.
Auch 2016 wurde Japan durch eine Frauenmannschaft vertreten. Als Gruppenvierte zog man ins Viertelfinale ein und unterlag dort den USA mit 0:3.
| Name                      | Spiele        | Disziplin     | Anmerkung                              |
| ------------------------- | ------------- | ------------- | -------------------------------------- |
| Frauen-Nationalmannschaft | 1964 Tokio    | Frauenturnier | erster Medaillengewinn und Olympiasieg |
| Männer-Nationalmannschaft | 1972 München  | Männerturnier |                                        |
| Frauen-Nationalmannschaft | 1976 Montreal | Frauenturnier |                                        |

| Name                      | Spiele            | Disziplin     | Anmerkung |
| ------------------------- | ----------------- | ------------- | --------- |
| Männer-Nationalmannschaft | 1968 Mexiko-Stadt | Männerturnier |           |
| Frauen-Nationalmannschaft | 1968 Mexiko-Stadt | Frauenturnier |           |
| Frauen-Nationalmannschaft | 1972 München      | Frauenturnier |           |

| Name                      | Spiele           | Disziplin     | Anmerkung |
| ------------------------- | ---------------- | ------------- | --------- |
| Männer-Nationalmannschaft | 1964 Tokio       | Männerturnier |           |
| Frauen-Nationalmannschaft | 1984 Los Angeles | Frauenturnier |           |
| Frauen-Nationalmannschaft | 2012 London      | Frauenturnier |           |

#### Wasserball
| Gelbes Symbol für Goldmedaillen mit stilisierten Olympischen Ringen | Graues Symbol für Silbermedaillen mit stilisierten Olympischen Ringen | Braundes Symbol für Bronzemedaillen mit stilisierten Olympischen Ringen |
| ------------------------------------------------------------------- | --------------------------------------------------------------------- | ----------------------------------------------------------------------- |
| —                                                                   | —                                                                     | —                                                                       |

Das erste olympische Wasserballturnier mit japanischer Beteiligung fand 1932 in Los Angeles statt. Von fünf Mannschaften wurde das japanische Team Vierter, da Brasilien disqualifiziert wurde. Gegen das Deutsche Reich kassierte das Team eine 0:17-Niederlage. 1936 schied Japan als Gruppenletzter nach der Vorrunde aus. Wieder spielte man gegen das Deutsche Reich, diesmal verlor man mit 1:13.
Erst 1960 war Japan wieder für ein olympisches Turnier qualifiziert. Wieder schied man nach der Vorrunde aus. Ein ähnliches Bild bot sich bei den heimischen Sommerspielen 1964. Wieder schied das Team nach der Vorrunde als Gruppenletzter aus. 1968 wurde man Fünfter in einer Achtergruppe. Drei Spiele konnten gewonnen werden, gegen die DDR verlor man 0:8. In der Platzierungsrunde belegte man Platz 12. 1972 wurden alle Vorrundenspiele verloren, als Letzter der Gruppe schied Japan aus.
Erst 1984 konnte man sich wieder qualifizieren. Wieder wurde man Gruppenletzter, u. a. nach einem 8:15 gegen die Bundesrepublik Deutschland, kam jedoch in eine Platzierungsgruppe. Gegen Brasilien (9:8) gelang der einzige Turniersieg, Japan wurde damit Elfter.

#### Wasserspringen
| Gelbes Symbol für Goldmedaillen mit stilisierten Olympischen Ringen | Graues Symbol für Silbermedaillen mit stilisierten Olympischen Ringen | Braundes Symbol für Bronzemedaillen mit stilisierten Olympischen Ringen |
| ------------------------------------------------------------------- | --------------------------------------------------------------------- | ----------------------------------------------------------------------- |
| —                                                                   | —                                                                     | —                                                                       |

Seit 1920 nehmen japanische Athleten im Wasserspringen teil. 1936 wurde Tsuneo Shibahara Vierter im Kunstspringen, Reiko Ōsawa wurde Vierte im Turmspringen. Erst 2000 in Sydney kam es wieder zu einer Topplatzierung, als Ken Terauchi vom Turm Fünfter wurde.

### Winterspiele

#### Biathlon
| Gelbes Symbol für Goldmedaillen mit stilisierten Olympischen Ringen | Graues Symbol für Silbermedaillen mit stilisierten Olympischen Ringen | Braundes Symbol für Bronzemedaillen mit stilisierten Olympischen Ringen |
| ------------------------------------------------------------------- | --------------------------------------------------------------------- | ----------------------------------------------------------------------- |
| —                                                                   | —                                                                     | —                                                                       |

Seit 1964 gehen japanische Biathleten an den Start. Die besten Platzierungen gelangen bei den heimischen Winterspielen 1998 in Nagano. Bei den Männern wurde Kyōji Suga Vierzehnter über 20 Kilometer. Bei den Frauen erreichte Ryōko Takahashi über 15 Kilometer als Sechste das Ziel.

#### Bobsport
| Gelbes Symbol für Goldmedaillen mit stilisierten Olympischen Ringen | Graues Symbol für Silbermedaillen mit stilisierten Olympischen Ringen | Braundes Symbol für Bronzemedaillen mit stilisierten Olympischen Ringen |
| ------------------------------------------------------------------- | --------------------------------------------------------------------- | ----------------------------------------------------------------------- |
| —                                                                   | —                                                                     | —                                                                       |

Bobfahrer aus Japan nahmen erstmals bei den heimischen Winterspielen 1972 in Sapporo teil. Hier gelang auch gleich die beste Platzierung eines japanischen Bobs mit Platz 12 im Viererbob.

#### Curling
| Gelbes Symbol für Goldmedaillen mit stilisierten Olympischen Ringen | Graues Symbol für Silbermedaillen mit stilisierten Olympischen Ringen | Braundes Symbol für Bronzemedaillen mit stilisierten Olympischen Ringen |
| ------------------------------------------------------------------- | --------------------------------------------------------------------- | ----------------------------------------------------------------------- |
| —                                                                   | —                                                                     | 1                                                                       |

In Nagano 1998 war Curling erstmals nach 1924 wieder olympische Sportart. Für Japan als Gastgeberland nahmen eine Männer- und eine Frauenmannschaft teil. Beide erreichten jeweils Platz 5. Die Männer verzeichneten drei Siege in sieben Vorrundenspielen. Dabei unterlag man der Schweiz mit 3:5, Deutschland wurde mit 7:5 geschlagen. Die Frauen schafften zwei Siege, u. a. ein 9:2 gegen Deutschland.
2002 war nur die Frauenmannschaft qualifiziert. Wieder gelangen zwei Siege, diesmal in neun Spielen. Gegen Deutschland verlor man 3:5, gegen die Schweiz 7:8. 2006 reichten auch vier Siege in neun Spielen nicht für die Halbfinalqualifikation. Gegen die Schweiz verlor man mit 5:11. 2010 gab es drei Siege in neun Spielen. Gegen Deutschland verlor man 6:7, gegen die Schweiz 4:10.
2014 schafften die Frauen wieder vier Siege in neun Spielen. Diesmal scheiterten sie nur knapp an der Halbfinalqualifikation. Gegen die Schweiz gewann das Team mit 9:7.
2018 in Pyeongchang gelang der erste Medaillengewinn. Die Frauenmannschaft qualifizierte sich für das Halbfinale trotz einer 4:8-Vorrundenniederlage gegen die Schweiz. Im Halbfinale unterlag man den Gastgebern aus Südkorea mit 7:8. Im Spiel um Bronze wurde das Vereinigte Königreich mit 5:3 besiegt und somit die Bronzemedaille gewonnen. Das Männerteam scheiterte in der Vorrunde, u. a. verlor man gegen die Schweiz mit 5:6.
| Name                          | Spiele           | Disziplin     | Anmerkung              |
| ----------------------------- | ---------------- | ------------- | ---------------------- |
| Nationalmannschaft der Frauen | 2018 Pyeongchang | Frauenturnier | erster Medaillengewinn |

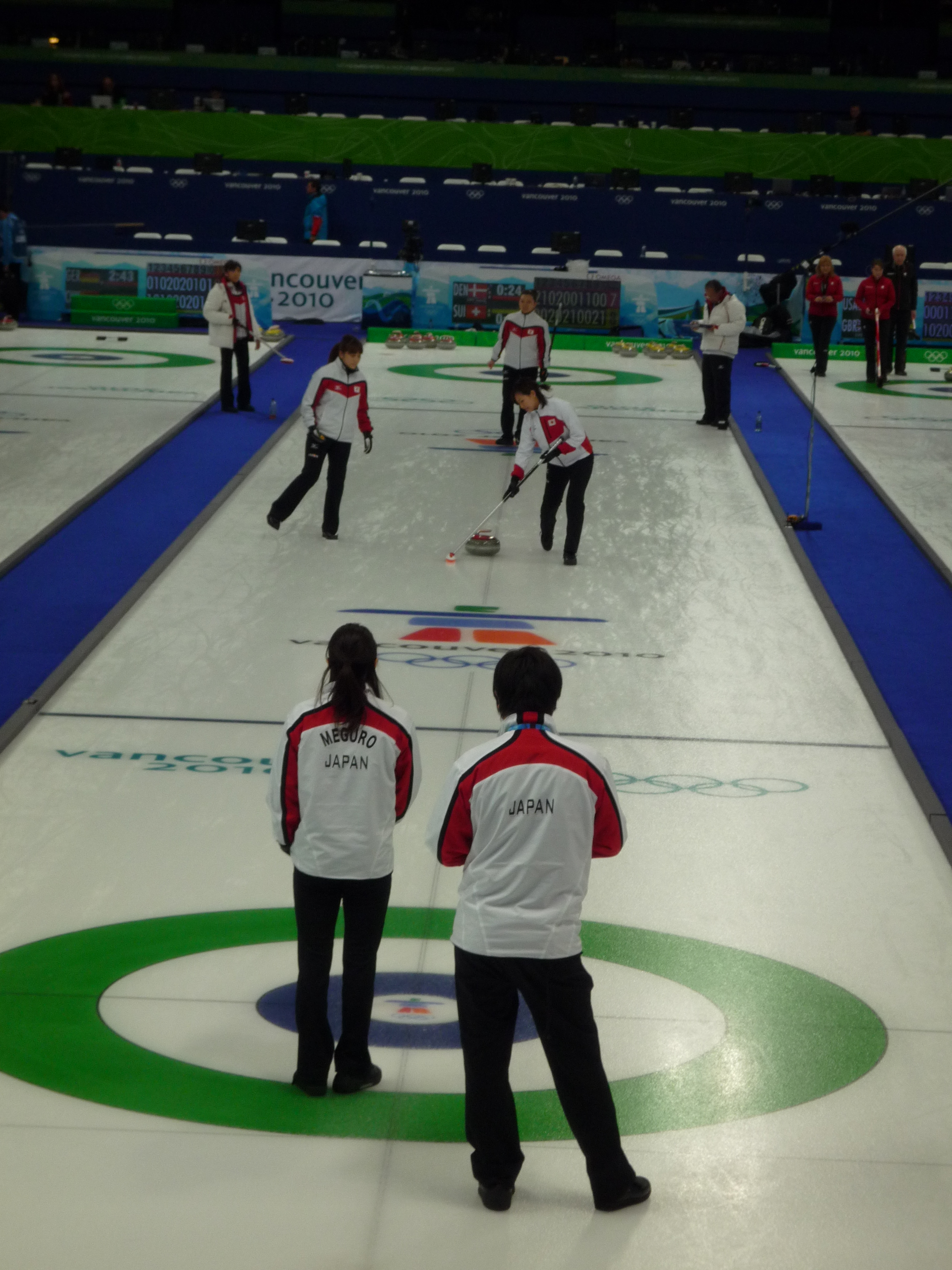
Die japanische Mannschaft 2010 beim Aufwärmen (vorne links Skip Moe Meguro)
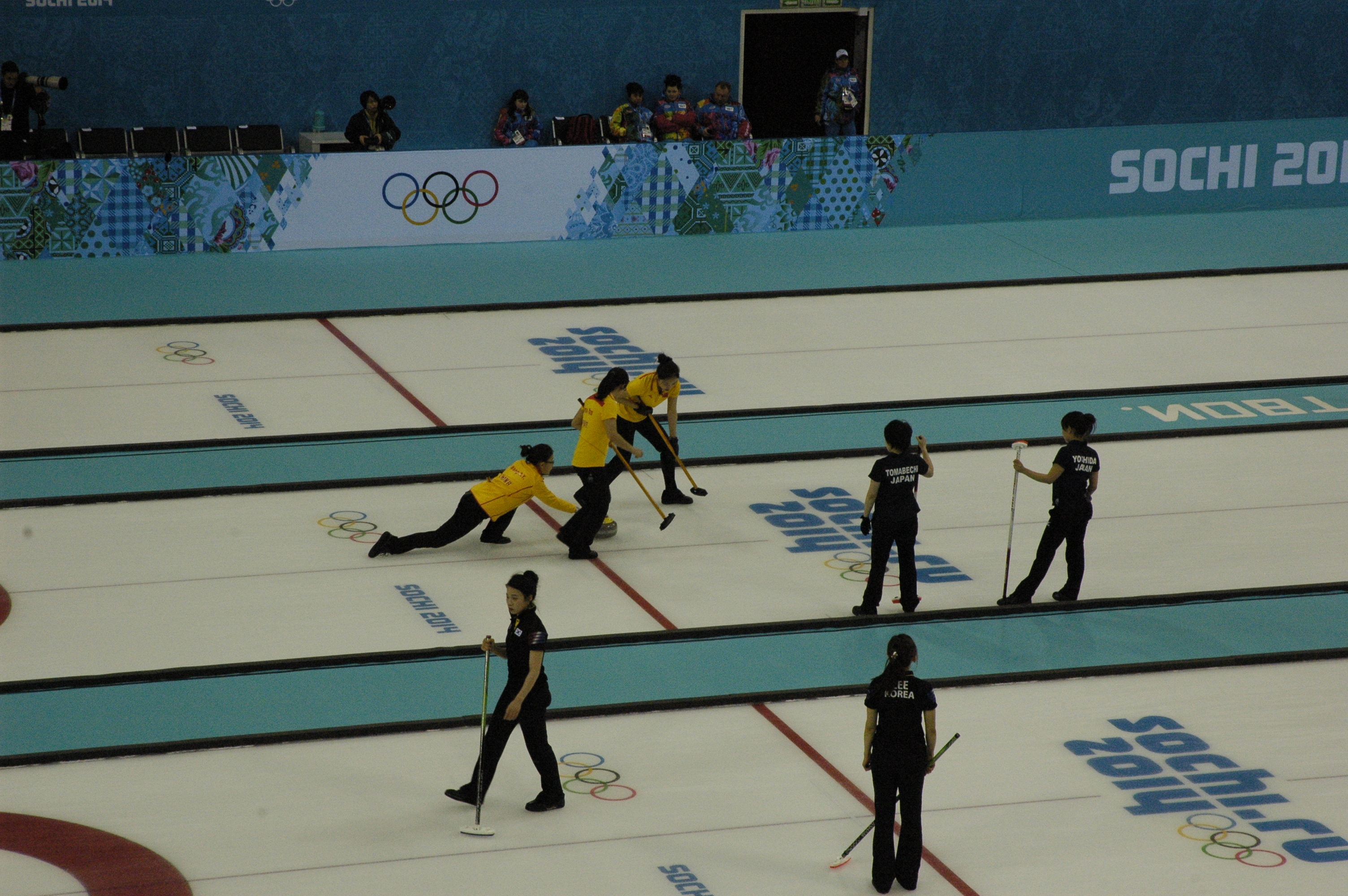
Szene von der elften Session 2016. Auf der hinteren Bahn die Partie Japan (schwarz) gegen China (gelb)

#### Eishockey
| Gelbes Symbol für Goldmedaillen mit stilisierten Olympischen Ringen | Graues Symbol für Silbermedaillen mit stilisierten Olympischen Ringen | Braundes Symbol für Bronzemedaillen mit stilisierten Olympischen Ringen |
| ------------------------------------------------------------------- | --------------------------------------------------------------------- | ----------------------------------------------------------------------- |
| —                                                                   | —                                                                     | —                                                                       |

Im olympischen Eishockey war Japan das erste Mal 1936 vertreten. Das Team schied ohne Punktgewinn nach der Vorrunde aus. Erst 1960 konnte sich wieder eine japanische Mannschaft qualifizieren. Auch hier blieb die Mannschaft in der Vorrunde ohne Punkte. In der Platzierungsrunde gelang im ersten Spiel gegen Finnland mit 6:6 das erste Unentschieden, und mit 11:3 gegen Australien dann der erste Sieg.
1964 verlor Japan in der Ausscheidungsrunde mit 2:17 gegen die Tschechoslowakei. In den Spielen der Platzierungsgruppe gelangen Japan vier Siege und ein Unentschieden (5:5 gegen Österreich). Im Endklassement lag man damit auf Platz 11. 1968 wurde Japan in der Platzierungsrunde gesetzt. In fünf Spielen gab es vier Siege für die Mannschaft, u. a. wurde Österreich mit 11:1 geschlagen. Im Endklassement lag Japan auf Platz 10.
Bei den heimischen Winterspielen 1972 in Sapporo unterlag Japan in der Ausscheidungsrunde der Tschechoslowakei mit 2:8. In der Platzierungsrunde gelangen in vier Spielen zwei Siege, darunter ein 7:6 über die Bundesrepublik Deutschland, und ein Unentschieden (3:3 gegen die Schweiz). Damit lag Japan auf Platz 9. Auch 1976 verlor man das Ausscheidungsspiel, diesmal mit 2:11 gegen Finnland. Drei Siege in fünf Spielen der Platzierungsrunde bedeutete erneut Platz 9. Gegen Österreich verlor Japan mit 2:3, die Schweiz wurde mit 6:4 geschlagen.
Beim Turnier von 1980 wurde die Vorrunde in zwei Gruppen ausgespielt. Japan gelang in fünf Spielen nur ein Unentschieden und 0:16 gegen die Sowjetunion die höchste Turnierniederlage. Im Endklassement lag Japan damit auf dem zwölften und letzten Platz.
Erst bei den heimischen Winterspielen von Nagano 1998 war Japan wieder im Eishockey vertreten, diesmal erstmals auch mit einer Frauenmannschaft. In der Vorrunde schafften die Männer nur ein Unentschieden in drei Spielen, gegen Deutschland verlor das Team mit 1:3. Im Spiel um Platz 13 konnte Österreich mit 4:3 nach Penaltyschießen besiegt werden. Die Frauen konnten keines ihrer fünf Vorrundenspiele gewinnen und schieden punktlos aus. Das Team unterlag dabei drei Mal zweistellig.
2014 gelang es der Frauenmannschaft sich wieder für ein olympisches Eishockeyturnier zu qualifizieren. Auch in Sotschi blieb die Mannschaft punktlos, gegen Deutschland verlor man mit 0:4. In der Platzierungsrunde verlor man das erste Spiel gegen Gastgeber Russland mit 3:6. Auch das Spiel um Platz 7, wieder gegen Deutschland, ging mit 2:3 verloren.
2018 hatte sich das Frauenteam erneut qualifiziert. In der Vorrunde belegte man Platz 3. Gegen die Schweiz gab es eine 1:3-Niederlage. In der Platzierungsrunde wurde Schweden mit 2:1 nach Verlängerung geschlagen. Das Spiel um Platz 5 ging wieder gegen die Schweiz und auch hier verloren die Japanerinnen wieder, diesmal mit 0:1.

#### Eiskunstlauf
| Gelbes Symbol für Goldmedaillen mit stilisierten Olympischen Ringen | Graues Symbol für Silbermedaillen mit stilisierten Olympischen Ringen | Braundes Symbol für Bronzemedaillen mit stilisierten Olympischen Ringen |
| ------------------------------------------------------------------- | --------------------------------------------------------------------- | ----------------------------------------------------------------------- |
| 3                                                                   | 3                                                                     | 1                                                                       |

Im Eiskunstlauf sind japanische Athleten seit 1932 dabei. Einen ersten Erfolg verzeichnete 1964 Miwa Fukuhara, die im Dameneinzel Fünfte wurde. Emi Watanabe erreichte 1980 im Einzel Platz 6.
Midori Itō wurde 1988 im Einzel Fünfte. 1992 gewann sie mit Silber die erste japanische Olympiamedaille im Eiskunstlauf. 1994 belegte Yuka Satō Platz 5. 2002 konnte Takeshi Honda bei den Männern Platz 4 erreichen, Fumie Suguri wurde Fünfte bei den Frauen. Shizuka Arakawa gelang dann 2006 der erste Olympiasieg Japans im Eiskunstlauf.
Mao Asada gewann 2010 Silber mit Miki Andō auf Platz 5, bei den Männern holte Daisuke Takahashi Bronze. 2014 lief Yuzuru Hanyū zum Olympiasieg bei den Männern, Asada wurde Sechste. Das Eiskunstlaufteam erreichte Platz 5. In Pyeongchang 2018 schafften die Männer einen Doppelsieg. Olympiasieger im Einzel wurde Titelverteidiger Yuzuru Hanyū, Silber gewann Shōma Uno. Bei den Frauen wurde Satoko Miyahara Vierte und Kaori Sakamoto Sechste.
| Name            | Spiele           | Disziplin | Anmerkung          |
| --------------- | ---------------- | --------- | ------------------ |
| Shizuka Arakawa | 2006 Turin       | Einzel    | erster Olympiasieg |
| Yuzuru Hanyū    | 2014 Sotschi     | Einzel    |                    |
| Yuzuru Hanyū    | 2018 Pyeongchang | Einzel    |                    |

| Name       | Spiele           | Disziplin | Anmerkung              |
| ---------- | ---------------- | --------- | ---------------------- |
| Midori Itō | 1992 Albertville | Einzel    | erster Medaillengewinn |
| Mao Asada  | 2010 Vancouver   | Einzel    |                        |
| Shōma Uno  | 2018 Pyeongchang | Einzel    |                        |

| Name              | Spiele         | Disziplin | Anmerkung |
| ----------------- | -------------- | --------- | --------- |
| Daisuke Takahashi | 2010 Vancouver | Einzel    |           |

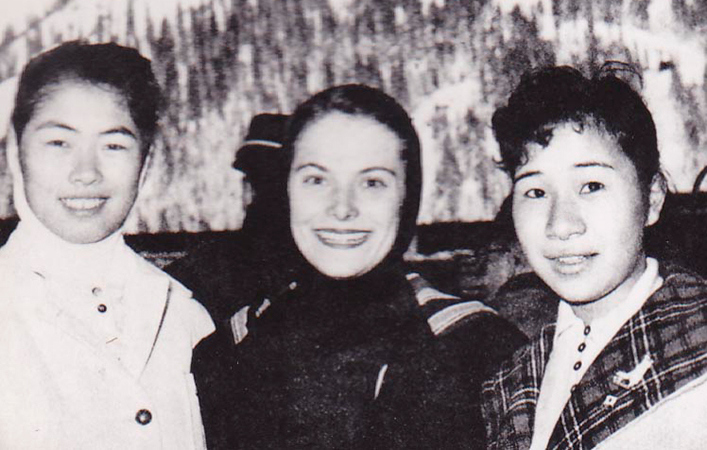
Junko Ueno (l.) und Miwa Fukuhara (r.) 1960
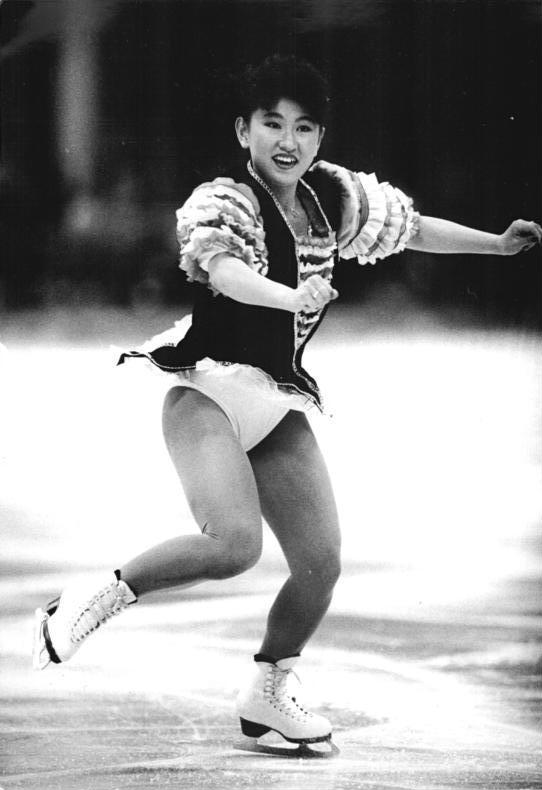
Midori Itō, Silber 1992
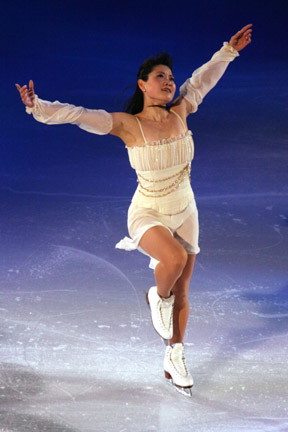
Yuka Satō im Jahr 2008
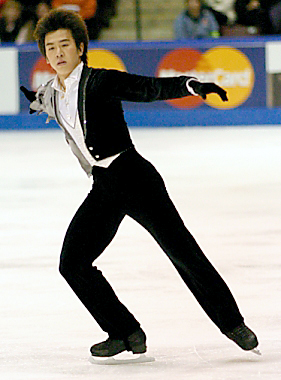
Takeshi Honda
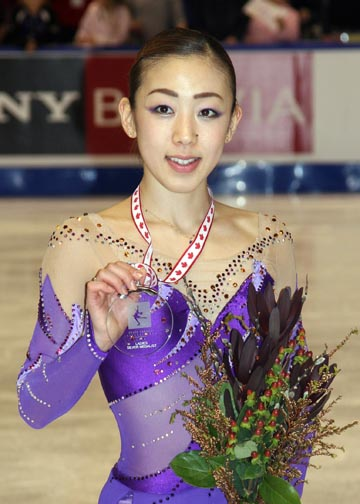
Fumie Suguri im Jahr 2008
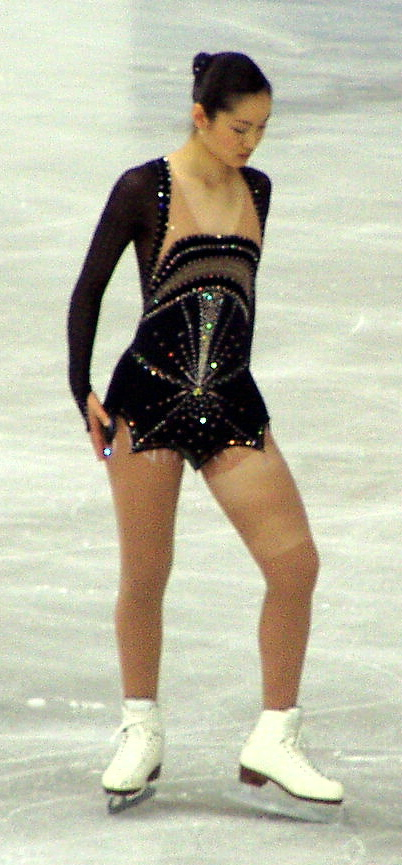
Shizuke Arakawa, Olympiasiegerin 2006
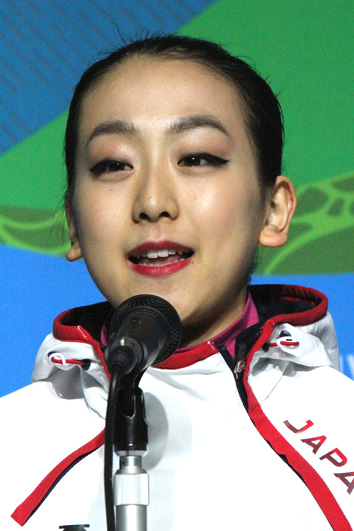
Mao Asada, Silber 2010
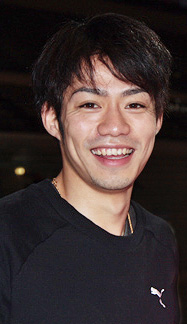
Daisuke Takahashi, Bronze 2010
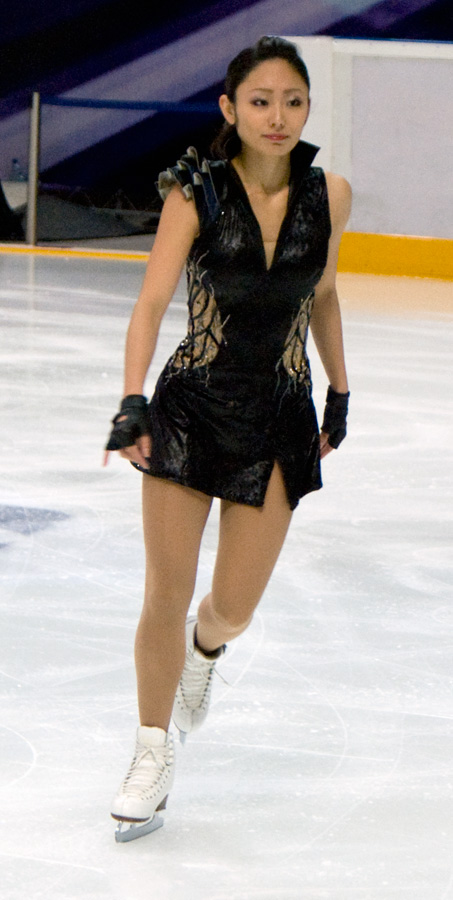
Miki Andō
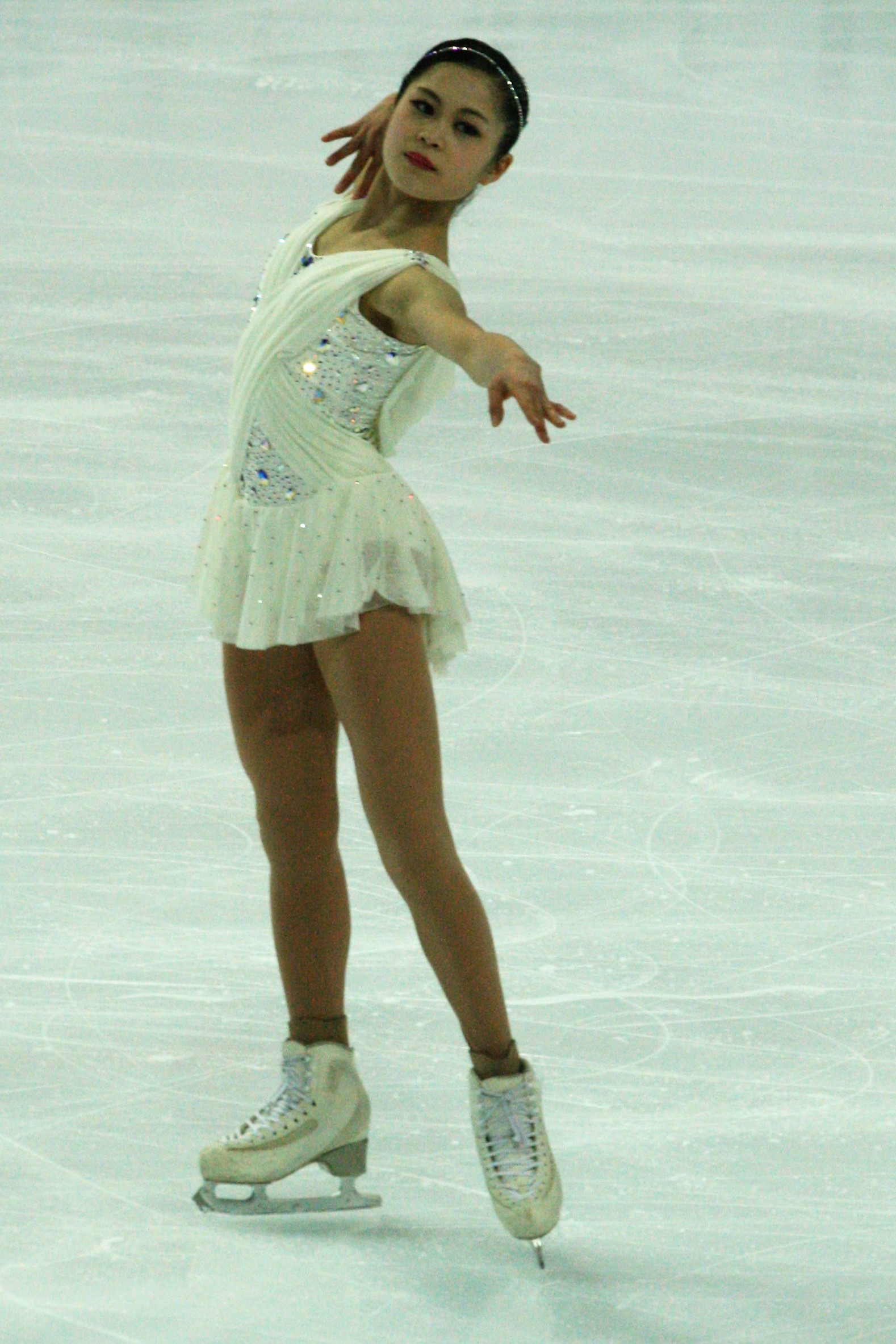
Satoko Miyahara

#### Eisschnelllauf
| Gelbes Symbol für Goldmedaillen mit stilisierten Olympischen Ringen | Graues Symbol für Silbermedaillen mit stilisierten Olympischen Ringen | Braundes Symbol für Bronzemedaillen mit stilisierten Olympischen Ringen |
| ------------------------------------------------------------------- | --------------------------------------------------------------------- | ----------------------------------------------------------------------- |
| 4                                                                   | 7                                                                     | 10                                                                      |

Der Eisschnelllauf gehört zu Japans stärksten Wintersportarten. Seit 1932 konnten hier 15 Medaillen gewonnen werden. 1936 belegte Shozo Ishihara über 500 Meter Platz 4. Kiyotaka Takabayashi erreichte 1952 auf dieser Distanz Platz 6. Kazuhiro Sugawara wurde Siebter über 10.000 Meter.
Japanische Frauen gingen in dieser Sportart erstmals 1960 an den Start. Sogleich wurde Hatsue Nagakubo Vierte über 3000 Meter und jeweils Fünfte über 500 und 1000 Meter. 1964 erreichte sie Platz 6 über 3000 Meter, während bei den Männern Keiichi Suzuki auf Platz 5 über 500 Meter lief. 1968 wurde er Achter.
Erst 1980 gelang wieder eine vordere Platzierung mit Platz 5 über 500 Meter der Frauen durch Makiko Nagaya. 1984 folgte der erste Medaillengewinn. Yoshihiro Kitazawa lief über 500 Meter zur Silbermedaille. 1988 gewann Akira Kuroiwa Bronze auf dieser Distanz. Toru Aoyanagi wurde Fünfter über 1500 Meter. Bei den Frauen erreichte Seiko Hashimoto Platz 5 über 500 und 1000 Meter, Platz 6 über 1500 und 5000 Meter sowie Platz 7 über 3000 Meter.
Vier Medaillen brachten japanische Eisschnellläufer 1992 nach Hause. Über 500 Meter gewannen Toshiyuki Kuroiwa Silber und Junichi Inoue Bronze, Yasunori Miyabe wurde Fünfter. Dessen Bruder Yukinori Miyabe gewann über 1000 Meter Bronze. Hinzu kam ein fünfter Platz von Kazuhiro Satō über 10.000 Meter. Seiko Hashimoto gewann Bronze über 1500 Meter. Über 1000 Meter belegte sie Platz 5.
Zwei Bronzemedaillen durch Manabu Horii über 500 Meter bei den Männern und durch Hiromi Yamamoto über 5000 Meter bei den Frauen waren die Ausbeute der Winterspiele von 1994. Hiroyasu Shimizu wurde Fünfter über 500 Meter, Toshihiko Itokawa Sechster über 5000 Meter. Seiko Hashimoto wurde Sechste über 3000 Meter, Shiho Kusunose über 1000 Meter.
1998 bei den heimischen Winterspielen in Nagano wurde Hiroyasu Shimizu zum ersten und bislang einzigen Eisschnelllaufolympiasieger Japans. Er gewann die Goldmedaille über 500 Meter, über 1000 Meter lief er zur Bronzemedaille. Eine weitere Bronzemedaille gewann Tomomi Okazaki über 500 Meter der Frauen. Kyoko Shimazaki wurde hier Fünfte.
Mit der Silbermedaille über 500 Meter 2002 hatte Hiroyasu Shimizu einen kompletten Medaillensatz gewonnen. Keiji Shirahata wurde Vierter über 10.000 Meter. Tomomi Okazaki erreichte über 500 Meter Platz 6. Ebenfalls Sechste wurde Maki Tabata über 3000 Meter. Die Spiele von 2006 verliefen hingegen ohne Medaillengewinn. Bei den Männern wurde Yūya Oikawa Vierter über 500 Meter, sein Teamkamerad Jōji Katō wurde Sechster. Ebenfalls Platz 4 erreichte bei den Frauen Tomomi Okazaki über 500 Meter. In der Mannschaftsverfolgung belegte das Frauenteam ebenso Platz 4.
2010 gewann Keiichirō Nagashima Silber über 500 Meter vor seinem Mannschaftskollegen Jōji Katō auf Platz 3. Das Frauenteam gewann in der Mannschaftsverfolgung Silber. Nao Kodaira wurde jeweils Fünfte über 1000 und 1500 Meter. Auch Sayuri Yoshii erreichte über 500 Meter Platz 5. Über 3000 Meter wurde Masako Hozumi Sechste.
Ohne Medaille kehrten die japanischen Eisschnellläufer von den Winterspiele 2014 zurück. Jōji Katō wurde über 500 Meter Fünfter vor Keiichirō Nagashima. Bei den Frauen wurde Noa Kodaira Fünfte über 500 Meter. In der Mannschaftsverfolgung belegte das Frauenteam Platz 4.
2018 in Pyeongchang waren die Eisschnellläufer, insbesondere die Frauen, besonders erfolgreich. Nao Kodaira wurde Olympiasiegerin über 500 Meter und gewann Silber über 1000 Meter. Auch Miho Takagi gewann zwei Einzelmedaillen. Über 1500 Meter gewann sie Silber, über 1000 Meter Bronze. Über 3000 Meter gelang ihr ein fünfter Platz. Ihre Schwester Nana Takagi sicherte sich den Olympiasieg im Massenstart. Beide waren Mitglieder in der Verfolgungsmannschaft, die zum Olympiasieg fuhr. Bei den Männern erzielte Takuro Oda zwei fünfte Plätze über 1000 und 1500 Meter. Daichi Yamanaka wurde über 500 Meter ebenfalls Fünfter.
| Name                                             | Spiele           | Disziplin             | Anmerkung          |
| ------------------------------------------------ | ---------------- | --------------------- | ------------------ |
| Hiroyasu Shimizu                                 | 1998 Nagano      | 500 Meter             | erster Olympiasieg |
| Nao Kodaira                                      | 2018 Pyeongchang | 500 Meter             |                    |
| Nana Takagi                                      | 2018 Pyeongchang | Massenstart           |                    |
| Miho Takagi Ayaka Kikuchi Ayano Satō Nana Takagi | 2018 Pyeongchang | Mannschaftsverfolgung |                    |

| Name                                  | Spiele              | Disziplin      | Anmerkung              |
| ------------------------------------- | ------------------- | -------------- | ---------------------- |
| Yoshihiro Kitazawa                    | 1984 Sarajewo       | 500 Meter      | erster Medaillengewinn |
| Toshiyuki Kuroiwa                     | 1992 Albertville    | 500 Meter      |                        |
| Hiroyasu Shimizu                      | 2002 Salt Lake City | 500 Meter      |                        |
| Keiichirō Nagashima                   | 2010 Vancouver      | 500 Meter      |                        |
| Masako Hozumi Nao Kodaira Maki Tabata | 2010 Vancouver      | Teamverfolgung |                        |
| Nao Kodaira                           | 2018 Pyeongchang    | 1000 Meter     |                        |
| Miho Takagi                           | 2018 Pyeongchang    | 1500 Meter     |                        |

| Name             | Spiele           | Disziplin  | Anmerkung |
| ---------------- | ---------------- | ---------- | --------- |
| Akira Kuroiwa    | 1988 Calgary     | 500 Meter  |           |
| Jinichi Inoue    | 1992 Albertville | 500 Meter  |           |
| Yukinori Miyabe  | 1992 Albertville | 1000 Meter |           |
| Seiko Hashimoto  | 1992 Albertville | 1500 Meter |           |
| Manabu Horii     | 1994 Lillehammer | 500 Meter  |           |
| Hiromi Yamamoto  | 1994 Lillehammer | 5000 Meter |           |
| Hiroyasu Shimizu | 1998 Nagano      | 1000 Meter |           |
| Tomomi Okazaki   | 1998 Nagano      | 500 Meter  |           |
| Jōji Katō        | 2010 Vancouver   | 500 Meter  |           |
| Miho Takagi      | 2018 Pyeongchang | 1000 Meter |           |

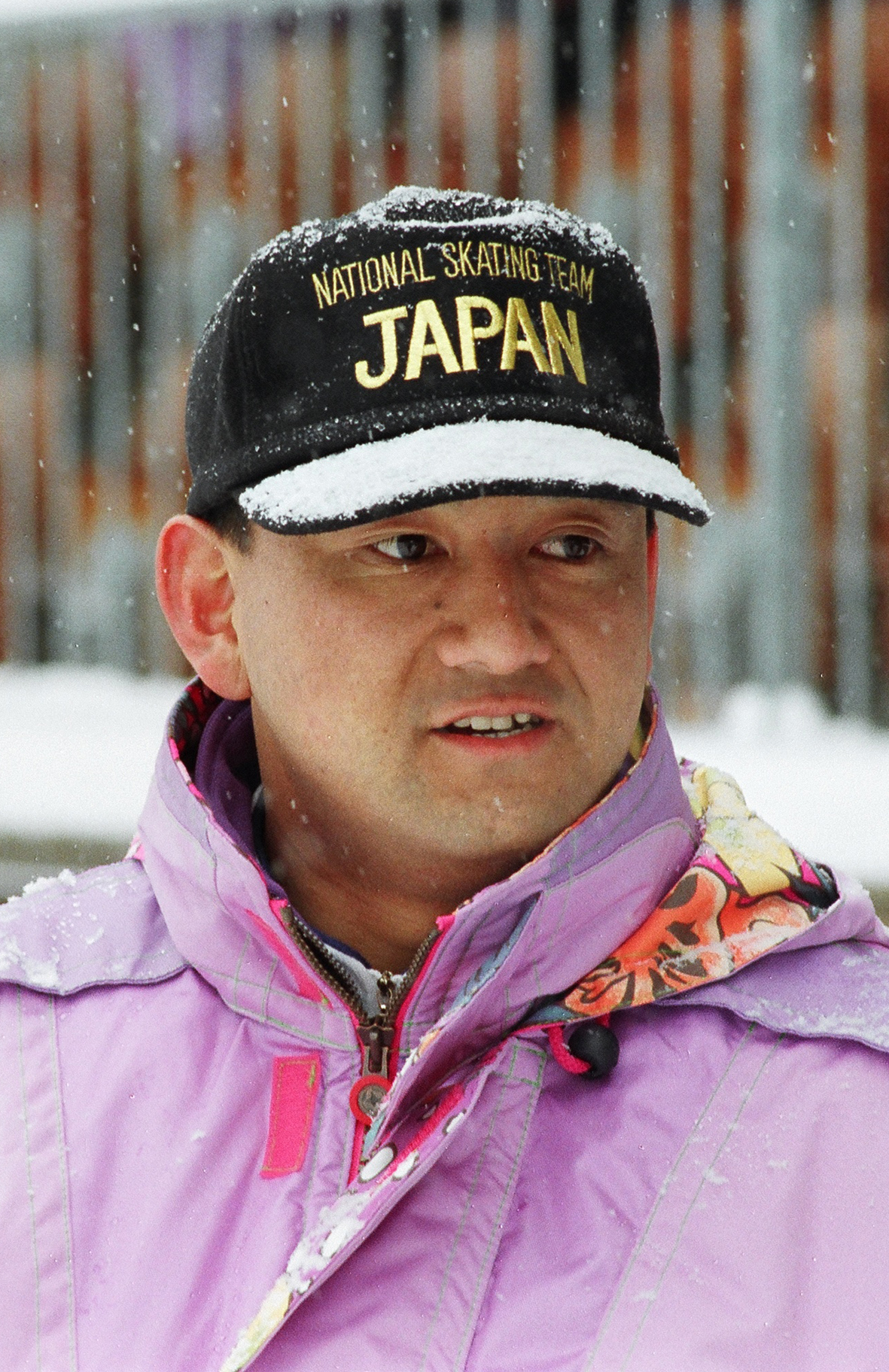
Akira Kuroiwa, Bronze 1988, als Trainer
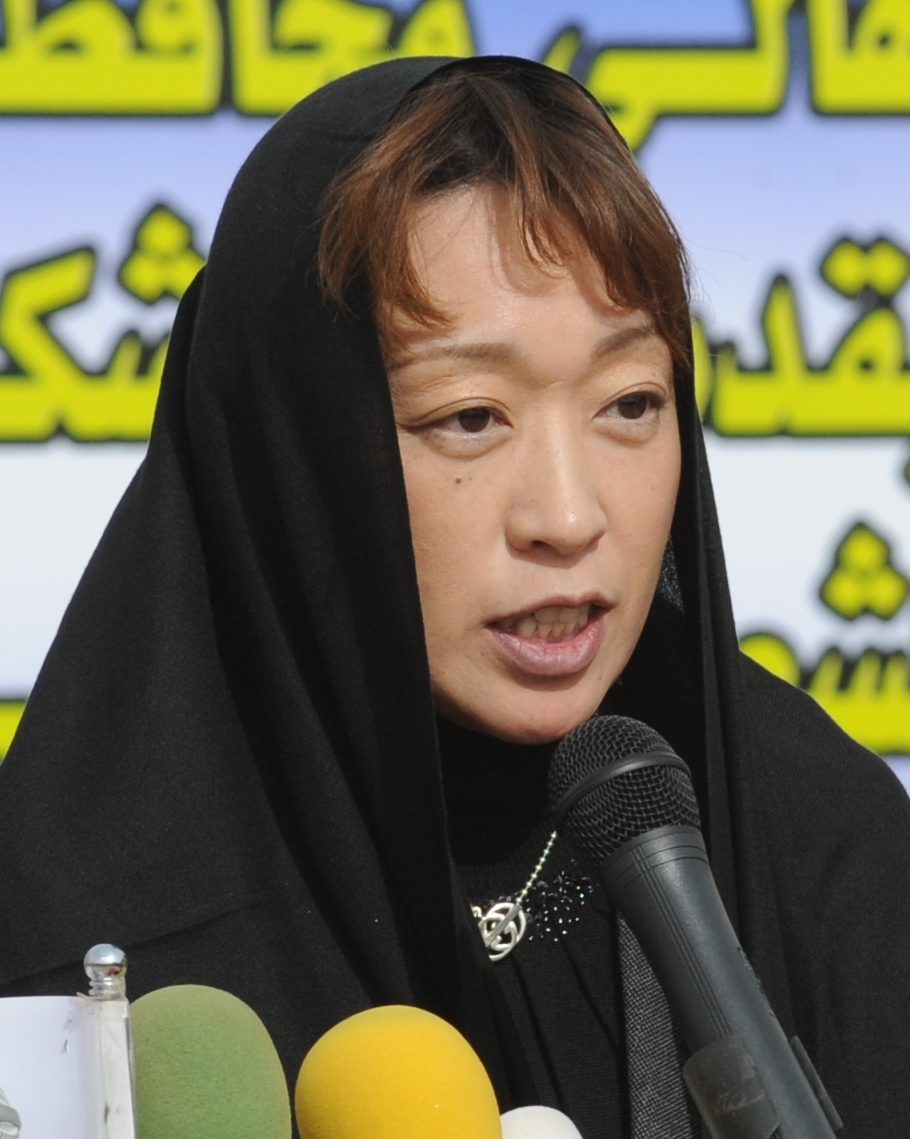
Seiko Hashimoto, Bronze 1992 im Jahr 2008
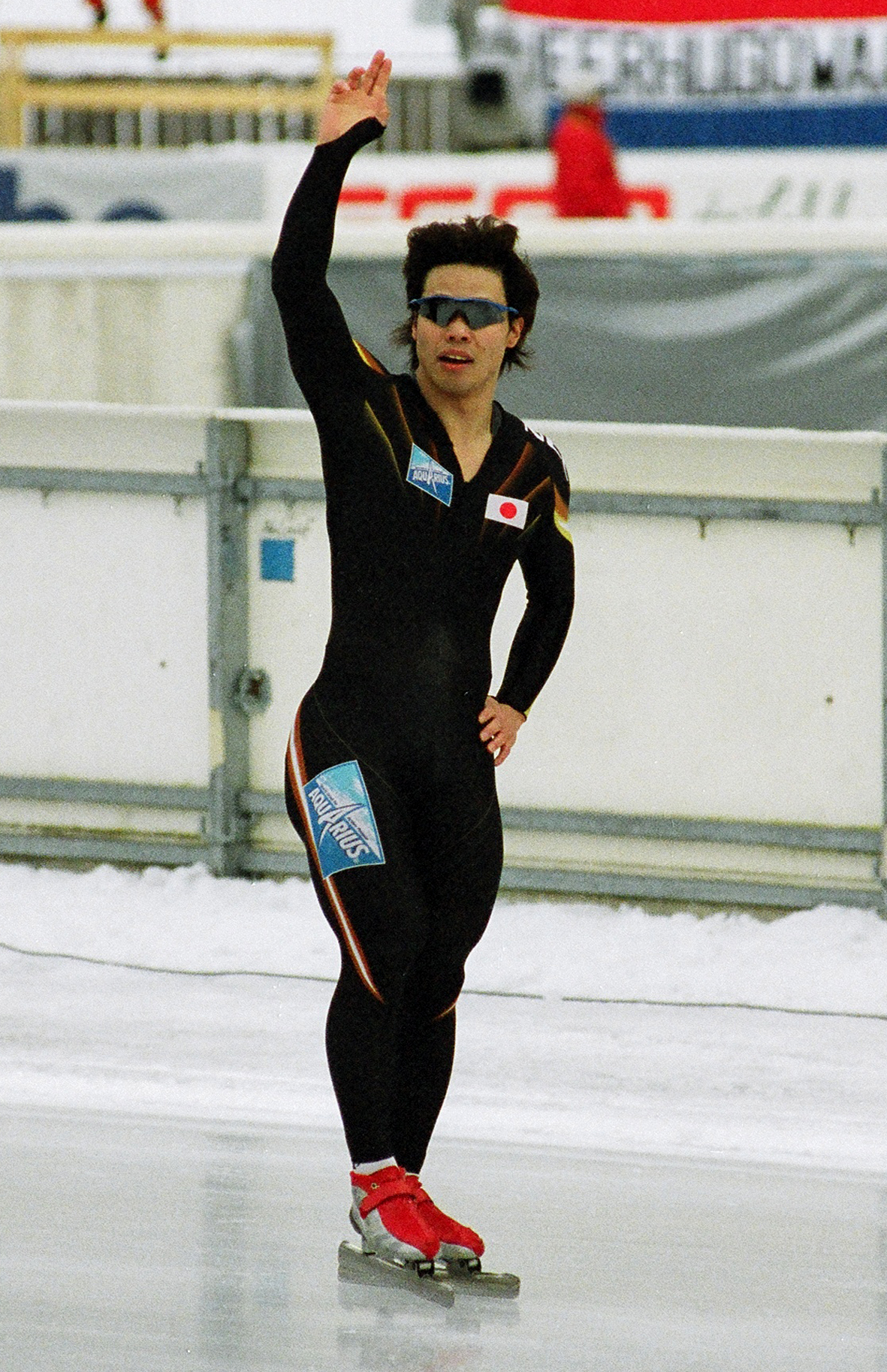
Hiroyasu Shimizu, Gold und Bronze 1998, Silber 2002
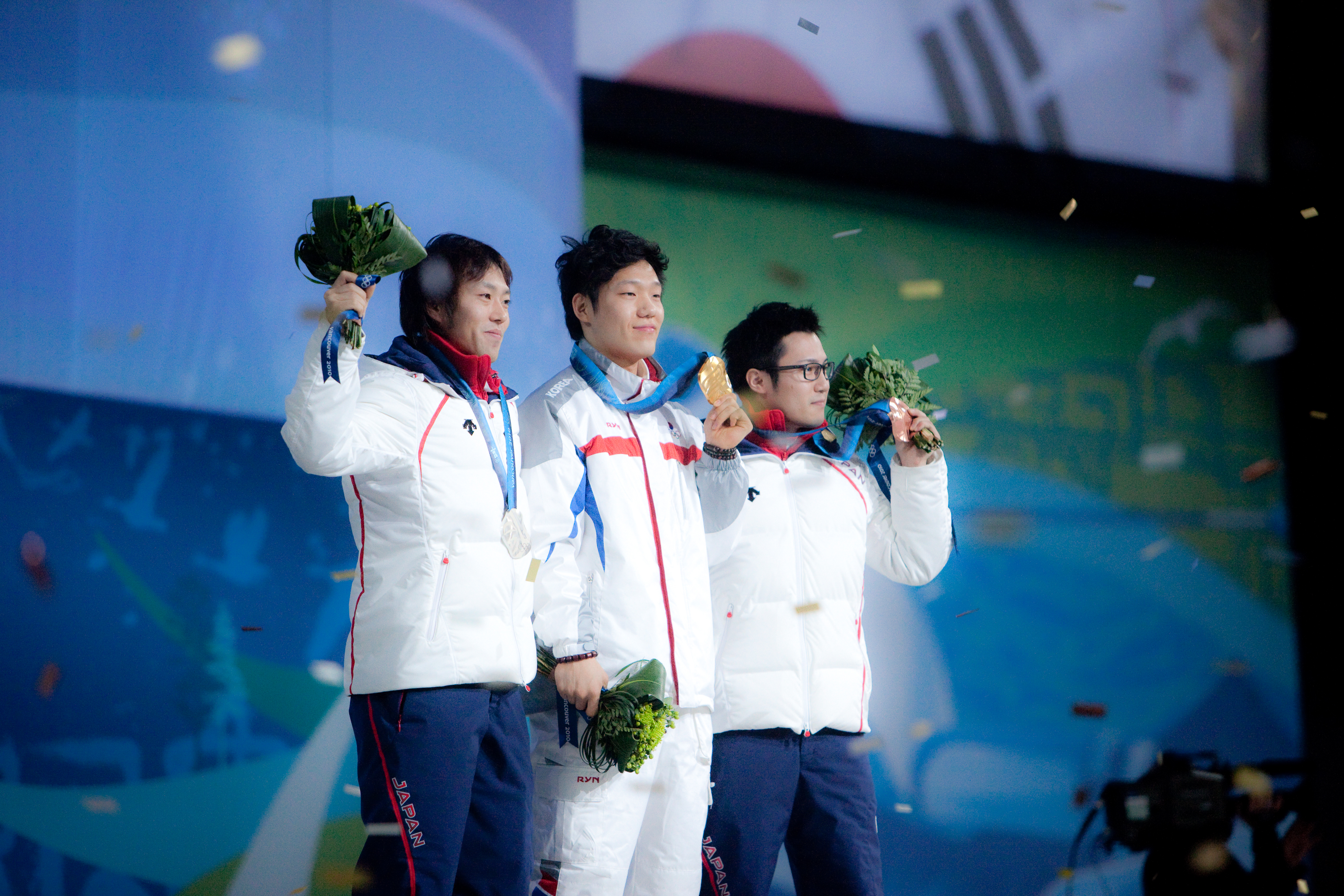
Siegerehrung 2010: links mit Silber Keiichirō Nagashima, rechts mit Bronze Jōji Katō

#### Freestyle Ski
| Gelbes Symbol für Goldmedaillen mit stilisierten Olympischen Ringen | Graues Symbol für Silbermedaillen mit stilisierten Olympischen Ringen | Braundes Symbol für Bronzemedaillen mit stilisierten Olympischen Ringen |
| ------------------------------------------------------------------- | --------------------------------------------------------------------- | ----------------------------------------------------------------------- |
| 1                                                                   | —                                                                     | 3                                                                       |

Der erste japanische Freestyle-Skifahrer gingen 1992 in Albertville an den Start. 1998 erfolgte der erste Medaillengewinn, gleichzeitig erster Olympiasieg, im Freestyle. Tae Satoya wurde auf der Buckelpiste Olympiasiegerin und war damit die erste Frau Japans, die bei Winterspielen eine Goldmedaille gewinnen konnte. 2002 in Salt Lake City gewann sie Bronze. 2006 in Turin erreichte Aiko Uemura Platz 5 auf der Buckelpiste. 2010 verbesserte sie sich auf Platz 4. Bei den Männern belegte Shō Endō Platz 7, ebenfalls auf der Buckelpiste. Uemura nahm 2014 in Sotschi zum fünften Mal an Olympischen Winterspielen teil. Wieder wurde sie Vierte. In der Halfpipe gewann Ayana Onozuka Bronze. 2018 in Pyeongchang gewann Daichi Hara Bronze auf der Buckelpiste. Ayana Onozuka wurde in der Halfpipe diesmal Fünfte.
| Name       | Spiele      | Disziplin   | Anmerkung                              |
| ---------- | ----------- | ----------- | -------------------------------------- |
| Tae Satoya | 1998 Nagano | Buckelpiste | erster Medaillengewinn und Olympiasieg |

| Name          | Spiele              | Disziplin   | Anmerkung |
| ------------- | ------------------- | ----------- | --------- |
| Tae Satoya    | 2002 Salt Lake City | Buckelpiste |           |
| Ayana Onozuka | 2014 Sotschi        | Halfpipe    |           |
| Daichi Hara   | 2018 Pyeongchang    | Buckelpiste |           |

#### Nordische Kombination
| Gelbes Symbol für Goldmedaillen mit stilisierten Olympischen Ringen | Graues Symbol für Silbermedaillen mit stilisierten Olympischen Ringen | Braundes Symbol für Bronzemedaillen mit stilisierten Olympischen Ringen |
| ------------------------------------------------------------------- | --------------------------------------------------------------------- | ----------------------------------------------------------------------- |
| 2                                                                   | 3                                                                     | —                                                                       |

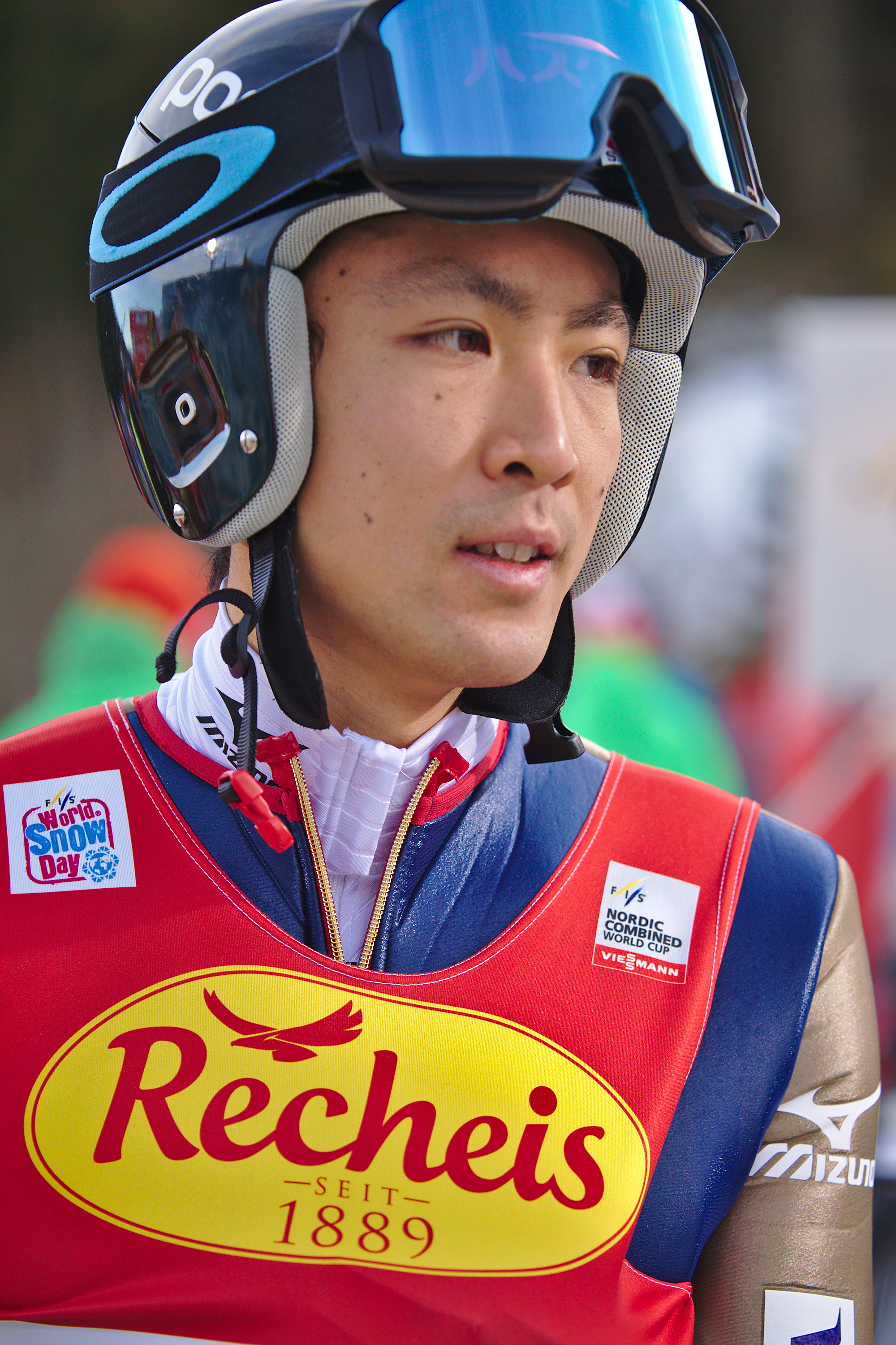
Akito Watabe, Silber 2014

Japanische Kombinierer gehen seit 1928 an den Start. Der erste Erfolg stellte sich erst 1972 bei den heimischen Winterspielen von Sapporo ein. Hier belegte Yūji Katsuro Platz 5. 1992 wurde die erste Medaille, gleich ein Olympiasieg, durch die Mannschaft erzielt. 1994 konnte die Mannschaft ihren Olympiasieg verteidigen. Im Einzelwettbewerb gewann Takanori Kono die Silbermedaille, Kenji Ogiwara wurde Vierter.
1998 wurde die Mannschaft Fünfte. Kenji Ogiwara belegte im Einzel Platz 4, sein Zwillingsbruder Tsugiharu Ogiwara Platz 6. Im Sprint wurde Daito Takahashi 2002 Sechster. 2010 belegte Norihito Kobayashi im Einzel mit Springen von der Normalschanze Platz 7. 2014 gewann Akito Watabe Silber in dieser Kombinationsdisziplin. Im Einzel mit Springen von der Großschanze wurde er Sechster. Die Mannschaft belegte Platz 5.
Auch 2018 in Pyeongchang gewann Akito Watabe Silber mit dem Springen von der Normalschanze. In der Wertung mit der Großschanze wurde er Fünfter. Die Staffel belegte zum Abschluss Platz 4.
| Name                                       | Spiele           | Disziplin  | Anmerkung                              |
| ------------------------------------------ | ---------------- | ---------- | -------------------------------------- |
| Reiichi Mikata Takanori Kono Kenji Ogiwara | 1992 Albertville | Mannschaft | erster Medaillengewinn und Olympiasieg |
| Takanori Kono Kenji Ogiwara Masashi Abe    | 1994 Lillehammer | Mannschaft |                                        |

| Name          | Spiele           | Disziplin              | Anmerkung |
| ------------- | ---------------- | ---------------------- | --------- |
| Takanori Kono | 1994 Lillehammer | Einzel                 |           |
| Akito Watabe  | 2014 Sotschi     | Einzel (Normalschanze) |           |
| Akito Watabe  | 2018 Pyeongchang | Einzel (Normalschanze) |           |

#### Rodeln
| Gelbes Symbol für Goldmedaillen mit stilisierten Olympischen Ringen | Graues Symbol für Silbermedaillen mit stilisierten Olympischen Ringen | Braundes Symbol für Bronzemedaillen mit stilisierten Olympischen Ringen |
| ------------------------------------------------------------------- | --------------------------------------------------------------------- | ----------------------------------------------------------------------- |
| —                                                                   | —                                                                     | —                                                                       |

Rodler aus Japan nahmen erstmals bei den heimischen Winterspielen 1972 in Sapporo teil. Hier gelang mit Platz 4 im Doppelsitzer mit Satoru Arai und Masatoshi Kobayashi die beste Platzierung. Bei den Frauen erreichte Yuko Ōtaka Platz 5.

#### Short Track
| Gelbes Symbol für Goldmedaillen mit stilisierten Olympischen Ringen | Graues Symbol für Silbermedaillen mit stilisierten Olympischen Ringen | Braundes Symbol für Bronzemedaillen mit stilisierten Olympischen Ringen |
| ------------------------------------------------------------------- | --------------------------------------------------------------------- | ----------------------------------------------------------------------- |
| 1                                                                   | —                                                                     | 2                                                                       |

Seit 1992 Short Track ist Short Track olympische Sportart. Japanische Athleten nehmen seit der ersten Austragung teil. Bei der Premiere konnte die japanische Männerstaffel die Bronzemedaille gewinnen. Die Frauenstaffel wurde Vierte. 1994 in Lillehammer belegte die Männerstaffel Platz 5. Über 1000 Meter der Männer erreichte Satoru Terao Platz 4.
Gleich zwei Medaillen wurden bei den heimischen Winterspielen 1998 in Nagano gewonnen. Über 500 Meter wurde Takafumi Nishitani erster japanischer Olympiasieger im Short Track. Hitoshi Uematsu gewann Bronze. Naoya Tamura belegte über 1000 Meter Platz 5, diese Platzierung erreichte auch die Männerstaffel. Die Frauenstaffel hingegen kam auf Platz 4 ins Ziel. Ikue Teshigawara wurde Fünfte über 1000 Meter und Sechste über 500 Meter.
2002 in Salt Lake City wurde Satoru Terao Fünfter über 500 Meter. Die Staffeln erreichten die gleichen Platzierungen wie vier Jahre zuvor. Die Männer wurden Fünfte, die Frauen Vierte. 2006 in Turin kam Terao über 500 Meter als Sechster ins Ziel. 2014 in Sotschi belegte die Frauenstaffel Platz 5. In Pyeongchang 2018 belegte Ryosuke Sakazume Platz 5 über 1000 Meter.
| Name               | Spiele      | Disziplin | Anmerkung          |
| ------------------ | ----------- | --------- | ------------------ |
| Takafumi Nishitani | 1998 Nagano | 500 Meter | erster Olympiasieg |

| Name                                                                | Spiele           | Disziplin     | Anmerkung              |
| ------------------------------------------------------------------- | ---------------- | ------------- | ---------------------- |
| Yūichi Akasaka Tatsuyoshi Ishihara Toshinobu Kawai Tsutomu Kawasaki | 1992 Albertville | Männerstaffel | erster Medaillengewinn |
| Hitoshi Ueamatsu                                                    | 1998 Nagano      | 500 Meter     |                        |

#### Skeleton
| Gelbes Symbol für Goldmedaillen mit stilisierten Olympischen Ringen | Graues Symbol für Silbermedaillen mit stilisierten Olympischen Ringen | Braundes Symbol für Bronzemedaillen mit stilisierten Olympischen Ringen |
| ------------------------------------------------------------------- | --------------------------------------------------------------------- | ----------------------------------------------------------------------- |
| —                                                                   | —                                                                     | —                                                                       |

Im Skeleton gaben japanische Athleten 2018 ihr Olympiadebüt. Die zwei Männer und die Frau blieben erfolglos.

#### Ski Alpin
| Gelbes Symbol für Goldmedaillen mit stilisierten Olympischen Ringen | Graues Symbol für Silbermedaillen mit stilisierten Olympischen Ringen | Braundes Symbol für Bronzemedaillen mit stilisierten Olympischen Ringen |
| ------------------------------------------------------------------- | --------------------------------------------------------------------- | ----------------------------------------------------------------------- |
| —                                                                   | 1                                                                     | —                                                                       |

Seit 1936 nehmen Japaner im alpinen Skisport teil. 1956 gewann Chiharu Igaya Silber im Slalom. Er war damit der erste Japaner mit einer olympischen Medaille bei Winterspielen.
36 Jahre sollten vergehen, bis wieder ein Japaner eine Top-10-Platzierung erreichte. 1992 in Albertville wurde Takuya Ishioka Neunter der alpinen Kombination. 2006 in Turin erreichten im Slalom der Männer Kentarō Minagawa Platz 4 und Naoki Yuasa Platz 7.
| Name          | Spiele                 | Disziplin | Anmerkung                                                 |
| ------------- | ---------------------- | --------- | --------------------------------------------------------- |
| Chiharu Igaya | 1956 Cortina d’Ampezzo | Slalom    | erster Medaillengewinn Japans überhaupt bei Winterspielen |

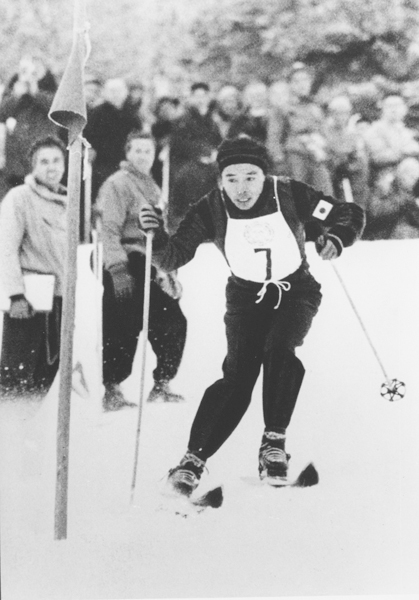
Chiharu Igaya, Silber 1956

#### Skilanglauf
| Gelbes Symbol für Goldmedaillen mit stilisierten Olympischen Ringen | Graues Symbol für Silbermedaillen mit stilisierten Olympischen Ringen | Braundes Symbol für Bronzemedaillen mit stilisierten Olympischen Ringen |
| ------------------------------------------------------------------- | --------------------------------------------------------------------- | ----------------------------------------------------------------------- |
| —                                                                   | —                                                                     | —                                                                       |

Japanische Skilangläufer gehen seit 1928 an den Start. Die besten Ergebnisse erzielten bei den Männern 2002 Hiroyuki Imai mit einem sechsten Platz über 30 Kilometer und bei den Frauen Masako Ishida, die 2010 Fünfte über 30 Kilometer wurde.

#### Skispringen
| Gelbes Symbol für Goldmedaillen mit stilisierten Olympischen Ringen | Graues Symbol für Silbermedaillen mit stilisierten Olympischen Ringen | Braundes Symbol für Bronzemedaillen mit stilisierten Olympischen Ringen |
| ------------------------------------------------------------------- | --------------------------------------------------------------------- | ----------------------------------------------------------------------- |
| 3                                                                   | 5                                                                     | 4                                                                       |

Skispringen ist Japans stärkster Wintersportart gemessen an der Anzahl der Olympiasiege. Drei Olympiasiege konnte Japan seit 1928 feiern. 1932 wurde Goro Adachi Achter von der Normalschanze. Masaji Iguro wurde 1936 Siebter. Auch er sprang von der Normalschanze.
1972 bei den heimischen Winterspielen in Sapporo gingen alle Medaillen im Springen von der Normalschanze an japanische Athleten. Yukio Kasaya wurde dabei erster japanischer Olympiasieger bei Winterspielen. Silber gewann Akitsugu Konno, Bronze Seiji Aochi. Kasaya sprang von der Großschanze auf Platz 7. 1980 gewann Hirokazu Yagi Silber von der Normalschanze. Er war punktgleich mit Manfred Deckert aus der DDR, der ebenfalls eine Silbermedaille bekam. Vierter wurde Masahiro Akimoto.
1992 wurde Masahiko Harada Vierter von der Großschanze. Auch die Mannschaft belegte Platz 4. 1994 gewann die Mannschaft dann Silber. Auf der Normalschanze belegte Noriaki Kasai Platz 5 vor Jin’ya Nishikata auf Platz 8 und Takanobu Okabe auf Platz 9. Okabe wurde Vierter auf der Großschanze, Nishikata Achter.
Bei den heimischen Winterspielen 1998 in Nagano wurde die Mannschaft Olympiasieger. Kazuyoshi Funaki wurde Olympiasieger von der Großschanze, Masahiko Harada gewann Bronze, Takanobu Okabe belegte Platz 6. Vier Springer kamen auf der Normalschanze unter die ersten Zehn. Funaki gewann Silber, Harada wurde Fünfter, Noriaki Kasai Siebter und Hiroya Saitō Neunter.
2002 wurde Funaki Siebter auf der Großschanze und Neunter auf der Normalschanze. Die Mannschaft belegte Platz 5. 2010 in Vancouver war Noriaki Kasai das sechste Mal bei Winterspielen dabei. Von der Großschanze flog er auf Platz 8. Die Mannschaft wurde Fünfte. Bei seiner siebten Teilnahme 2014 in Sotschi konnte Kasai im Alter von 41 Jahren zwei Medaillen gewinnen. Auf der Großschanze gewann er die Silbermedaille, mit der Mannschaft Bronze. Auf der Normalschanze wurde er zudem Achter. Daiki Itō sprang auf der Großschanze auf Platz 9. Bei den Frauen wurde Sara Takanashi Vierte, Yūki Itō Siebte.
2018 in Pyeongchang gewann Takanashi dann Bronze, Ito wurde Neunte. Bei den Männern erreichte Ryōyū Kobayashi Platz 7 auf der Normalschanze. Im Mannschaftswettkampf wurden die Japaner Sechste.
| Name                                                         | Spiele       | Disziplin            | Anmerkung                                                                     |
| ------------------------------------------------------------ | ------------ | -------------------- | ----------------------------------------------------------------------------- |
| Yukio Kasaya                                                 | 1972 Sapporo | Einzel Normalschanze | erster Medaillengewinn, erster Olympiasieg Japans überhaupt bei Winterspielen |
| Kazuyoshi Funaki                                             | 1998 Nagano  | Großschanze          |                                                                               |
| Takanobu Okabe Hiroya Saitō Masahiko Harada Kazuyoshi Funaki | 1998 Nagano  | Mannschaft           |                                                                               |

| Name                                                          | Spiele           | Disziplin            | Anmerkung |
| ------------------------------------------------------------- | ---------------- | -------------------- | --------- |
| Akitsugu Konno                                                | 1972 Sapporo     | Einzel Normalschanze |           |
| Hirokazu Yagi                                                 | 1980 Lake Placid | Einzel Normalschanze |           |
| Takanobu Okabe Jin’ya Nishikata Masahiko Harada Noriaki Kasai | 1994 Lillehammer | Mannschaft           |           |
| Kazuyoshi Funaki                                              | 1998 Nagano      | Normalschanze        |           |
| Noriaki Kasai                                                 | 2014 Sotschi     | Großschanze          |           |

| Name                                                 | Spiele           | Disziplin     | Anmerkung |
| ---------------------------------------------------- | ---------------- | ------------- | --------- |
| Seiji Aochi                                          | 1972 Sapporo     | Normalschanze |           |
| Masahiko Harada                                      | 1998 Nagano      | Großschanze   |           |
| Reruhi Shimizu Taku Takeuchi Daiki Itō Noriaki Kasai | 2014 Sotschi     | Mannschaft    |           |
| Sara Takanachi                                       | 2018 Pyeongchang | Normalschanze |           |

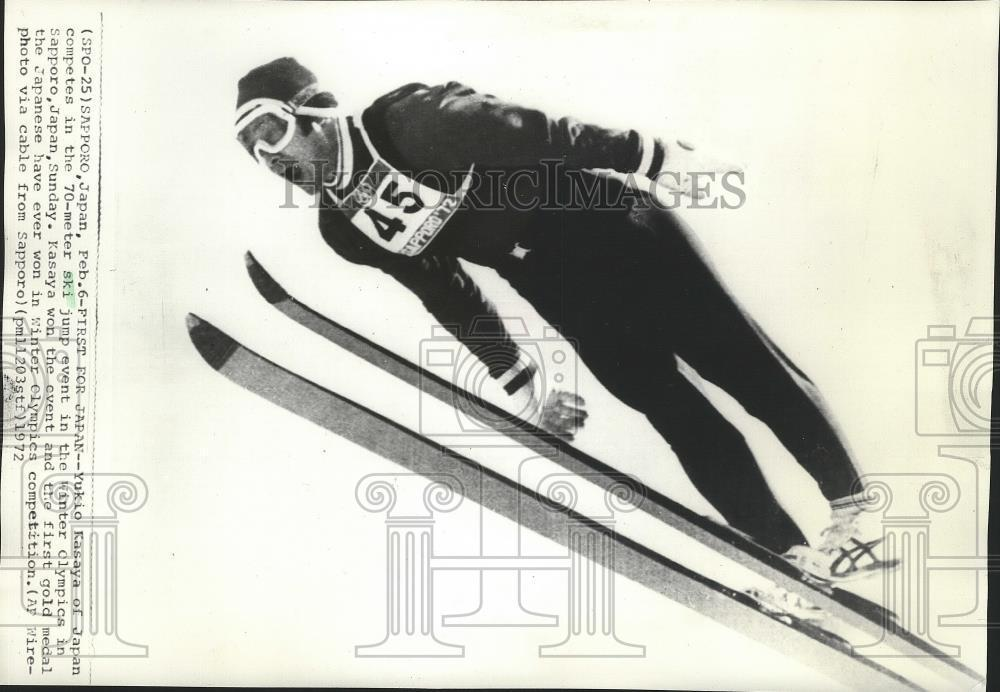
Yukio Kasaya, Olympiasieger 1972
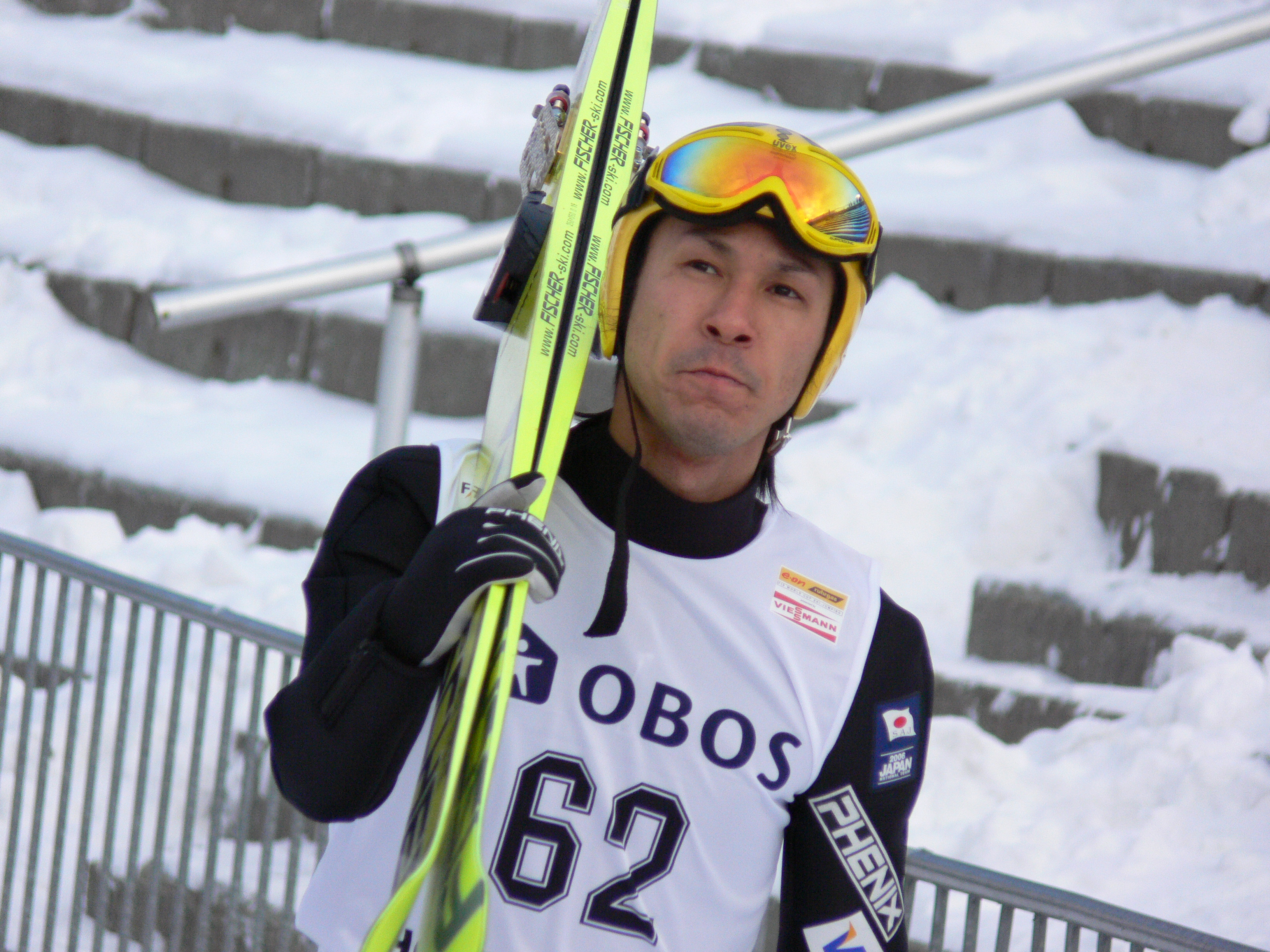
Noriaki Kasai, Silber 1994 und 2014, Bronze 2014
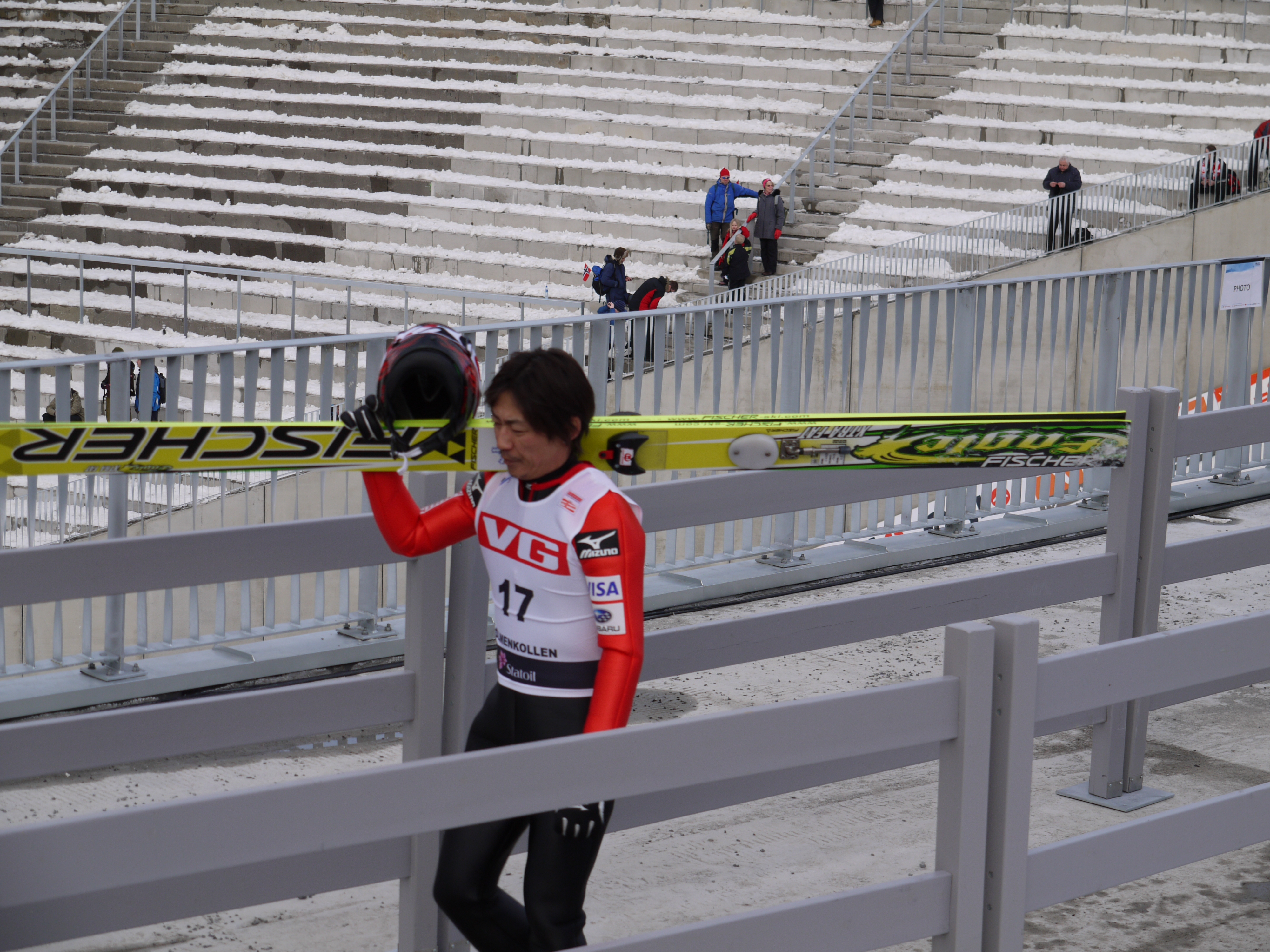
Takanobu Okabe, Olympiasieger 1998, Silber 1994
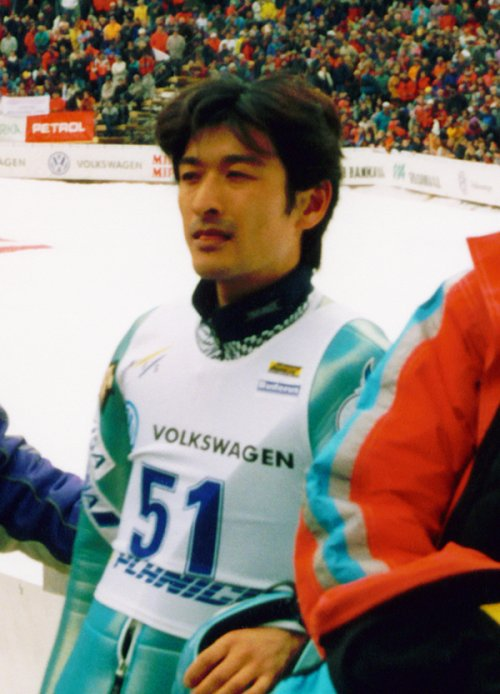
Hiroya Saitō, Olympiasieger 1998
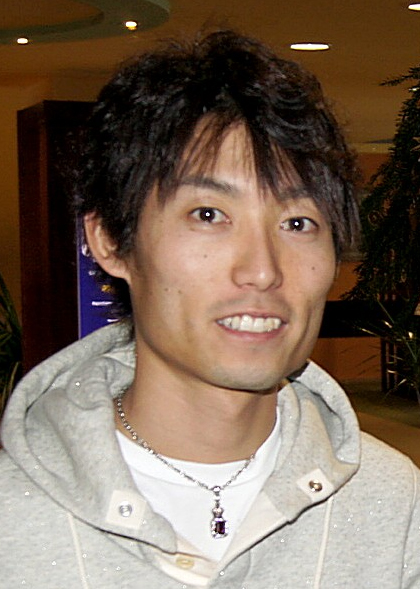
Daiki Itō, Bronze 2014
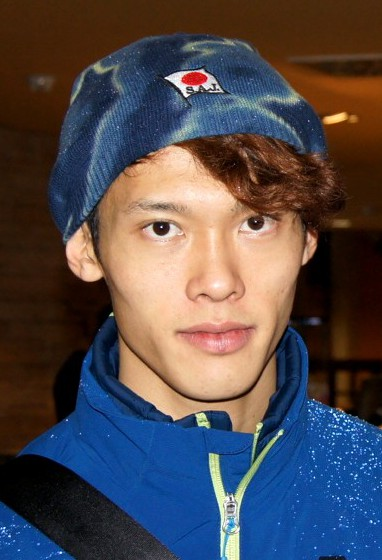
Taku Takeuchi, Bronze 2014
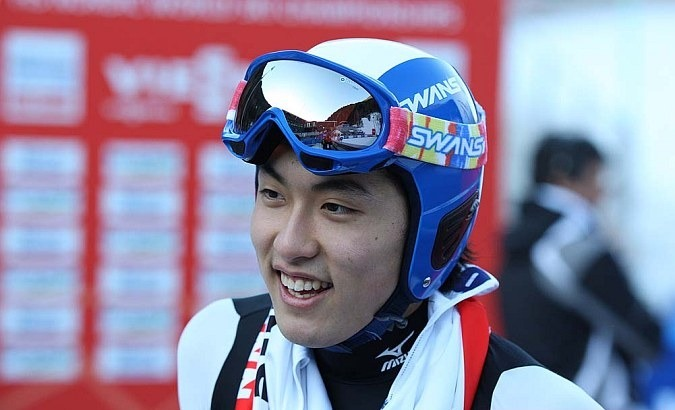
Reruhi Shimizu, Bronze 2014
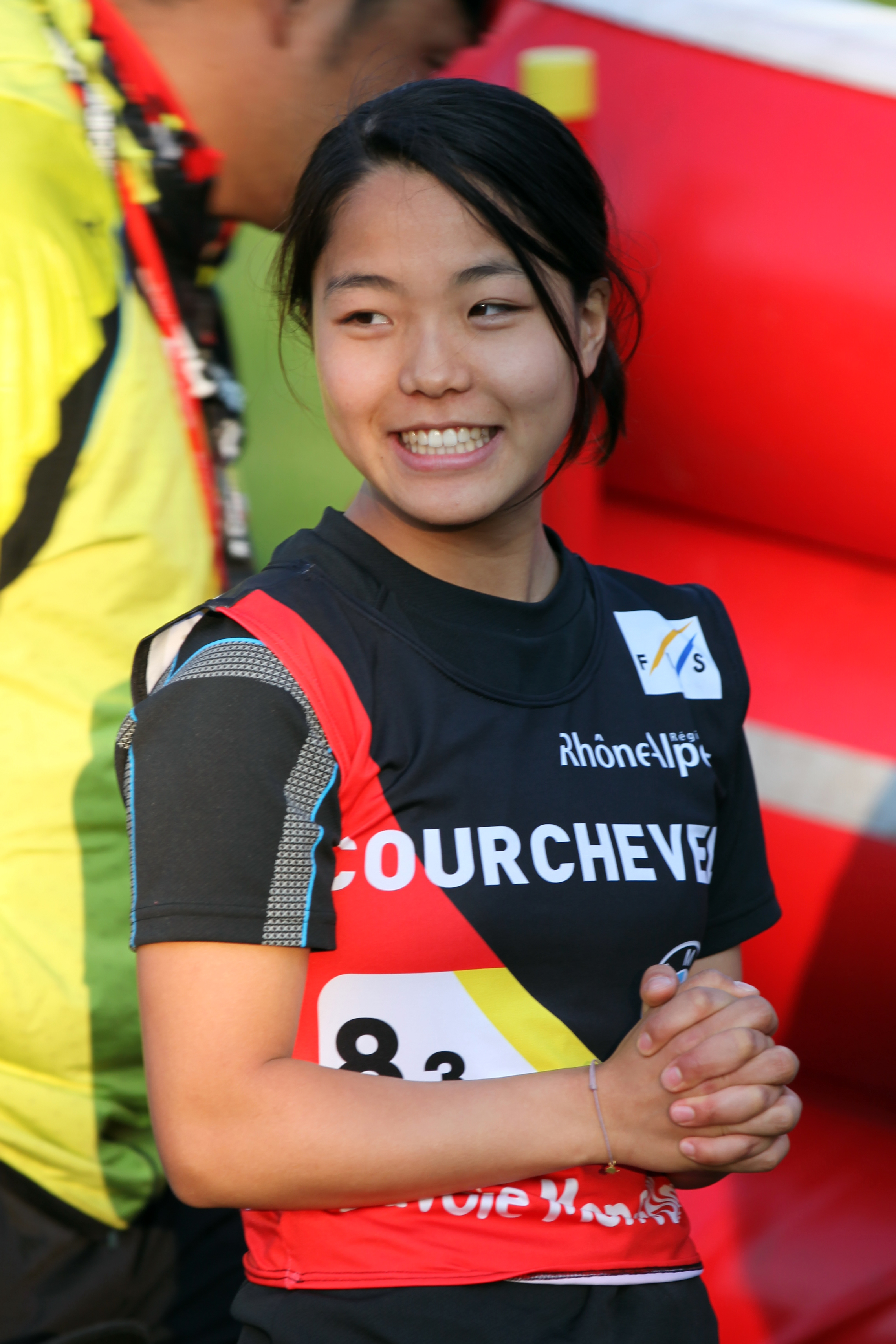
Sara Takanashi, Bronze 2018
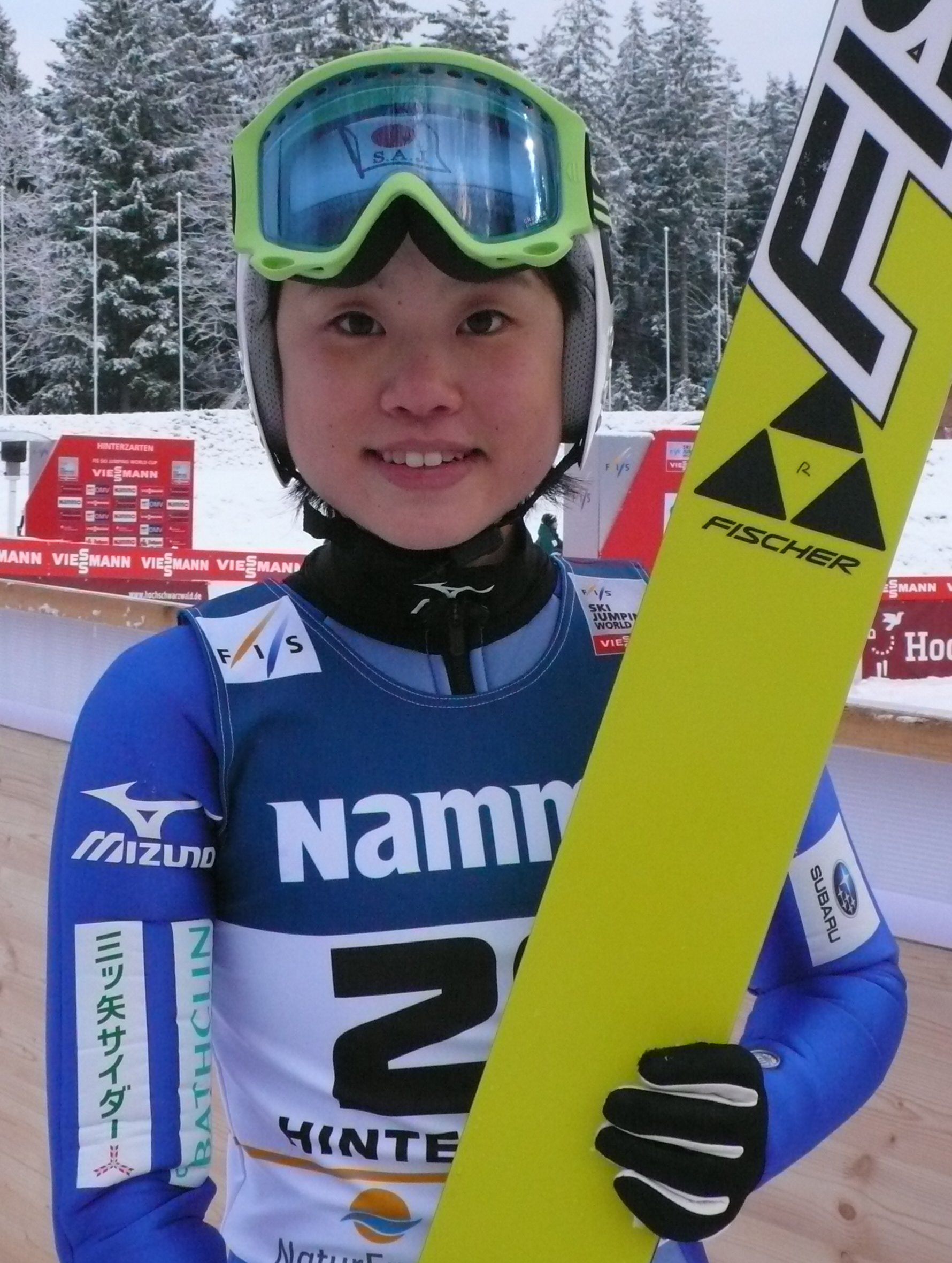
Yūki Itō

#### Snowboard
| Gelbes Symbol für Goldmedaillen mit stilisierten Olympischen Ringen | Graues Symbol für Silbermedaillen mit stilisierten Olympischen Ringen | Braundes Symbol für Bronzemedaillen mit stilisierten Olympischen Ringen |
| ------------------------------------------------------------------- | --------------------------------------------------------------------- | ----------------------------------------------------------------------- |
| —                                                                   | 3                                                                     | 1                                                                       |

Japanische Snowboarder sind seit 1998 bei Olympischen Winterspielen vertreten. 2002 erreichte Takaharu Nakai Platz 5 in der Halfpipe. Bei den Frauen wurde Yōko Miyake, ebenfalls in der Halfpipe, Achte. Im Boardercross erreichte Yuka Fujimori 2010 Platz 7. Neunte Plätze wurden durch Tomoka Takeuchi im Riesenslalom und durch Shiho Nakashima in der Halfpipe erreicht.
2010 wurde Kazuhiro Kokubo Achter in der Halfpipe. Sein Teamkamerad Ryō Aono lag direkt hinter ihm auf Rang 9. 2014 in Sotschi kam es zu den ersten Medaillengewinnen im Snowboard. Erste Medaillengewinner waren in der Halfpipe Ayumu Hirano mit Silber und Taku Hiraoka mit Bronze. Einige Tage später gewann Tomoka Takeuchi im Riesenslalom der Frauen eine weitere Silbermedaille. In der Halfpipe wurde Rana Okada Fünfte.
2018 in Pyeongchang gewann Ayumu Hirano erneut Silber in der Halfpipe. Bei den Frauen wurde Reira Iwabuchi Vierte im Big Air und Haruna Matsumoto Sechste in der Halfpipe.
| Name            | Spiele           | Disziplin    | Anmerkung              |
| --------------- | ---------------- | ------------ | ---------------------- |
| Ayumu Hirano    | 2014 Sotschi     | Halfpipe     | erster Medaillengewinn |
| Tomoka Takeuchi | 2014 Sotschi     | Riesenslalom |                        |
| Ayumu Hirano    | 2018 Pyeongchang | Halfpipe     |                        |

| Name         | Spiele       | Disziplin | Anmerkung |
| ------------ | ------------ | --------- | --------- |
| Taku Hiraoka | 2014 Sotschi | Halfpipe  |           |

### Jugendspiele

#### Jugend-Sommerspiele
Bei der ersten Austragung der Olympischen Jugend-Sommerspiele 2010 in Singapur gingen 71 Jugendliche, 25 Jungen und 46 Mädchen, an den Start. 16 Medaillen wurden gewonnen, davon acht Gold-, fünf Silber- und drei Bronzemedaillen.
Olympiasieger wurden im Freistilringen Yuki Takahashi im Leichtgewicht und Yū Miyahara im Fliegengewicht. Im Judo gewannen Ryosuke Igarashi im Schwergewicht und Miku Tashiro im Mittelgewicht. Weitere Olympiasiege schafften die Triathletin Yuka Satō und der Turner Yuya Kamoto im Einzelmehrkampf. Im Tischtennis gewann Kōki Niwa das Einzel der Jungen und, zusammen mit Ayuka Tanioka, das gemischte Doppel. Vier der fünf Silbermedaillen wurden von Leichtathleten gewonnen. Die Sprinter Masaki Nashimoto (100 Meter) und Keisuke Homma (200 Meter) wurden ebenso Zweite wie der Weitspringer Sho Matsubara und die 3000-Meter-Läuferin Moe Kyuma. Die fünfte Silbermedaille gewann der Turner Yuya Kamoto an den Ringen. Im Trampolinturnen gewannen Ginga Munetomo bei den Jungen und Chisato Doihata jeweils Bronze. Eine weitere Bronzemedaille holte die Schwimmerin Maya Hamano über 200 Meter Brust.
Eine Goldmedaille, die nicht in der Medaillenbilanz Japans berücksichtigt wird, gewann die Judoka Miku Tashiro mit dem gemischten Team Essen.
Vier Jahre später fanden die Jugend-Sommerspiele in Nanjing statt. 78 jugendliche Athleten, 40 Jungen und 38 Mädchen, gewannen 21 Medaillen, davon sieben Gold-, neun Silber- und fünf Bronzemedaillen.
Olympiasieger wurden die Freistilringer Yajyuro Yamasaki im Halbschwergewicht der Jungen und Mayu Mukaida im Mittelgewicht der Mädchen, die Leichtathleten Minoru Onogawa im 10-Kilometer-Gehen und Nozomi Takamatsu im 3000-Meter-Lauf, der Judoka Hifumi Abe im Leichtgewicht, der Schwimmer Ippei Watanabe über 200 Meter Brust und der Turner Kenya Yuasa am Reck. Silber ging an die Florettfechterin Karin Miyawaki, den Boxer Toshihiro Suzuki im Halbweltergewicht, den Tischtennisspieler Yūto Muramatsu im Einzel der Jungen und, zusammen mit Miyu Katō im gemischten Doppel, die Badmintonspielerin Akane Yamaguchi im Einzel der Mädchen, die Leichtathleten Kenta Oshima über 100 Meter und Yuji Hiramatsu im Weitsprung sowie die Turner Kenya Yuasa am Boden und Rana Nakano auf dem Trampolin der Mädchen. Bronze gewannen die Judoka Honoka Yamauchi im Fliegengewicht, der Boxer Subaru Murata im Halbfliegengewicht, die Leichtathletin Nagisa Mori im Speerwurf, die Turnerin Sae Miyakawa im Sprung und die Tennisspieler Ryotaro Matsumara und Jumpei Yamasaki im Doppel der Jungen.

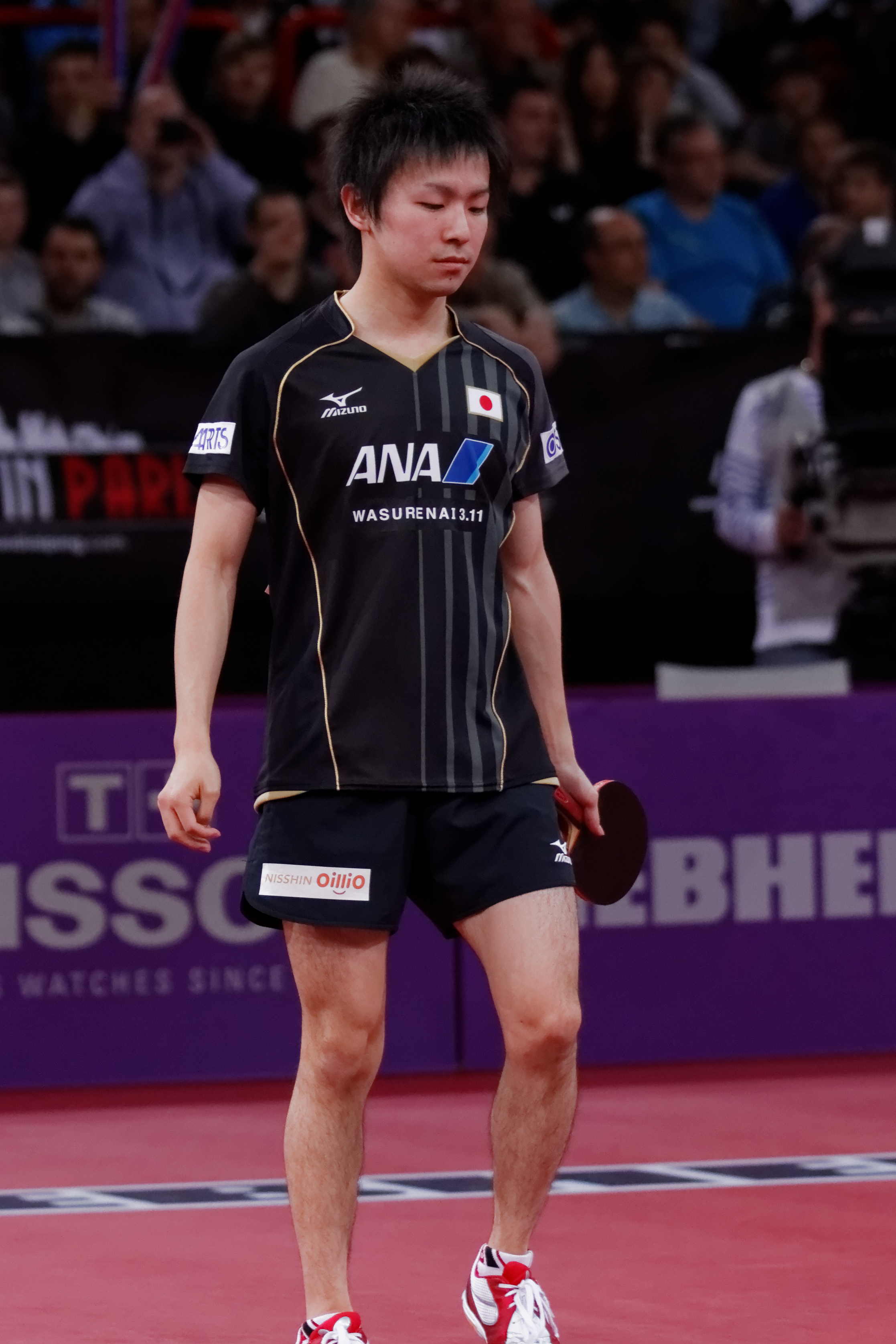
Koki Niwa, Olympiasieger 2010
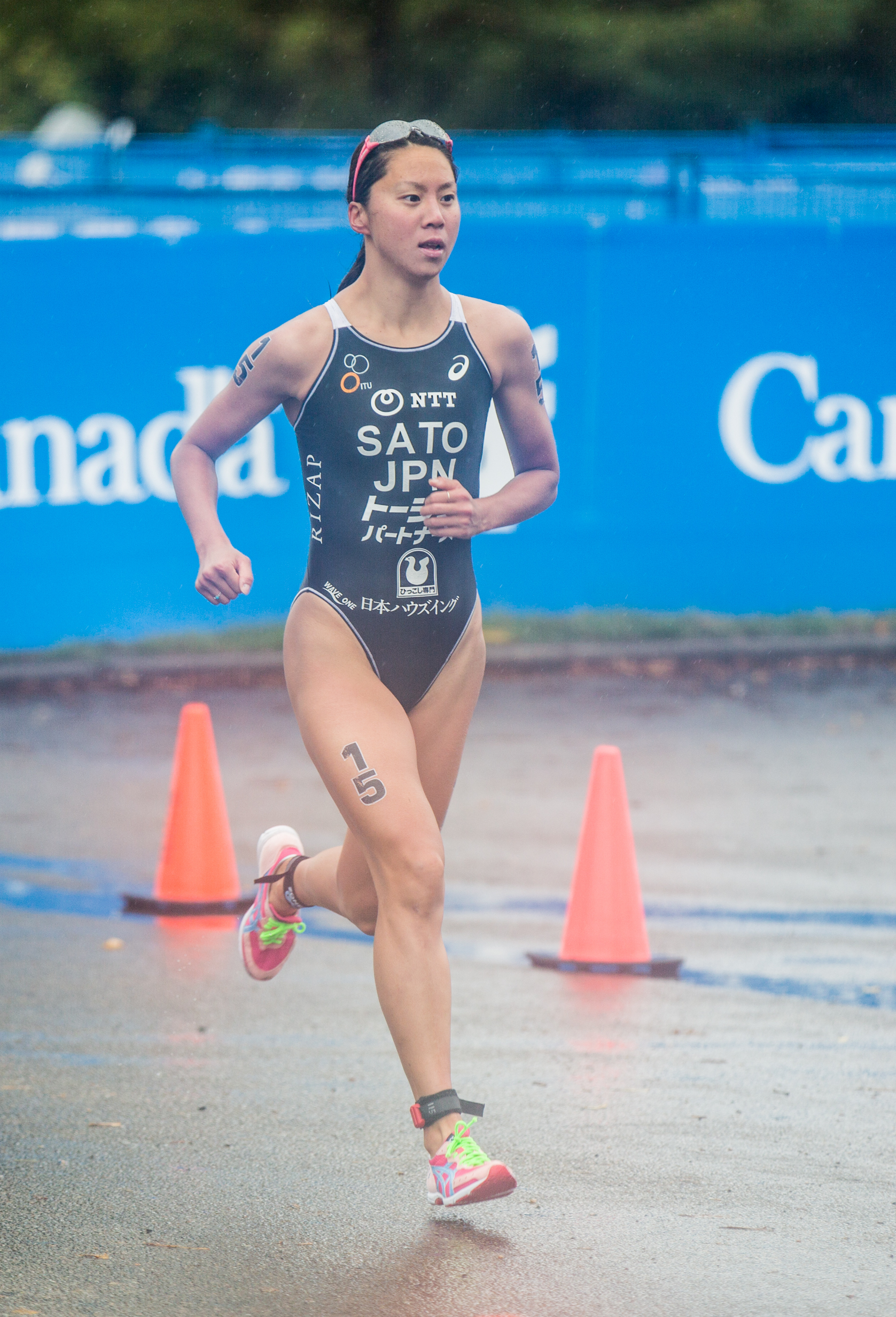
Yuka Satō, Olympiasiegerin 2010
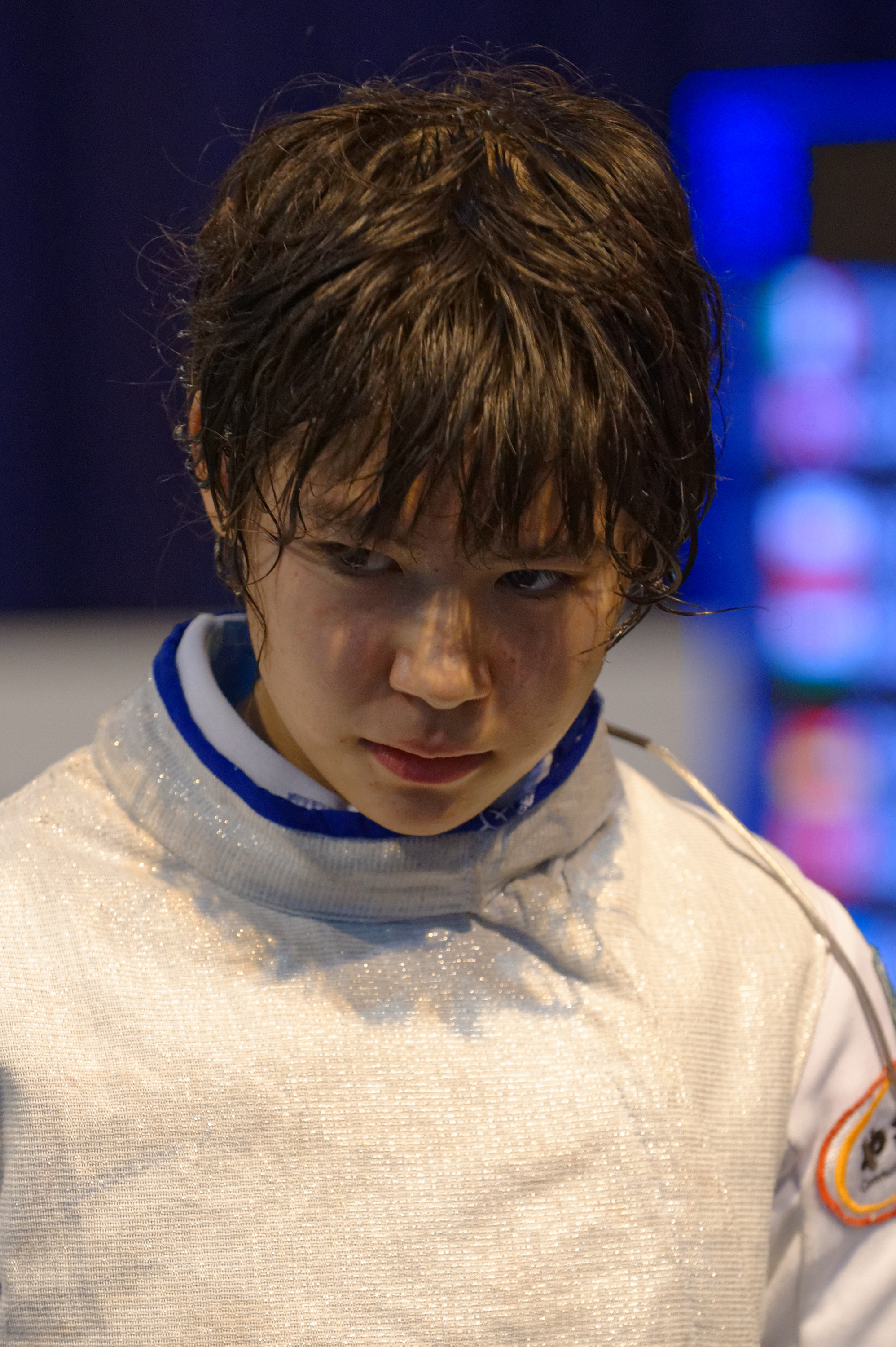
Karin Miyawaki, Silber 2014
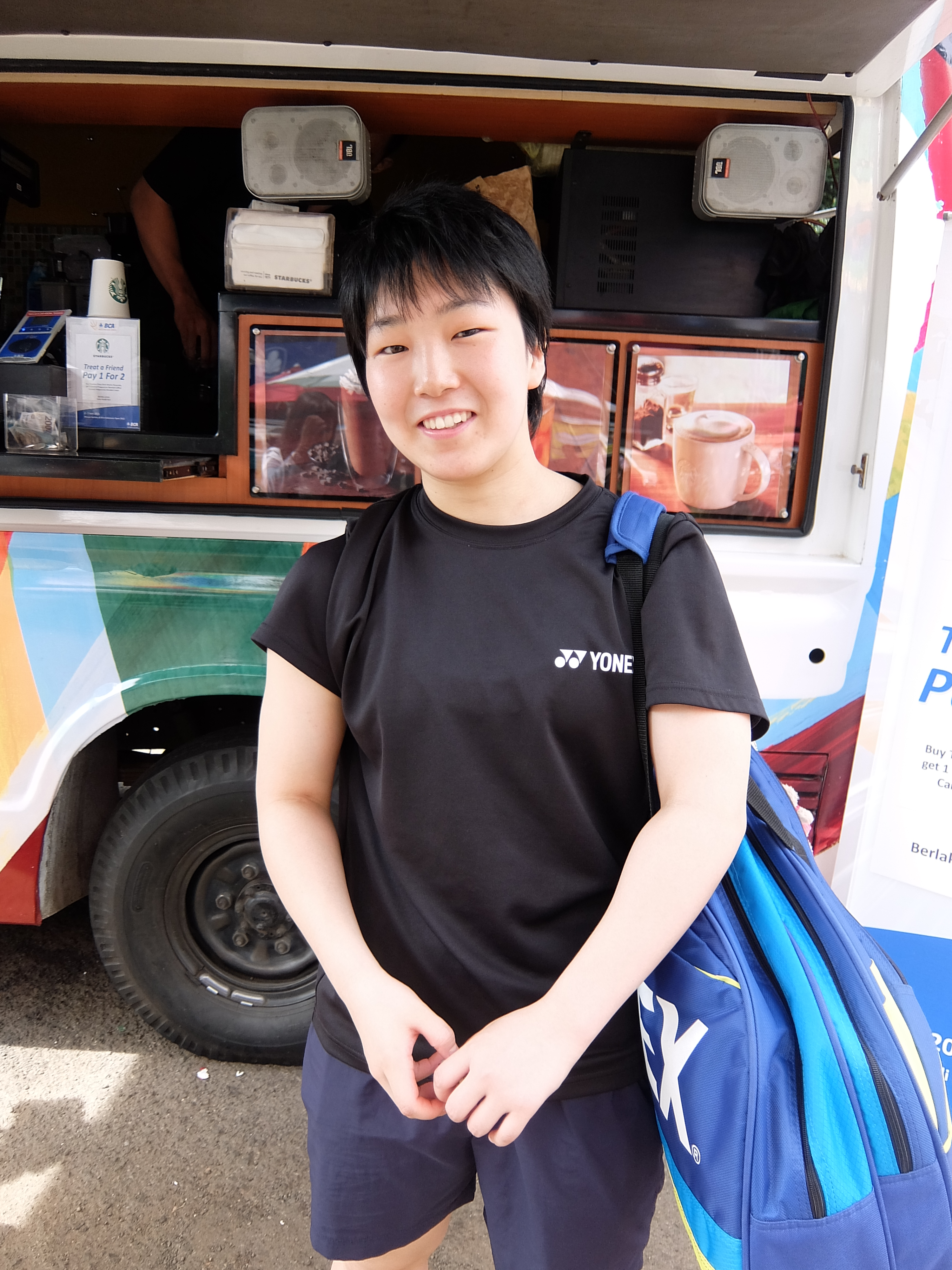
Akane Yamaguchi, Silber 2014
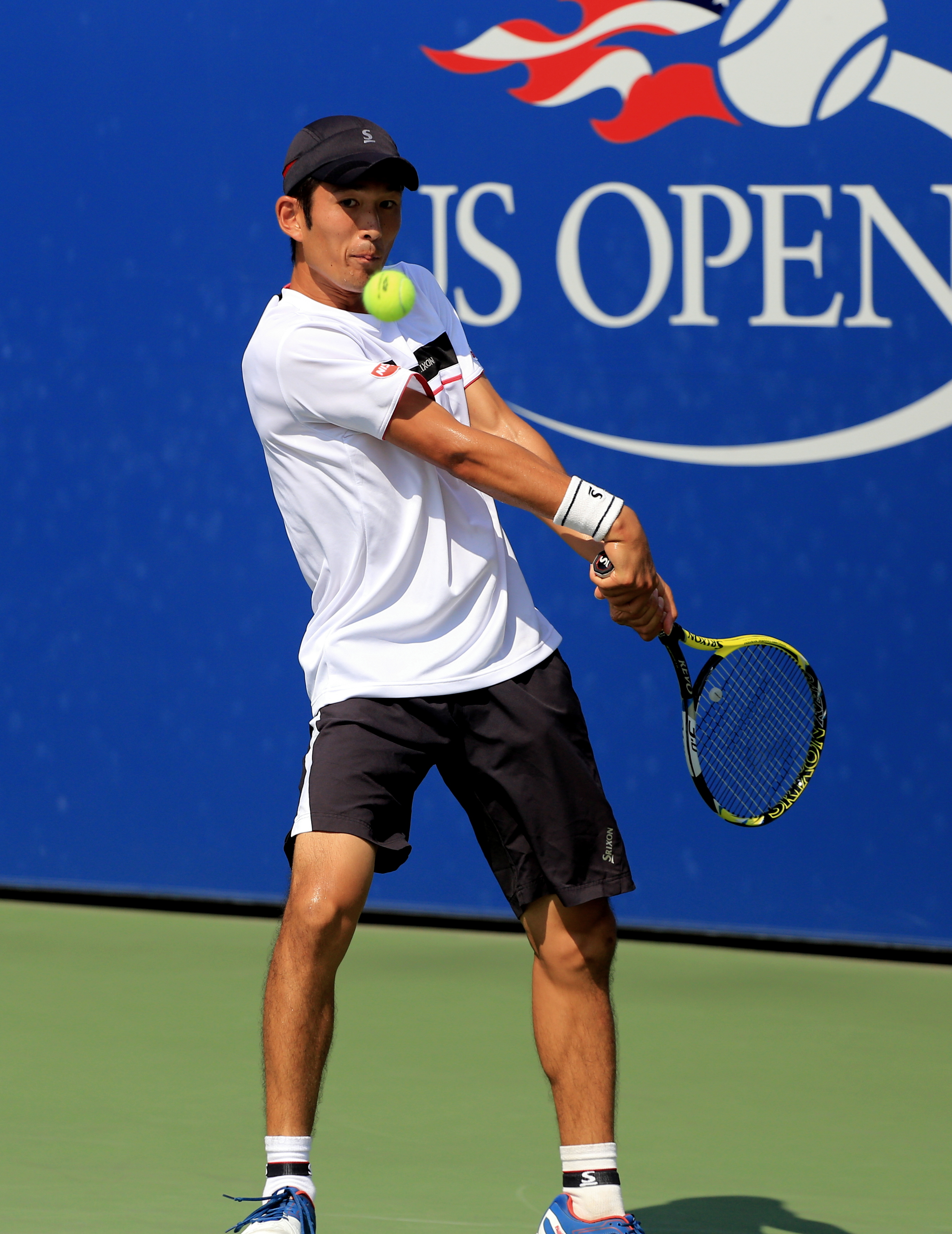
Jumpei Yamasaki, Bronze 2014

#### Jugend-Winterspiele
In Innsbruck fanden 2012 die ersten Jugend-Winterspiele statt. 33 Jugendliche, 19 Jungen und 14 Mädchen, konnten 16 Medaillen gewinnen, zwei Gold-, fünf Silber- und neun Bronzemedaillen.
Olympiasieger wurden die Skispringerin Sara Takanashi und die Snowboarderin Hikaru Ōe in der Halfpipe. Silber gewannen im Eisschnelllauf Seitarō Ichinohe über 3000 Meter der Jungen und im Massenstart und Rio Harada über 3000 Meter der Mädchen, der Skilangläufer Kentarō Ishikawa über 10 Kilometer klassisch sowie der Eiskunstläufer Shōma Uno im Einzel. Bronze ging an die Eisschnellläufer Toshihiro Kakui über 500 Meter und Seitarō Ichinohe über 1500 Meter der Jungen und Sumire Kikuchi über 1500 Meter und im Massenstart der Mädchen, die auch Bronze im Short Track über 1000 Meter gewann, den Skispringer Yukiya Satō, den Nordisch-Kombinierer Gō Yamamoto im Einzel, den Snowboarder Taku Hiraoka in der Halfpipe und den Eishockeyspieler Seiya Furukawa in der Skill Challenge.
2016 wurden die zweiten Jugend-Winterspiele in Lillehammer durchgeführt. 31 Jugendliche, 17 Jungen und 14 Mädchen, gingen an den Start. Diesmal konnten sechs Medaillen, davon zwei goldene und vier silberne, gewonnen werden.
Olympiasieger wurden der Eiskunstläufer Sōta Yamamoto im Einzel und die Eishockeyspielerin Sena Takenaka in der Skill Challenge. Silber holten die Eisschnellläufer Kazuki Sakakibara über 500 Meter und Daichi Horikawa über 1500 Meter der Jungen, der Shorttracker Kazuki Yoshinaga über 500 Meter und der alpine Skirennfahrer Yohei Koyama im Riesenslalom.
Drei Medaillen, je eine Gold-, Silber- und Bronzemedaille, gewannen japanische Jugendliche in gemischten Teams. Diese Medaillen werden nicht in der japanischen Medaillenbilanz berücksichtigt. Im Curling wurde Yako Matsuzawa, die mit dem Schweizer Phillip Hösli ein gemischtes Team bildete, Olympiasiegerin. Zwei Shorttracker liefen in gemischten Staffeln und gewannen Silber und Bronze. Kiichi Shigehiro lief mit ihrer Staffel zur Silber-, Kazuki Yoshinaga mit seiner Staffel zur Bronzemedaille.

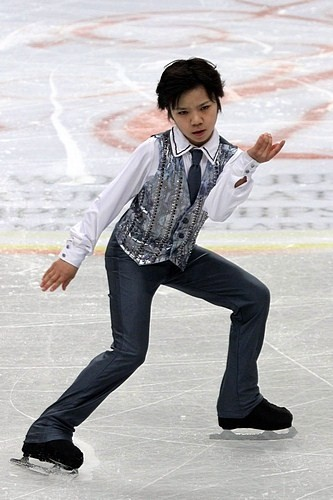
Shōma Uno, Silber 2012
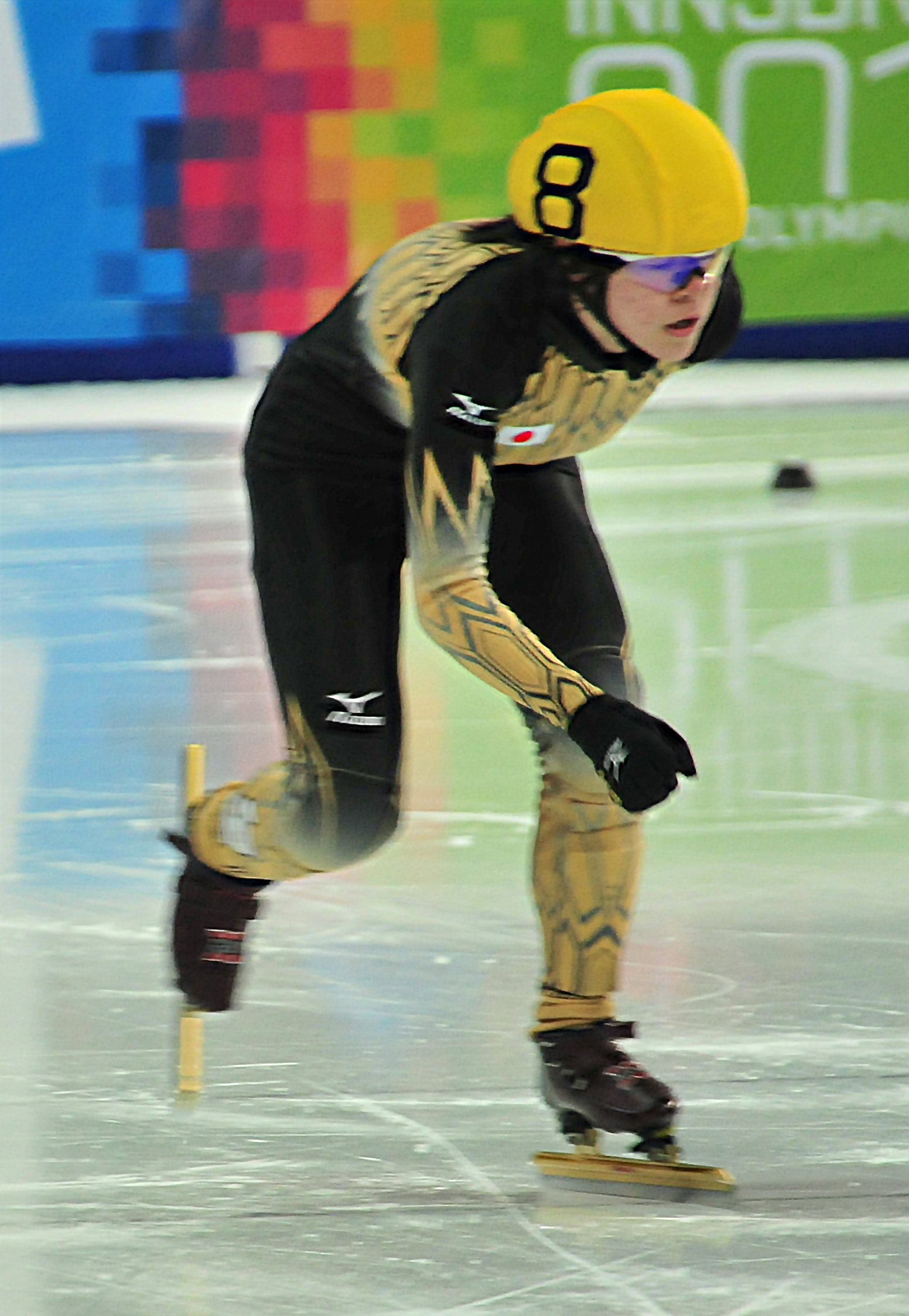
Sumire Kikuchi, Bronze 2012
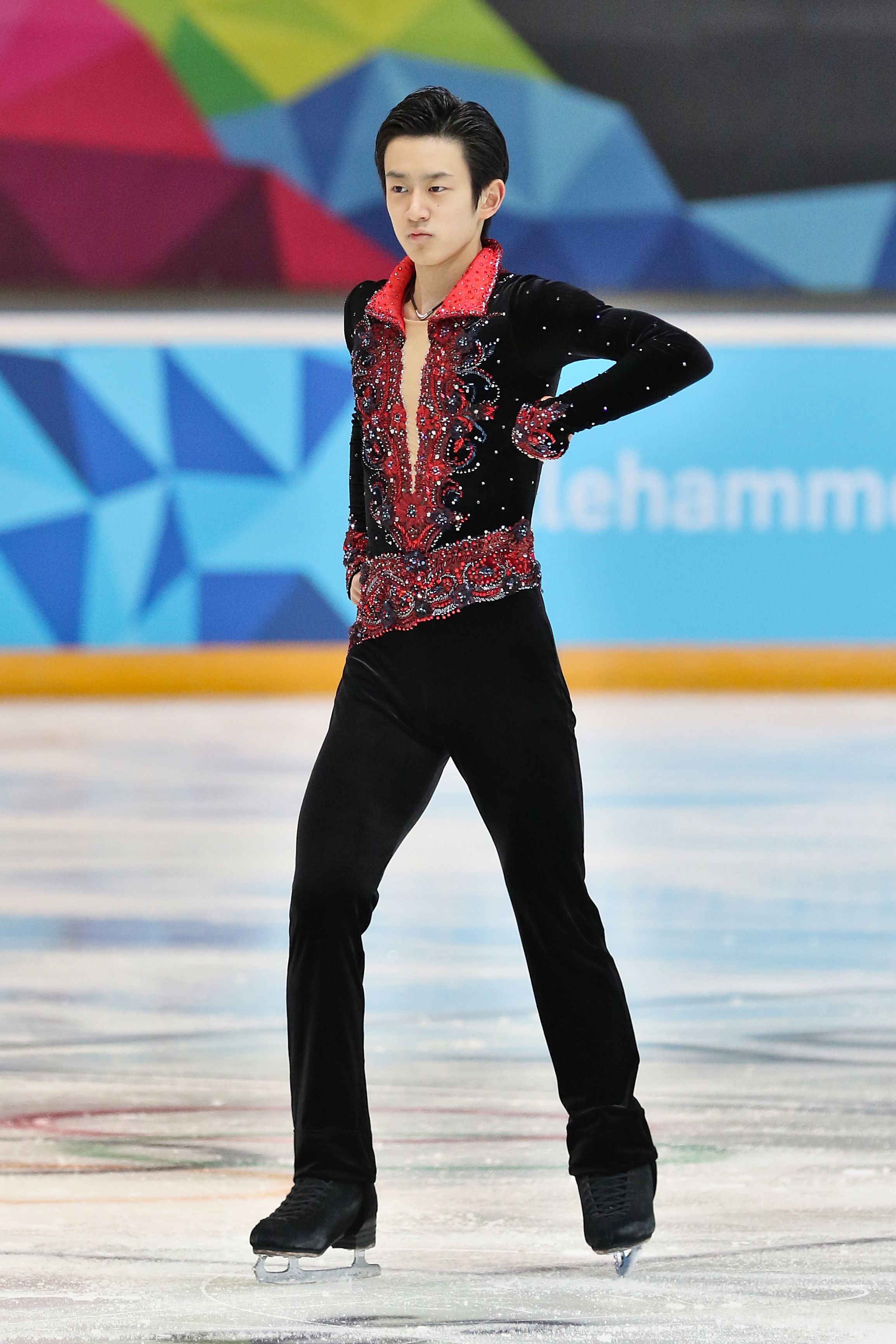
Sōta Yamamoto, Olympiasieger 2016
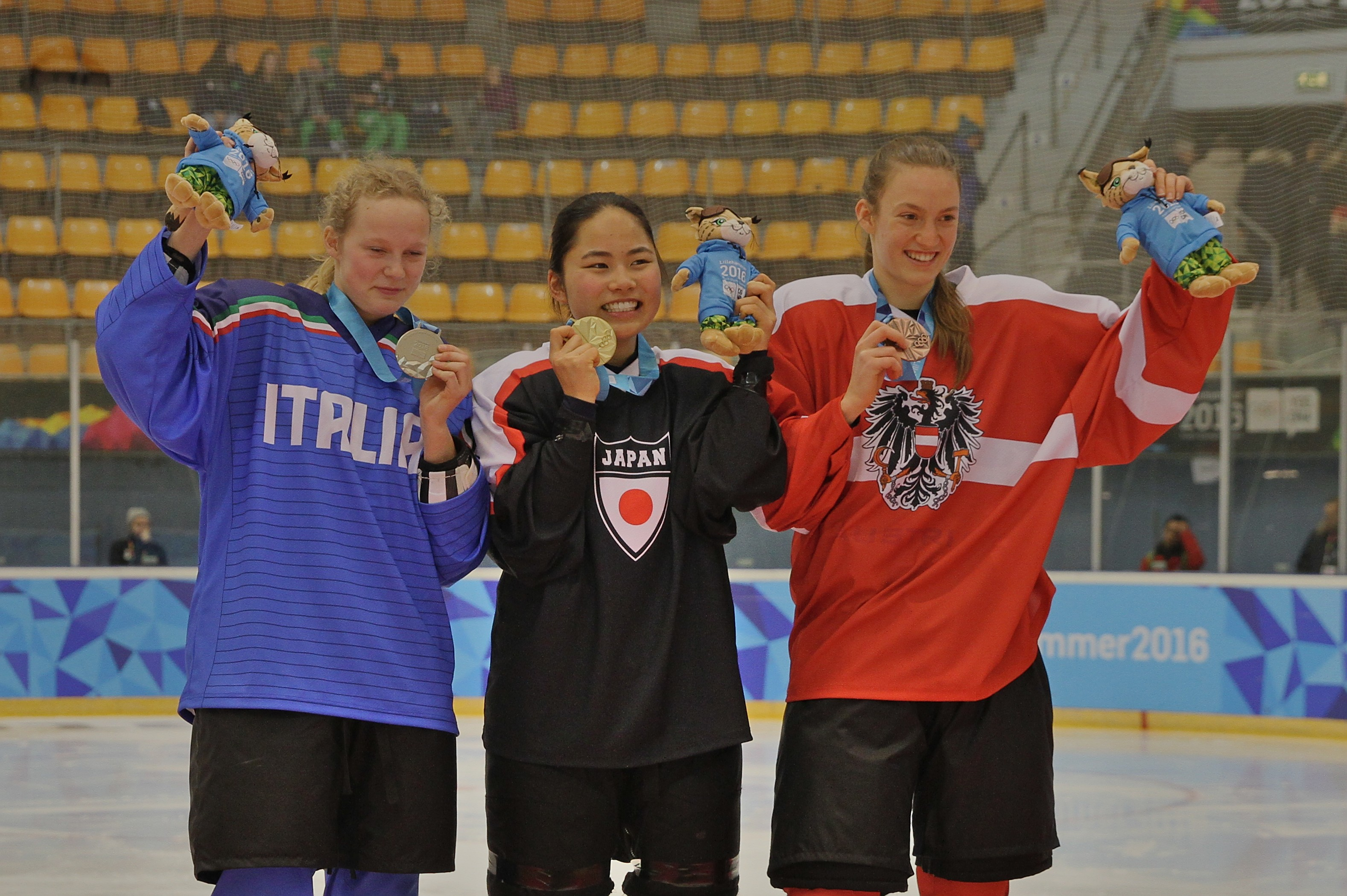
Siegerehrung 2016: in der Mitte mit Gold Sena Takenaka
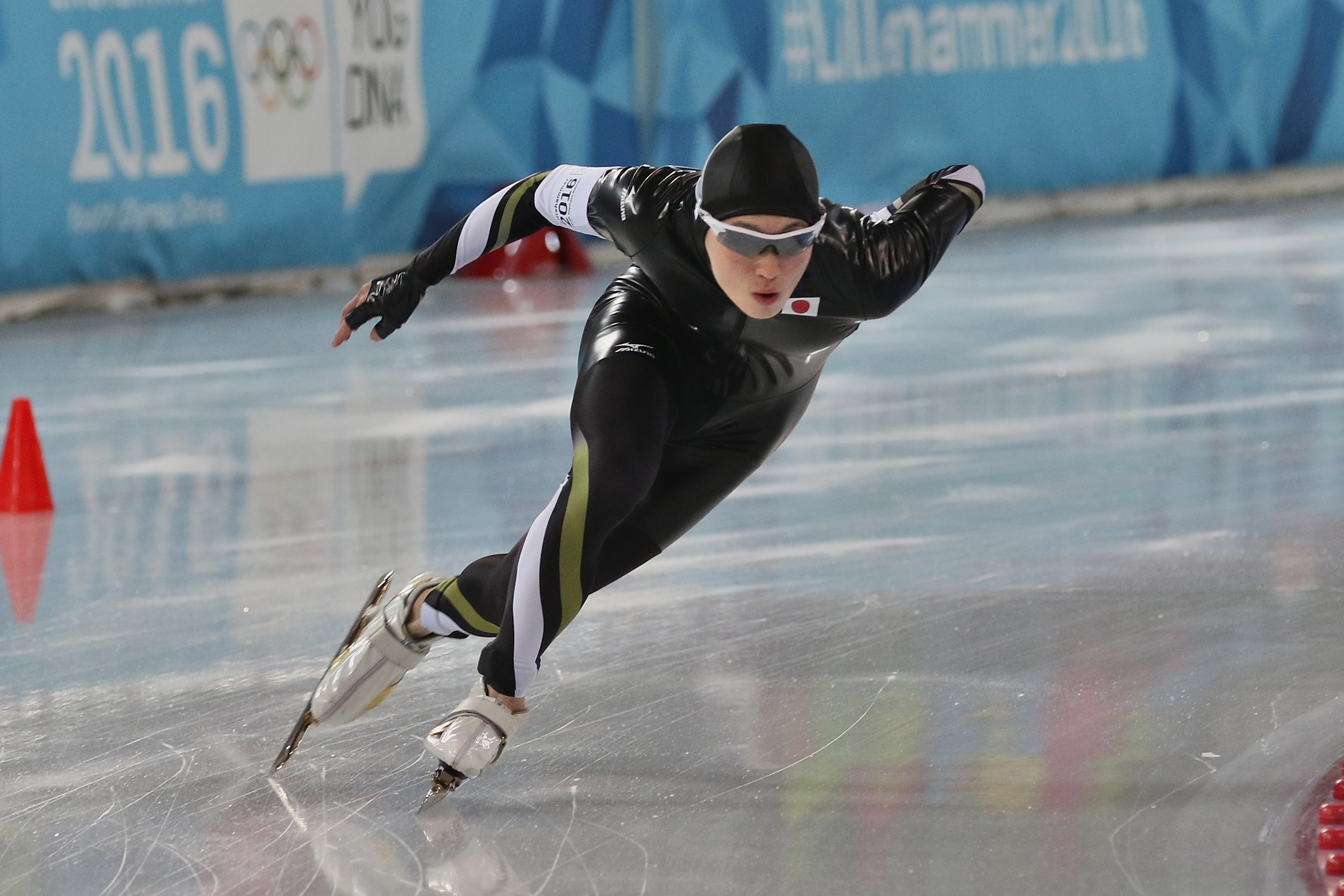
Kazuki Sakakibara, Silber 2016
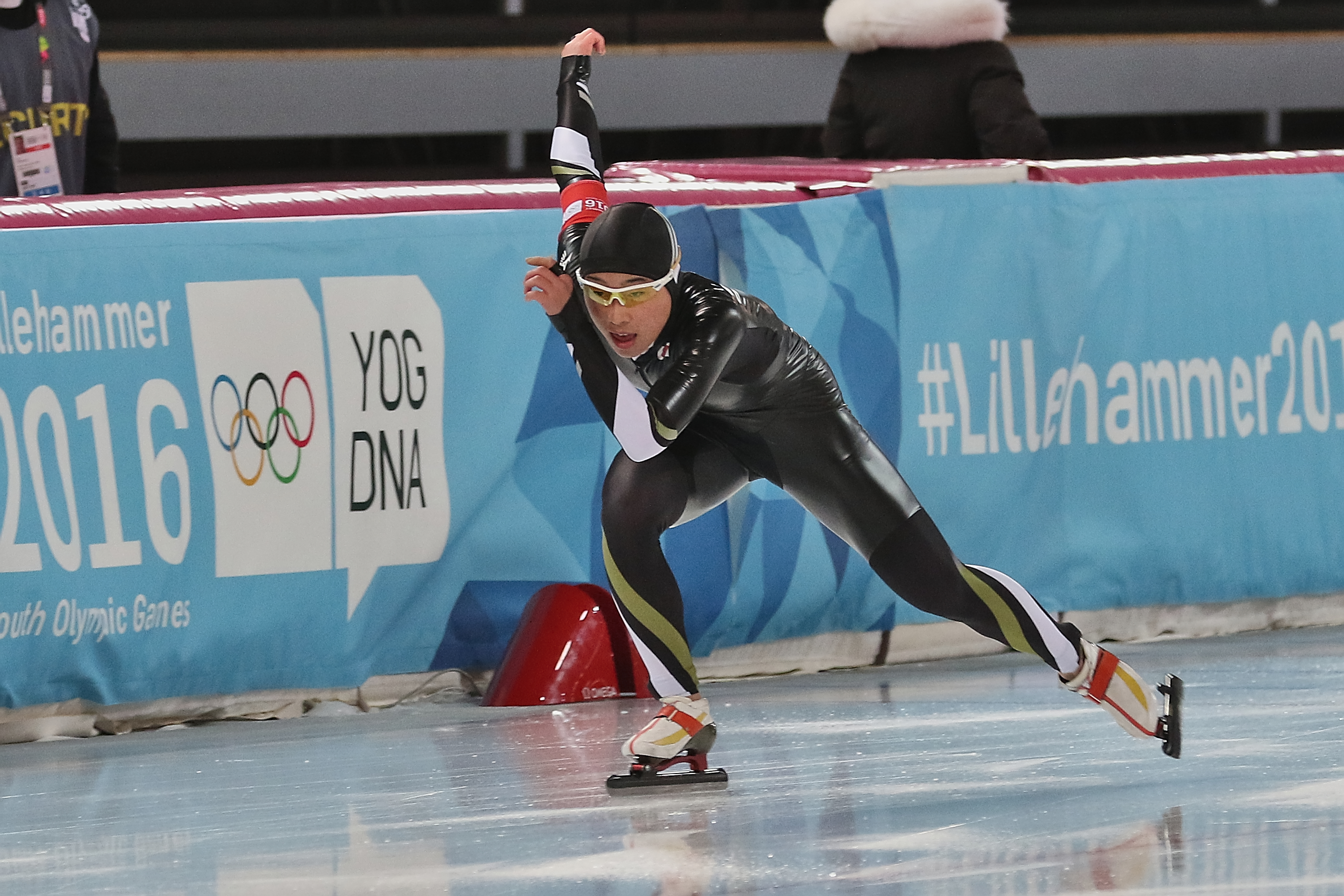
Daichi Horikawa, Silber 2016

## Teilnehmer nach Sportart

### Sommerspiele
| Sportart           | Jahr | Jahr | Jahr | Jahr | Jahr | Jahr | Jahr | Jahr | Jahr | Jahr | Jahr | Jahr | Jahr | Jahr | Jahr | Jahr | Jahr | Jahr | Jahr | Jahr | Jahr | Jahr |
| Sportart           | 1912 | 1920 | 1924 | 1928 | 1932 | 1936 | 1952 | 1956 | 1960 | 1964 | 1968 | 1972 | 1976 | 1984 | 1988 | 1992 | 1996 | 2000 | 2004 | 2008 | 2012 | 2016 |
| ------------------ | ---- | ---- | ---- | ---- | ---- | ---- | ---- | ---- | ---- | ---- | ---- | ---- | ---- | ---- | ---- | ---- | ---- | ---- | ---- | ---- | ---- | ---- |
| Badminton          |      |      |      |      |      |      |      |      |      |      |      |      |      |      |      | 11   | 7    | 9    | 11   | 10   | 11   | 9    |
| Baseball           |      |      |      |      |      |      |      |      |      |      |      |      |      |      |      | 20   | 20   | 24   | 24   | 24   |      |      |
| Basketball         |      |      |      |      |      | 8    |      | 11   | 12   | 12   |      | 12   | 24   |      |      |      | 12   |      | 12   |      |      | 12   |
| Beach-Volleyball   |      |      |      |      |      |      |      |      |      |      |      |      |      |      |      |      | 6    | 4    | 2    | 4    | 2    | 4    |
| Bogenschießen      |      |      |      |      |      |      |      |      |      |      |      | 4    | 4    | 5    | 6    | 6    | 5    | 5    | 6    | 5    | 6    | 4    |
| Boxen              |      |      |      | 2    | 5    | 5    | 2    | 3    | 5    | 9    | 4    | 4    | 6    | 7    | 7    | 4    | 3    | 2    | 1    | 2    | 4    | 2    |
| Fechten            |      |      |      |      |      |      | 1    | 1    | 5    | 15   | 5    | 5    | 8    | 9    | 10   | 6    | 4    | 4    | 5    | 7    | 10   | 6    |
| Fußball            |      |      |      |      |      | 12   |      | 11   |      | 13   | 16   |      |      |      |      |      | 33   | 16   | 33   | 34   | 35   | 17   |
| Gewichtheben       |      |      |      |      |      |      | 1    | 5    | 7    | 7    | 7    | 9    | 9    | 9    | 10   | 10   | 7    | 8    | 4    | 6    | 5    | 17   |
| Golf               |      |      |      |      |      |      |      |      |      |      |      |      |      |      |      |      |      |      |      |      |      | 4    |
| Handball           |      |      |      |      |      |      |      |      |      |      |      | 12   | 24   | 15   |      |      |      |      |      |      |      |      |
| Hockey             |      |      |      |      | 11   | 11   |      |      | 14   | 13   | 14   |      |      |      |      |      |      |      | 16   | 14   | 16   | 16   |
| Judo               |      |      |      |      |      |      |      |      | 4    |      | 6    | 6    | 8    | 7    | 14   | 14   | 14   | 14   | 14   | 14   | 14   | 14   |
| Kanusport          |      |      |      |      |      |      |      |      |      | 12   | 2    | 5    | 3    | 5    | 8    | 6    | 8    | 2    | 5    | 9    | 8    | 14   |
| Leichtathletik     | 2    | 11   | 8    | 16   | 34   | 46   | 19   | 20   | 20   | 64   | 19   | 19   | 15   | 22   | 29   | 31   | 32   | 40   | 38   | 37   | 44   | 51   |
| Moderner Fünfkampf |      |      |      |      |      |      |      |      | 2    | 3    | 3    | 3    | 3    | 3    | 3    | 1    |      |      |      | 1    | 3    | 3    |
| Radsport           |      |      |      |      |      |      | 4    | 1    | 5    | 15   | 1    | 3    | 5    | 9    | 12   | 12   | 8    | 10   | 11   | 14   | 9    | 10   |
| Reiten             |      |      |      | 4    | 5    | 4    | 1    | 2    | 3    | 10   | 4    | 5    | 7    | 6    | 10   | 9    | 9    | 8    | 4    | 6    | 8    | 10   |
| Ringen             |      |      | 1    | 1    | 7    | 5    | 5    | 8    | 16   | 16   | 15   | 20   | 20   | 20   | 20   | 16   | 12   | 8    | 13   | 10   | 13   | 10   |
| Rugby Sevens       |      |      |      |      |      |      |      |      |      |      |      |      |      |      |      |      |      |      |      |      |      | 25   |
| Rudern             |      |      |      | 6    | 14   | 16   | 5    | 9    | 14   | 26   | 10   | 3    | 9    | 6    | 12   | 13   | 11   | 8    | 4    | 4    | 5    | 4    |
| Schießen           |      |      |      |      |      |      | 1    | 6    | 8    | 10   | 6    | 6    | 11   | 15   | 14   | 11   | 9    | 9    | 9    | 5    | 4    | 8    |
| Schwimmen          |      | 2    | 6    | 10   | 23   | 21   | 22   | 19   | 21   | 38   | 20   | 15   | 15   | 25   | 28   | 28   | 36   | 30   | 29   | 40   | 38   | 44   |
| Segeln             |      |      |      |      |      | 3    | 1    |      | 6    | 11   |      | 3    | 5    | 8    | 13   | 7    | 10   | 10   | 10   | 9    | 9    | 7    |
| Softball           |      |      |      |      |      |      |      |      |      |      |      |      |      |      |      |      | 15   | 15   | 14   | 15   |      |      |
| Taekwondo          |      |      |      |      |      |      |      |      |      |      |      |      |      |      |      |      |      | 2    | 1    | 1    | 2    | 1    |
| Tennis             |      | 2    | 4    |      |      |      |      |      |      |      |      |      |      |      | 4    | 5    | 7    | 5    | 4    | 3    | 3    | 6    |
| Tischtennis        |      |      |      |      |      |      |      |      |      |      |      |      |      |      | 7    | 8    | 8    | 9    | 8    | 6    | 6    | 6    |
| Triathlon          |      |      |      |      |      |      |      |      |      |      |      |      |      |      |      |      |      | 6    | 5    | 5    | 5    | 4    |
| Turnen             |      |      |      |      | 6    | 8    | 6    | 12   | 12   | 12   | 12   | 12   | 12   | 14   | 14   | 11   | 15   | 17   | 10   | 21   | 17   | 19   |
| Volleyball         |      |      |      |      |      |      |      |      |      | 21   | 20   | 24   | 24   | 24   | 24   | 24   | 12   |      | 11   | 24   | 12   | 12   |
| Wasserball         |      |      |      |      | 8    | 8    |      |      | 7    | 8    | 9    | 11   |      | 13   |      |      |      |      |      |      |      | 12   |
| Wasserspringen     |      | 1    |      | 1    | 4    | 5    | 2    | 4    | 5    | 9    | 4    | 3    | 3    | 3    | 4    | 3    | 3    | 1    | 2    | 2    | 1    | 3    |

### Winterspiele
| Sportart              | Jahr | Jahr | Jahr | Jahr | Jahr | Jahr | Jahr | Jahr | Jahr | Jahr | Jahr | Jahr | Jahr | Jahr | Jahr | Jahr | Jahr | Jahr | Jahr | Jahr | Jahr |
| Sportart              | 1928 | 1932 | 1936 | 1952 | 1956 | 1960 | 1964 | 1968 | 1972 | 1976 | 1980 | 1984 | 1988 | 1992 | 1994 | 1998 | 2002 | 2006 | 2010 | 2014 | 2018 |
| --------------------- | ---- | ---- | ---- | ---- | ---- | ---- | ---- | ---- | ---- | ---- | ---- | ---- | ---- | ---- | ---- | ---- | ---- | ---- | ---- | ---- | ---- |
| Biathlon              |      |      |      |      |      |      | 2    | 4    | 4    | 5    | 4    | 4    | 4    | 3    | 2    | 8    | 8    | 9    | 2    | 5    | 6    |
| Bobsport              |      |      |      |      |      |      |      |      | 8    | 4    | 2    | 4    | 4    | 4    | 5    | 9    | 5    | 4    | 6    | 4    |      |
| Curling               |      |      |      |      |      |      |      |      |      |      |      |      |      |      |      | 10   | 4    | 5    | 5    | 5    | 10   |
| Eishockey             |      |      | 9    |      |      | 17   | 17   | 18   | 19   | 18   | 20   |      |      |      |      | 42   |      |      |      | 20   | 23   |
| Eiskunstlauf          |      | 2    | 5    |      |      | 3    | 4    | 5    | 4    | 3    | 3    | 4    | 5    | 6    | 4    | 7    | 4    | 6    | 8    | 10   | 9    |
| Eisschnelllauf        |      | 4    | 7    | 6    | 5    | 8    | 8    | 12   | 13   | 9    | 8    | 9    | 13   | 15   | 17   | 18   | 20   | 19   | 19   | 17   | 16   |
| Freestyle Ski         |      |      |      |      |      |      |      |      |      |      |      |      |      | 1    | 3    | 7    | 8    | 9    | 10   | 9    | 11   |
| Nordische Kombination | 1    | 3    | 3    | 1    | 2    | 4    | 3    | 4    | 4    | 2    | 2    | 2    | 3    | 4    | 4    | 5    | 5    | 5    | 5    | 5    | 5    |
| Rodeln                |      |      |      |      |      |      |      |      | 7    | 5    | 2    | 4    | 5    | 3    | 3    | 6    | 4    | 5    | 3    | 1    |      |
| Shorttrack            |      |      |      |      |      |      |      |      |      |      |      |      |      | 8    | 5    | 11   | 10   | 10   | 8    | 7    | 10   |
| Skeleton              |      |      |      |      |      |      |      |      |      |      |      |      |      |      |      |      |      |      |      |      | 3    |
| Ski Alpin             |      |      | 3    | 2    | 2    | 4    | 5    | 7    | 10   | 4    | 4    | 4    | 6    | 6    | 5    | 10   | 6    | 8    | 2    | 2    | 4    |
| Skilanglauf           | 5    | 6    | 5    | 2    | 1    | 4    | 4    | 6    | 11   | 3    | 1    | 4    | 4    | 6    | 7    | 11   | 12   | 9    | 6    | 6    | 2    |
| Skispringen           | 1    | 4    | 4    | 4    | 2    | 4    | 4    | 5    | 5    | 5    | 4    | 4    | 4    | 4    | 4    | 5    | 5    | 5    | 4    | 8    | 9    |
| Snowboard             |      |      |      |      |      |      |      |      |      |      |      |      |      |      |      | 7    | 9    | 13   | 11   | 8    | 16   |

## Medaillen nach Sportart

### Sommerspiele
| Sportart       | Gold | Silber | Bronze | Gesamt |
| Judo           | 39   | 19     | 26     | 84     |
| Ringen         | 32   | 21     | 16     | 69     |
| Turnen         | 31   | 33     | 34     | 98     |
| Schwimmen      | 22   | 30     | 42     | 94     |
| Leichtathletik | 7    | 8      | 10     | 25     |
| Volleyball     | 3    | 3      | 3      | 9      |
| Gewichtheben   | 2    | 3      | 9      | 14     |
| Boxen          | 2    | 0      | 3      | 5      |
| Schießen       | 1    | 2      | 3      | 6      |
| Badminton      | 1    | 1      | 1      | 3      |
| Softball       | 1    | 1      | 1      | 3      |
| Reiten         | 1    | 0      | 0      | 1      |
| Bogenschießen  | 0    | 3      | 2      | 5      |
| Tischtennis    | 0    | 2      | 2      | 4      |
| Tennis         | 0    | 2      | 1      | 3      |
| Fechten        | 0    | 2      | 0      | 2      |
| Radsport       | 0    | 1      | 3      | 4      |
| Baseball       | 0    | 1      | 2      | 3      |
| Fußball        | 0    | 1      | 1      | 2      |
| Segeln         | 0    | 1      | 1      | 2      |
| Hockey         | 0    | 1      | 0      | 1      |
| Kanusport      | 0    | 0      | 1      | 1      |
| Taekwondo      | 0    | 0      | 1      | 1      |
| Gesamt         | 142  | 135    | 162    | 439    |

### Winterspiele
| Sportart              | Gold | Silber | Bronze | Gesamt |
| Eisschnelllauf        | 4    | 7      | 10     | 21     |
| Skispringen           | 3    | 5      | 4      | 12     |
| Eiskunstlauf          | 3    | 3      | 1      | 7      |
| Nordische Kombination | 2    | 3      | 0      | 5      |
| Freestyle Ski         | 1    | 0      | 3      | 4      |
| Short Track           | 1    | 0      | 2      | 3      |
| Snowboarding          | 0    | 3      | 1      | 4      |
| Ski Alpin             | 0    | 1      | 0      | 1      |
| Curling               | 0    | 0      | 1      | 1      |
| Gesamt                | 14   | 22     | 22     | 58     |

## Medaillenspiegel
|                         |     |     |     | Gesamt | Rang |
| ----------------------- | --- | --- | --- | ------ | ---- |
| Olympische Sommerspiele | 142 | 135 | 162 | 439    | 11   |
| Olympische Winterspiele | 14  | 22  | 22  | 58     | 14   |
| Gesamt                  | 156 | 157 | 184 | 497    | 11   |